# Valladolid
Valladolid es un municipio y ciudad española situada en el cuadrante noroeste de la península ibérica, capital de la provincia de Valladolid y sede de las Cortes y el Gobierno autonómicos de Castilla y León.
Cuenta con una población de 300 618 habitantes (INE 2024). Su área metropolitana, conformada por 23 municipios, es la 18.ª de España, con una población de 417 110 habitantes (INE 2024). Tiene un área de influencia socioeconómica directa de más de 600 000 personas; dista solamente  47 km de Palencia y otros municipios importantes.
Aunque existen indicios de asentamientos pertenecientes al Paleolítico inferior, y yacimientos vacceos y tardorromanos, Valladolid no tuvo una población estable hasta la repoblación de la cuenca del Duero, cuando Alfonso VI entregó a su valido Pedro Ansúrez su señorío, en 1072. Durante la Edad Media fue sede de la corte de Castilla y fue dotada de ferias y Fuero Real y de distintas instituciones como iglesia colegial -elevada a rango de Catedral en 1595-, Universidad, Real Audiencia y Chancillería o Casa de la Moneda.
Carlos I hizo de Valladolid capital política y, posteriormente, entre 1601 y 1606, fue capital del Imperio español hasta que esta función pasó definitivamente a Madrid.
A partir de entonces se inicia un período de decadencia hasta la pujanza de la industria harinera y la llegada del ferrocarril a mediados del siglo XIX a cuyo amparo aparecen los primeros establecimientos siderúrgicos y la circulación del capital que dieron lugar en 1857 a la creación del Banco de Valladolid.
En 1854, se funda El Norte de Castilla, decano de la prensa diaria española. Tras la posguerra, la ciudad experimenta un importante cambio, debido a la instalación de industrias automovilísticas y de otros sectores.
En Valladolid, Fernando III fue proclamado rey de Castilla y se casaron los Reyes Católicos, nacieron Enrique IV, Felipe II, Felipe IV y Ana de Austria (reina de Francia). Magallanes firmó las capitulaciones de la primera circunnavegación del mundo y murió Colón. En ella Cervantes terminó de escribir el Quijote, trabajó Quevedo y establecieron sus talleres los más grandes imagineros y orfebres del Renacimiento hispano.
Conserva en su casco antiguo un conjunto histórico compuesto por palacios, casas nobles, iglesias, plazas, avenidas y parques, junto con un patrimonio museístico en el que destacan el Museo Nacional de Escultura, el Museo de Arte Contemporáneo Patio Herreriano o el Museo Oriental, así como las casas-museo de José Zorrilla, Colón y de Cervantes. Entre los acontecimientos que cada año se celebran en la ciudad destacan su Semana Santa, la Semana Internacional de Cine de Valladolid (SEMINCI), la Feria Internacional de Turismo de Interior (INTUR), Pingüinos, el Concurso Nacional de Pinchos y Tapas Ciudad de Valladolid o el Festival de Teatro y Artes de Calle (TAC).
Su estratégica posición y comunicación por medio de una amplia red de autovías, alta velocidad (AVE), ferrocarril convencional, aeropuerto, y su carácter de nodo logístico en el Corredor Atlántico europeo, seguirán permitiendo su especialización como polo industrial de Castilla y León.

## Topónimo
Sobre el origen del nombre hay varias teorías pero poca evidencia. Una teoría afirma que en la época andalusí se llamó Balad al-Walīd بلد الوليد, exónimo árabe usado actualmente y que significa «puebla de Walid» o «villa de Ulit» en alusión quizá al califa omeya Walid I, que gobernaba el Imperio islámico en el momento de la conquista árabe, pero más probablemente a algún posible gobernante o propietario árabe local llamado Walid o cristiano con dicho nombre (sea cual sea el caso, este común nombre árabe Ulit se castellanizaría en Olit u Olid). En muy estrecha relación con esta hipótesis, existe también la posible etimología mixta romance-árabe (caso no infrecuente en la península) de «Vallis Oleti» o «Valle de Olit». que habría evolucionado hasta la forma, esta ya sí documentada, de «Valledolit». Otro posible origen pudiera ser «Vallis olivetum», es decir, «Valle de los Olivos», aunque dado el clima con fríos inviernos y con frecuentes heladas entrada ya la primavera que tiene la ciudad no es muy probable que hubiera gran cantidad de olivos en la zona. Otra teoría afirma que el origen de la palabra proviene de la expresión romana «Vallis tolitum» («Valle de Aguas»), ya que por la ciudad pasan el río Pisuerga y el río Esgueva, que antes de su canalización, en el siglo XIX, se extendía por varios ramales. Otra teoría parte del gentilicio «vallisoletano», que se cree que provendría de «valle del sol» o «valle soleado». Pero es improbable, porque este gentilicio deriva del nombre latino de la ciudad empleado desde la baja Edad Media, «Vallisoletum», que es de creación artificial, para su uso en documentos oficiales o eclesiales en topónimos sin precedente en era romana, como es también el caso de «Matritus» o «Albasitum».
También existe la teoría de Valladolid como contracción de «valle de lid», lugar, por su llanura, donde se reunían los clanes y tribus prerromanos para sus enfrentamientos armados.
El historiador Ángel Montenegro Duque sostiene que bien podría ser la «Tola» del itinerario de Antonino de Ptolomeo, y apunta al origen céltico del topónimo, por la raíz «tollo» («lugar de aguas»). Pero, siendo un poblado de los vacceos, «Vaccea Tollit» («Solevantado de los Vacceos», o «lugar elevado de los vacceos») parece un nombre más probable que «valle tollitum», dado que «Tolitum» evoluciona a «Toledo». El origen latino de Valladolid sería así un caso de falso amigo entre «Tollo» y «Tollere». «Vaccea Tollit» parece el origen etimológico de «Vallatolit» (siglo XI), que fonéticamente evolucionó de forma natural a «Valladolid».

### Pucela

Juana de Arco, «la Pucelle», ha inspirado la leyenda de la aparición del término Pucela

El término «Pucela» se utiliza también, de forma popular, para denominar a la ciudad. De la procedencia de esta palabra existen varias teorías, que sitúan su aparición en el siglo XV.
- Se cuenta que en el siglo XV, unos cuantos caballeros vallisoletanos fueron con sus huestes a Francia, a luchar del lado de Juana de Arco en contra de los ingleses. A Juana de Arco la conocían como la «Doncella de Orleans». En francés, doncella se dice «pucelle», y en el castellano que se hablaba en aquella época, la palabra era muy parecida: «pucela». Según Luis Calabia,[17] periodista y cronista oficial de Valladolid, al terminar la guerra, los caballeros volvieron a Valladolid y comenzaron a contar sus hazañas y galanteos, y todo lo sucedido con la pucela de Orleans. A partir de entonces empezaron a llamarles «pucelanos», y de ahí salió el epónimo de «Pucela». Pero no existe ningún documento que avale la existencia de estos caballeros y su participación en la guerra de los Cien Años.
- El profesor de la Universidad de Valladolid Celso Almuiña tiene una segunda teoría: Valladolid se encuentra en un valle y está regada por el río Pisuerga, el río Esgueva y el canal de Castilla.[18] Por lo tanto, es una charca en mitad de un entorno seco. Esa charca bien se puede llamar poza, o su diminutivo pozuela, del cual derivaría «Pucela».
- El folclorista Joaquín Díaz sostiene que el término Pucela viene por la exclusividad que tuvo la ciudad con la distribución de puzolana (cemento romano), por lo cual los vallisoletanos eran conocidos como «pucelanos».[19][20]

### Pintia
Por último, se encuentra el término de «Pintia», que parece tener un origen mucho más culto. Cerca de Peñafiel, en la localidad de Padilla de Duero, se encuentran las ruinas de una importante ciudad, presuntamente celta: Pintia, perteneciente al pueblo prerromano de los vacceos. El identificar a Valladolid con esta ciudad proviene del Renacimiento y la costumbre que imperaba en aquella época de relacionarlo todo con las civilizaciones antiguas. Posteriormente, se demostró la inexistencia de dicha relación.

## Geografía

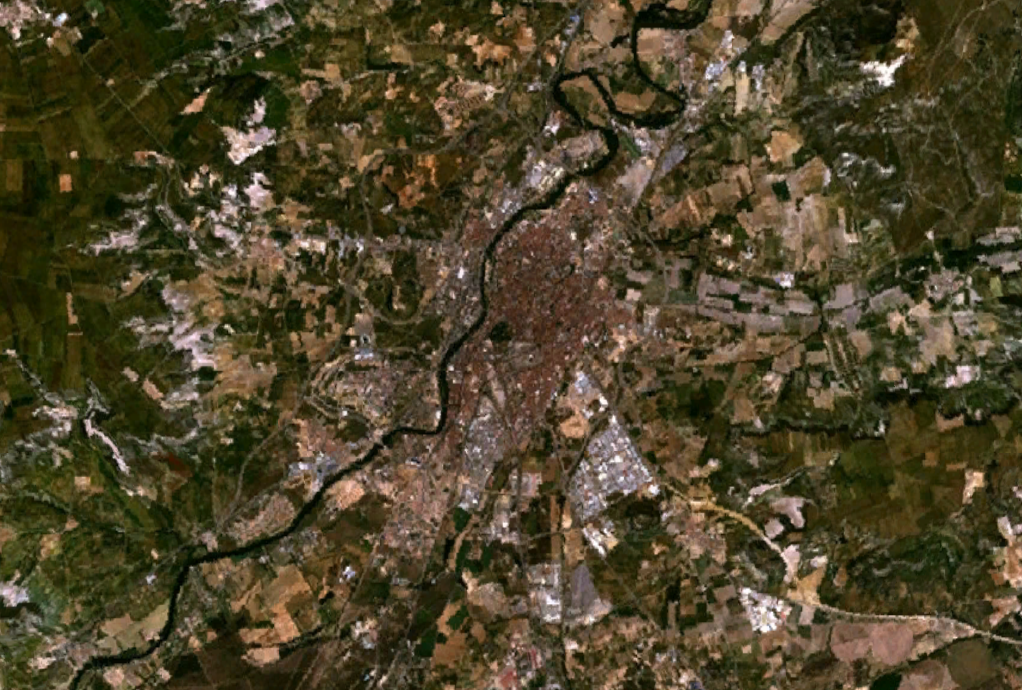
Vista satélite de la ciudad

La ciudad de Valladolid se encuentra en la mitad norte de la península ibérica. Está situada en el centro de la Meseta Norte, división de la Meseta Central, por lo que presenta un paisaje típico, llano y con escasa vegetación. El relieve vallisoletano lo conforma una llanura interrumpida por pequeñas series de colinas que originan un paisaje montañoso de cerros testigos como el de San Cristóbal (843 m), a pocos kilómetros de la capital. Las coordenadas de la ciudad son 41°38′ N 4.º 43' O. La altitud del centro de la ciudad es de 690 m s. n. m., mientras que la altitud máxima del municipio es de 863 m s. n. m., la cual se da al noreste, entre Páramo de Cabezón y Barco de San Pedro; y la altitud mínima es de 671 m s. n. m., la cual se da en el último tramo del río Duero dentro del municipio, a unos metros de su confluencia con el río Pisuerga.
El término municipal cuenta con dos exclaves, uno al norte de Villanubla (Navabuena) y otro al oeste de Ciguñuela (El Rebollar).
| Noroeste: Villanubla                               | Norte: Fuensaldaña, Cigales y Santovenia de Pisuerga | Nordeste: Cabezón de Pisuerga y Castronuevo de Esgueva |
| Oeste: Zaratán, Arroyo de la Encomienda y Simancas |                                                      | Este: Renedo de Esgueva y La Cistérniga                |
| Suroeste: Villanueva de Duero                      | Sur: Viana de Cega y Villanueva de Duero             | Sureste: Laguna de Duero y Boecillo                    |

Su céntrica situación en la Meseta Norte le hace estar casi equidistante del resto de las capitales de Castilla y León. Palencia está a 50 kilómetros, Zamora a 104 kilómetros, Segovia a 117 kilómetros, Salamanca a 121 kilómetros, Burgos a 127 kilómetros, Ávila a 138 kilómetros, León a 139 kilómetros y Soria a 208 kilómetros.

### Clima

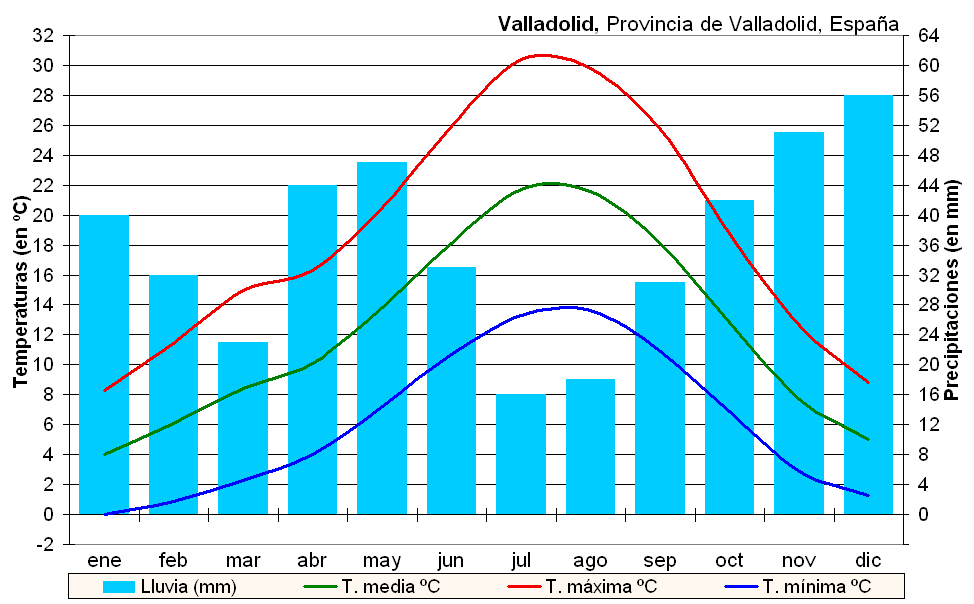
Climograma de Valladolid

El clima de Valladolid es mediterráneo continentalizado. De acuerdo a la clasificación climática de Köppen el clima de Valladolid en el periodo de referencia 1981-2010 es, en general, de tipo Csa (mediterráneo). Sin embargo, la temperatura media en julio y agosto supera solo ligeramente los 22 °C en la zona urbana (concretamente en el observatorio de Valladolid), pero este valor baja de los 22 °C en algunas zonas del municipio de mayor altitud, a las afueras, dándose así en esos lugares un clima de tipo Csb (mediterráneo de veranos suaves). El clima de Valladolid está determinado en gran medida por la ubicación de la ciudad en el centro de la cuenca sedimentaria del Duero, que, al estar casi completamente rodeada de montañas que la aíslan del mar, tiene un clima extremado y seco para lo que cabría esperar a casi 700 m de altitud y a solo 190 kilómetros del mar Cantábrico en línea recta. Las montañas que delimitan la meseta retienen los vientos y las lluvias, excepto por el Oeste, por donde la ausencia de grandes montañas permite un pasillo abierto al océano Atlántico y es por aquí, por Portugal, por donde penetran la mayoría de las precipitaciones que llegan a Valladolid. Los vientos del norte llegan a Valladolid secos y fríos, mientras que los del sur suelen ser cálidos y húmedos, pero es por el oeste y suroeste por donde suele llegar la lluvia a Valladolid. Los vientos predominantes en Valladolid son los del suroeste, y así se ve reflejado por ejemplo en la orientación de la pista del aeropuerto de Villanubla.
Las precipitaciones están repartidas de forma bastante irregular a lo largo del año, si bien hay un mínimo acusado en verano y un máximo en otoño y primavera. La precipitación anual es de 433 mm y la humedad relativa media a lo largo del año es del 64 %. Al año hay 2624 horas de sol y 67 días de lluvia.
En cuanto a las temperaturas tal vez lo más destacado sea la importante oscilación térmica diaria. Las diferencias térmicas entre el día y la noche superan en muchas ocasiones los 20 grados. La temperatura media anual es de 12,7 °C. Los inviernos son fríos con frecuentes nieblas y heladas (56 días de heladas de media). La ciudad cuenta con 9 días de nieve al año; aunque son infrecuentes las grandes nevadas por la particular situación geográfica de la ciudad. En las calmas anticiclónicas de invierno, principalmente en las largas noches de diciembre y enero, la inversión térmica produce nieblas, que pueden no levantar en todo el día. Es en diciembre y enero cuando puede aparecer la cencellada. La primavera en sus comienzos aún tiene el frío del invierno, para pasar a ser bastante suave y agradable a medida que nos acercamos al verano. Los veranos son, por lo general, calurosos y secos, con máximas entre 30 °C y 35 °C, pero mínimas suaves, superando ligeramente los 14 °C. En la ciudad es posible registrar alguna noche con mínima tropical superior a 20 °C. Los otoños son por lo general lluviosos. En sus días se alternan las tardes suaves con temperaturas que rondan los 20-23 °C al principio del otoño, con días más frescos e incluso fríos a medida que se va acercando el invierno. Los récords de temperaturas son los 41,1 °C, del 15 de julio de 2022, y los –11,5 °C del 14 de febrero de 1983, medidos en el observatorio de la Agencia Estatal de Meteorología (AEMET) situado en el barrio de Parquesol, el más alto de la ciudad.
Aunque este dato sea el oficial, en la ola de frío de enero de 1971, concretamente el 3 de dicho mes, se alcanzaron los –16,4 °C en el aeropuerto de Valladolid, situado a las afueras de la ciudad. Sí es así en el caso de Villanubla, cuya mínima absoluta se produce en esta ola de frío, alcanzándose, el día 3 de enero de 1971, –18,8 °C. En el observatorio de Villanubla las temperaturas son más bajas, debido a que se encuentra a 849 m de altitud, unos 150 m más que la ciudad.
| Parámetros climáticos promedio de Observatorio de Valladolid (734 m s. n. m.) (Periodo de referencia: 1991-2020, extremas: 1973-presente) | Parámetros climáticos promedio de Observatorio de Valladolid (734 m s. n. m.) (Periodo de referencia: 1991-2020, extremas: 1973-presente) | Parámetros climáticos promedio de Observatorio de Valladolid (734 m s. n. m.) (Periodo de referencia: 1991-2020, extremas: 1973-presente) | Parámetros climáticos promedio de Observatorio de Valladolid (734 m s. n. m.) (Periodo de referencia: 1991-2020, extremas: 1973-presente) | Parámetros climáticos promedio de Observatorio de Valladolid (734 m s. n. m.) (Periodo de referencia: 1991-2020, extremas: 1973-presente) | Parámetros climáticos promedio de Observatorio de Valladolid (734 m s. n. m.) (Periodo de referencia: 1991-2020, extremas: 1973-presente) | Parámetros climáticos promedio de Observatorio de Valladolid (734 m s. n. m.) (Periodo de referencia: 1991-2020, extremas: 1973-presente) | Parámetros climáticos promedio de Observatorio de Valladolid (734 m s. n. m.) (Periodo de referencia: 1991-2020, extremas: 1973-presente) | Parámetros climáticos promedio de Observatorio de Valladolid (734 m s. n. m.) (Periodo de referencia: 1991-2020, extremas: 1973-presente) | Parámetros climáticos promedio de Observatorio de Valladolid (734 m s. n. m.) (Periodo de referencia: 1991-2020, extremas: 1973-presente) | Parámetros climáticos promedio de Observatorio de Valladolid (734 m s. n. m.) (Periodo de referencia: 1991-2020, extremas: 1973-presente) | Parámetros climáticos promedio de Observatorio de Valladolid (734 m s. n. m.) (Periodo de referencia: 1991-2020, extremas: 1973-presente) | Parámetros climáticos promedio de Observatorio de Valladolid (734 m s. n. m.) (Periodo de referencia: 1991-2020, extremas: 1973-presente) | Parámetros climáticos promedio de Observatorio de Valladolid (734 m s. n. m.) (Periodo de referencia: 1991-2020, extremas: 1973-presente) |
| Mes | Ene. | Feb. | Mar. | Abr. | May. | Jun. | Jul. | Ago. | Sep. | Oct. | Nov. | Dic. | Anual |
| --- | --- | --- | --- | --- | --- | --- | --- | --- | --- | --- | --- | --- | --- |
| Temp. máx. abs. (°C) | 18.0 | 22.9 | 26.6 | 30.1 | 34.5 | 39.8 | 41.1 | 40.0 | 38.2 | 33.3 | 24.0 | 21.4 | 41.1 |
| Temp. máx. media (°C) | 8.1 | 11.2 | 15.1 | 17.5 | 21.9 | 27.4 | 30.9 | 30.4 | 25.5 | 19.1 | 12.3 | 8.7 | 19.0 |
| Temp. media (°C) | 4.4 | 6.0 | 9.1 | 11.3 | 15.2 | 19.8 | 22.7 | 22.5 | 18.5 | 13.6 | 8.0 | 5.0 | 13.0 |
| Temp. mín. media (°C) | 0.7 | 0.8 | 3.1 | 5.2 | 8.5 | 12.2 | 14.4 | 14.5 | 11.5 | 8.0 | 3.8 | 1.4 | 7.0 |
| Temp. mín. abs. (°C) | -11.0 | -11.5 | -10.2 | -6.0 | -1.7 | 2.6 | 3.2 | 3.6 | 0.0 | -3.4 | -6.8 | -10.8 | -11.5 |
| Precipitación total (mm) | 45 | 24 | 32 | 48 | 46 | 27 | 13 | 12 | 29 | 61 | 50 | 45 | 434 |
| Días de precipitaciones (≥ 1 mm) | 6.8 | 4.9 | 6.2 | 7.9 | 7.2 | 4.1 | 2.1 | 2.0 | 4.3 | 7.9 | 7.3 | 6.7 | 67.4 |
| Días de nevadas (≥ 0.01 mm) | 2.7 | 2.5 | 1.1 | 0.7 | 0.0 | 0.0 | 0.0 | 0.0 | 0.0 | 0.0 | 0.4 | 0.9 | 8.3 |
| Horas de sol | 102 | 158 | 217 | 240 | 285 | 327 | 366 | 338 | 267 | 192 | 123 | 96 | 2703 |
| Humedad relativa (%) | 84 | 72 | 64 | 62 | 58 | 50 | 44 | 46 | 55 | 69 | 80 | 85 | 64 |
| Fuente: Agencia Estatal de Meteorología                                                                                                   | | | | | | | | | | | | | |

### Hidrografía

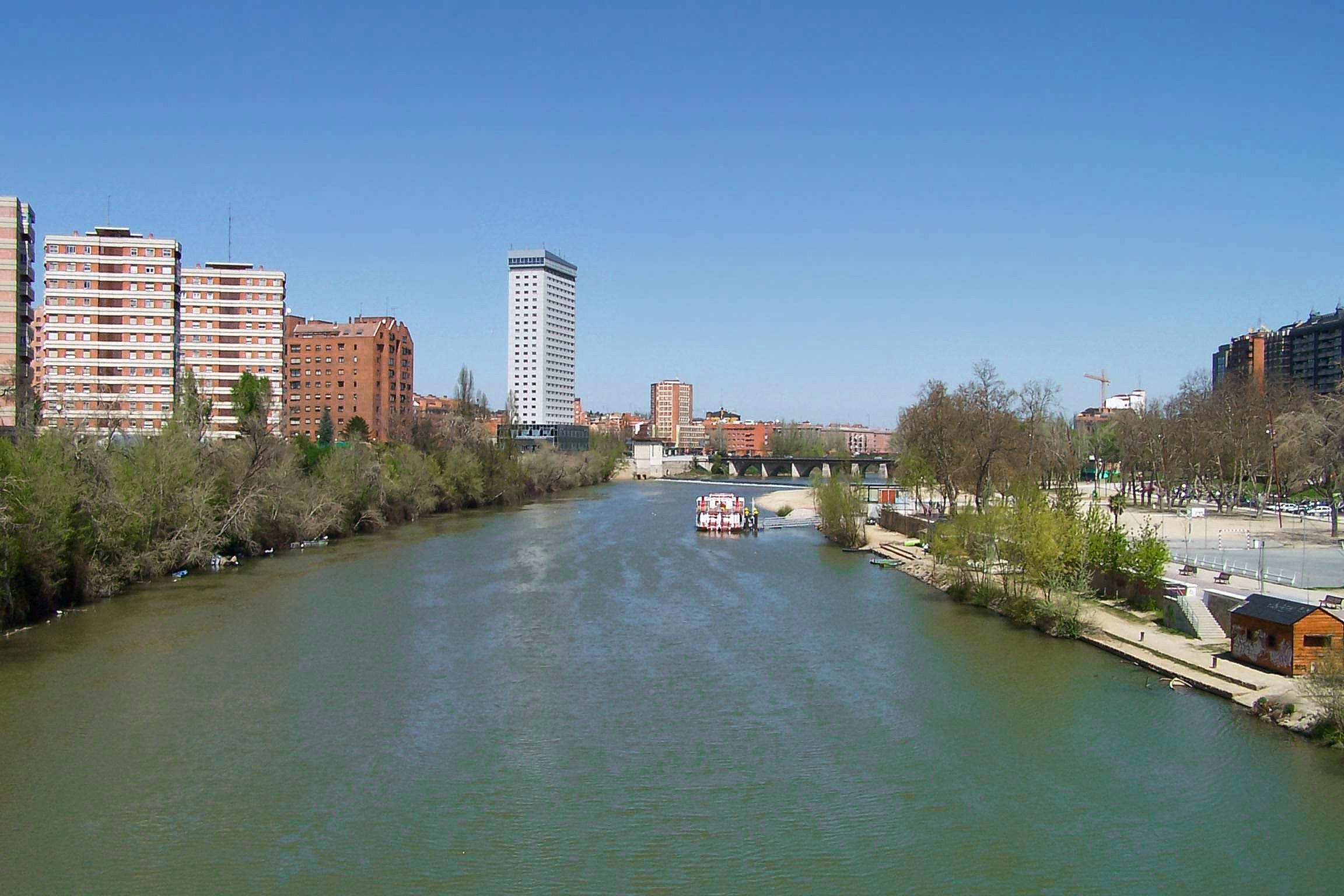
El río Pisuerga a su paso por Valladolid, con el Puente Mayor al fondo, a su izquierda el Edificio Duque de Lerma y a su derecha la Playa de las Moreras. También se observa el barco Leyenda del Pisuerga atracado. El caudal medio de este río lo convierte en el principal afluente del Duero. De hecho, en su confluencia, en Pesqueruela, el caudal del Pisuerga es mucho mayor que el del Duero. Un dicho popular dice: El Duero lleva la fama y el Pisuerga el agua

Como se indicaba anteriormente, el origen más probable del nombre de la ciudad proviene de la expresión celta Vallis tolitum (Valle de Aguas), y es que Valladolid se encuentra enmarcada en la confluencia del río Pisuerga con el río Esgueva. Este último atravesaba la ciudad en dos ramales, hasta que a finales del siglo XIX se llevó a cabo su canalización.
La relación de Valladolid con el río Esgueva era ambivalente. Servía de colector de aguas residuales, por lo que impedía beber sus aguas, la insalubridad máxima y contaba con olores fétidos, pero a la vez se utilizaba para lavar y era fuerza motriz para fábricas y talleres.
A partir de 1840 y hasta 1864 Valladolid experimenta un importante desarrollo económico: se pone en servicio el Canal de Castilla y completa la línea ferroviaria Madrid-Irún, por lo que el equilibrio se rompe. De este modo el Esgueva se decide cubrir en las zonas centrales de Valladolid, y encauzar en las zonas periféricas. Además, también el río Duero atraviesa el municipio por el núcleo de Puente Duero, al sur de Valladolid.
El Pisuerga, principal río de la ciudad, ofrece en la actualidad diversas opciones de ocio y cultura. La embarcación Leyenda del Pisuerga permite realizar un viaje por el río, desde la Estación de Embarque, situada a la altura del paseo de las Moreras, río abajo, hasta la vecina localidad de Arroyo de la Encomienda. Se trata de un barco de 25 m de eslora y 6 de puntal. Durante el trayecto se puede observar de cerca la flora y fauna del Pisuerga. Además, Valladolid dispone de una playa artificial, la playa de las Moreras, que permite a los vallisoletanos tomar el sol en pleno centro e incluso darse un chapuzón en el propio Pisuerga.
Valladolid también cuenta con dos canales artificiales: el Canal de Castilla, realizado entre mediados del siglo XVIII y el primer tercio del XIX para facilitar el transporte del trigo de Castilla hacia los puertos del norte; y el Canal del Duero, construido en el siglo XIX para asegurar el abastecimiento de agua a la capital y permitir la creación de superficies de regadío al sur de la ciudad.

## Historia

### Fundación

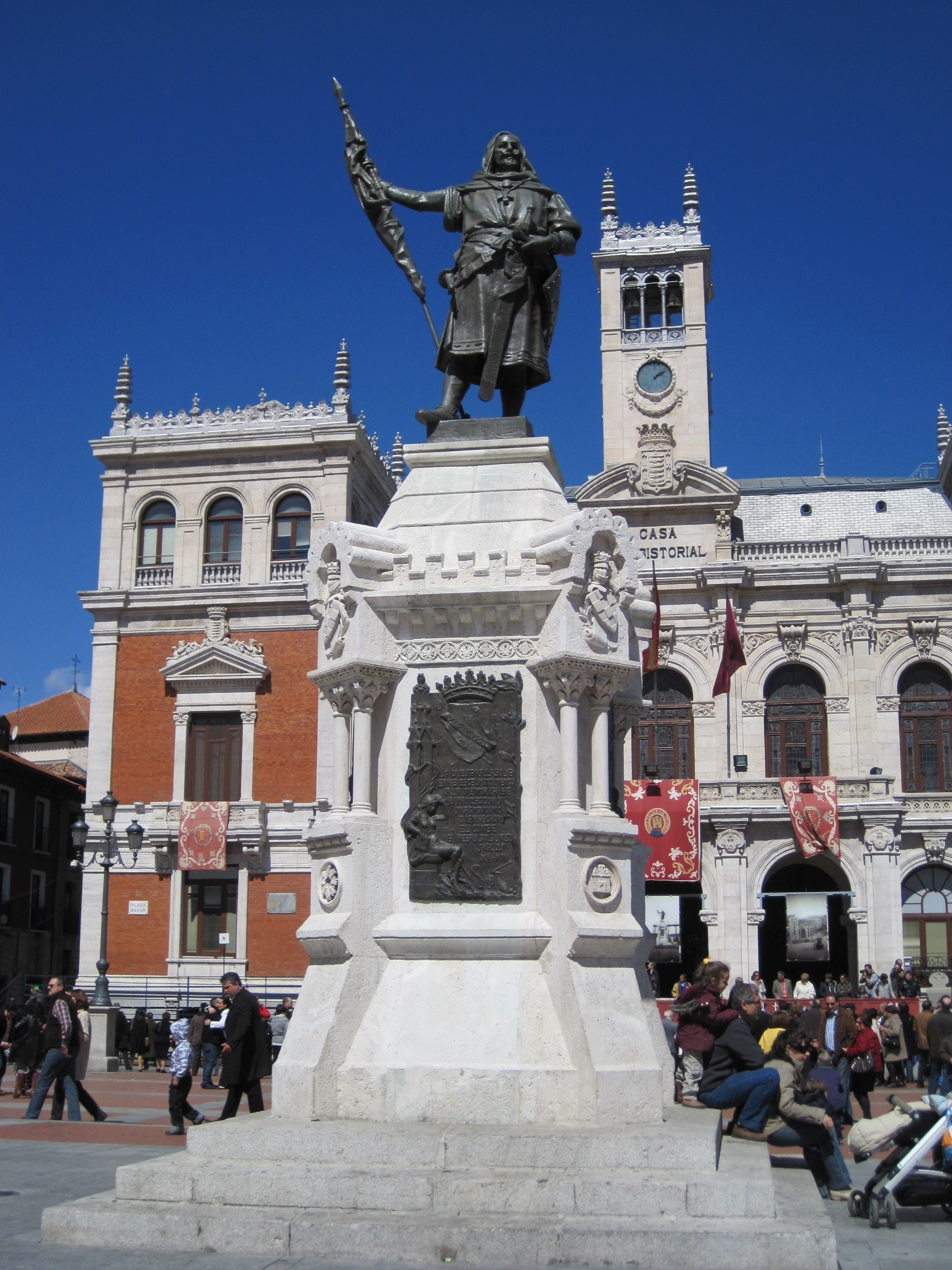
Monumento al conde Pedro Ansúrez, uno de los nobles más cercanos a Alfonso VI, que fue primer señor de Valladolid

Hay indicios datables en el Paleolítico Inferior, esencialmente Achelense, recogido en superficie en las terrazas cuaternarias del río Pisuerga, en Canterac (que actualmente es un gran parque situado a las afueras); pero no se puede decir que la ciudad tuviera una ocupación estable hasta la Edad Media, que es posiblemente cuando surgió el topónimo que le da nombre.
Los asentamientos posteriores en la actual provincia de Valladolid datan de épocas prerromanas, existiendo en la zona yacimientos de pueblos vacceos, que, como el resto de pueblos célticos, llegaron a la península procedentes del norte de Europa. El máximo exponente de esta cultura en las cercanías, que fue arrasada por los romanos, es Pincia (Pintia), en la actual localidad de Padilla de Duero.
Durante años, se creyó que Valladolid era la antigua Pincia, hasta que las excavaciones arqueológicas demostraron la verdadera ubicación de la ciudad vaccea. En varias zonas del casco antiguo de la ciudad han aparecido restos de época romana: junto a la iglesia de la Antigua aparecieron evidencias constructivas de una villa de cierta entidad (siglos I-III), así como en las calles Angustias, Arribas, Juan Mambrilla y en las del Empecinado y Padilla, donde se tiene constancia de la aparición de varios mosaicos romanos. También ha habido hallazgos en puntos periféricos de la ciudad; en los alrededores del Monasterio de Nuestra Señora de Prado se descubrió en los años 50 otra villa: la Villa romana de Prado, la cual acoge un amplio conjunto arquitectónico residencial, acompañado de mosaicos. De hecho, un gran mosaico de mármol y caliza, el Mosaico de los cantharus (datado en el siglo IV), preside el hemiciclo de las Cortes de Castilla y León (depositado por el Museo de Valladolid).

### Repoblamiento y expansión

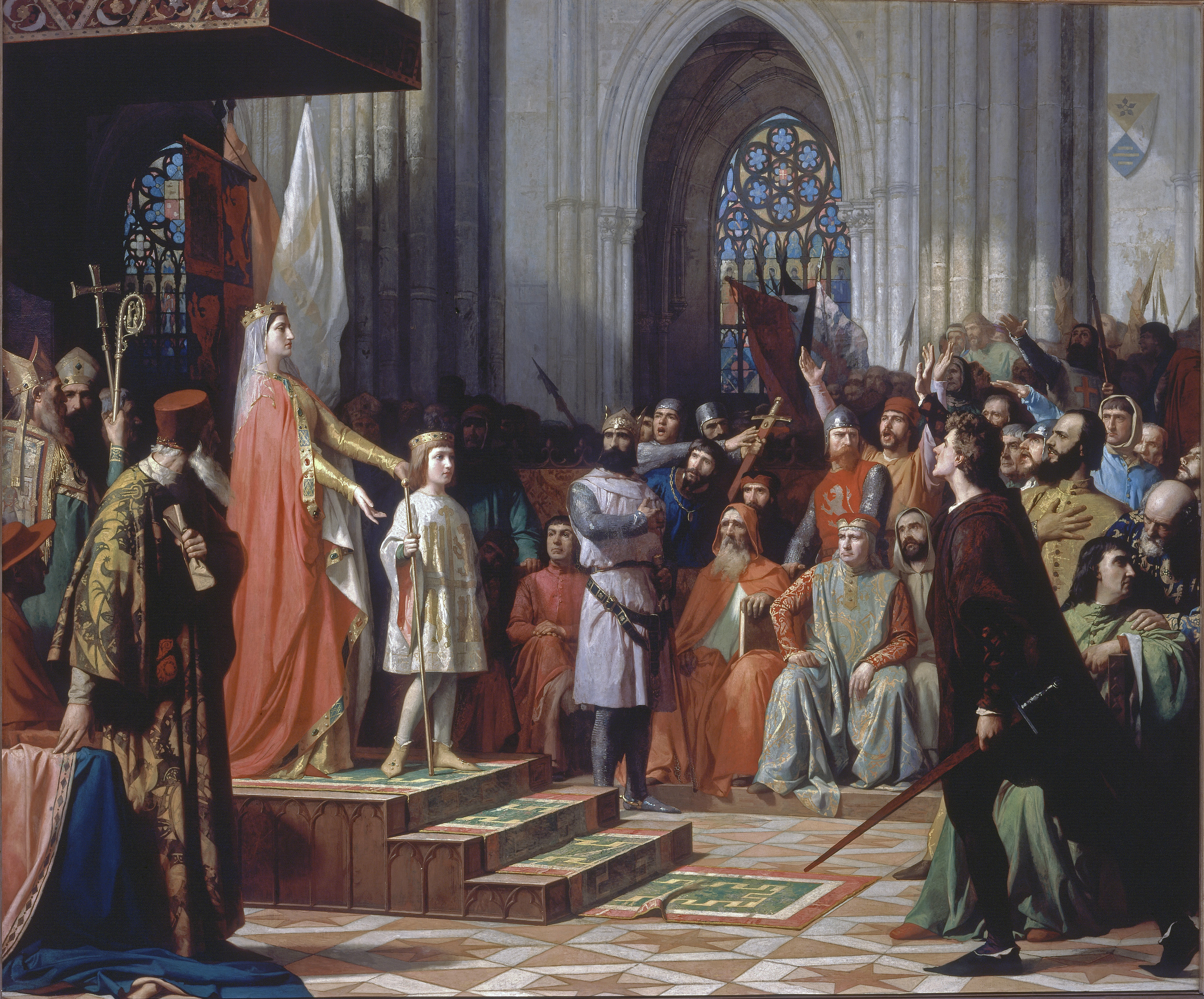
El lienzo María de Molina presenta a su hijo Fernando IV en las Cortes de Valladolid, que se encuentra en el Salón de Sesiones del Congreso de los Diputados, representa un momento de las regencias que María de Molina tuvo que afrontar desde Valladolid, ante las sucesivas minorías de edad de su hijo Fernando IV y nieto Alfonso XI. A su muerte dejó la tutoría del joven Alfonso XI en manos del concejo de la ciudad

En el siglo X Alfonso III de Asturias consolidó la frontera del Reino de Asturias hasta el Duero, pasando a formar parte del Condado de Castilla. En el siglo XI, durante la repoblación de la Meseta, el rey Alfonso VI de León encargó al conde de Saldaña y Carrión, Pedro Ansúrez, y a su esposa, doña Eylo Alfonso, el poblamiento y expansión del primitivo núcleo agrario, que ya existía y se organizaba mediante Concejo abierto. Alfonso VI otorgó el señorío de la misma al conde en 1072, fecha a partir de la cual se produjo el crecimiento de la ciudad. Este hizo construir un palacio para él y su esposa, doña Eylo, que no se conserva, así como la Colegiata de Santa María (lo que le otorgó el rango de villa) y la iglesia de La Antigua. En 1208, el rey Alfonso VIII de Castilla la nombró ciudad cortesana y en 1255 Alfonso X le otorgó el Fuero Real.
Tras la temprana muerte de Enrique I de Castilla, nacido en Valladolid, y la abdicación de su madre, Fernando III el Santo fue proclamado en 1217 rey de Castilla, en acto realizado en la plaza Mayor de Valladolid. Durante los siglos XII y XIII Valladolid experimentó un rápido crecimiento, favorecido por las ferias y privilegios comerciales otorgados por los monarcas Alfonso VIII y Alfonso X «El Sabio». Durante estos siglos, la ciudad servía ocasionalmente como residencia real y sede de las Cortes. El primer Alcazarejo fue transformado en Alcázar Real, y la reina María de Molina, reina y regente de Castilla, se hizo edificar un palacio y estableció allí su residencia en torno al 1300. En 1346, el papa Clemente VI otorgó la bula que permitió el paso del Estudio Particular vallisoletano, existente desde la segunda mitad del siglo XIII, a Estudio General o Universidad.
Juan II de Castilla se crio y murió en Valladolid habiendo reinado desde esta ciudad de la que diría que es «la villa más notable de estos mis regnos e aun fuera de ellos». Este rey fue sepultado en la iglesia de San Pablo, hasta el traslado definitivo de sus restos a la Cartuja de Miraflores. En 1425 nacía Enrique IV de Castilla en la desaparecida Casa de las Aldabas de la calle de Teresa Gil. En 1453 Álvaro de Luna, todopoderoso valido de Juan II, es juzgado, condenado y finalmente decapitado en cadalso público en la plaza Mayor. El 7 de diciembre de 1453 se firmó en la ciudad la Concordia de Valladolid, poniendo paz entre Juan de Navarra (futuro rey de Aragón) y su hijo Carlos de Viana.
El 19 de octubre de 1469 Isabel de Castilla y Fernando de Aragón (que sería Fernando II de Aragón) celebraron su matrimonio secreto en el palacio de los Vivero (luego emplazamiento de la Real Audiencia y Chancillería), y pasaron su luna de miel en el castillo de Fuensaldaña. Ya en 1481 contaba Valladolid con imprenta, situada en el monasterio de Prado, de la Orden de San Jerónimo, y bajo los Reyes Católicos la ciudad vivió una etapa de gran dinamismo universitario, que culmina en la creación de los Colegios Mayores de Santa Cruz (por el cardenal Mendoza) y San Gregorio (por fray Alonso de Burgos), lo que hizo de Valladolid uno de los semilleros de la burocracia moderna.
Como conclusión a este período se puede decir que Valladolid experimentó un claro proceso de crecimiento tanto demográfico como de influencia, pasando de ser un lugar dependiente del concejo de Cabezón de Pisuerga a englobar un amplío territorio bajo su jurisdicción. Ejemplo de esto son los múltiples privilegios concedidos a la ciudad, como el que concedió Alfonso VIII a Valladolid, confirmando la compra del término de Santovenia de Pisuerga; más varios de Alfonso X entre los cuales cedió al concejo de Valladolid los términos de Tudela de Duero, Castromonte, Simancas, Peñaflor de Hornija y los montes Alcor y Torre de don Aveiro. A esto habría que añadir otro de Sancho IV, concediendo Cigales al concejo de Valladolid.

### SiglosXVI-XVIII
En castellano viene a decir:

Vallisoletum, también Pincia, comúnmente llamada Valladolid, la ciudad más noble de toda España, es sede (o tierra) de los serenísimos e ilustres hombres nobles del Rey, por ello, adornada de magníficos edificios más espléndidamente construidos que en otras ciudades de la orgullosa España, ha servido tanto a nobles como al culto divino. Y por la abundancia de trabajadores, comerciantes y por el producto del suelo, y además por el caudaloso Pisuerga, recibe beneficios nada despreciables.

En 1489 se estableció definitivamente el tribunal de Chancillería, y en 1500 el de la Inquisición, para juzgar actos de herejía, dando lugar a la celebración de los Autos de Fe. En 1506 murió en Valladolid Cristóbal Colón, y fue enterrado en la ciudad, en el desaparecido convento de San Francisco. Otro navegante, Magallanes, firmó en Valladolid las capitulaciones con el rey Carlos I de España, antes de iniciar su ruta occidental hacia las Indias, el 22 de marzo de 1518. En 1509 nace en Valladolid Juan de Aragón y Foix, único hijo de Fernando el Católico y su segunda esposa Germana de Foix, que murió a las pocas horas de nacer.

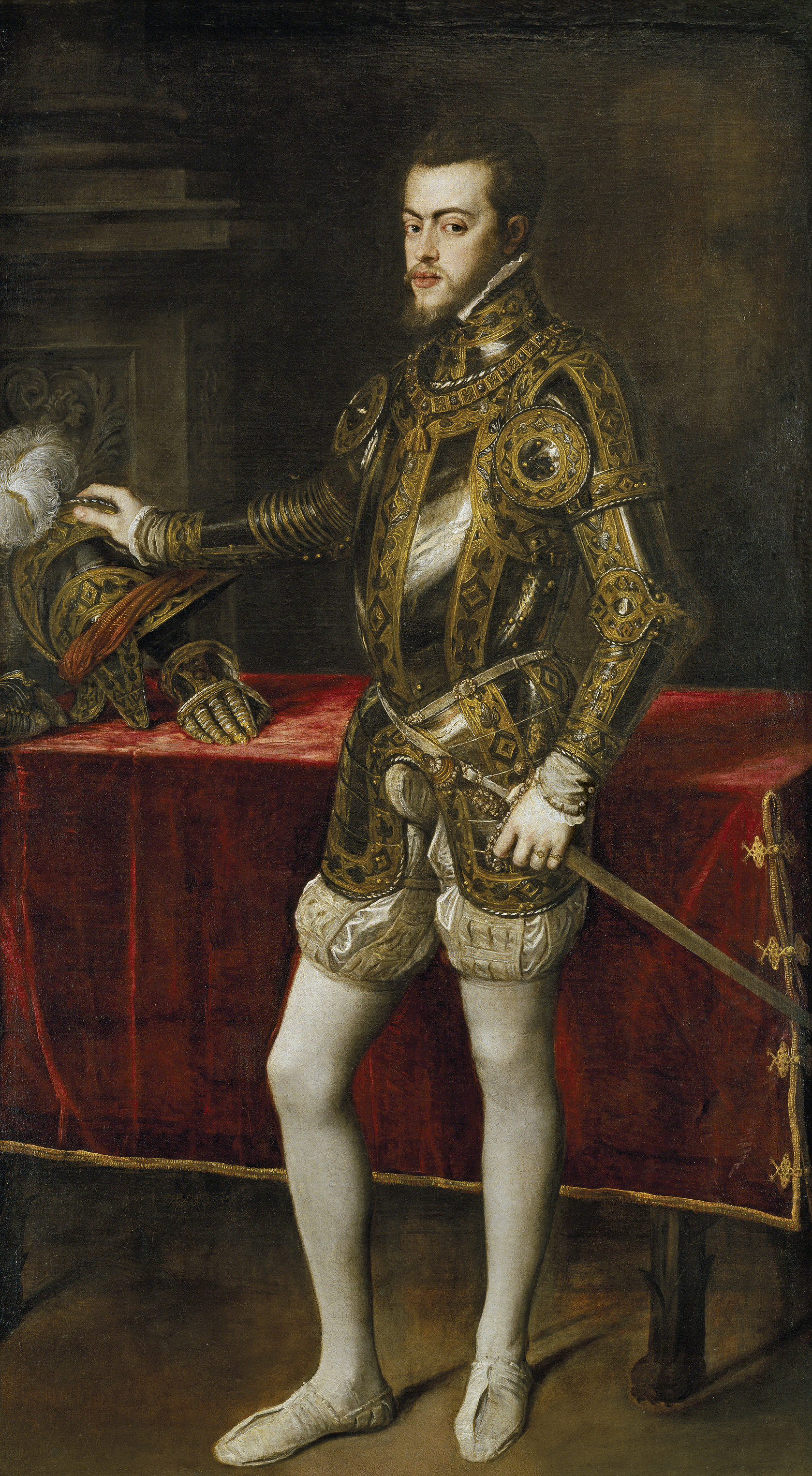
En 1527 nació en Valladolid el futuro Felipe II. Aunque en 1559 sería el artífice de la mudanza de la corte, aún príncipe vivió en esta ciudad su primer matrimonio con María Manuela de Portugal y el nacimiento de su primogénito Carlos. Durante sus ausencias de España, sus hermanas María y Juana detentarían la regencia desde Valladolid. Tras el enorme incendio de 1561, el rey se implicó personalmente en la reconstrucción del centro urbano. Concedió a su villa natal el título de Ciudad y consiguió del papa la creación de una diócesis propia

En 1518 las Cortes de Castilla, reunidas en Valladolid, juraron como rey a Carlos I. Durante la Guerra de las Comunidades de Castilla, el incendio de Medina del Campo provocó el levantamiento de Valladolid y, tras la derrota comunera en Tordesillas, los rebeldes comenzaron a reagruparse en la ciudad, donde se estableció la Junta. Tras la victoria del emperador, y el perdón a los sublevados exceptuando sus cabecillas, Valladolid se convirtió en una de las capitales del Imperio español de Carlos I de España y V de Alemania, cobrando gran importancia política, judicial y financiera.
El 21 de mayo de 1527 nació el futuro rey Felipe II en el Palacio de Pimentel.
La célebre controversia de Valladolid tuvo lugar en 1550 y 1551 en el Colegio de San Gregorio y enfrentó dos formas antagónicas de concebir la conquista de América, representadas por Bartolomé de las Casas y Juan Ginés de Sepúlveda. Aquel debate se considera hoy pionero y una vital aportación en la historia a la construcción de los derechos humanos. Su resultado fueron nuevas ordenanzas que regulaban las conquistas, la creación de la figura del defensor de indios y un notable impulso del «derecho de gentes».
En 1559 se celebraron los autos de fe de mayo y octubre, famosos por su severidad. En 1561 la ciudad fue arrasada por un enorme incendio, tras el que Felipe II se comprometió a reconstruir la ciudad, dotándola de la primera plaza Mayor regular de España. Este rey concedió también a su villa natal el título de ciudad el 9 de enero de 1596 en virtud de una Real Provisión, y consiguió del papa Clemente VIII la creación de una diócesis en 1595 (elevada a archidiócesis en 1857).

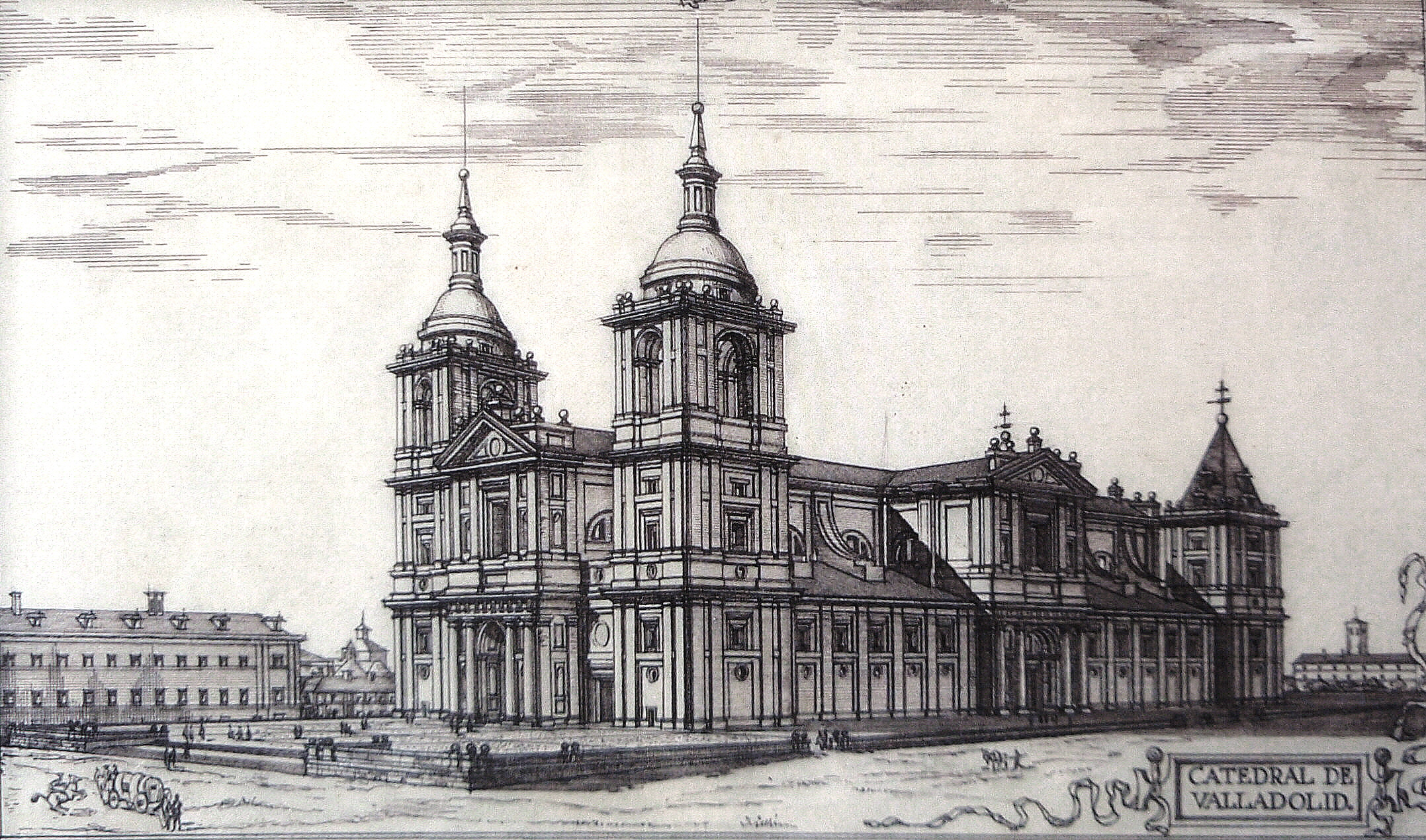
Proyecto de Juan de Herrera (según reconstrucción ideal de Fernando Chueca Goitia) para la cuarta Colegiata de Valladolid, elevada a rango de catedral en 1595

San Juan de la Cruz y santa Teresa de Jesús coincidieron en Valladolid cuando la religiosa llegó a fundar en 1568 el primer convento de la reforma de la Orden del Carmen que habitó durante un tiempo. También fray Luis de León, que ya había pasado con su familia años de infancia en Valladolid, fue puesto preso en 1572 en las cárceles del Santo Oficio de la ciudad, para hacer frente a un proceso inquisitorial por cuestionar la forma tradicional de entender la Teología.
Los más insignes imagineros del Renacimiento español, Alonso Berruguete, Juan de Juni o Gaspar Becerra, establecieron sus talleres en Valladolid a su llegada de Italia.

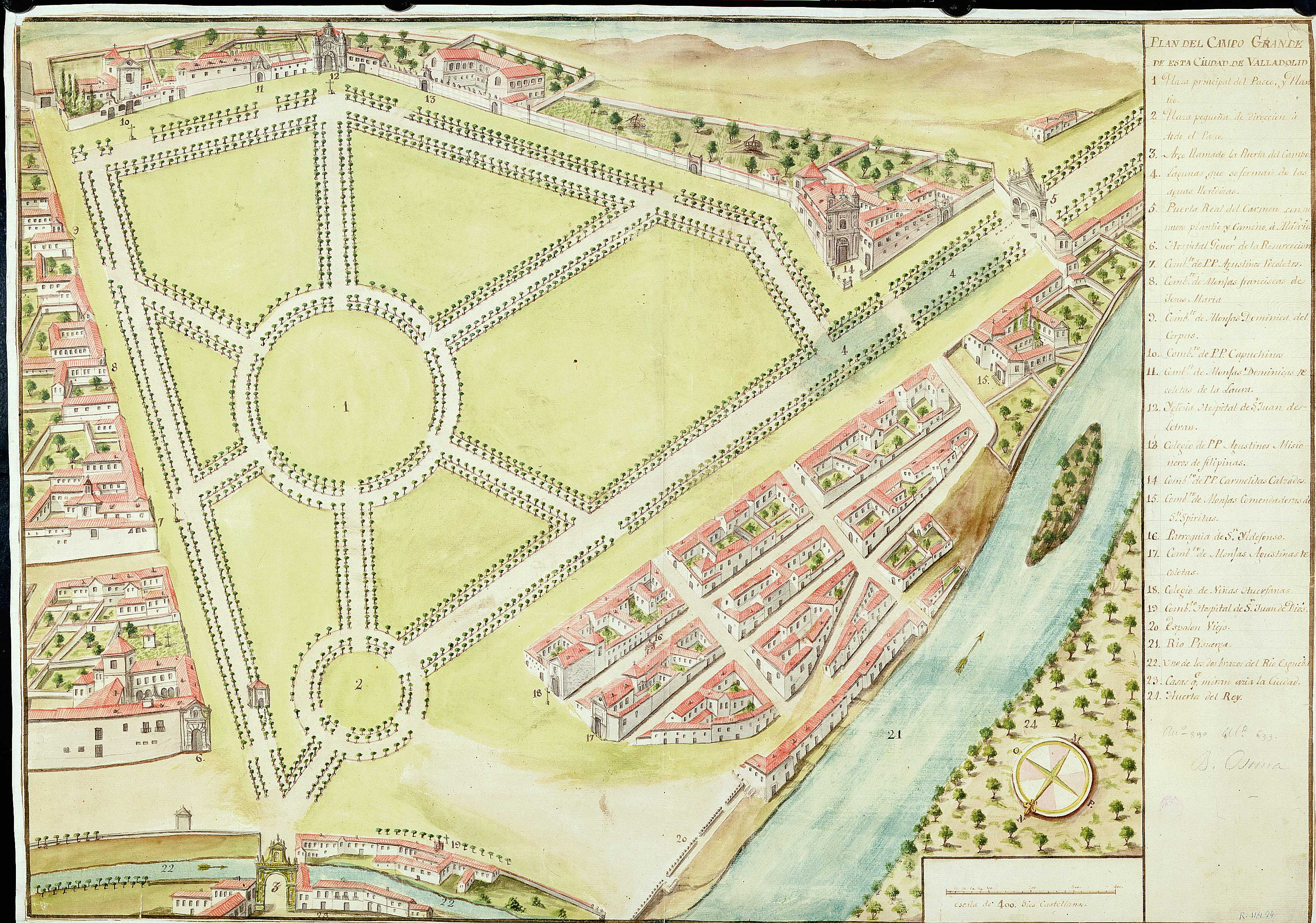
Del deseo del Reformismo Ilustrado, sus entidades culturales y Sociedades Económicas de Amigos del País, de embellecer las ciudades y sus accesos, racionalizar su urbanismo y devolver al hombre a la naturaleza, surgen proyectos como este plano de ordenación urbanística y plantación de negrillos en el Campo Grande de 1787. Iniciativas similares surgieron para el paseo y plantío de las Moreras y el paseo y plantío de Floridablanca

En 1601, a instancias del valido del rey Felipe III de España, el duque de Lerma, se trasladó de nuevo la corte a Valladolid, pero se volvió a mudar en 1606. Durante este tiempo nacieron el futuro Felipe IV, y su hermana, Ana de Austria, que sería reina de Francia y madre de Luis XIV. Cabe reseñar que en este periodo llegó, en misión diplomática, el artista Peter Paul Rubens y Cervantes publicó su primera edición del Quijote, en 1604. También residieron en la ciudad Quevedo y Góngora, y la gran gubia del barroco Gregorio Fernández.
La pérdida de la Corte supuso un gran cambio para la ciudad, que sufrió un grave proceso de decadencia, solo mitigado a partir de 1670 con la implantación de talleres textiles que anuncian la industrialización posterior. La segunda boda del rey Carlos II, con Mariana de Neoburgo, se llevó a cabo en 1690 en la iglesia del convento de San Diego, dentro del conjunto del Palacio Real de Valladolid.
Durante la guerra de sucesión española, la ciudad tomó partido por Felipe V de España. En la segunda mitad del siglo XVIII, la Ilustración apareció en Valladolid de una forma muy tímida, aunque influyente. Así, se arbolan espacios de la ciudad como Las Moreras, se protegen y estimulan las manufacturas, se alienta el saneamiento urbano, se empiedran calles e intentan racionalizar los vertidos de basuras. El semanario de ideología ilustrada Diario Pinciano, sale a la luz en 1787. Se crearon la Real Academia Geográfico-Histórica de los Caballeros, la Real Academia de Bellas Artes de la Purísima Concepción en 1779, o la Real Sociedad Económica de Amigos del País de Valladolid en 1783. La economía local y de la meseta se beneficiaría de la construcción del canal de Castilla, el proyecto más importante de ingeniería civil de la España Ilustrada, iniciativa del marqués de la Ensenada, secretario de Fernando VI, y cuyo Ramal Sur finaliza en Valladolid. En 1746 el franciscano vallisoletano Pedro Regalado fue canonizado. La ciudad sufrió grandes inundaciones en 1788, provocadas al desbordarse el río Esgueva.

### SigloXIX

#### Guerra de la Independencia

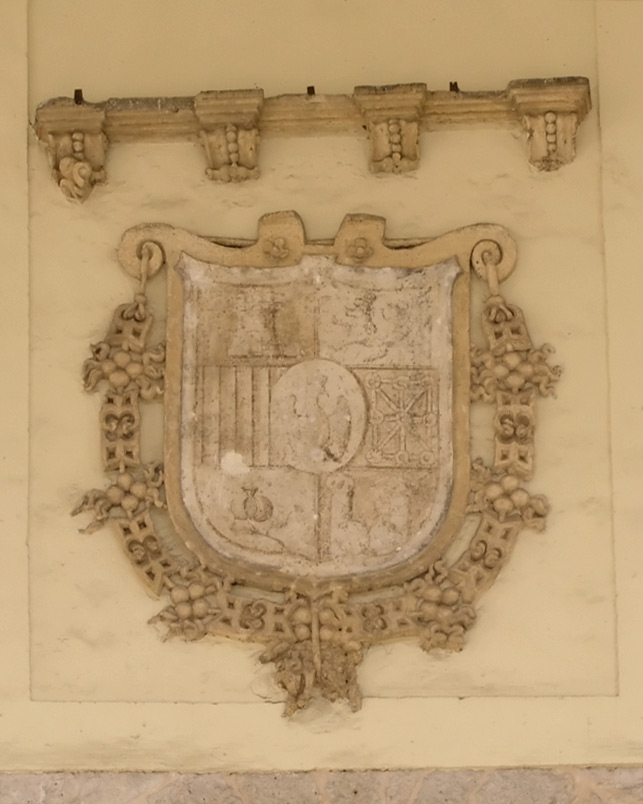
El escudo de José I, con el águila de la Casa de Bonaparte sobre la puerta de la iglesia del monasterio de San Benito el Real, es testimonio de la ocupación francesa en la ciudad. Napoleón residió en el Palacio Real de Valladolid en enero de 1809 en donde preparó y desde donde partió a sus guerras centroeuropeas

Valladolid fue la ciudad elegida para albergar a las tropas francesas a su llegada a España, debido principalmente a su situación en el eje París-Madrid-Lisboa. Durante la estancia de las tropas francesas se sucedieron altercados en la ciudad, entre los vecinos y los soldados, a pesar de los continuos llamamientos a la calma por parte de las autoridades de ambos.
Tras las noticias del motín de Aranjuez, la ciudad también se amotinó desde el 24 de marzo, durante varios días; se humilló la figura de Manuel Godoy (su retrato acabó hecho pedazos y arrojado al Pisuerga), y culminó con el asentamiento del marqués de Revilla en la regiduría fernandista. El 31 de mayo de 1808 se produce el dos de mayo vallisoletano: el pueblo se agolpa en plazas y calles al grito de «¡Viva Fernando VII!», exigiendo, frente a las casas consistoriales, el alistamiento general, la entrega de armas, la designación de un jefe, y la proclamación de Fernando VII. El Cabildo condescendió en ello, y los manifestantes pasaron a la Chancillería. La insurrección despertó la preocupación del mariscal de Bessières. Como consecuencia, se preparó la batalla de Cabezón, que se produjo el 12 de julio, con una derrota absoluta y retirada en desbandada del ejército dirigido por García de la Cuesta, reunido en condiciones muy precarias.
Joaquín Blake participó en numerosas acciones de guerra. El 14 de julio fue derrotado junto con Cuesta en la batalla de Medina de Rioseco. Blake, de origen irlandés y presidente del Consejo de Regencia de España e Indias (1810-1811) y jefe de Estado Mayor, murió en Valladolid en 1827.
La ciudad fue finalmente liberada por el ejército mandado por Wellington, en julio de 1812. El vallisoletano Evaristo Pérez de Castro, fue diputado y primer secretario en las Cortes de Cádiz teniendo un papel activo en reclamar la soberanía nacional para las mismas tras la invasión napoleónica. Una placa en el Oratorio de San Felipe Neri en Cádiz le recuerda.

#### Desamortización, ferrocarril y progreso

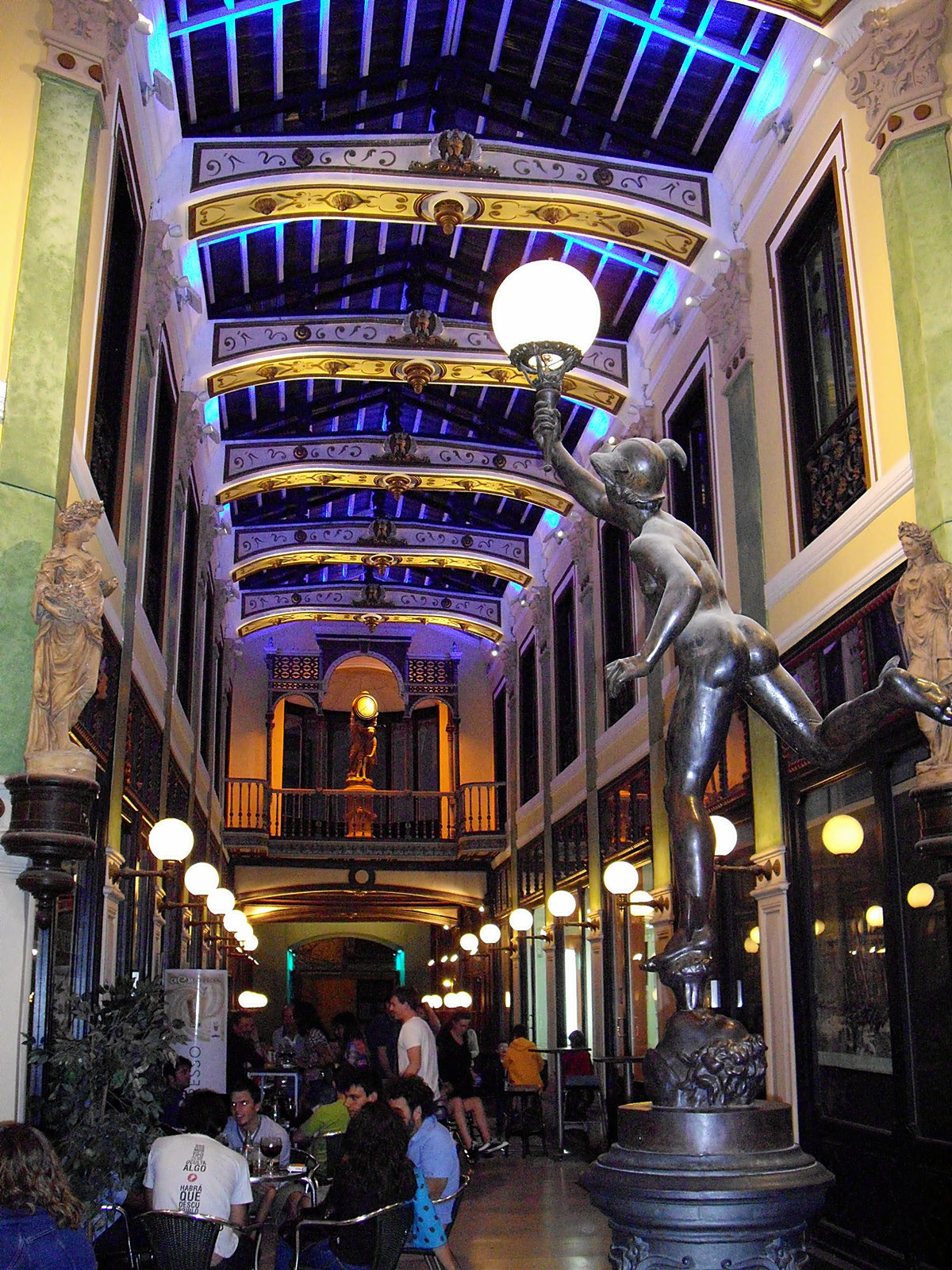
El Pasaje Gutiérrez (1886) es uno de los escasos ejemplos de galería comercial que han subsistido en España, de los construidos en Europa durante la segunda mitad del. Son construcciones patrocinadas por la pujante burguesía, muestra clara del desarrollo del capitalismo, de la industria y del comercio en esta época. Es un ejemplo de arquitectura beaux-artiana en la que se combinan elementos clásicos con nuevos materiales y recursos tecnológicos, como eran la cubierta de hierro y teja de vidrio y la iluminación a gas

A partir de 1830, con la desamortización de Mendizábal y la reordenación en provincias del territorio español, se reactivan tímidamente el comercio y la administración. Cuando Mendizábal transfiere los inmensos huertos y jardines de los conventos y sus edificios, se aprovecha la oportunidad para abrir nuevas calles o crear servicios públicos en los nuevos edificios.
Con el desarrollo del sistema financiero, aparecieron las primeras sociedades de crédito, y en 1855 se crea el Banco de Valladolid. En 1856 se fundó en Valladolid el decano de la prensa diaria española, El Norte de Castilla, resultado de la fusión de otros dos diarios: El Avisador y El Correo de Castilla.

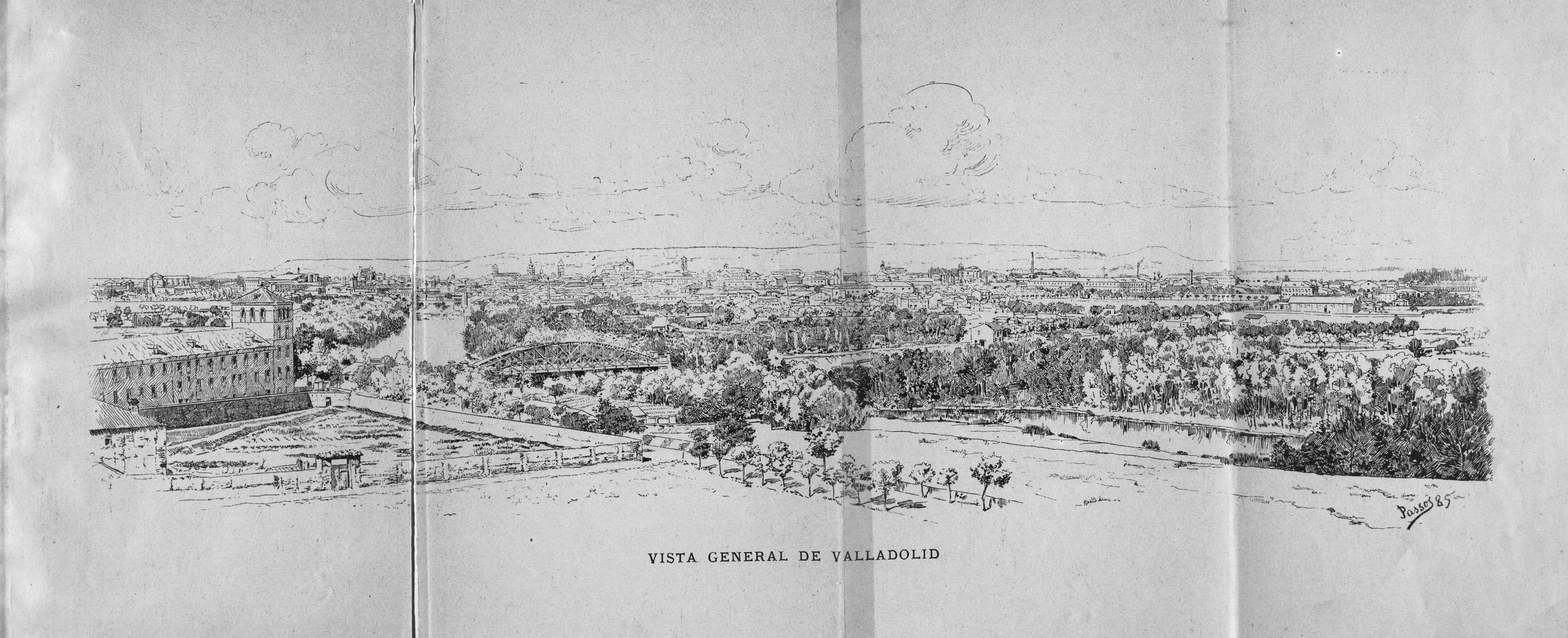
Vista general de Valladolid en la segunda mitad del

La llegada del ferrocarril —Compañía del Norte a partir de 1860 y Compañía de Ferrocarriles Secundarios de Castilla en 1884— a Valladolid supuso un gran impulso y marcó la dirección de crecimiento de la ciudad. Durante este siglo la ciudad no crece notablemente, pero su estructura interna cambia, se abren nuevas calles, se abren nuevas plazas y jardines, como el del Poniente, se reforma el Campo Grande, y se encauza y desvía el río Esgueva, lo que supone el fin de las inundaciones en la ciudad. Todo esto es posible gracias a la gestión de grandes alcaldes, como Miguel Íscar.

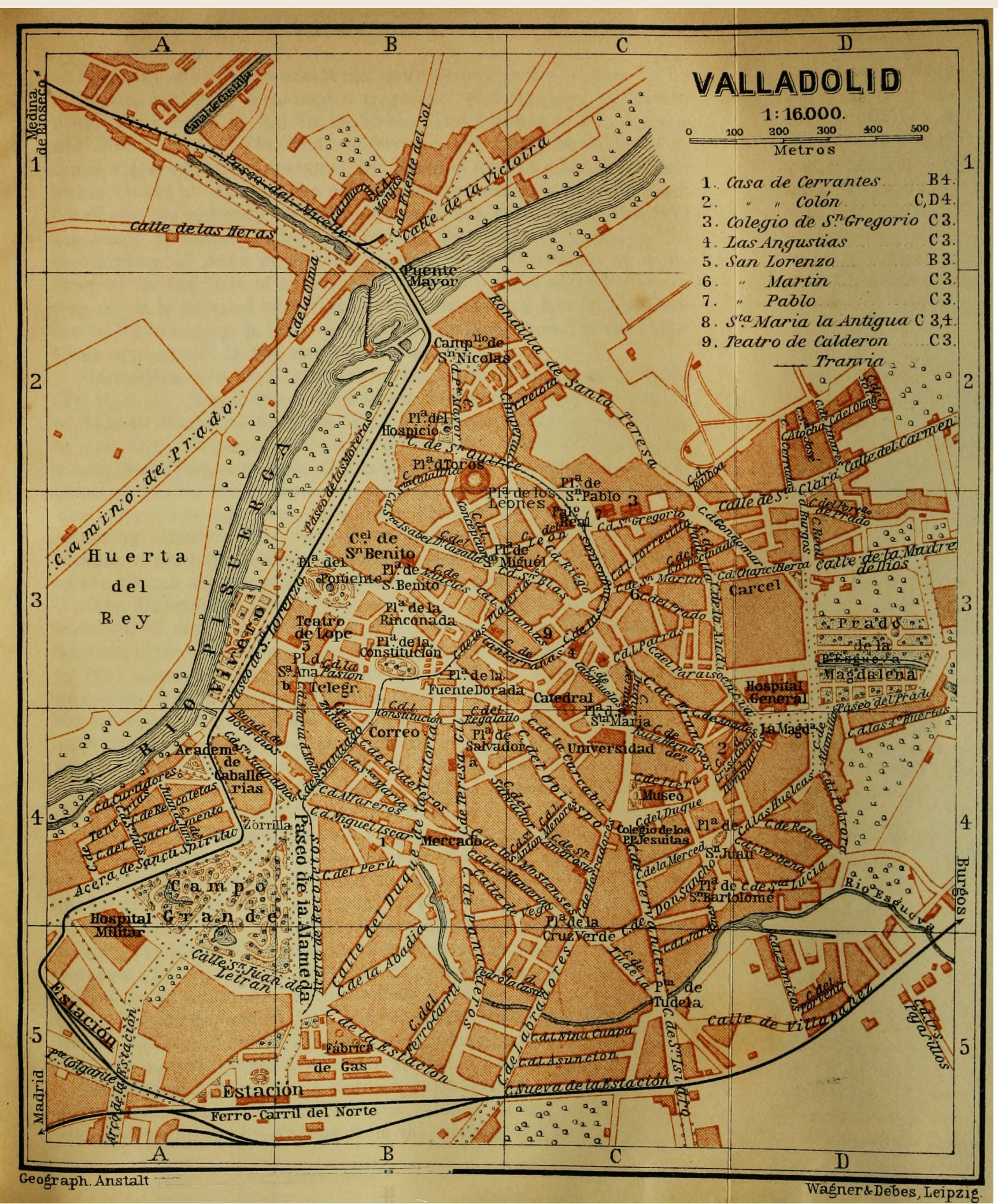
Mapa de Valladolid en 1901

El 22 de octubre de 1887 se inauguró el alumbrado eléctrico público en Valladolid: por la noche, tuvo lugar la iluminación del Teatro Zorrilla y del Círculo de Recreo Mercantil, así como de algunos cafés y casas particulares. La central suministradora, de carácter térmico, estaba ubicada en una antigua fábrica de tejidos, en la margen izquierda del río Pisuerga; era popularmente conocida como «La Electra».
Los vallisoletanos Claudio Moyano, Germán Gamazo o José Muro serían importantes políticos en la España del siglo XIX.

### SigloXX

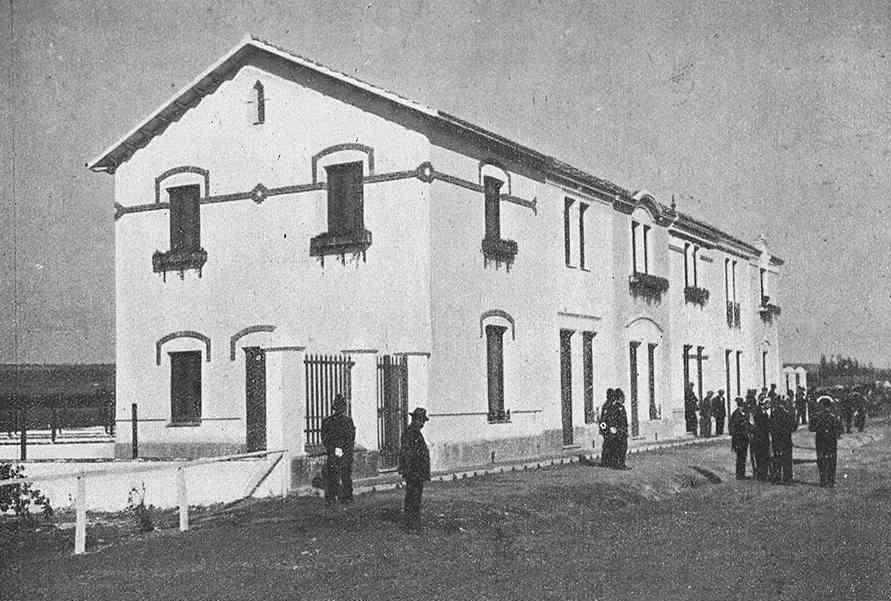
Grupo de casas inaugurado en 1915 en el barrio de La Rubia

La ciudad se expande, creciendo del otro lado de la vía férrea en el barrio que se llamará de Las Delicias. En 1915 se inició un proyecto, impulsado por la Sociedad de Fomento de Barcelona, de «ciudad jardín» en el barrio de La Rubia. Sin embargo sólo se construyó un bloque residencial.
El abogado y político vallisoletano Santiago Alba ocuparía varias carteras ministeriales en diferentes gobiernos entre 1906 y 1923, y sería presidente del Congreso de los Diputados durante la II República. La ciudad vivió la inestabilidad propia de la política española de las primeras décadas del siglo XX y saludó la instauración de la República en 1931. El 4 de marzo de 1934 se fusionaron Falange Española (el partido de Primo de Rivera) y las JONS (movimiento fundado por el vallisoletano Onésimo Redondo) en un acto celebrado en el Teatro Calderón.

#### Guerra civil española en la provincia de Valladolid (1936-1939)

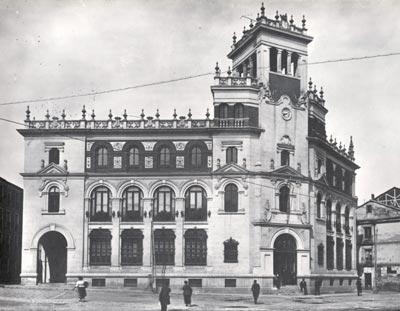
La tarde del sábado 18 de julio de 1936 una columna de guardias de asalto ocupó la sede de Correos y Telégrafos (en la imagen), la emisora de Radio Valladolid, la CNT, el ayuntamiento de la ciudad, y más tarde la Capitanía General de la VII Región Militar. Con el importante apoyo de los falangistas y de los monárquicos alfonsinos, controlaron en poco tiempo toda la provincia, procediendo a organizar una columna que marchó sobre Madrid a través de los puertos de Guadarrama y de Navacerrada, dando lugar a la primera batalla de la guerra, la batalla de Guadarrama

El golpe de Estado con el que comenzó la Guerra Civil, triunfó en Valladolid, quedando en la zona nacional, siendo uno de los 12 centros del levantamiento militar. La guardia de asalto se sublevó a las 5 de la tarde del 18 de julio y los militares sublevados en la noche del 18 al 19 de julio de 1936 se hicieron con el control de las fuerzas militares tras detener violentamente a su legítimo jefe, el general Molero.
Valladolid se convirtió en la primera gran ciudad peninsular en la que triunfó la sublevación. Con el importante apoyo de los falangistas y de los monárquicos alfonsinos, controlaron en poco tiempo toda la provincia, procediendo a organizar una columna que marchó sobre Madrid a través de los puertos de Guadarrama (Alto del León) y de Navacerrada. Así, la ciudad quedó desde el principio de la contienda en el interior de la zona sublevada, no perteneciendo al frente en ningún momento de la guerra.
Durante la guerra y también una vez finalizada ésta, la represión franquista fusiló en Valladolid en torno a 40 personas cada día. Allí, como en otras ciudades de la zona sublevada, los presos eran sacados por la noche en camiones para ser fusilados en las afueras de la ciudad sin siquiera el simulacro de un juicio. El general Mola enviaría un comunicado pidiendo que estas ejecuciones se hiciesen en lugares más discretos y que se enterrase a los muertos, algo que hasta entonces no se hacía. Se estima en al menos 2500 víctimas mortales, y más de 7000 represaliados en toda la provincia. En la capital, destaca como lugar de ejecuciones el Campo de San Isidro. El cementerio del Carmen es por su parte uno de los lugares donde se ubica una de las mayores fosas comunes de la guerra civil a nivel nacional. Entre las víctimas, destaca el caso del propio alcalde de Valladolid durante la Segunda República entre 1932 y 1934, que había sido reelegido nuevamente en las elecciones de 1936, Antonio García Quintana. Tras el levantamiento, permaneció escondido hasta que fue delatado y fusilado en el Campo de San Isidro de Valladolid el 8 de octubre de 1937.
La ciudad también sufrió bombardeos de la aviación republicana, siendo la sexta ciudad de la retaguardia más bombardeada. El ataque más severo se produjo el 25 de enero de 1938, cuando la ciudad fue víctima de un bombardeo republicano, en el que murieron catorce personas y resultaron heridas otras setenta. La ciudad permanecería en el bando sublevado hasta el final de la guerra, en 1939.

#### Franquismo (1939-1975)
En 1940 tiene lugar la peor catástrofe de este siglo en la ciudad cuando explota el polvorín del Pinar de Antequera provocando más de 100 muertos.
Tras la postración de los primeros años de la posguerra, desde los años 1950, Valladolid experimenta un importante cambio, debido a la instalación de industrias automovilísticas (como FASA-Renault) y de otros sectores (Endasa, Michelin, NICAS, Pegaso, Indal...). Era la época del milagro económico español (1959-1973). La absorción de miles de emigrantes procedentes del éxodo rural terracampino provoca un importante crecimiento demográfico y urbanístico. Este hecho provocó la puesta en marcha de un planeamiento urbanístico, proyectado y parcialmente ejecutado en 1938: el Plan César Cort. Como consecuencia de su aprobación, se produce la mayor pérdida de patrimonio urbano en el casco viejo de la ciudad: edificios antiguos, conventos y claustros, incluyendo decenas de palacios renacentistas, fueron demolidos para construir bloques de pisos de gran altura, que rompen la armonía arquitectónica de la ciudad. En los últimos años de la década de 1960, se inicia la construcción del edificio Duque de Lerma, que sería el más alto de Valladolid. Durante tres décadas permaneció deshabitado y en varias ocasiones a punto de ser derribado, convirtiéndose su exterior en un importante muro reivindicativo.

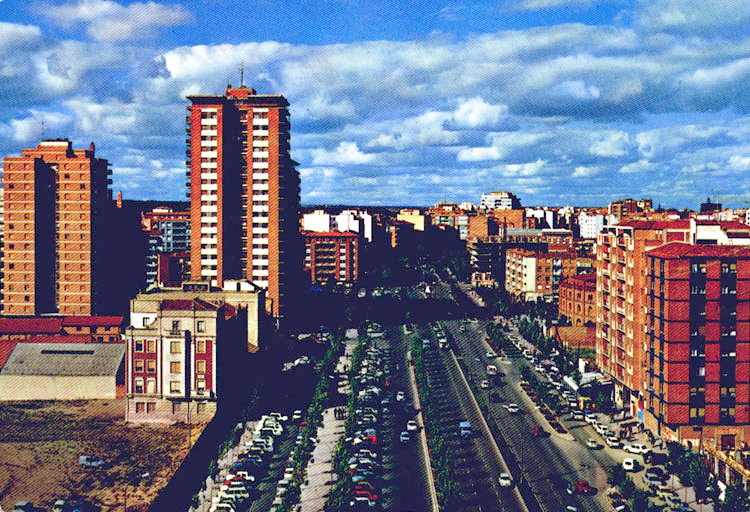
Paseo de Zorrilla en los años 1970

A partir de la década de 1970, la conflictividad social en Valladolid fue incrementándose debido a la cada vez mayor actividad de los movimientos estudiantiles y los trabajadores de la industria del automóvil, principalmente. Trabajadores de FASA promovieron paros laborales con el apoyo de asociaciones obreras de la ciudad. El 20 de enero de 1975 fueron juzgados y condenados en Madrid siete estudiantes vallisoletanos por asociación ilícita. Como respuesta a la condena, tres días después, representantes de todas las Escuelas y Facultades llevaron a cabo un encierro en el Hospital Provincial de Valladolid que terminó con el desalojo y detención por parte de la policía. Manifestaciones frente al rectorado y protestas contra el entonces rector de la Universidad de Valladolid, dieron lugar a una respuesta fulminante por parte del Ministerio de Educación que decretó los cierres de facultades y finalmente, el 8 de febrero, se dio la orden de clausurar la Universidad.

#### Transición y democracia parlamentaria (desde 1975)

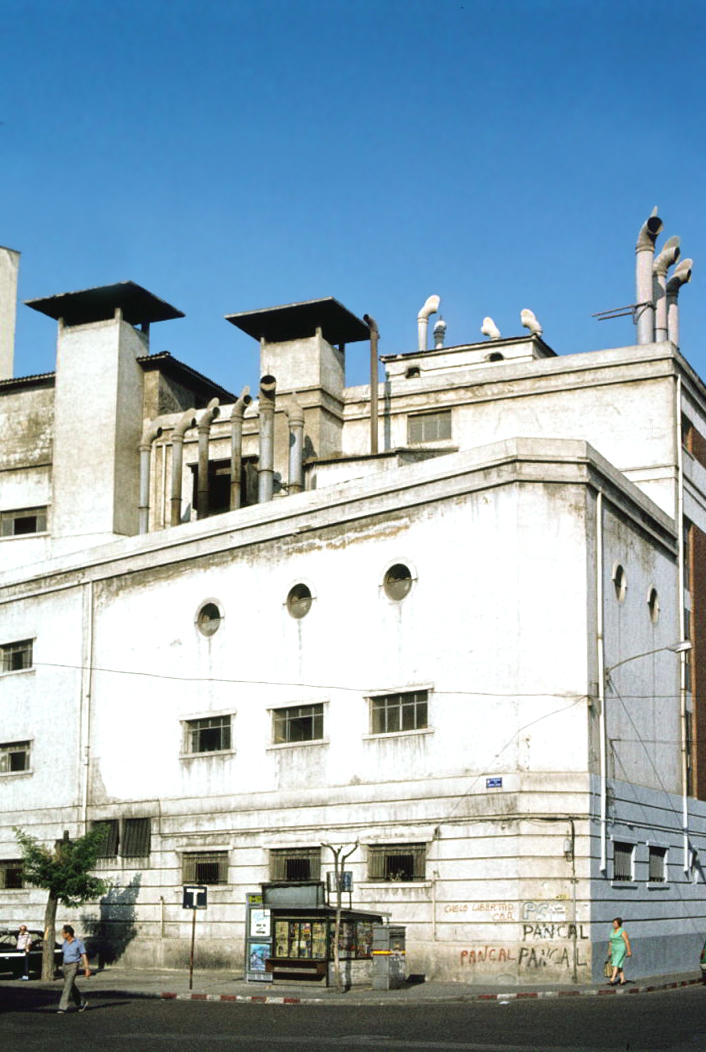
Antigua fábrica de cervezas de San Juan en 1980. Fue derribada a comienzos de la década posterior

Valladolid continúa su crecimiento con la llegada de la democracia a España. Con las primeras elecciones municipales democráticas (1979), llegan los socialistas a la alcaldía: el socialista Tomás Rodríguez Bolaños se mantiene como alcalde desde 1979 a 1995, en el periodo 1991-1995 gracias a un pacto con IU, ya que el ganador de aquellas elecciones, el Partido Popular, no pudo alcanzar la mayoría absoluta.

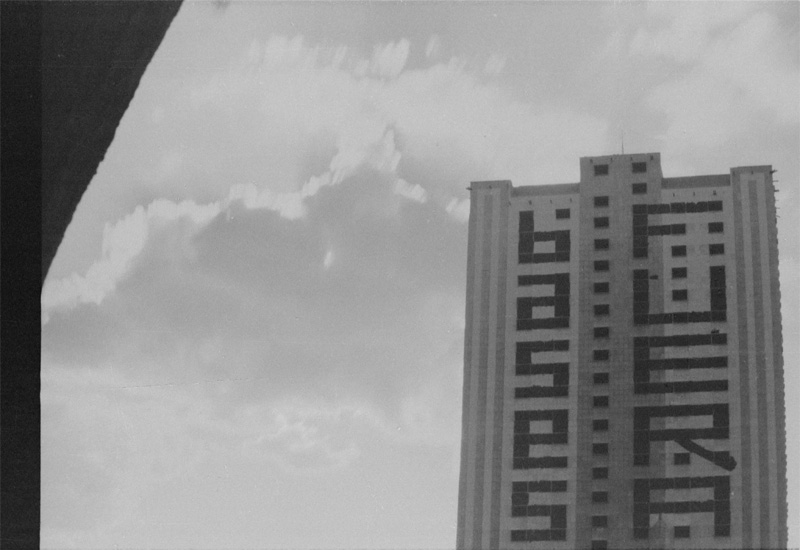
El edificio Duque de Lerma en la década de 1980, con pintadas y lemas reivindicativos

En 1995 el Partido Popular gana las elecciones por segunda vez, esta vez ya sí con mayoría absoluta y Francisco Javier León de la Riva es nombrado alcalde manteniéndose en el cargo hasta que en 2015 el Partido Popular gana las elecciones locales (por séptima vez consecutiva) pero pierde la mayoría absoluta y el socialista Óscar Puente Santiago pasó a ser el nuevo alcalde de la ciudad con el apoyo de Valladolid Toma la Palabra (que entró a formar parte del gobierno municipal) y Sí se Puede Valladolid.
En la década de 1980 surgen nuevos barrios residenciales (como Parquesol), que provocan un crecimiento de la ciudad en su extensión. La ciudad se convierte en sede definitiva de los poderes ejecutivo (Junta) y legislativo (Cortes) de Castilla y León mediante ley aprobada en 1987, aunque las Cortes siguieron ubicadas en el Castillo de Fuensaldaña hasta la inauguración en 2007 de su nueva sede en el barrio de Villa del Prado de la ciudad.
Personas relevantes durante el periodo democrático, muy vinculadas a la capital, son Gregorio Peces-Barba que, como diputado por Valladolid en 1977, fue uno de los «Padres» de la Constitución española, así como los expresidentes del Gobierno de España José María Aznar, que fue también presidente de la Junta de Castilla y León, y José Luis Rodríguez Zapatero, vallisoletano de nacimiento.
También nacieron en la ciudad la exvicepresidenta del Gobierno Soraya Sáenz de Santamaría, la exministra de Agricultura Isabel García Tejerina o el exministro del Interior Jorge Fernández Díaz.

### SigloXXI

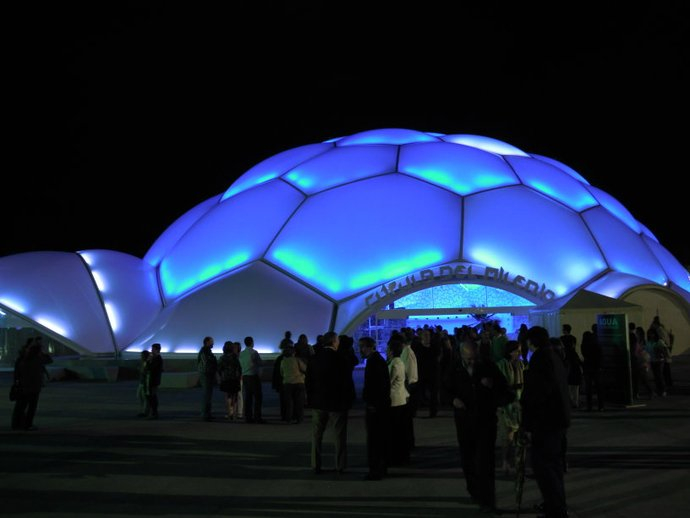
La Cúpula del Milenio iluminada por la noche, un edificio claramente inspirado por las corrientes arquitectónicas contemporáneas del

Como ciudad significativa en la evolución de la lengua castellana, se celebró entre el 16 y el 19 de octubre de 2001, en el Teatro Calderón, el II Congreso Internacional de la Lengua Española, foro de reflexión sobre el idioma español, presidido por los reyes de España.
Valladolid fue premiada por la asociación internacional LUCI en 2011 con el Premio al Mejor Proyecto de Iluminación Urbana City People Light por la Ruta Ríos de Luz y en 2012 con el Premio del Jurado Popular al Mejor Proyecto de Iluminación Urbana de los Premios City People Light Awards. En 2012 Unicef declara a Valladolid Ciudad Amiga de la Infancia. En abril de 2013, Valladolid fue premiada con el Premio Reina Sofía de Accesibilidad de Municipios Españoles por su esfuerzo en la integración, normalización y participación activa de toda la ciudadanía sea cual sea su capacidad funcional.
En el año 2020 la pandemia de coronavirus provocó la declaración del estado de alarma en toda España y el confinamiento de la población en sus hogares.

## Símbolos
La representación más antigua conocida del escudo de Valladolid data del año 1454, aunque en ese momento solo aparecían en él los jirones ondulados. El escudo pudo haber sido otorgado por el rey vallisoletano Enrique IV de Castilla.

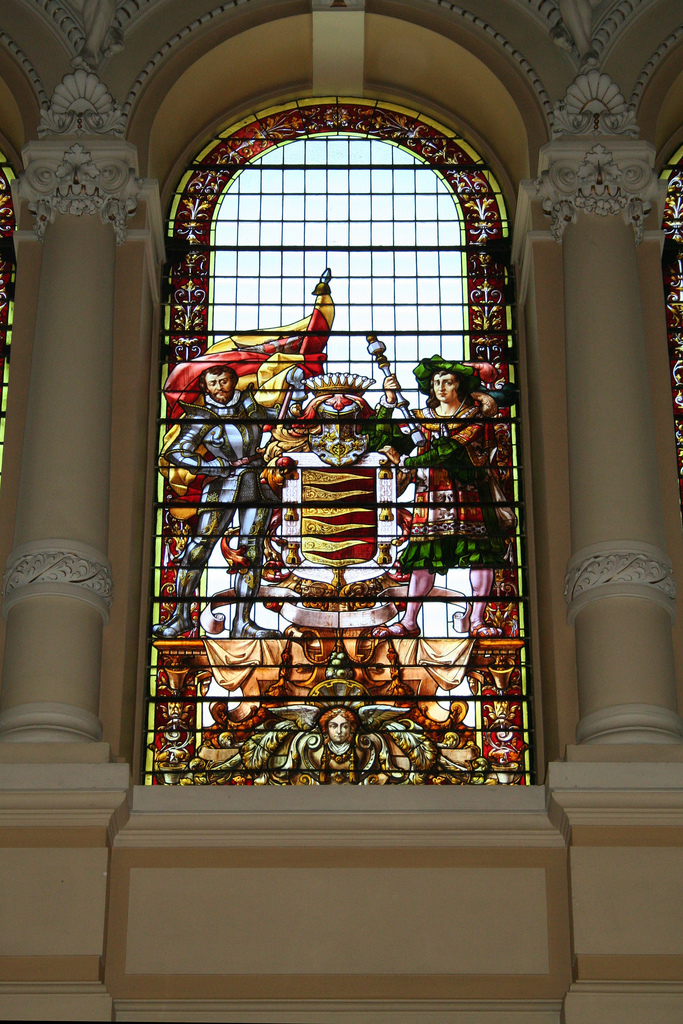
Escudo de Valladolid representado en una de las vidrieras de la escalera de honor de la Casa Consistorial

La bordura de gules con los ocho castillos de oro en el escudo de armas de la ciudad aparece por primera vez en la portada de uno de los más de diez ejemplares de la Historia de Valladolid de Juan Antolínez de Burgos que data de 1722 (si bien la obra original fue concluida en 1641). Hasta entonces nunca el escudo municipal había figurado con semejante incremento armero. La bordura viene a ser un trasunto historicista, con afán también ornamental, del antiguo sello medieval de la ciudad en donde también aparecían ocho muescas o torres formando parte del cerco o muralla que envolvía simbólicamente a la villa, identificando estos castillos con las ocho puertas de las dos cercas o murallas que llegó a tener la población representadas por la bordura. Esta composición tuvo éxito y fue paulatinamente adoptada por los diferentes gremios de la ciudad y finalmente por el concejo.
La corona real es abierta, de origen medieval, más antigua que la corona real cerrada. Habría sido otorgada por los Reyes Católicos, como símbolo de villa de realengo, con fueros propios.
Por último, la Cruz Laureada de San Fernando, máxima condecoración militar española, creada en el siglo XIX, le fue otorgada por las nuevas autoridades franquistas por decreto de 17 de julio de 1939 al municipio de Valladolid por acciones de guerra llevadas a cabo por el bando sublevado para controlar la ciudad e inmediaciones en la guerra civil española.
La bandera de Valladolid es de color carmesí con el escudo de Valladolid situado en el centro.
Valladolid adquirió la categoría de villa a mediados del siglo XIII para seguir sumando títulos: buenos y leales (Muy leal) en el año 1329; Muy Noble en 1422; Ciudad en 1596; Heroica en 1854 y Laureada en 1939.

## Demografía
Valladolid cuenta con una población de 300 618 habitantes (INE 2024).
| Gráfica de evolución demográfica de Valladolid entre 1842 y 2021 |
| |
| Población de derecho según los censos de población del INE Población de hecho según los censos de población del INEEn 1857 crece el término del municipio porque incorpora a La Overuela En 1959 crece el término del municipio porque incorpora a Puente Duero |

Valladolid desborda sus propios límites y salta a municipios del entorno. Esta transformación urbana ha sido definida por el catedrático emérito de Geografía urbana Jesús García como el paso «de la ciudad a la aglomeración».
Partiendo del primer dato de población recogido por el Instituto Nacional de Estadística, que data de 1842, se observa un crecimiento constante de población en toda la segunda mitad del siglo XIX, que coincide en el tiempo con la construcción del Canal de Castilla y con la llegada del ferrocarril a Valladolid.
A lo largo de los tres primeros tercios del siglo XX, Valladolid experimentó un importante aumento de población, gracias al éxodo rural. Este crecimiento, lento durante las dos primeras décadas e interrumpido por la Guerra Civil, fue especialmente significativo desde los años sesenta, con la llegada de mano de obra foránea, y supuso el momento de mayor crecimiento demográfico en la historia de la capital. Sin embargo, a partir de los años ochenta se produjo un giro en esta tendencia, que supuso un estancamiento en el crecimiento de la población, debido a dos motivos: al cese de los flujos migratorios que habían impulsado el crecimiento en épocas pasadas y a un descenso brusco en la tasa de natalidad.
En los últimos años, la ciudad de Valladolid ha ido perdiendo población en favor de su franja periurbana, donde prolifera el crecimiento de nuevas áreas residenciales. Esta cuenta con poco más de 400 000 habitantes, y es la 20.ª área de España en población. El encarecimiento de la vivienda en la capital, la falta de una política adecuada de planeamiento urbano y, como consecuencia de ello, el incremento de los problemas asociados al tráfico rodado, originaron cambios residenciales de carácter centrífugo. Las parejas jóvenes que no emigran a otras provincias optan por la adquisición de una vivienda en los municipios de la periferia, cuyo crecimiento demográfico deriva del propio vaciamiento de la ciudad (de 330 700 habitantes en 1991 a 303 905 en 2015) y del asentamiento de familias procedentes, en menor medida, de otros municipios de la provincia.
En el último lustro, Valladolid ha sufrido una paulatina pérdida de población, principalmente debido a movimientos hacia su área metropolitana.

### Movimientos de población

#### Natalidad

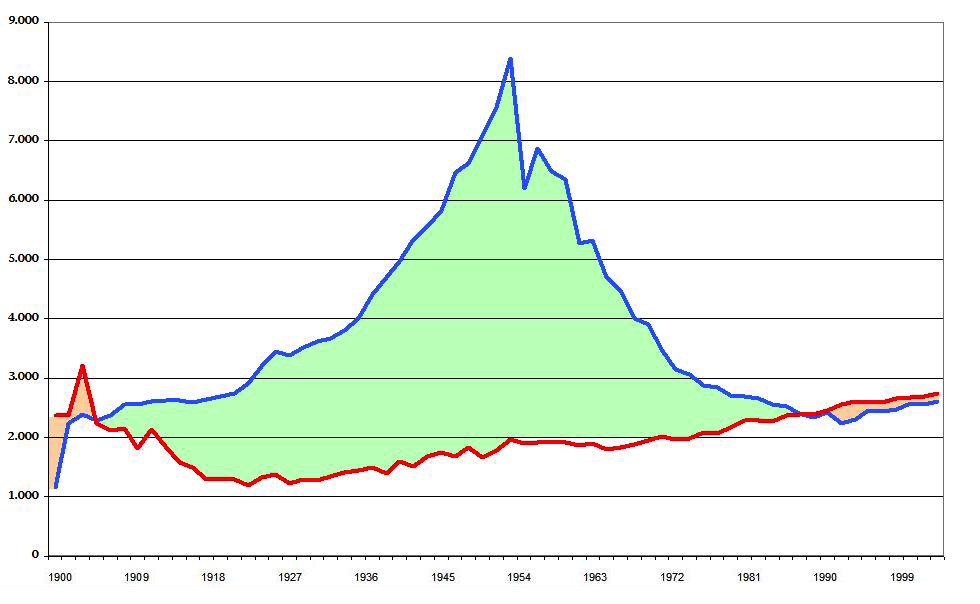
Evolución de la natalidad (azul), mortalidad (rojo) y crecimiento natural de Valladolid entre 1900 y 2005

En el año 2005 se produjeron en Valladolid un total de 2600 nacimientos. Esto supone la confirmación de una tendencia ascendente que se remonta al año 1999. Esta tasa de nacimiento es la más alta registrada desde 1992, año en el que se registraron 2658 nacimientos. Por su parte, la tasa bruta de natalidad de Valladolid se sitúa en el 8,10 ‰, que es la cifra más alta desde 1992.

#### Mortalidad
En 2005 se registraron 2735 defunciones en la ciudad de Valladolid, lo que supuso un incremento con respecto a los años anteriores. Es, de hecho, la cifra más alta desde 1920, año en el que se registraron 3206 defunciones. La tasa bruta de mortalidad se cifró en 8,52 ‰, siguiendo la tendencia ascendente reflejada en el número de defunciones, y es la más alta desde 1969.

#### Movimientos migratorios
Según los datos de 2002, llegaron a Valladolid un total de 9072 personas. De este total, 2246 procedían de la propia provincia, 1721 de otras provincias de Castilla y León, 2407 de otra comunidad autónoma y por último 2698 personas llegaron procedentes del extranjero.
Por continentes, Europa es el más representado en Valladolid con 8680 residentes en el 2010. En cuanto al país de origen, Bulgaria aporta el mayor número de extranjeros, con 3983 frente a los 3881 de 2009. El colectivo rumano se consolida en el segundo puesto de europeos presentes en la capital con un saldo positivo de 42 habitantes (se ha pasado de los 2490 que residían en el 2009 a los 2532 que lo hacen en la actualidad).

### Área metropolitana
El área metropolitana de Valladolid, como tal, no está constituida ni legal ni administrativamente, aunque existen propuestas de algunos partidos para crearla. No obstante, recibe este nombre el conjunto de municipios, que, centrados en Valladolid, están definidos por las Directrices de Ordenación del Territorio de Valladolid y su Entorno (DOTVAENT), documento realizado por el instituto de urbanística de la Universidad de Valladolid a instancias de la Junta de Castilla y León.
Precisamente esta ausencia de definición legal impide conocer con certeza su tamaño, por lo que las cifras proceden de estudios independientes o de los datos indirectos de los organismos oficiales. De este modo, según el proyecto AUDES5 - Áreas Urbanas de España 2005, el área metropolitana de Valladolid cuenta con una población de 388 555 habitantes, mientras que según los datos indirectos procedentes del Instituto Nacional de Estadística (2007) su población sería de 407 148 habitantes.

## Economía

### Historia económica

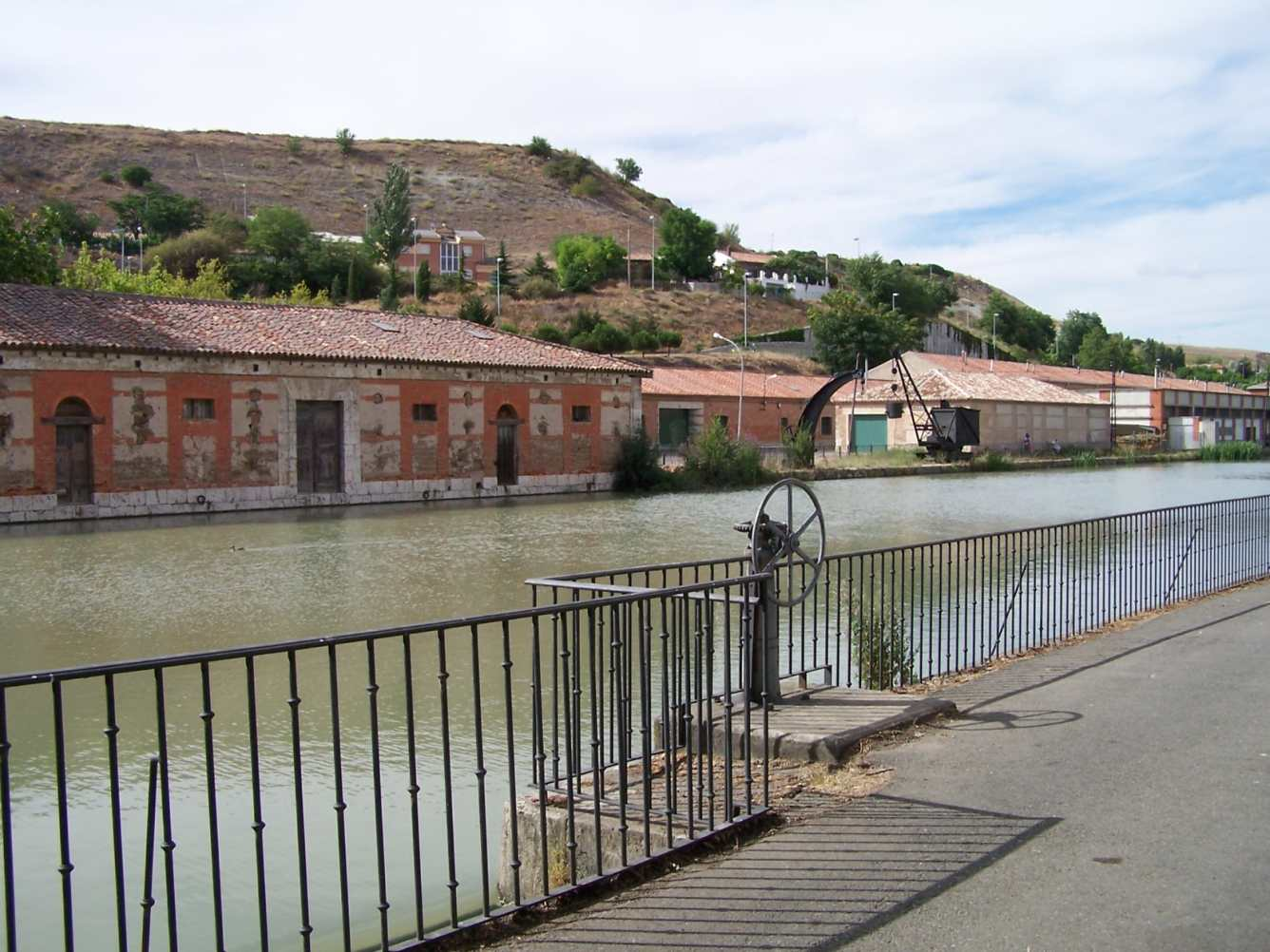
El Canal de Castilla, es la obra de ingeniería civil (hidráulica) más importante de las realizadas en el y fue construido para facilitar el transporte del trigo de Castilla hacia los puertos del norte y de allí a otros mercados. Vista de la Dársena del Canal de Castilla de Valladolid

Tras su repoblación, y una vez el valle se vio libre de la ocupación árabe, la ciudad comenzó a expandirse. A finales del siglo XI comenzaron a aparecer una gran variedad de barrios de carácter gremial, que fueron estableciéndose en distintas zonas, abriéndose calles bajo la influencia directa de la cuestión económica. Por estas fechas, se celebraban en Valladolid ferias de periodicidad anual, a las que habitualmente concurrían hombres de negocio de diversos lugares.
En los inicios del siglo XIV, atraídos fundamentalmente por el bullicio comercial, la actividad agrícola y la atención que en la Villa favorecía la Corte, vinieron a Valladolid gentes, no solo de territorios hispánicos, sino también de otros países, de ascendente cristiano, judío o mudéjar, que compartían el mismo espacio geográfico.
En 1359 la ciudad obtuvo el Privilegio de tener Casa de la Moneda, la cual pervivió hasta el siglo XVIII cuando Felipe V concentró la fabricación de este metal.
En el siglo XVI, la ciudad fue la capital del Reino, y en ella se centralizaron los principales órganos político-administrativos. A ello se sumó el hecho de que Felipe II, poco antes de morir, otorgó a Valladolid el título de ciudad, y, aunque mediado el siglo XVI se trasladó la capital a Madrid (hasta 1601), Valladolid siguió conociendo un momento de gran esplendor económico.

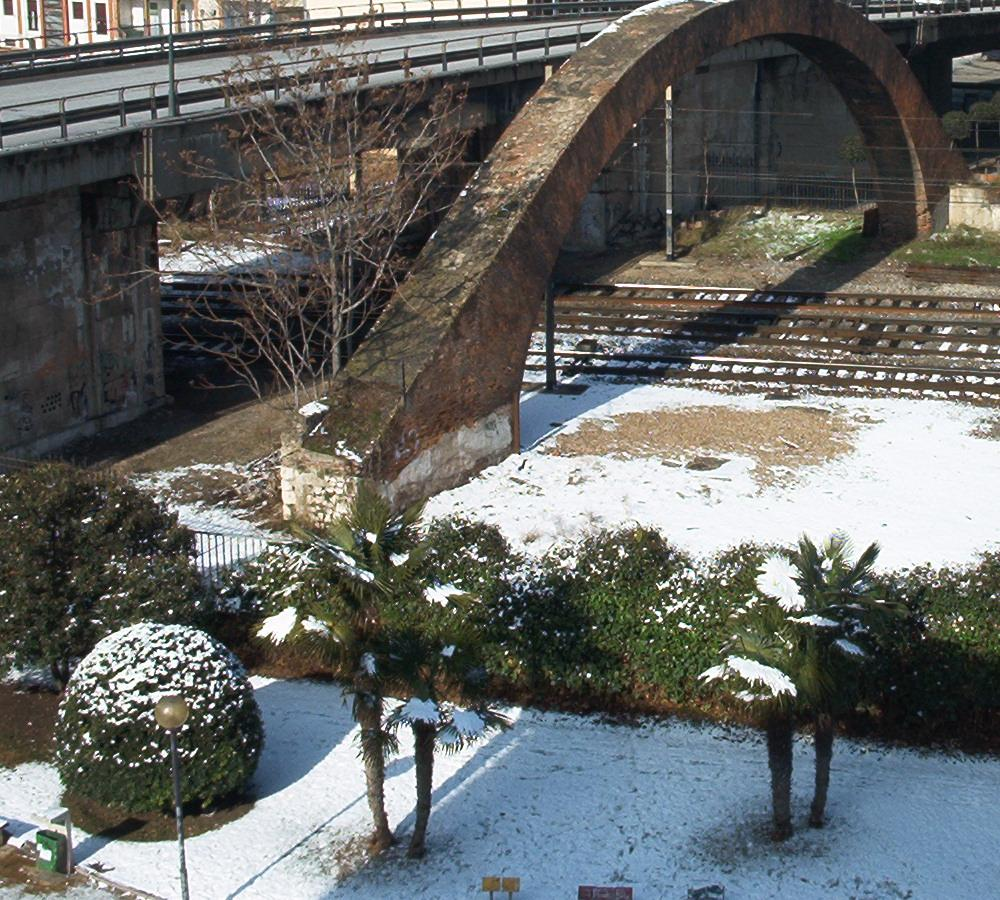
El Arco de Ladrillo sobre las vías del tren. Esta construcción, realizada en 1856 y atribuida al ingeniero Venancio del Valle, puede ser considerada la primera construcción ferroviaria de la ciudad, prólogo de la llegada del ferrocarril a Valladolid

A partir de la definitiva marcha de la Corte, en tiempos de Felipe III, la ciudad padeció en los siglos siguientes una etapa de cierta decadencia, apenas mitigada por los efectos de la Ilustración, protagonizada por un fuerte descenso demográfico, y sobre todo una paulatina depresión económica.
Valladolid no experimentaría grandes cambios hasta la segunda mitad del siglo XIX, momento en el que renació con la ayuda de la industria harinera y el desarrollo de las comunicaciones, que favorecieron el transporte de la producción y de las importaciones. El funcionamiento del Canal de Castilla y la aparición de los primeros focos industriales en torno a la dársena, y la posterior llegada del ferrocarril a Valladolid, constituyeron la piedra angular de este despegue urbano. También se desarrolló el sistema financiero; aparecieron las primeras sociedades de crédito, y en 1857 se crea el Banco de Valladolid.
En 1864 se da una grave crisis económica, produciéndose el hundimiento del Banco de Valladolid y la aparición de hambrunas. En el último tercio del siglo XIX, la ciudad, aún marcada por la crisis, avanza muy lentamente. El sector secundario es minoritario, mientras que el terciario se sitúa al frente de los sectores productivos.
Ya en la década de 1950, conoció un potente desarrollo industrial, en torno, fundamentalmente, a la fabricación de automóviles; y también comercial, como consecuencia de lo anterior. En la actualidad, la industria vallisoletana continúa fundamentalmente ligada a la industria del automóvil. En paralelo con esa producción de gran escala, varios polígonos urbanizados albergan a pequeñas y medianas empresas, dedicadas a suministros de todo tipo para el mercado español. El comercio es otra de las grandes fuentes económicas de la ciudad, que debido a esa secular tradición, cuenta, desde 1965, con la Feria Internacional de Muestras para exhibir las constantes innovaciones en el sector.

### Estructura económica

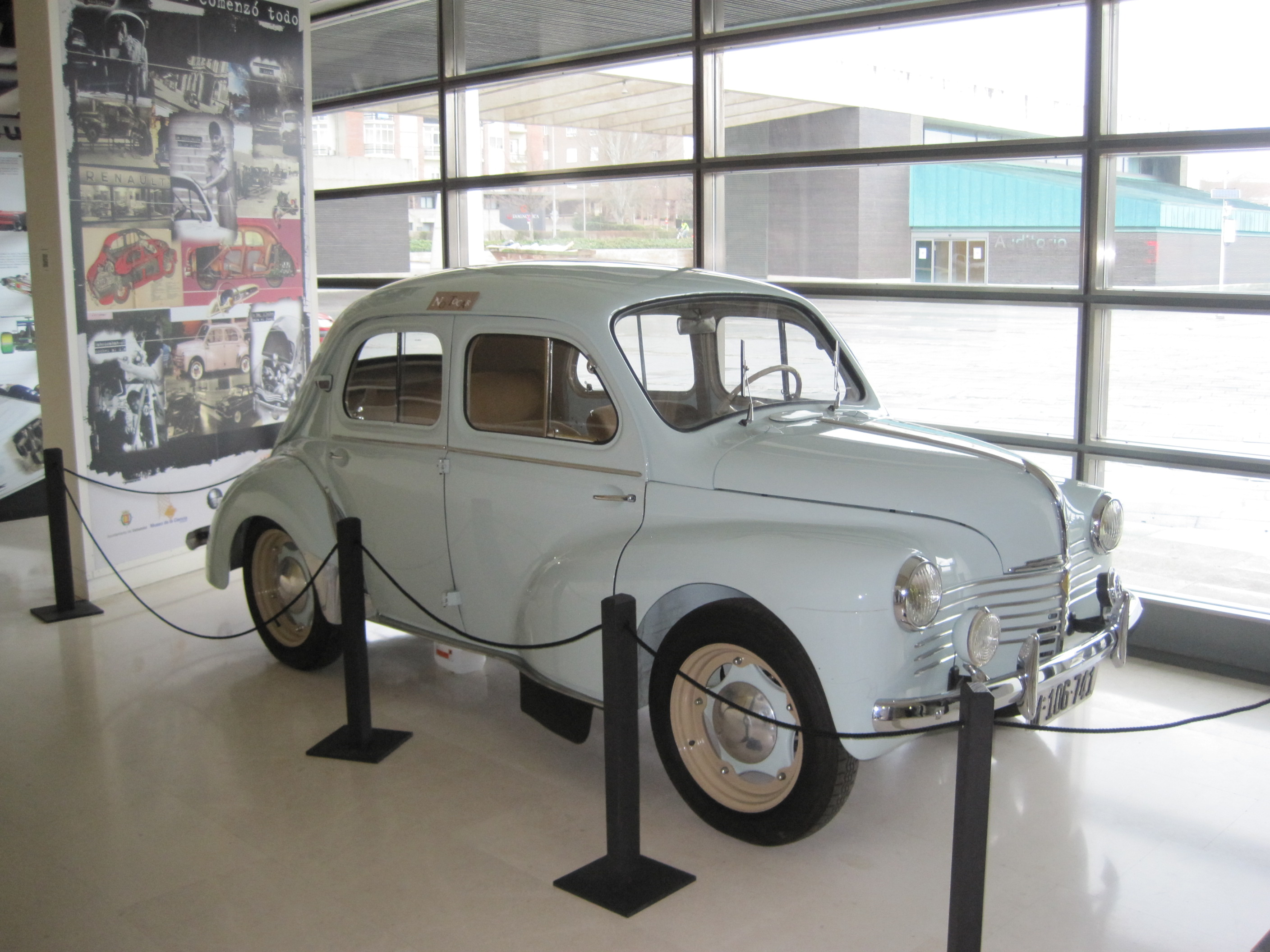
El Renault 4CV fue fabricado por FASA-Renault en la factoría de Valladolid. La compañía se estableció en 1951 en la ciudad como FASA (Fabricación de Automóviles Sociedad Anónima) y desde entonces se ha convertido en un importante puntal de la economía local y regional

El principal sector económico de Valladolid es el sector servicios, que da trabajo a 104 168 personas, lo que representa el 72,7 % de los trabajadores vallisoletanos afiliados a la Seguridad Social. Asimismo, el 82,5 % de los centros de trabajo de la ciudad corresponde a empresas del sector terciario. La rama con mayor número de establecimientos es la de comercio al por menor de productos no alimenticios, que representa más del 50 % del total.

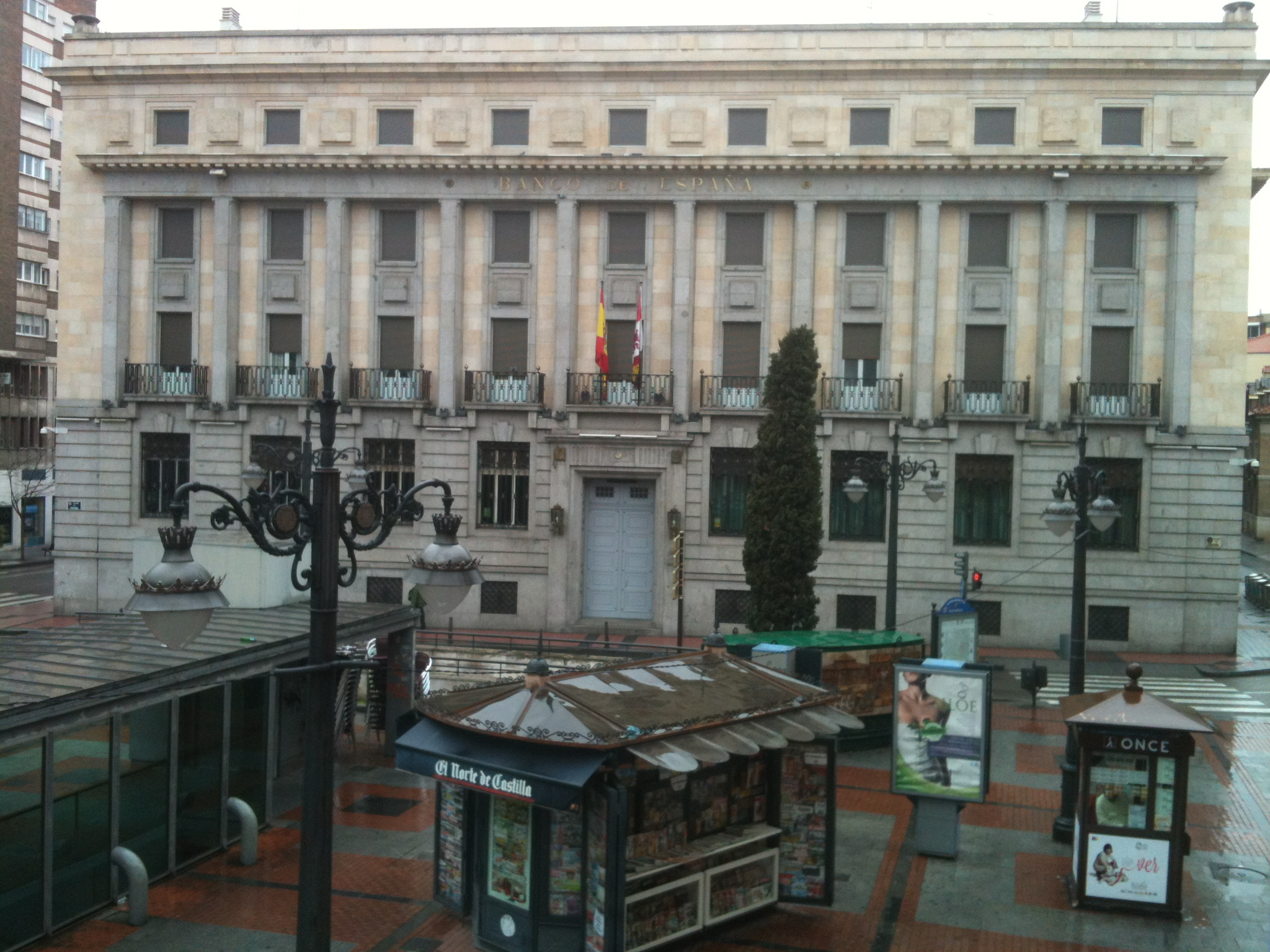
Sucursal del Banco de España

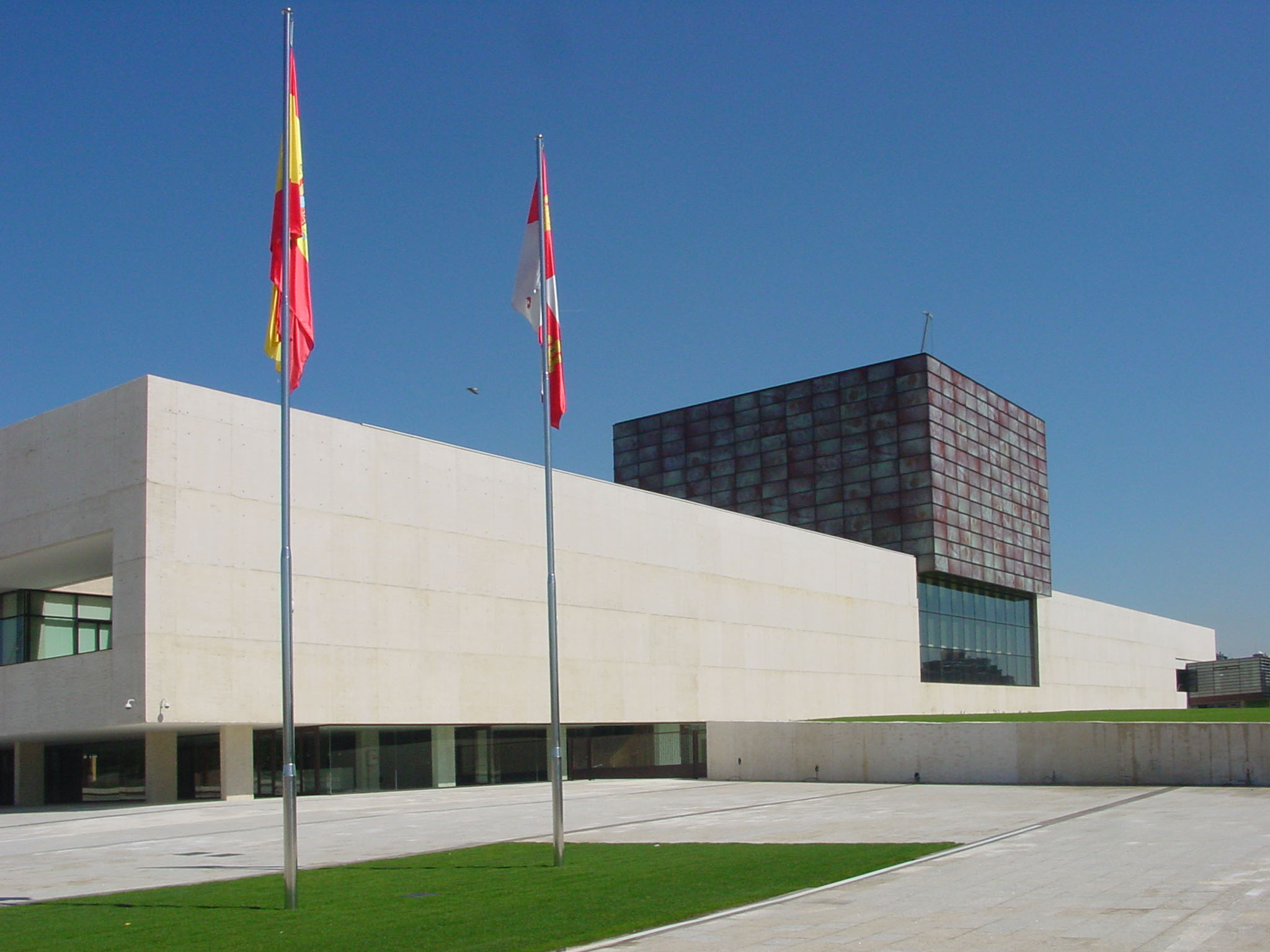
Cortes de Castilla y León

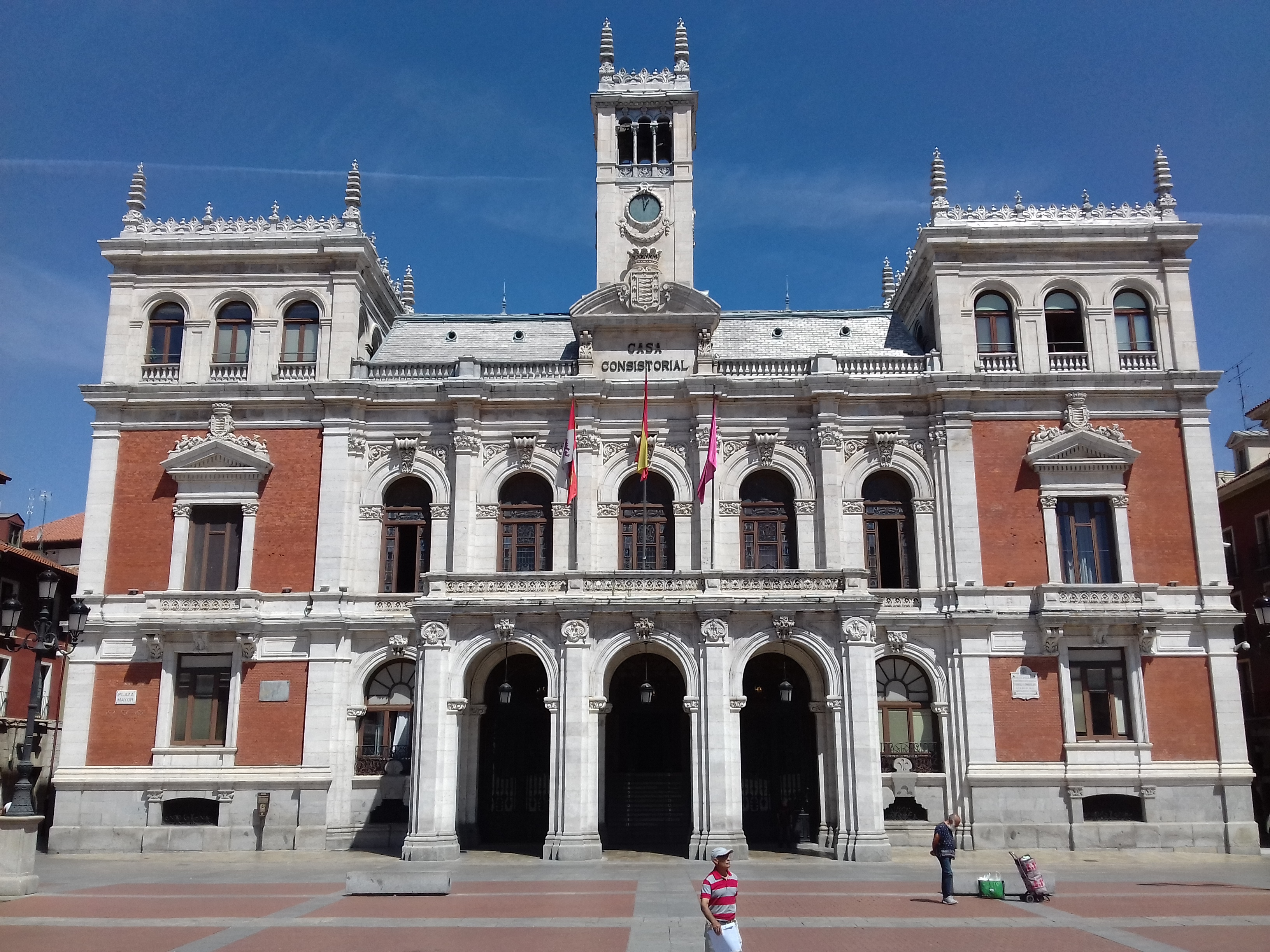
Casa consistorial, sede del Ayuntamiento de Valladolid

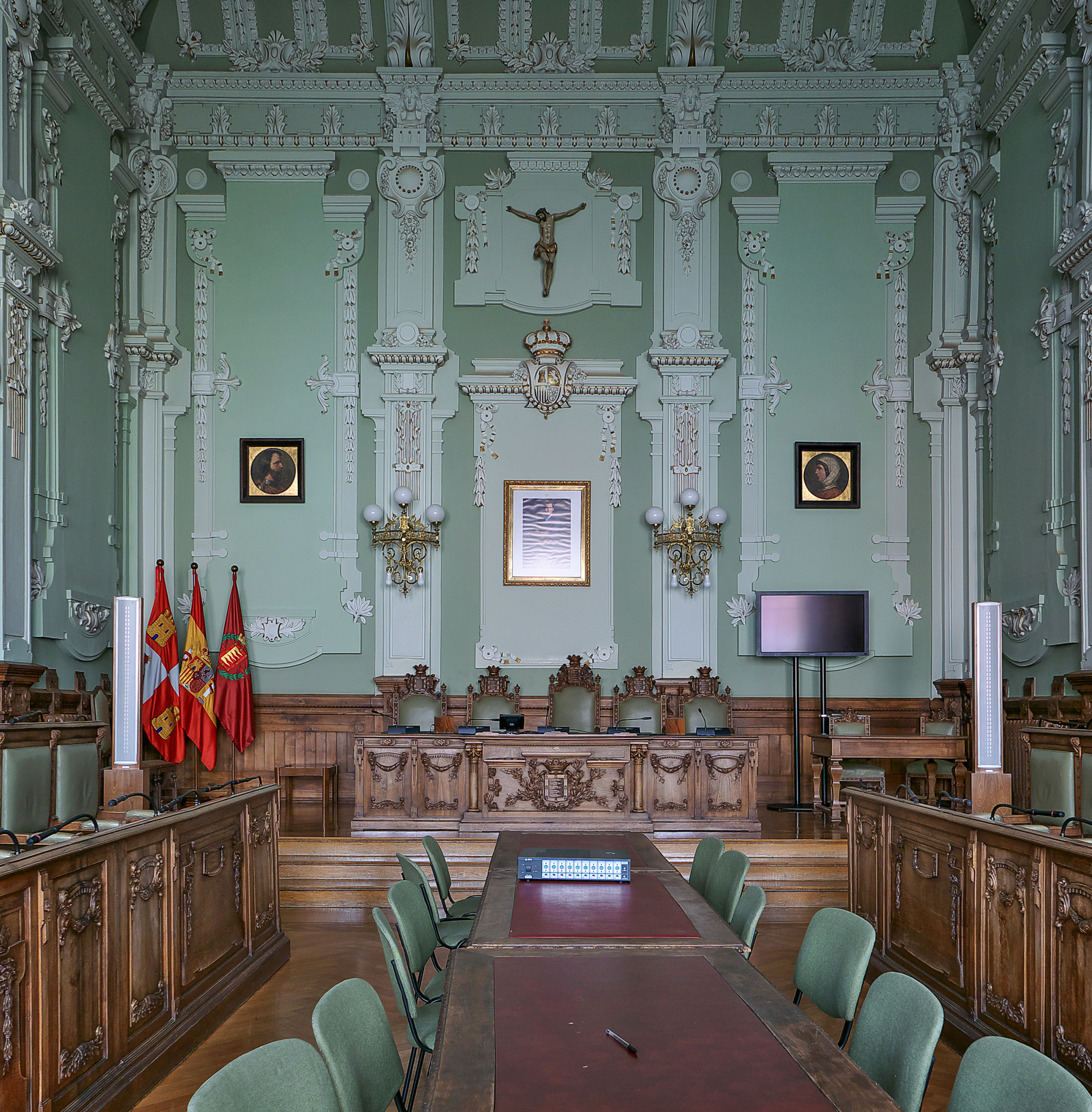
Salón de plenos

A continuación se sitúan el sector de la industria y la construcción: 22 013 personas están empleadas en centros de trabajo industriales y 15 710 encuentran trabajo en el sector de la construcción, lo que representa el 15,4 % y el 11 % del total de trabajadores, respectivamente. Por centros de trabajo, el 6,0 % corresponde a centros industriales y el 10,3 % a empresas de la construcción. La industria predominante de la ciudad corresponde a los sectores derivados de las actividades agrarias, metalúrgica, la industria del automóvil, químicas, de la construcción, artes gráficas, etc. El polígono industrial de San Cristóbal es uno de los dos polígonos industriales de la ciudad de Valladolid. Este polígono acoge a gran cantidad de empresas. Está delimitado por la ronda interior (VA-20), por la ronda exterior (VA-30) y por las carreteras de Soria (A-11) y de Segovia (A-601)
Por último, la actividad agrícola, muy minoritaria, da empleo a 1491 personas, apenas el 1 % del total, con tan solo 153 centros de trabajo (el 1,2 %) dedicados a esta actividad. De esta escasa dedicación agrícola, el tipo de cultivo predominante es de secano, representado en la producción de trigo, cebada y remolacha azucarera, principalmente.
Las principales empresas de la ciudad son: Renault-España, Indal, Michelín, Iveco, Ambuibérica, Aquagest, ACOR, Grupo Norte, Panibérica de Levaduras (Lessafre), Helios, Lingotes Especiales o Queserías Entrepinares.

## Administración y política

### Administración regional
Valladolid alberga las sedes de las Cortes de Castilla y León y la Junta de Castilla y León, incluyendo la Presidencia de esta y sus diez consejerías.
La actual sede de las Cortes de Castilla y León fue inaugurada en junio de 2007. Se encuentra en la avenida de Salamanca, en el barrio residencial Villa de Prado, y es obra del arquitecto granadino Ramón Fernández Alonso. La anterior sede se encontraba de forma provisional en el Castillo de Fuensaldaña, en la localidad vallisoletana de Fuensaldaña.
La ubicación del ejecutivo regional, presidido por Alfonso Fernández Mañueco, se encuentra en el colegio de la Asunción. Dicho edificio está ubicado en la plaza de Castilla y León del Barrio de Covaresa, mientras que las sedes de las diferentes consejerías se encuentran repartidas en diferentes puntos de la ciudad.

### Administración provincial
La Diputación Provincial de Valladolid también tiene su sede en la ciudad, en concreto, en el Palacio de Pimentel. Tras las elecciones municipales del 2019 está presidida por Conrado Íscar del Partido Popular, sustituyendo en el cargo a Jesús Julio Carnero García, del mismo partido.

### Gobierno municipal
Valladolid está gobernada por el alcalde y los concejales, que componen la corporación municipal, que tiene a su cargo el municipio. El Ayuntamiento de Valladolid tiene su sede en la plaza Mayor, en el edificio de la Casa Consistorial. Los concejales son elegidos cada cuatro años, mediante sufragio universal, por los mayores de 18 años. El actual alcalde es Jesús Julio Carnero García, del Partido Popular (PP) desde el 17 de junio de 2023, que gobierna en coalición junto con Vox.
Los partidos políticos presentes en el ámbito local son el Partido Socialista Obrero Español, a cuyo frente se encuentra Óscar Puente Santiago, el Partido Popular, Vox y Valladolid Toma la Palabra. Así, tras las elecciones municipales de 2023 la composición del Ayuntamiento de Valladolid es la siguiente:
| Periodo   | Nombre                           | Partido | Partido                                  |
| --------- | -------------------------------- | ------- | ---------------------------------------- |
| 1979-1995 | Tomás Rodríguez Bolaños          |         | Partido Socialista Obrero Español (PSOE) |
| 1995-2015 | Francisco Javier León de la Riva |         | Partido Popular (PP)                     |
| 2015-2015 | Mercedes Cantalapiedra Álvarez   |         | Partido Popular (PP)                     |
| 2015-2023 | Óscar Puente Santiago            |         | Partido Socialista Obrero Español (PSOE) |
| 2023-act. | Jesús Julio Carnero García       |         | Partido Popular (PP)                     |

| Partido político                                       | 2023  | 2023   | 2023       | 2019  | 2019     | 2019       | 2015  | 2015     | 2015       | 2011  | 2011   | 2011       | 2007  | 2007   | 2007       |
| Partido político                                       | %     | Votos  | Concejales | %     | Votos    | Concejales | %     | Votos    | Concejales | %     | Votos  | Concejales | %     | Votos  | Concejales |
| Partido Socialista Obrero Español (PSOE)               | 36,69 | 58 900 | 11         | 35,67 | 60 107   | 11         | 23,28 | 38 789   | 8          | 27,00 | 45 525 | 9          | 39,04 | 71 077 | 13         |
| Partido Popular (PP)                                   | 36,22 | 58 142 | 11         | 30,08 | 50 684   | 9          | 35,73 | 59 519   | 12         | 50,41 | 85 006 | 17         | 47,81 | 87 046 | 15         |
| Vox                                                    | 11,67 | 18 738 | 3          | 6,34  | 10 695   | 1          | 1,07  | 1790     | 0          | —     | —      | —          | —     | —      | —          |
| Izquierda Unida (IU)-Valladolid Toma la Palabra (VTLP) | 9,00  | 14 448 | 2          | 10,47 | 17 649   | 3          | 13,40 | 22 329   | 4          | 10,51 | 17 727 | 3          | 5,89  | 10 727 | 1          |
| Ciudadanos (CS)                                        | 2,00  | 3226   | 0          | 12,58 | 2116 209 | 3          | 7,63  | 1216 706 | 2          | —     | —      | —          | —     | —      | —          |
| Sí Se Puede Valladolid (SÍVA)                          | —     | —      | —          | —     | —        | —          | 9,96  | 16 598   | 3          | —     | —      | —          | —     | —      | —          |

### Organización territorial

Territorios y núcleos de población del municipio de Valladolid

El término municipal de Valladolid está compuesto por tres territorios separados entre sí: el principal, donde radica la ciudad de Valladolid, y dos exclaves, conocidos como Navabuena y El Rebollar, al noroeste de aquel. El de Navabuena es el más septentrional y el de mayor extensión de los dos, estando el de El Rebollar deshabitado.
Demográficamente hablando, la población del municipio se reparte en cinco entidades singulares de población, que comprenden a su vez siete núcleos de población. Las entidades y sus poblaciones son, según el nomenclátor de 2012:
- Valladolid (ciudad): 306 872 habitantes;
- Pinar de Antequera (colonia): 848 habitantes;
- Puente Duero-Esparragal (lugar): 1179 habitantes, repartidos en los núcleos de:
  - Puente Duero-Esparragal: 968 habitantes;
  - El Pinarillo: 178 habitantes;
  - Doctrinos: 33 habitantes;
- Navabuena (casas de labor): 38 habitantes;
- La Overuela (arrabal): 2480 habitantes.

Con la renovación del padrón municipal de habitantes que se realizó en el año 1986, se procedió a dividir oficialmente el término municipal en diferentes zonas, pues antes de esta fecha ya existía una división popular, en barrios, que no tenía ninguna función administrativa. Para ejecutar esta división se emplearon diferentes criterios, tales como la continuidad física del territorio, criterios sociológicos y la denominación popular de las mismas.
A partir de ese momento Valladolid se divide en un total de doce distritos, que a su vez se subdividen en cuarenta y siete zonas estadísticas, no necesariamente coincidentes con los barrios tradicionales.
| Distrito    | Barrios |
| ----------- | --- |
| Distrito 1  | Centro |
| Distrito 2  | Campo Grande, Paseo Zorrilla (Bajo) y Barriada de la Guardia Civil                                                                                                |
| Distrito 3  | Caño Argales |
| Distrito 4  | Delicias, Campo Grande (Renfe) y Caamaño-Las Viudas |
| Distrito 5  | Centro (Plaza de España), Universidad y Centro (Cantarranillas)                                                                                                   |
| Distrito 6  | Circular, Vadillos, Pajarillos, Páramo de San Isidro-Poblado de la Esperanza y Las Flores                                                                         |
| Distrito 7  | San Juan, Batallas, Universidad (Colón), Pilarica y Barrio Belén                                                                                                  |
| Distrito 8  | Hospital, Rondilla, Santa Clara-XXV Años de paz, San Pedro Regalado y Barrio España                                                                               |
| Distrito 9  | San Miguel, San Nicolás y San Pablo |
| Distrito 10 | Huerta del Rey, La Victoria, Puente Jardín, Gavilla, Girón, Insonusa, Parquesol y Arturo Eyries                                                                   |
| Distrito 11 | Cuatro de Marzo, Paseo Zorrilla (Alto), Camino de la Esperanza, La Rubia, Arturo León, Las Villas, Cañada de Puente Duero, Covaresa, Parque Alameda y Paula López |
| Distrito 12 | Navabuena, La Overuela, Pinar de Antequera y Puente Duero-Esparragal                                                                                              |

## Equipamientos y servicios

### Educación

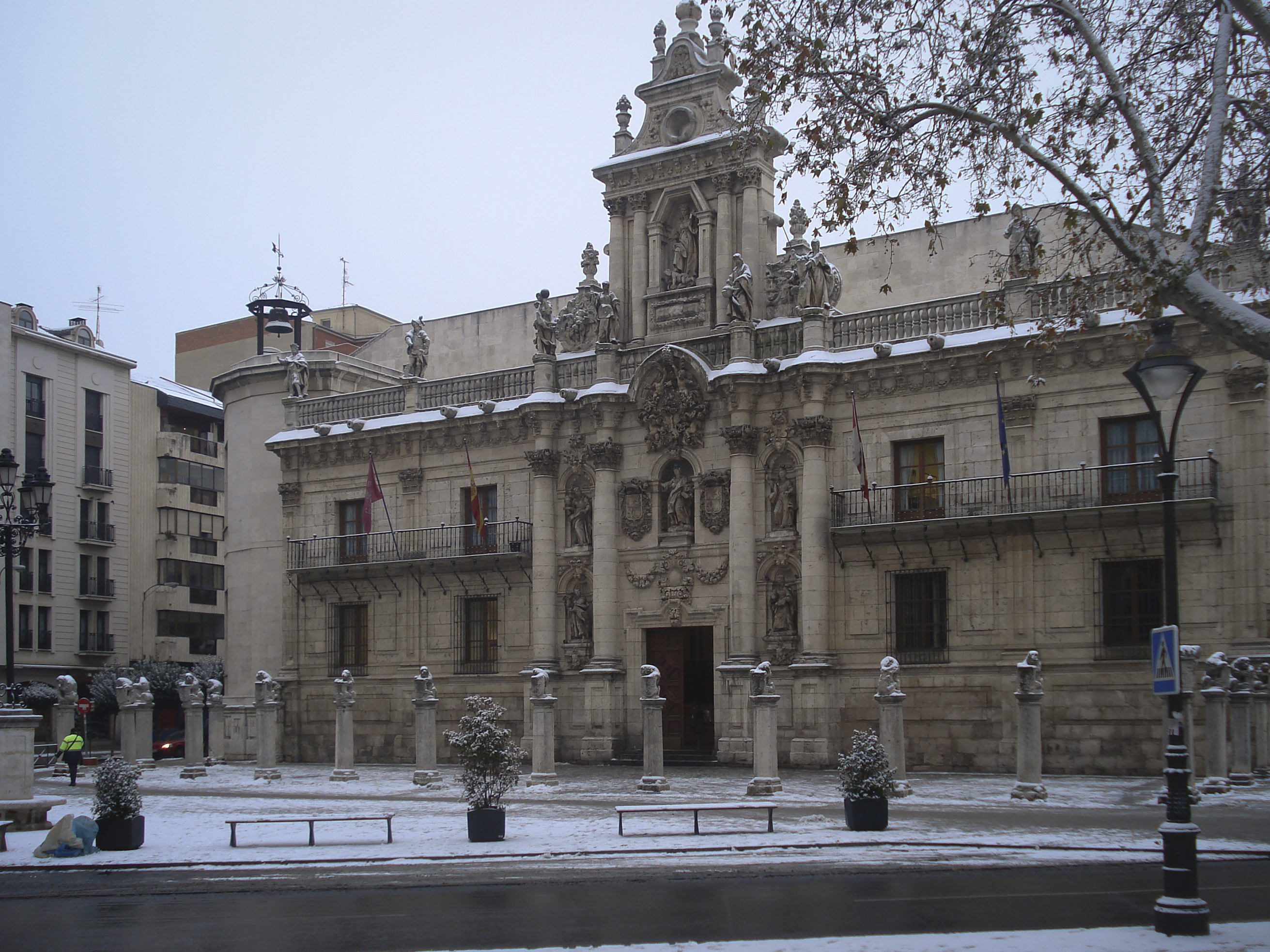
Fachada barroca del edificio histórico de la Universidad, hoy sede de la Facultad de Derecho. La Universidad de Valladolid es una de las primeras del mundo. Era una realidad en el último cuarto del, y en el es declarada, junto a la de Salamanca y la de Alcalá, como una de las tres Universidades Mayores del Reino. Hoy es uno de los más importantes Centros de Enseñanza Superior de España

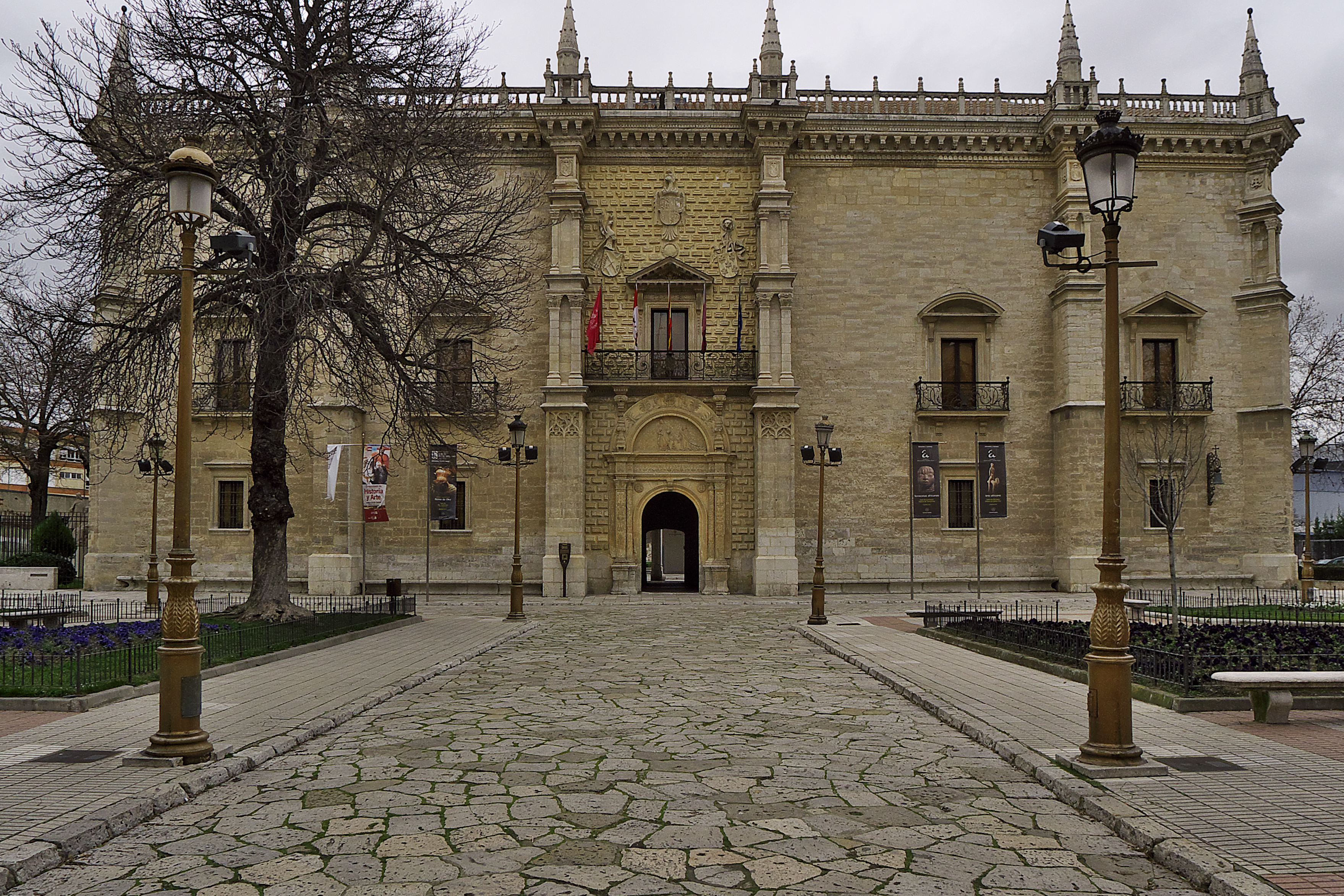
El palacio de Santa Cruz (1491) fue el segundo Colegio mayor más antiguo de España, el cual echó a andar en 1484. Es una de las primeras manifestaciones del Renacimiento español y hoy es sede del rectorado de la Universidad de Valladolid

La educación en Valladolid depende de la Consejería de Educación de la Junta de Castilla y León, que asume las competencias de educación a nivel regional, tanto en los niveles universitarios de sus dos Universidades (la Universidad de Valladolid y la Universidad Europea Miguel de Cervantes) como en los no universitarios. Según datos de la propia Consejería, se calcula que en el curso académico 2005-2006 el total de estudiantes no universitarios fue superior a los 52 000, los cuales tienen a su disposición 141 centros de enseñanza, con 2399 aulas y 4487 profesores.
En cuanto a la enseñanza universitaria, Valladolid cuenta con dos universidades, una Universidad pública y una privada:
- Universidad de Valladolid, fundada en el siglo XIII, es una de las más antiguas del mundo.[76] Universidad pública que presenta distintas facultades y campus repartidos por la ciudad. Además, la universidad dispone de campus en otras tres provincias de Castilla y León: Palencia, Soria y Segovia.

En la actualidad, la Universidad de Valladolid cuenta con cuatro campus en la ciudad: Huerta del Rey, Centro, Río Esgueva y Miguel Delibes. Repartidos en sus 25 facultades y centros asociados, unos 2000 profesores dan clase a más de 12 906 alumnos matriculados en Valladolid en 2023.

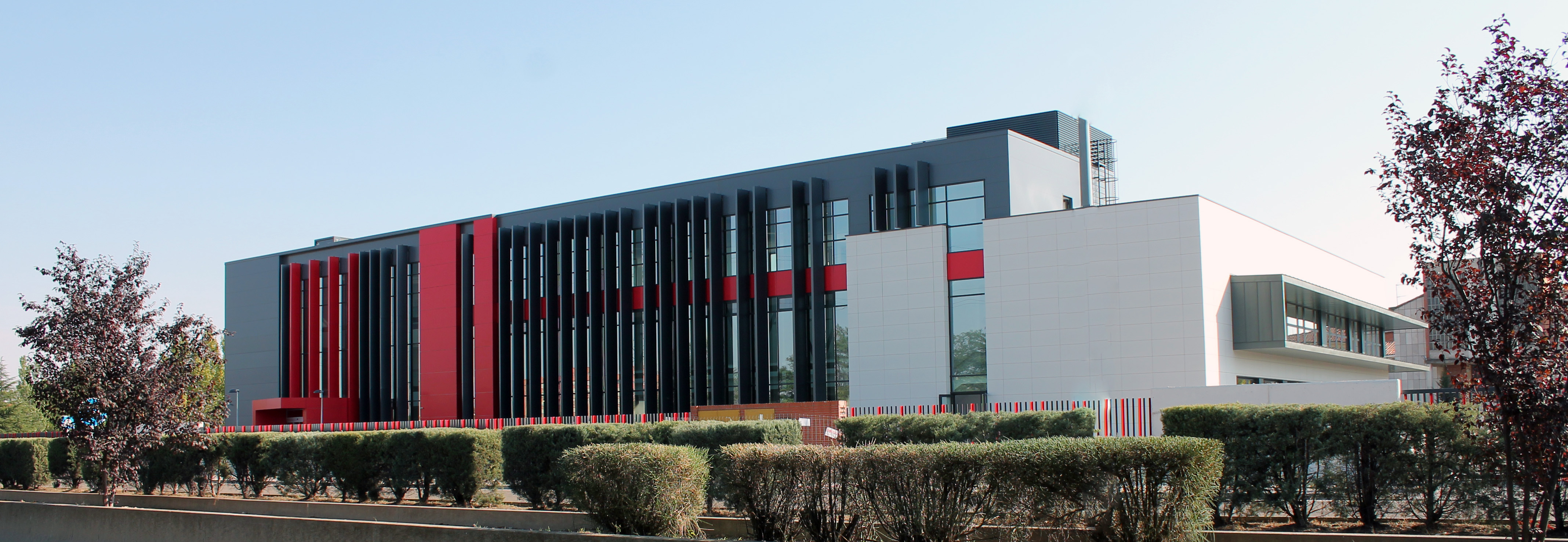
Un edificio del Campus UEMC

Dispone, además de los 25 centros, de una serie de edificios administrativos, como por ejemplo el Palacio de Santa Cruz, donde se encuentra el rectorado, y el Museo de la Universidad de Valladolid (MUVa), la Casa del Estudiante, donde están el resto de los servicios administrativos, o el CTI (Centro de Tecnologías de la Información), que se encuentra en el sótano de la Residencia Universitaria Alfonso VIII, junto a la antigua Facultad de Ciencias.
- Universidad Europea Miguel de Cervantes. La UEMC es una importante universidad privada de naturaleza presencial y en línea, fundada en 2002 y que cuenta con más de 5000 estudiantes, repartidas en sus tres facultades: Ciencias Sociales, Ciencias de la Salud y la Escuela Politécnica Superior. Imparte 17 grados, 6 dobles grados, 6 Dobles Grados Internacionales, 15 másteres, un programa de doctorado y numerosos títulos propios que ofrece la universidad tanto en su modalidad presencial como en línea.[79] En 2025 entrará en funcionamiento un nuevo edificio en su campus de Valladolid que amplia notablemente la superficie destinada a docencia e investigación y mejora la Clínica Universitaria. La Universidad Miguel de Cervantes cuenta además con una Escuela de Negocios en Madrid, la UEMC Business School, situada en la zona de Chamartín.

### Sanidad

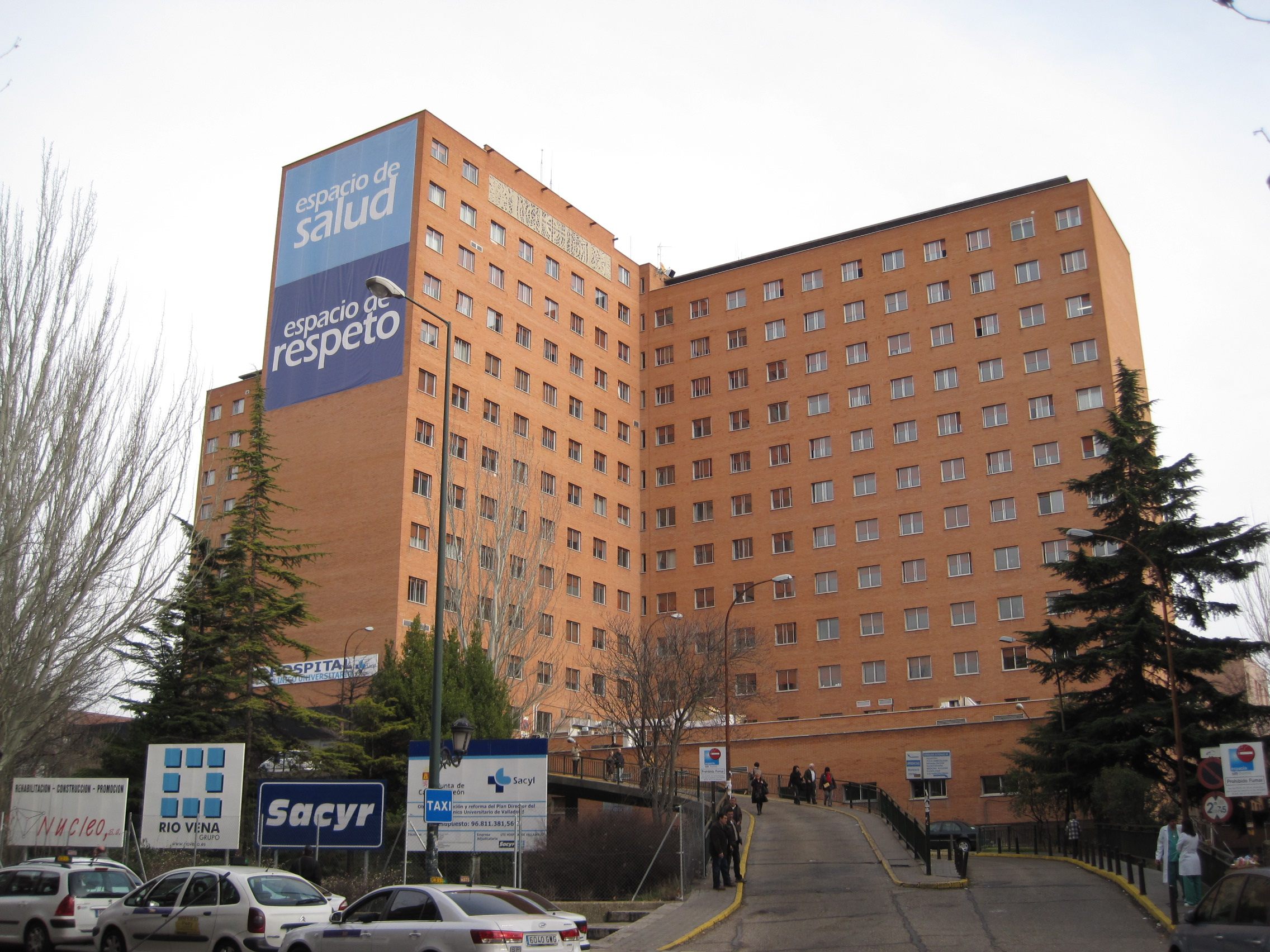
El Hospital Clínico Universitario es el más antiguo de los dos con los que cuenta la ciudad, heredero del Hospital de la Resurrección

Valladolid cuenta con 410 equipamientos sanitarios, entre los que se encuentran tanto ambulatorios, como centros de salud u hospitales, de carácter tanto público como privado.

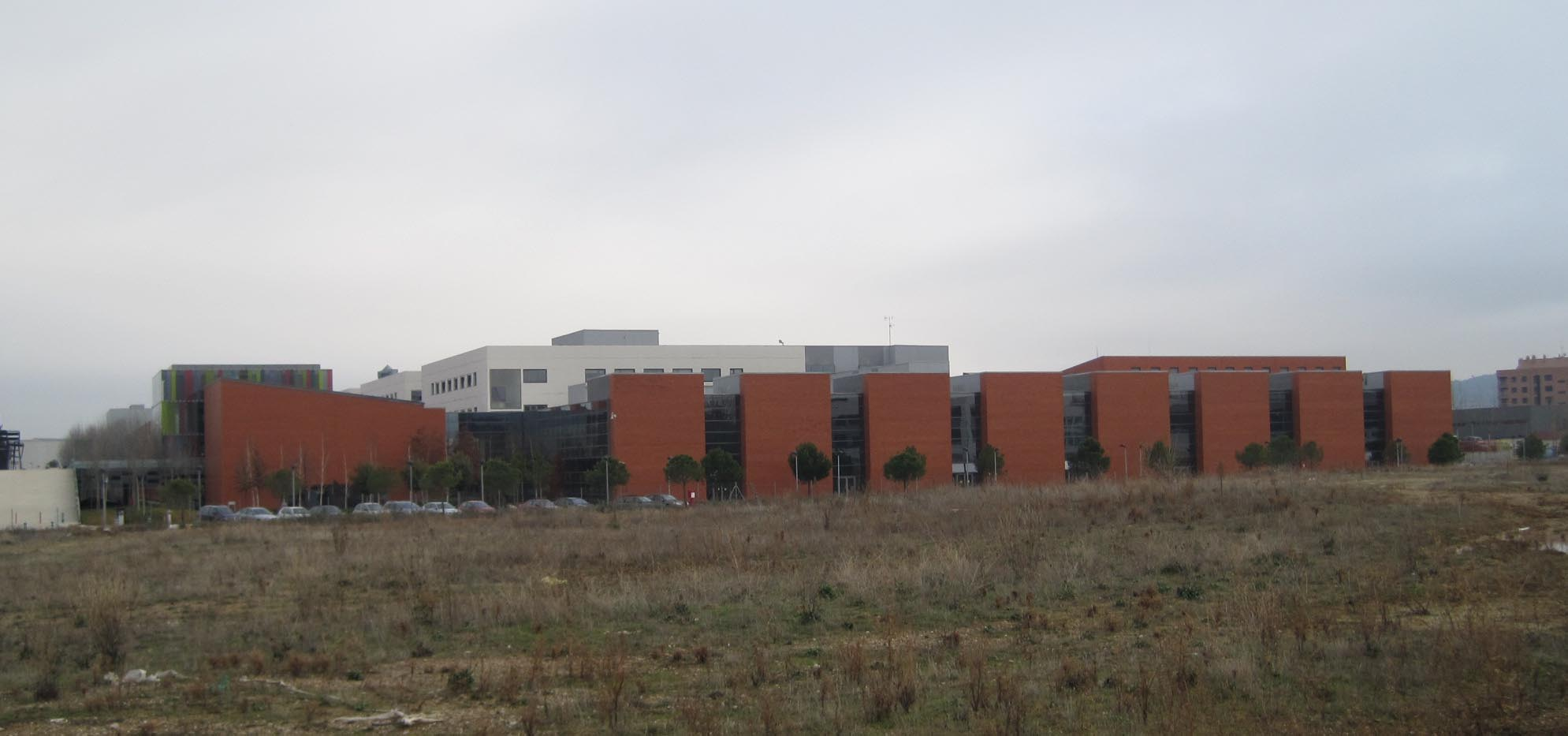
Hospital Universitario Río Hortega de Valladolid. Es el segundo hospital de la ciudad, inaugurado en 1953 pero trasladado a otra ubicación y modernizado en 2009

Los dos hospitales públicos de Valladolid, ambos dependientes de SACYL (Sanidad de Castilla y León), son el Hospital Clínico Universitario de Valladolid, heredero del histórico Hospital de la Resurrección, con 777 camas, y el Hospital Universitario Río Hortega, con 589. Se ha construido un tercer hospital en el barrio de Las Delicias, el nuevo Río Hortega, que abrió sus puertas en enero de 2009 y reemplazó al antiguo Río Hortega. Valladolid cuenta con los siguientes centros sanitarios: Barrio España, Canterac, Circunvalación, Delicias I, Delicias II, Magdalena, Pilarica, Plaza Circular, Rondilla I, Rondilla II, San Pablo, Tórtola, Arturo Eyríes, Casa del Barco, Gamazo, Huerta del Rey, La Victoria, Parquesol, Plaza del Ejército, Parque Alameda-Covaresa; de los cuales Rondilla, Delicias y Pilarica disponen servicios de urgencias PAC.
El grupo sanitario Recoletas dispone de dos hospitales en la ciudad, el Hospital Felipe II y el Hospital Campo Grande, siendo este último el más importante de Castilla y León de este grupo privado. Además dispone de un tercer centro, el Centro Paracelso que funciona como centro de atención primaria y con algunas especialidades.
Además de la cobertura sanitaria, la Universidad de Valladolid cuenta con una Escuela Universitaria de Enfermería y una Facultad de Medicina, en la que se imparten los estudios de Medicina, Logopedia y Nutrición y Dietética. Los estudios de Medicina en Valladolid se remontan al siglo XV, siendo la primera facultad de Medicina erigida en España, y la ciudad cuenta con la segunda Real Academia de Medicina más antigua de España.
Asociados a la institución universitaria, se encuentran diversos centros de investigación sanitaria: el Instituto de Oftalmobiología Aplicada (IOBA), creado en 1994; el Instituto de Farmacoepidemiología (IFE), dedicado a la investigación sobre la seguridad y los efectos de los medicamentos en la población; el Instituto de Ciencias Médicas (ICIME); el Instituto de Biología y Genética Molecular (IBGM), adscrito al Consejo Superior de Investigaciones Científicas (CSIC) o el Centro Nacional de la Gripe.

### Transporte y comunicaciones

#### Vías de acceso por carretera

Accesos a Valladolid por carretera

| Identificador | Procedencia                 |
| ------------- | --------------------------- |
| N-601         | Desde Madrid                |
| A-601         | Desde Segovia               |
| A-11          | Desde Soria                 |
| A-62          | Desde Burgos                |
| A-60          | Desde León                  |
| A-62          | Desde Tordesillas, Portugal |
| CL-610        | Desde Medina del Campo      |

#### Bicicleta

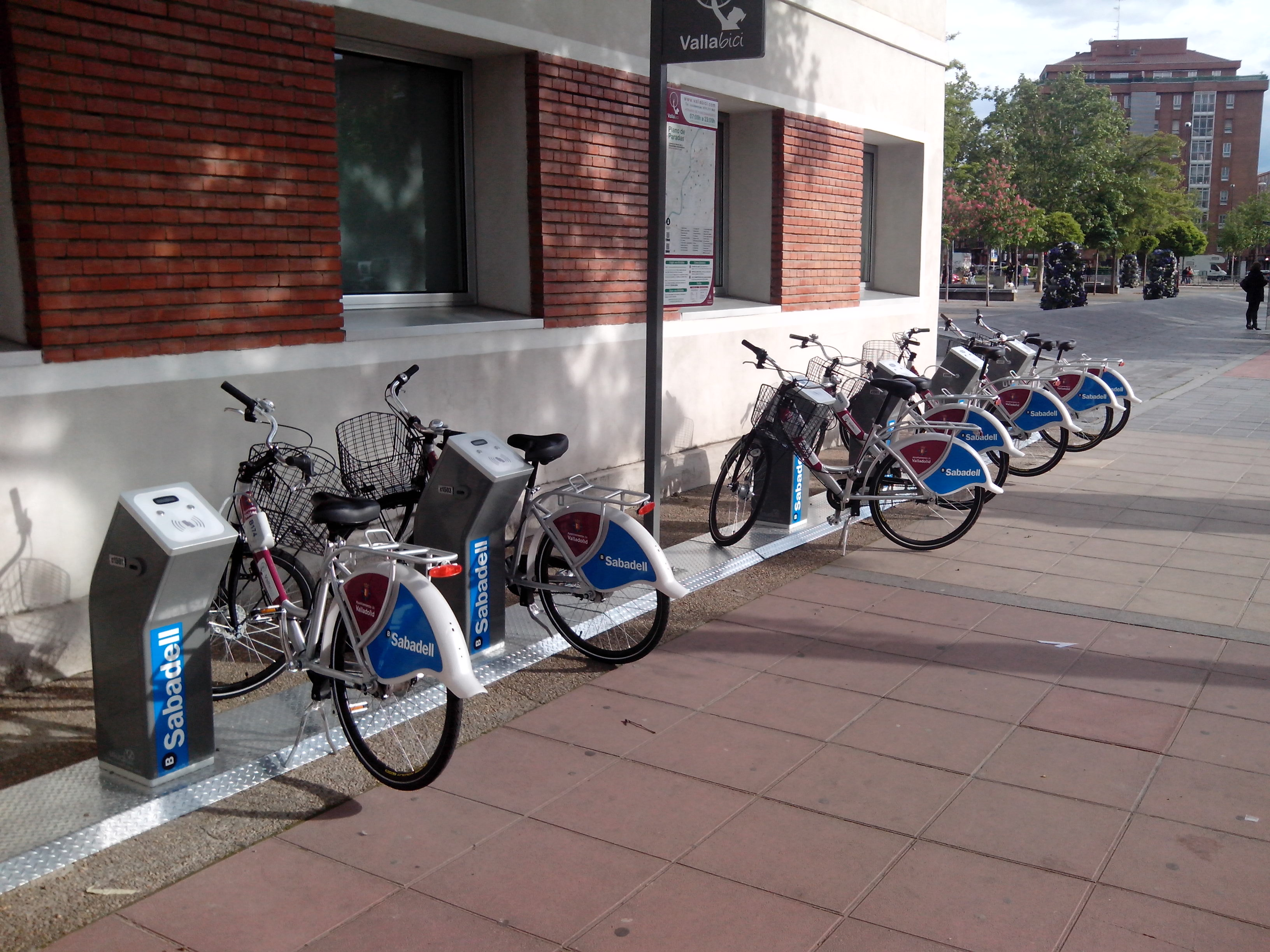
Sistema municipal de préstamo de bicicletas VallaBici

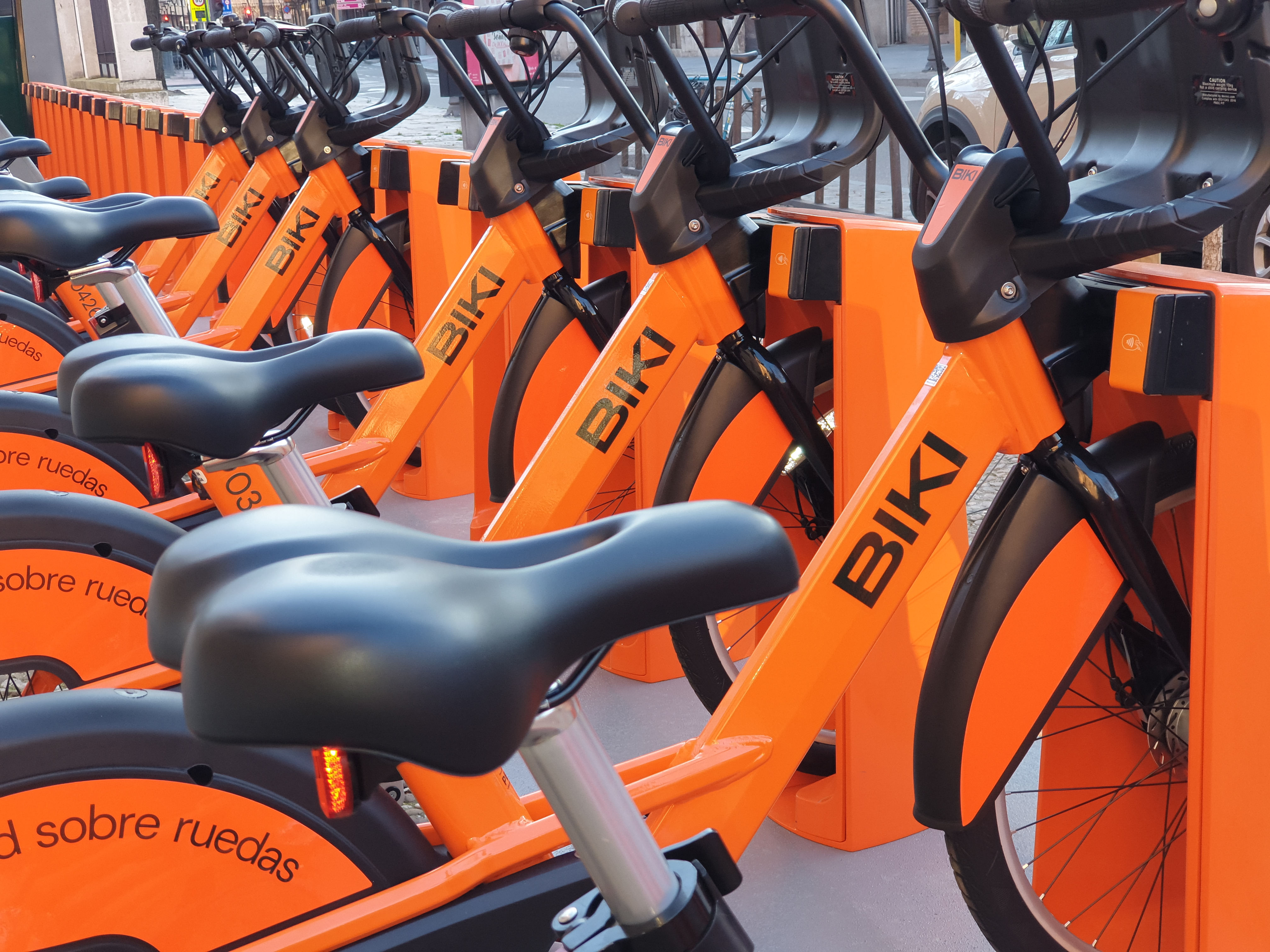
Estación Biki

El Ayuntamiento de Valladolid, tiene desde hace años un Sistema de Bicicletas Públicas como medio de transporte público individualizado, cómodo, saludable, ecológico y fácil de usar. El sistema es electrónico y funciona las 24 horas todos los días del año. De 2013 a 2023 dicho servicio fue prestado por VallaBici, operado por la empresa UsualBike por medio de una concesión. El servicio contaba con 34 puntos de préstamo y 260 bicicletas para poder elegir en cada momento dónde coger o dejar la bicicleta de una forma rápida y sencilla.
El sistema fue sustituido por Biki, inaugurado en 2023 y operado por la empresa de transporte municipal (AUVASA). Dicho sistema cuenta con 97 puntos de préstamo y 950 bicicletas (712 mecánicas y 238 eléctricas).

#### Autobuses

##### Urbanos

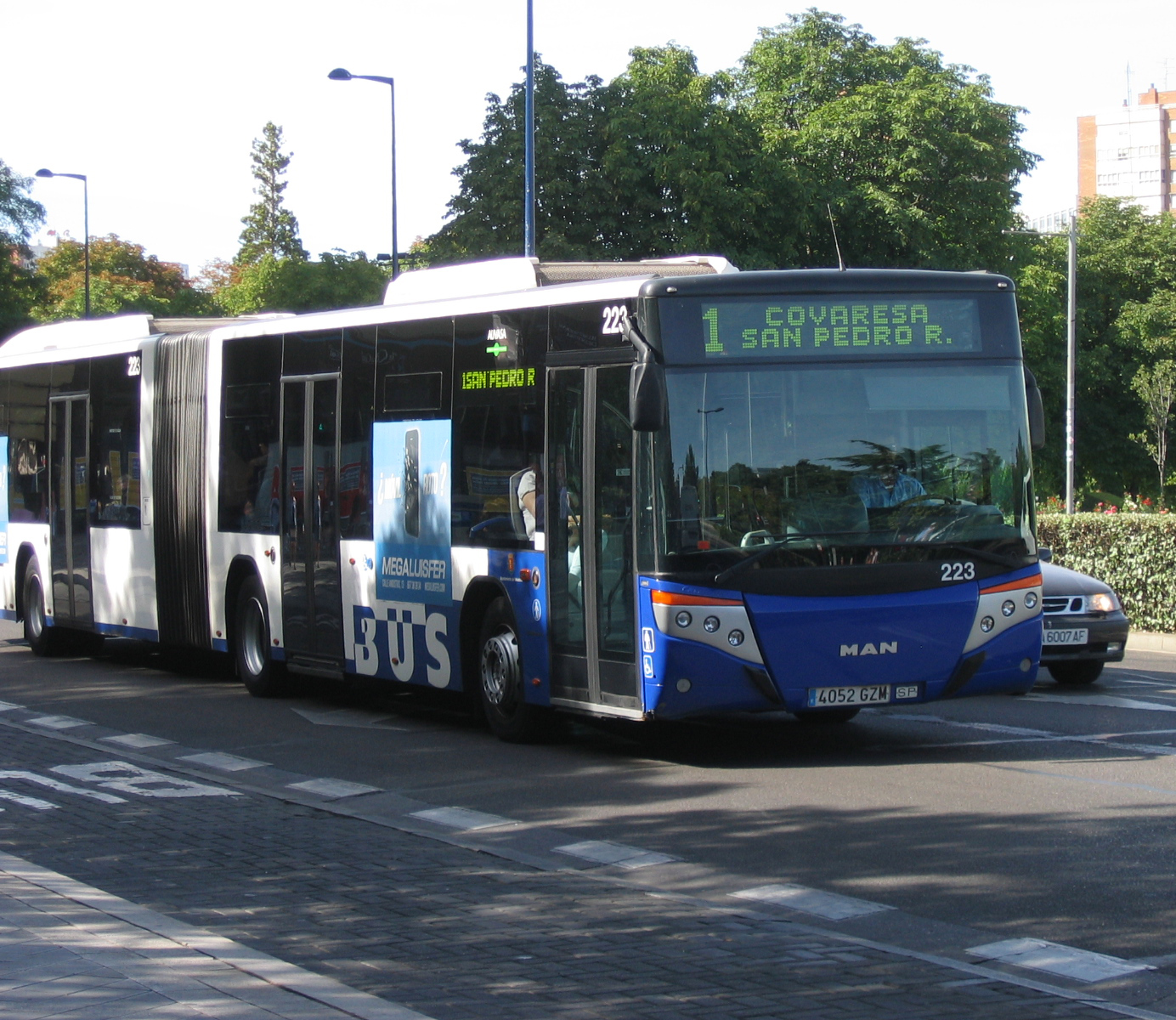
Una de las unidades dobles de AUVASA, la empresa municipal de autobuses urbanos

Los servicios de autobús sustituyeron en la década de los años 20 a la red de Tranvía de Valladolid. Tras un largo periodo de gestión mediante concesión privada, desde 1982 el transporte urbano de Valladolid está gestionado por la sociedad municipal Autobuses Urbanos de Valladolid, S. A. (AUVASA), encargada del transporte público dentro del término municipal de Valladolid. Además, por un convenio con el Ayuntamiento de Valladolid varias líneas llegan a las localidades de Simancas y La Cistérniga. Tiene un presupuesto anual de unos 31 millones de euros.
Posee 23 líneas ordinarias (2 de ellas circulares), 9 líneas laborables a polígonos industriales, 2 líneas lanzadera al Campus Universitario Miguel Delibes, 7 líneas de servicio especial matinal y 5 de nocturno (Búho), 6 líneas F que dan servicio al estadio José Zorrilla en los días de partido, y 5 líneas especiales para diferentes ferias u otros eventos culturales al Real de la Feria.
Cuenta con una flota de 150 vehículos con una antigüedad media de 12,83 años. Si se tiene en cuenta únicamente los vehículos de las líneas ordinarias su vida media es de 10,89 años, mientras que la de los autobuses que refuerzan las líneas en horas punta o bien sustituyen a los habituales por averías o cualquier otro motivo se eleva a 19,2 años.
En la actualidad, del total de la flota el 58,7 % (88 autobuses) funcionan con GLP, 50 con biodiésel (33,3 %), 11 son híbrido-eléctricos recargables (7,3 %) y un autobús es híbrido (0,7 %). El 22 % son autobuses articulados de 18 m (33 unidades), y el resto rígidos de 12 m. Toda la flota es de piso bajo y 109 autobuses (72,7 %) tienen rampa para minusválidos. Todos los autobuses asignados a líneas ordinarias poseen rampa para minusválidos.

##### Autobuses metropolitanos
Existen varias líneas de autobuses urbanos que conectan la capital con los municipios de su área metropolitana. Estos buses dan servicio a municipios como Zaratán, Laguna de Duero, Simancas, La Cistérniga, Tudela de Duero o Arroyo de la Encomienda, suelen tener una frecuencia de media hora o menos. Estos buses suelen tener su última parada o su inicio en la estación de autobuses de Valladolid que se encuentra en la calle Puente Colgante, en el centro de la ciudad a escasos metros de la estación de ferrocarril y de la gran arteria vial de la ciudad, el paseo de Zorrilla.

##### Interurbanos
A través de los servicios de las diferentes compañías conecta diariamente con varias localidades de la provincia y de otras provincias de España. También se realizan trayectos internacionales a países de Europa, como Francia, Suiza, Países Bajos, Bélgica, Gran Bretaña o Alemania.

#### Vehículo eléctrico

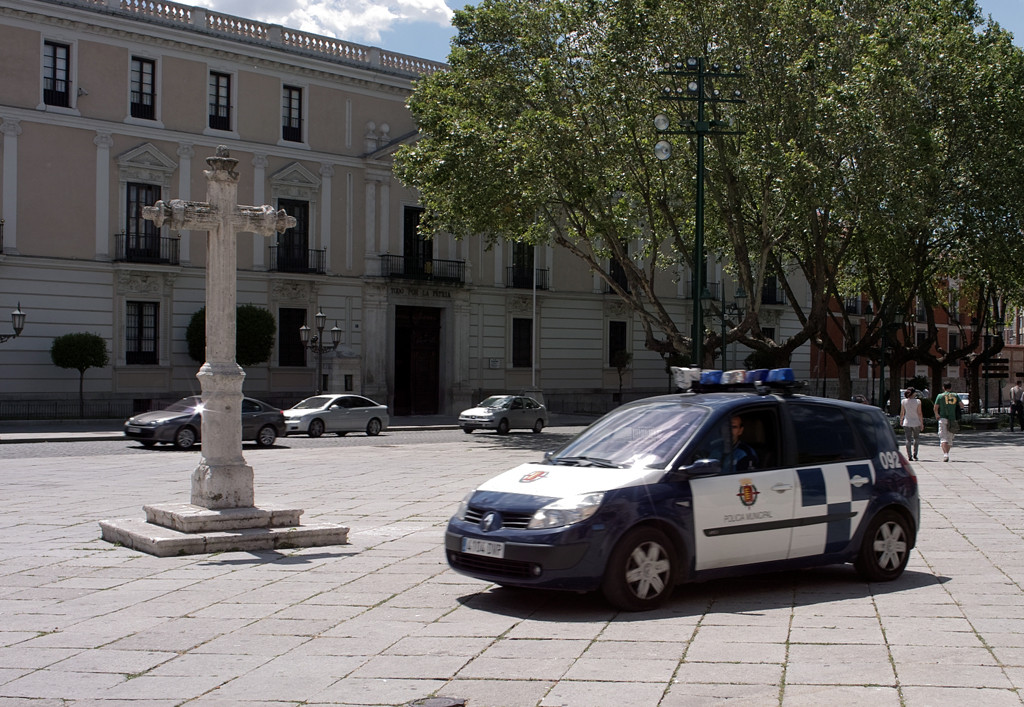
Coche patrulla de la Policía Municipal vallisoletana

Valladolid es una de las ciudades pioneras en integración del coche eléctrico en España (junto a Madrid, Barcelona, Sevilla y Palencia), mediante la creación en 2010 de un plan piloto para la instalación de puntos de recarga en la ciudad –similar al proyecto Movele–, pero impulsado desde la Junta.
Valladolid fue la primera ciudad española donde se fabricó en serie un coche eléctrico, el Renault Twizy.

#### Transporte aéreo

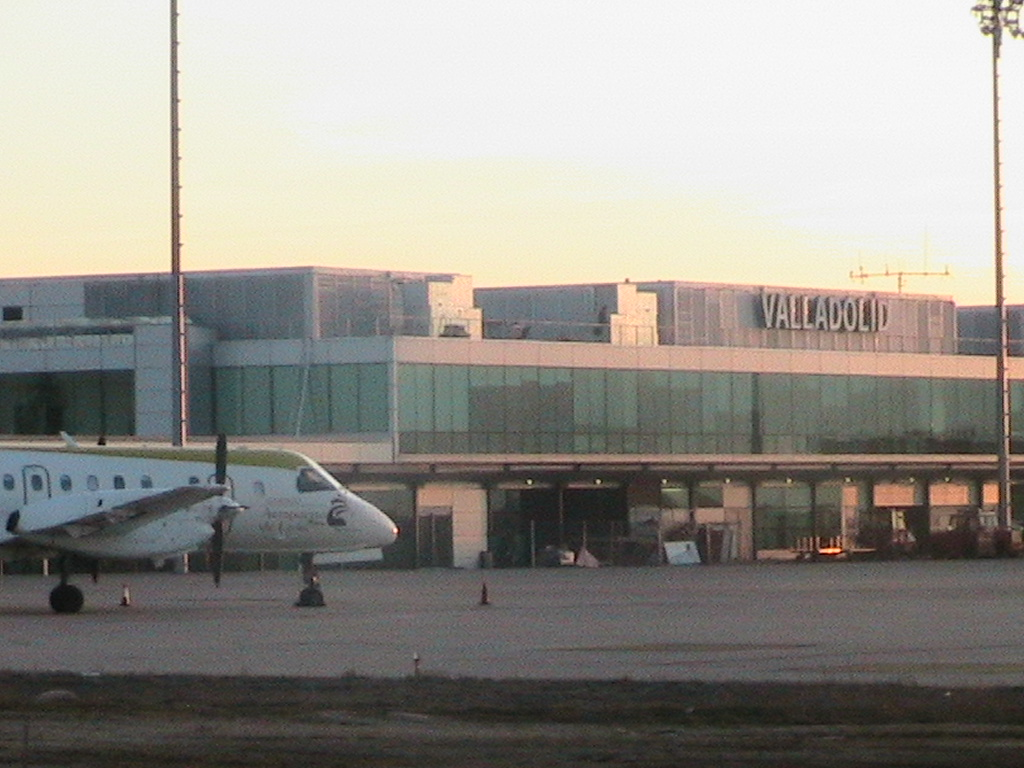
Terminal del aeropuerto

El Aeropuerto de Valladolid-Villanubla (IATA: VLL, ICAO: LEVD) está situado a 10 km de Valladolid, en el término municipal de Villanubla, a 846 m sobre el nivel del mar; fue inaugurado en 1938. La pista del aeropuerto pertenece a la base aérea militar de Villanubla, situada enfrente de la terminal, al otro lado de la pista, y la administración del aeródromo corre a cargo del Ejército del Aire.
Con un tráfico total de 253 271 pasajeros, 5032 operaciones y 149 687 kilogramos de tráfico de carga en el año 2018 según fuentes oficiales de AENA, es el 31.er aeropuerto español por volumen de pasajeros.
Cuenta con seis destinos nacionales regulares: Barcelona, Sevilla, Lanzarote (verano), Las Palmas de Gran Canaria (verano), Palma de Mallorca (verano), Tenerife (verano).
En el municipio de Valladolid también se encuentra el aeródromo privado de Torozos, situado al norte del aeropuerto de Villanubla.

#### Ferrocarril

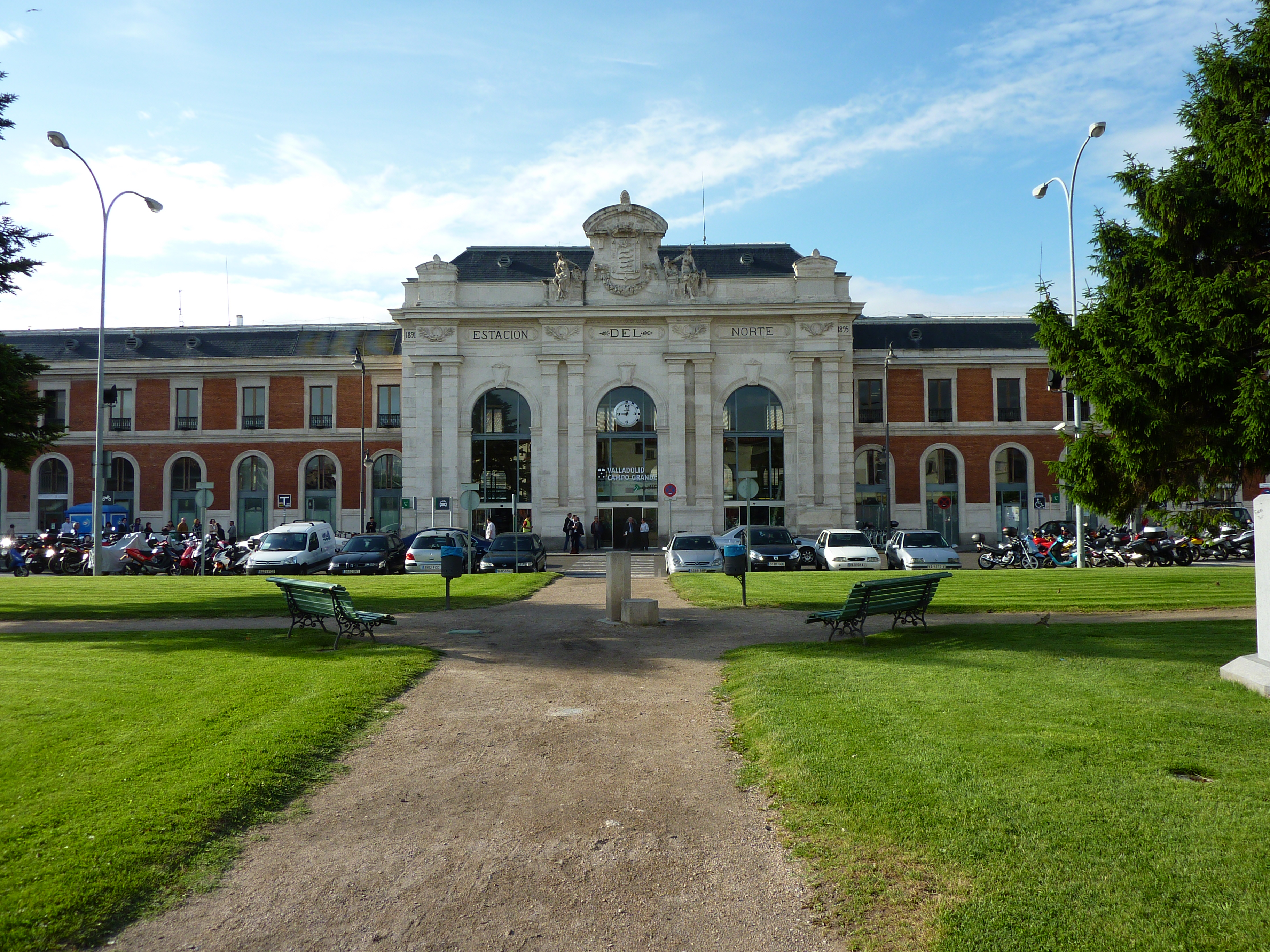
Estación de trenes Campo Grande (1895) constituida por la Compañía de los Caminos de Hierro del Norte de España, que explotaba la línea General del Norte (Madrid-Irún)

A través de la Estación de Valladolid-Campo Grande de Adif, anteriormente de RENFE (también conocida como Estación del Norte), Valladolid queda conectada con diversas localidades de la provincia y de Castilla y León y también con el resto de España, con trenes regulares a Madrid, Barcelona, Santander y Bilbao entre otros.
La estación se sitúa sobre la línea convencional Madrid-Irún, una de las principales líneas de la red española. Desde 2007 es también final de línea de la LAV Madrid-Valladolid, que en el futuro se prolongará hacia el norte (País Vasco, Asturias, Cantabria...), conformando el denominado Eje Nornoroeste de Alta Velocidad. Hasta la puesta en funcionamiento se la LAV Valladolid-León se instaló sobre las vías de la estación un cambiador de ancho dual, que permitía que los trenes de ancho variable aprovechen la LAV Madrid-Valladolid y se dirijan posteriormente a otras ciudades del norte de España (Gijón, Santander, Bilbao, Vitoria e Irún).
En 1985, tras 89 años de funcionamiento, se suprimió al tráfico de viajeros el ferrocarril Valladolid-Ariza. Por dicha línea de 245 km circulaban los trenes de Barcelona a Salamanca así como el La Coruña-Barcelona. La línea siguió abierta al tráfico de mercancías hasta 1993. Actualmente solo está en servicio hasta La Carrera, para dar servicio a FASA Renault.
Así mismo, al norte de la ciudad existe un apeadero denominado Valladolid-Universidad que da servicio al Campus Miguel Delibes de la Universidad de Valladolid, y a los barrios de Pilarica y Belén. En este apeadero efectúan parada algunos de los trenes regionales y de Media Distancia que desde Valladolid se dirigen hacia Palencia, Burgos o León.
El sindicato Comisiones Obreras ha propuesto un tren de cercanías entre Palencia, Valladolid y Medina del Campo, dando servicio a esta conurbación urbana. Dicho proyecto ha sido respaldado por los alcaldes de las localidades implicadas.

##### Alta velocidad

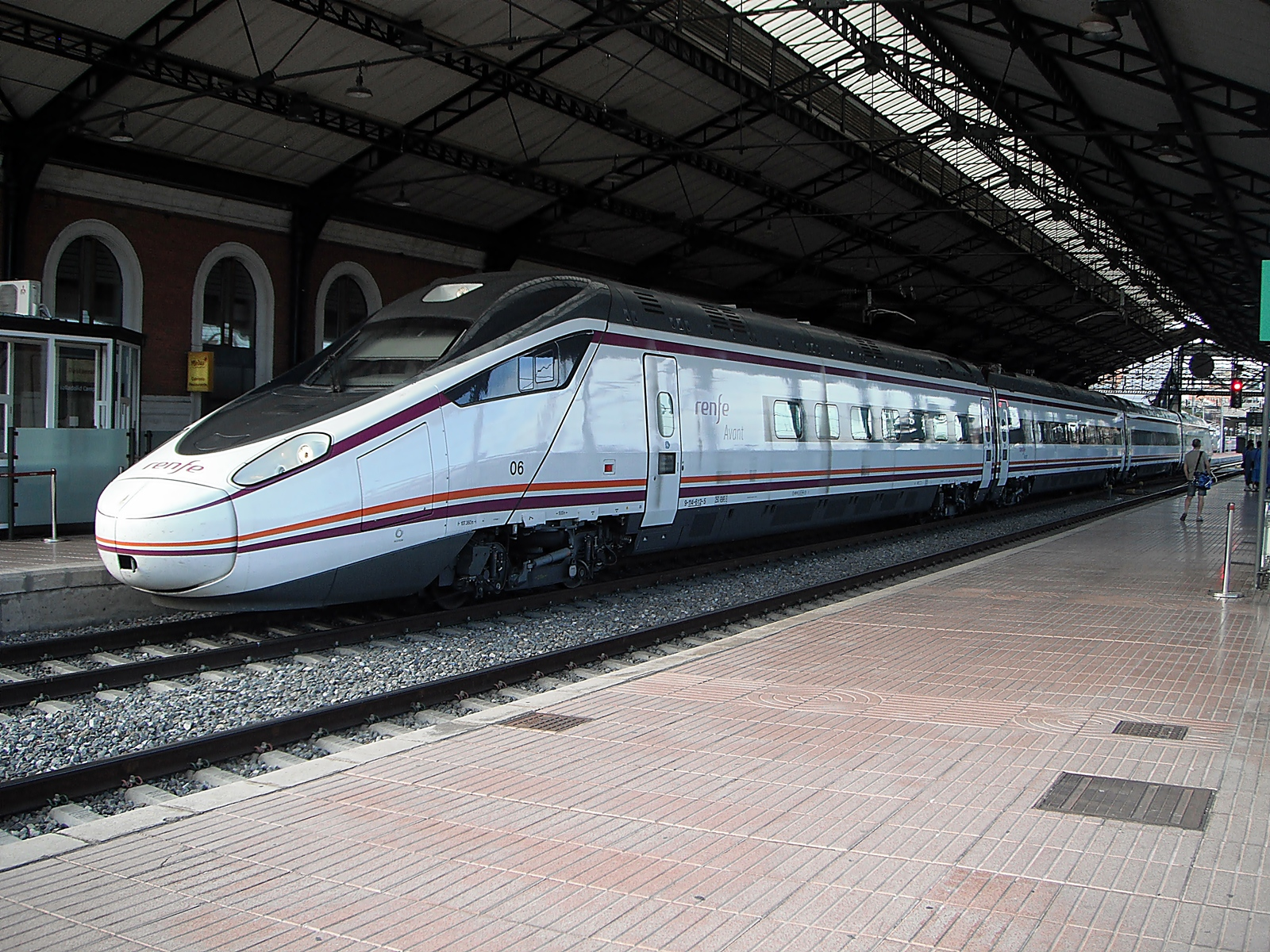
Línea de alta velocidad Madrid-Segovia-Valladolid en la estación de Valladolid-Campo Grande

El 22 de diciembre de 2007 se inauguró la línea de Alta Velocidad que une la estación de Campo Grande con Madrid en cincuenta y seis minutos a velocidades de 300 km/h y con el uso de trenes Talgo de la Serie 102, apodados «pato». Desde el 26 de enero de 2009, hay servicios de trenes Avant, conocidos como «lanzaderas», que unen Valladolid con Segovia y Madrid a precios muy inferiores a los de los primeros, y más aún con el uso de bonos de viaje. La duración en lanzadera del viaje entre Valladolid y Madrid es de aproximadamente una hora.
El 29 de septiembre de 2015 se inauguró la línea de alta velocidad Valladolid-Palencia-León por lo que estas tres ciudades quedaron conectadas por AVE. Los tiempos de viaje desde Valladolid a estas capitales se han reducido notablemente: veintinueve minutos a Palencia y setenta a León. Esta línea es empleada por diversos servicios comerciales desde Madrid: un total de cuarenta y cinco servicios semanales por sentido entre Madrid y León, más los veintiuno entre Madrid y Santander, que circulan por la línea hasta el cambiador de Villamuriel. Hay dos servicios AVE diarios entre Madrid y León (con trenes de la Serie 112), cuatro servicios Alvia hasta Gijón (Serie 130), tres servicios Alvia hasta Santander (Serie 130), un servicio Alvia hasta Ponferrada (Serie 121) y un AV City hasta León (Serie 121).
Se encuentra en avanzado estado de construcción la fracción hasta Burgos de la línea de alta velocidad Venta de Baños-Burgos-Vitoria, que dotará de nuevos servicios a Valladolid cuando sea inaugurada. Las obras de plataforma de todos sus tramos fueron adjudicadas a lo largo del año 2009, el montaje de las vías entre 2014 y 2015.

##### Integración urbanística del ferrocarril en la ciudad
Dado que el trazado del ferrocarril atraviesa el centro del casco urbano, dividiéndolo en dos partes con una barrera de difícil comunicación, se han planteado desde los años 1980 diversas soluciones al problema, y con mayor intensidad desde que ya fue inminente la llegada de la alta velocidad a la capital. Las opciones barajadas iban desde la mejora de la integración urbana del trazado, manteniéndolo en superficie, al desvío de las líneas por un nuevo trazado externo a la ciudad, pasando por el hundimiento del trazado urbano en trinchera o su soterramiento con tuneladora o falso túnel mediante muros pantalla, desde las afueras hasta la estación ferroviaria.
En 2002 se alcanzó un acuerdo entre el Ayuntamiento de Valladolid, la Junta de Castilla y León y el Ministerio de Fomento para soterrar la totalidad del trazado urbano, entre el puente de Daniel del Olmo y el apeadero de la Universidad. El 6 de noviembre de 2002 se firmó el correspondiente convenio de colaboración entre las administraciones implicadas; y el 10 de enero de 2003 se constituyó una sociedad gestora llamada Valladolid Alta Velocidad 2003, con un 50 % de capital de las sociedades del Grupo Fomento y un 25 % de cada una de las otras dos administraciones. Como objeto de esta sociedad se definió la promoción de la transformación urbanística derivada de las obras de integración de la red arterial ferroviaria en Valladolid. Para ello, la sociedad cuenta como principal activo con un compromiso de cesión de los terrenos donde aún se asienta el Taller Central de Reparaciones de Renfe y el resto de la superficie que se libere de usos ferroviarios y asociados, para su promoción urbanística y venta. La intención era financiar la totalidad de la operación ferroviaria con los beneficios obtenidos de la urbanística.
El soterramiento del tren en Valladolid supondría una importante modificación de los usos del suelo en toda la franja que actualmente ocupa el tendido férreo. La desaparición del mismo eliminaría la línea divisoria que parte actualmente la ciudad, dejando espacio para nuevos usos públicos y áreas residenciales. Así, no solo despejaría un gran espacio, sino que liberaría también un conjunto de construcciones históricas que constituyen un ejemplo de edificación industrial singular, como el Arco de Ladrillo o el Depósito de Locomotoras. Para realizar las obras tendría que desmontarse el arco necesariamente.
Durante el año 2017 se desechó por completo el plan de soterramiento de las vías por parte de las entidades que forman la Sociedad Valladolid Alta Velocidad y se llegó al acuerdo de realizar un proyecto de integración de las vías con nuevos túneles para vehículos, peatones y bicicletas y reforma de los actuales.
La primera obra de la integración vio la luz en el mes de abril de 2019. La plaza de Rafael Cano, en el barrio de la Pilarica, ahora está deprimida bajo las vías del tren. Durante el año 2019 también se desarrollarán los proyectos del nuevo paso de Panaderos-Labradores-avenida Segovia (peatonal y vehículos) y los pasos peatonales de Unión-Pelícano, Andalucía-Padre Claret y San Isidro. Los talleres de Renfe se trasladarán al nuevo complejo en San Isidro a partir del 8 de abril de 2019.
Ya en 2025 el Ministerio de Transportes y Movilidad Sostenible destacó la importancia de seguir ampliando y remodelando la estación Valladolid Campo Grande, con un nuevo edificio sobre los andenes que conectará ambos lados de la ciudad y aumentar los servicios y la capacidad de la estación mediante la ampliación de la playa de vías.

## Patrimonio

### Los Reales sitios y aledaños

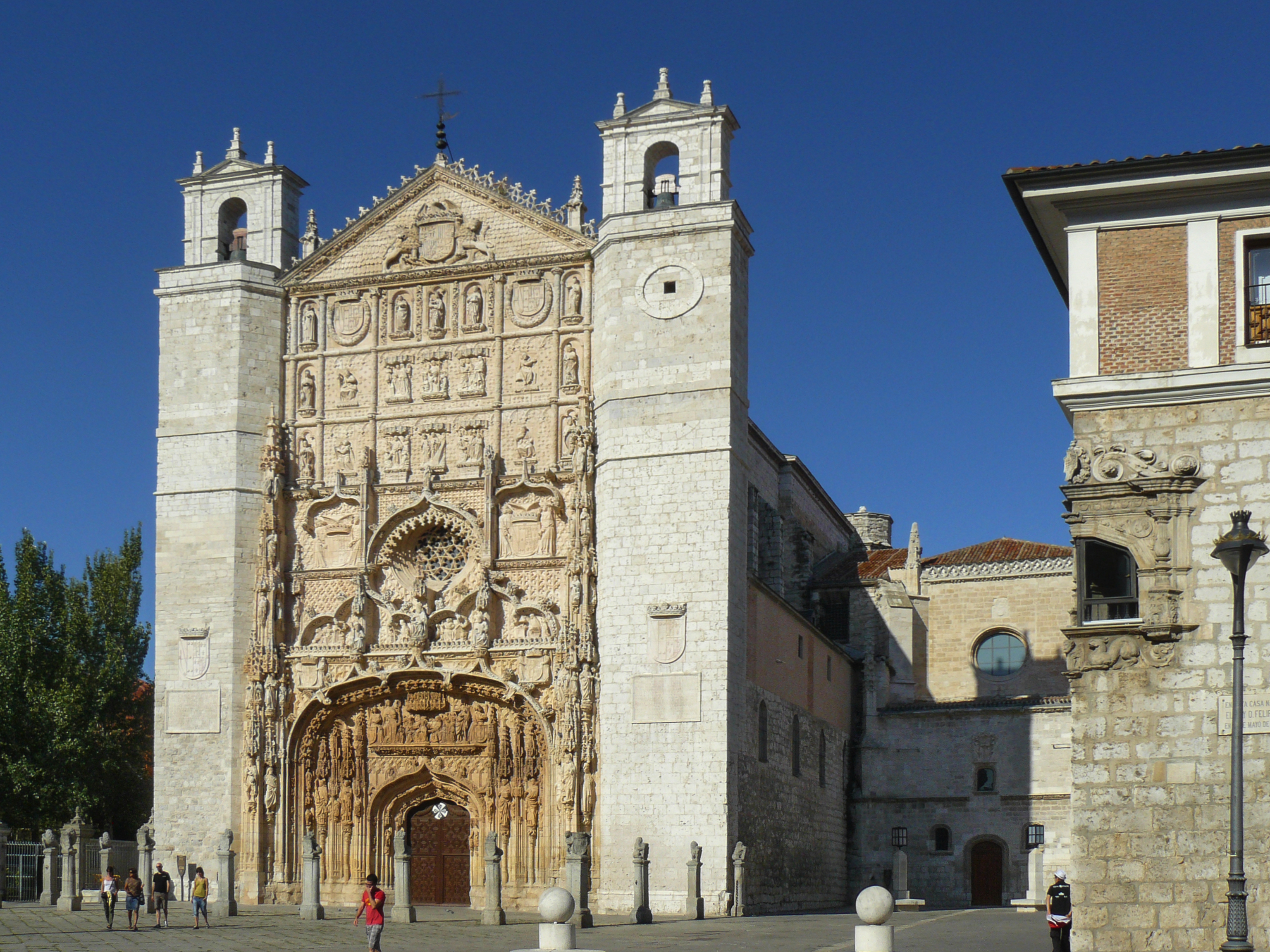
La iglesia conventual de San Pablo, escenario de numerosas ceremonias reales, preside con la imaginería en piedra de su fachada, la plaza de San Pablo (antes plaza de Palacio). Aquí se encuentra el Palacio de Pimentel, en el que nació Felipe II en 1527, con su ventana angular plateresca, el renacentista Palacio de Villena, el Colegio de San Gregorio, de estilo Reyes Católicos, y el Palacio Real

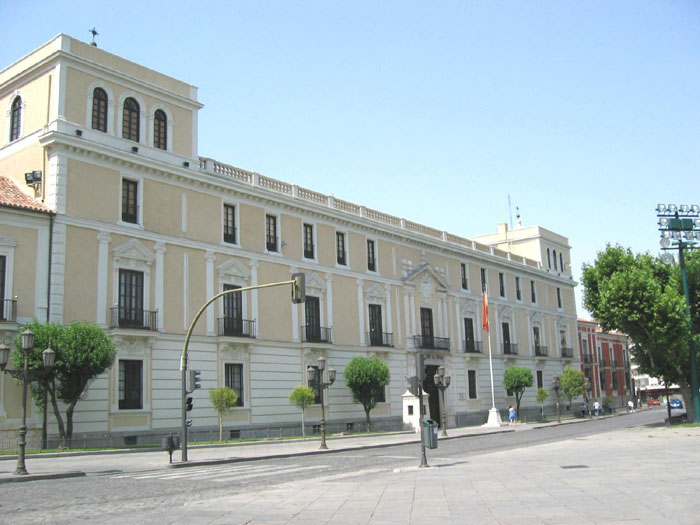
Palacio Real de Valladolid

Cerca del río Pisuerga, junto con el que por mucho tiempo fue el único camino de entrada a la ciudad, el puente Mayor, atravesando las calles de la antigua judería de la ciudad, se disponen una serie de plazas y calles con abundancia de antiguos templos y edificios nobiliarios civiles. En este entorno se emplazan el palacio de los Condes de Benavente, la iglesia de San Nicolás de Bari o el convento de San Quirce, en la plaza de la Trinidad, la conventual calle de Santo Domingo de Guzmán y la iglesia de San Agustín, reconvertida hoy en archivo municipal.
En la plaza de San Pablo, núcleo de la vida cortesana en tiempos de Felipe III y que vio nacer a su predecesor Felipe II, se halla la iglesia de San Pablo, que presenta una fachada de Simón de Colonia, en estilo gótico isabelino, que se asemeja a un retablo en piedra. Corresponde al último periodo del estilo gótico. Fue escenario de numerosas ceremonias reales, primera sepultura del infante Alfonso y Juan II, o lugar de bautismo de Enrique IV, Felipe II, Felipe IV y Ana de Austria. Aquí contrajeron matrimonio Maximiliano II y María de Austria, y tomó el capelo cardenalicio Adriano de Utrecht, que sería con el tiempo el papa Adriano VI. Fue lugar predilecto de numerosos obispos que después desempeñaron su actividad pastoral en el Nuevo Mundo.

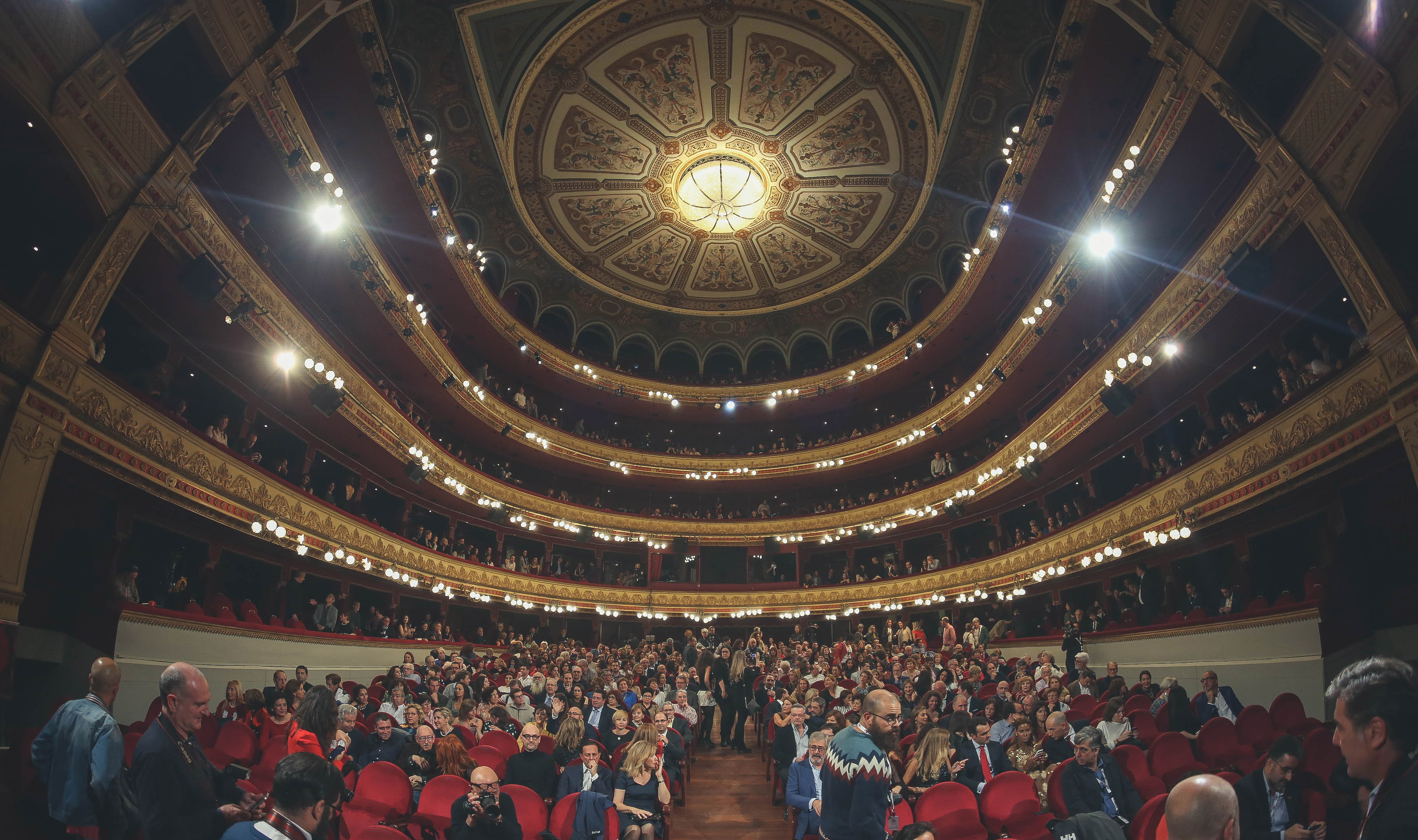
El Teatro Calderón, de Jerónimo de la Gándara, fue inaugurado en 1864. La fachada, de gran desarrollo, se mueve dentro del gusto clasicista y su interior fue decorado por el famoso escenógrafo de la época Augusto Ferri. Cada octubre se convierte en el principal escenario de la SEMINCI

En el lateral opuesto de la plaza, el Palacio Real, residencia de los monarcas españoles Carlos I, Felipe II y Felipe III y también de Napoleón Bonaparte durante la guerra de Independencia, ha llegado al presente con numerosas alteraciones estructurales de sus primitivas trazas, concluidas en torno a 1528. Aquí nació en 1605 Felipe IV. Fue construido por Luis de Vega arquitecto de Carlos I y su patio renacentista posee decoración de medallones atribuidas a Esteban Jamete y escudos de los diferentes territorios pertenecientes al Imperio español. En el siglo XVIII Ventura Rodríguez construyó la escalera neoclásica.
La esquina con la calle de Las Angustias está ocupada por el palacio de Pimentel, en el que, por no contar entonces la emperatriz Isabel con residencia propia en Valladolid, nació, en 1527, Felipe II. El edificio, construido en ladrillo, tiene dos notables detalles en piedra: la portada con arco carpanel y la esquina con ventana angular plateresca. La calle Cadenas de San Gregorio alberga las cuatro dependencias del Museo Nacional de Escultura: el Colegio de San Gregorio, la iglesia de San Benito el Viejo, el palacio de Villena y el Palacio del conde de Gondomar (Casa del Sol).
Junto al Palacio de Villena, en la calle Fray Luis de Granada, se encuentra la casa donde nació y vivió el poeta romántico José Zorrilla, y que acoge la Casa Museo de Zorrilla. En las inmediaciones, la iglesia de San Martín destaca por su esbelta torre, realizada en traza románica a principios del siglo XIII. Por su parte el clasicismo impera en la fachada de la iglesia Penitencial de Nuestra Señora de las Angustias, erigida a principios del siglo XVII, con escultura monumental de Francisco del Rincón.
Frente a este último templo, inaugurado en 1864 según proyecto de Jerónimo de la Gándara, se encuentra el Teatro Calderón. Su emplazamiento y estructura sigue las corrientes del momento. La fachada se mueve dentro del gusto clasicista y en su interior se encuentra la sala de espectáculos, en forma de herradura, a la italiana. Está decorada con pinturas de Augusto Ferri, escenógrafo de la época. En el escenario existe un sistema de tramoya debida al ingeniero italiano Egidio Piccoli. Detrás del teatro se encuentra el Palacio Arzobispal, que fue propiedad del Juan de Villasante y María de Villarroel, construido a mediados del XVI. En 1857 se convirtió en sede del primer arzobispo vallisoletano, Luis de la Lastra y Cuesta.

### La plaza Mayor y alrededores

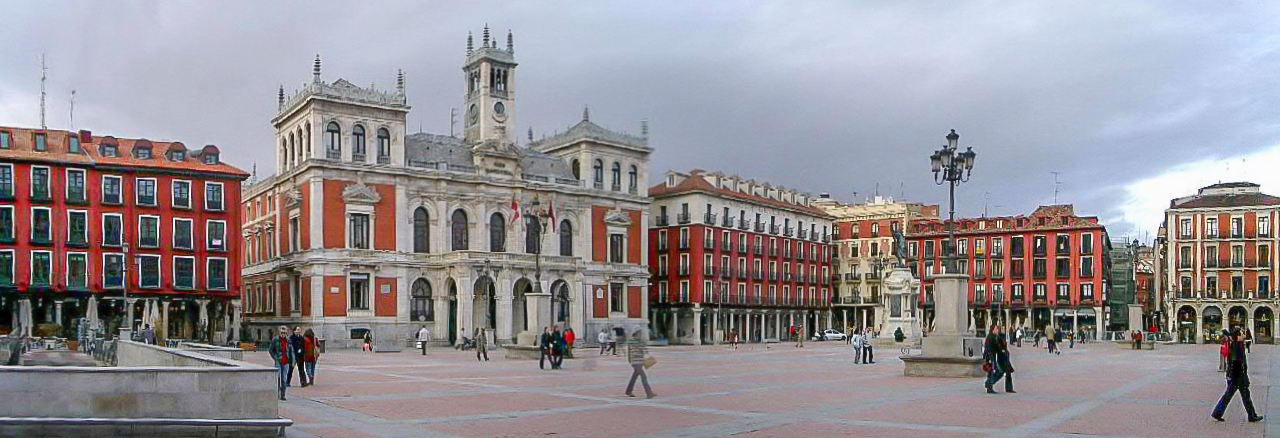
La reconstrucción del entorno de la plaza Mayor de Valladolid constituye un hecho excepcional en el. El proyecto de Francisco de Salamanca supone la puesta en práctica de concepciones del urbanismo moderno por primera vez en España. Las plazas mayores de Madrid y Salamanca, que datan de 1617 y 1729 respectivamente presentan un claro influjo procedente de la Plaza Mayor vallisoletana

Con origen en el trazo a cordel de las calles con soportales que sucedieron al incendio de 1561, el llamado núcleo histórico de Valladolid se articula a partir de la plaza Mayor mediante los siete viales que la atraviesan.
Urbanizada en el siglo XVI, la plaza Mayor de Valladolid es la primera plaza mayor regular de España, y sirvió de modelo, desde el siglo XVII, para otras muchas en España y Sudamérica: en el siglo XIX, la antigua plaza del Mercado se convirtió en centro cultural, político, económico y social de la ciudad.
En 1908 abrió sus puertas la actual Casa Consistorial, un palacio de cuatro torres, planta rectangular y patio interior, de cuyo frontal sobresale una tribuna que soporta el balcón principal. Este edificio es obra de Enrique María Repullés, inspirado en el proyecto de Antonio de Iturralde, pero modificándolo para imitar los modelos de la arquitectura renacentista española.
Frente a la Casa Consistorial, en el lugar que ocupó hasta el siglo XIX el convento de San Francisco, donde falleció Cristóbal Colón, se encuentra el Teatro Zorrilla. El teatro fue inaugurado en octubre de 1884, con la obra Traidor, inconfeso y mártir, contando con la presencia del propio autor de la obra, José Zorrilla, y del poeta vallisoletano Emilio Ferrari.

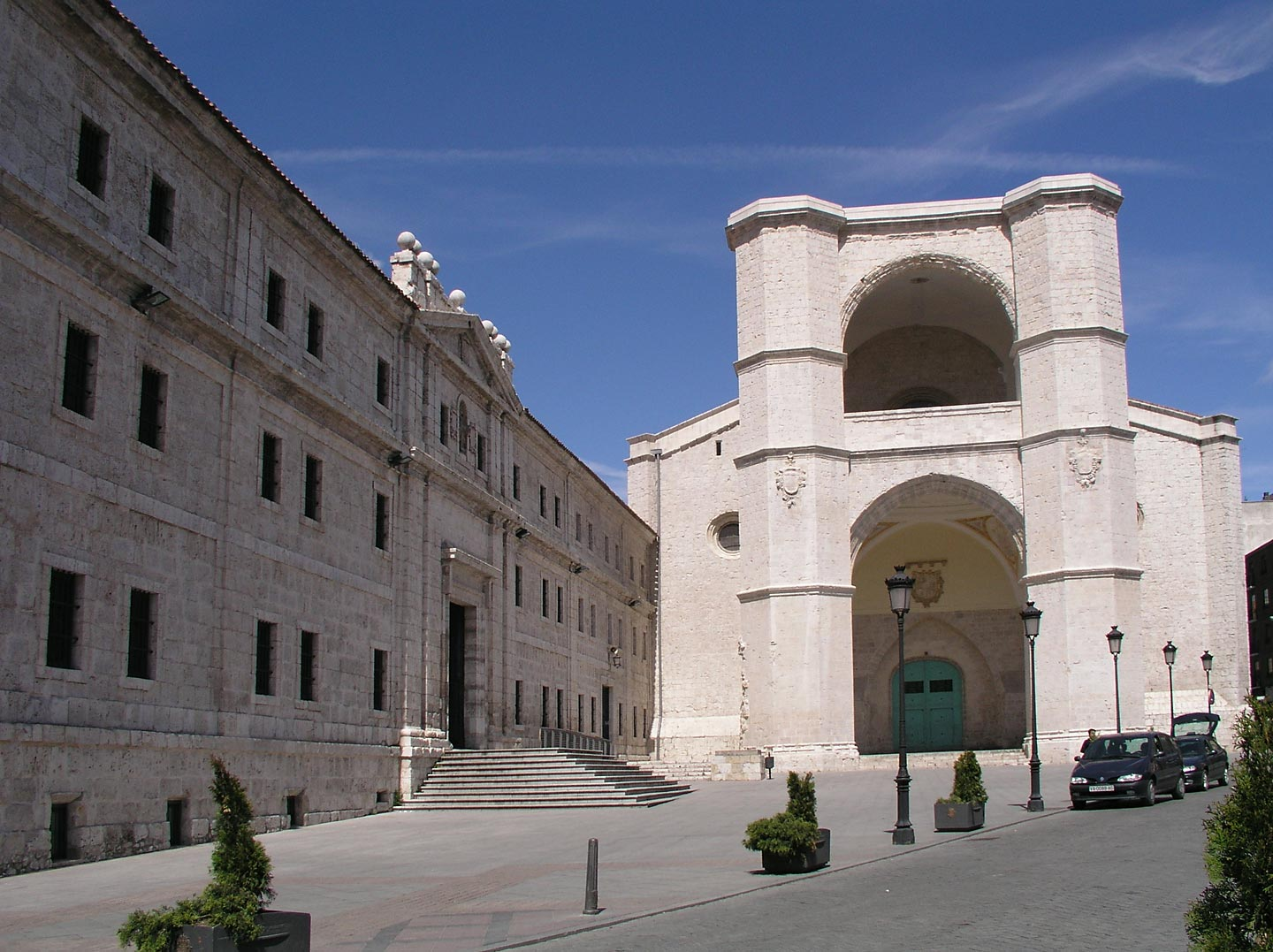
El monasterio de San Benito el Real fue la cabeza de los monasterios benedictinos españoles durante casi dos siglos, Congregación de San Benito de Valladolid, teniendo trascendencia supranacional con filiales en Hispanoamérica, Portugal, Inglaterra o Praga

En uno de los laterales de la Casa Consistorial, la iglesia de Jesús mantiene una fachada de modelo neorrománico de tipo catalán, en ladrillo prensado.
Atravesando la plaza de la Rinconada, a espaldas del edificio del ayuntamiento, en la que se levanta el Palacio de Correos y Telégrafos, se accede a la iglesia de San Benito el Real, de la orden benedictina, uno de los templos más antiguos de Valladolid. Fue erigido sobre el antiguo Alcázar Real, y está realizado en estilo gótico, aunque la fachada es posterior: fue diseñada por Rodrigo Gil de Hontañón a mediados del siglo XVI. En el interior destaca la reja del mismo siglo, que abarca las tres naves de la iglesia. Junto a ésta se halla el Mercado del Val, que data del siglo XIX.

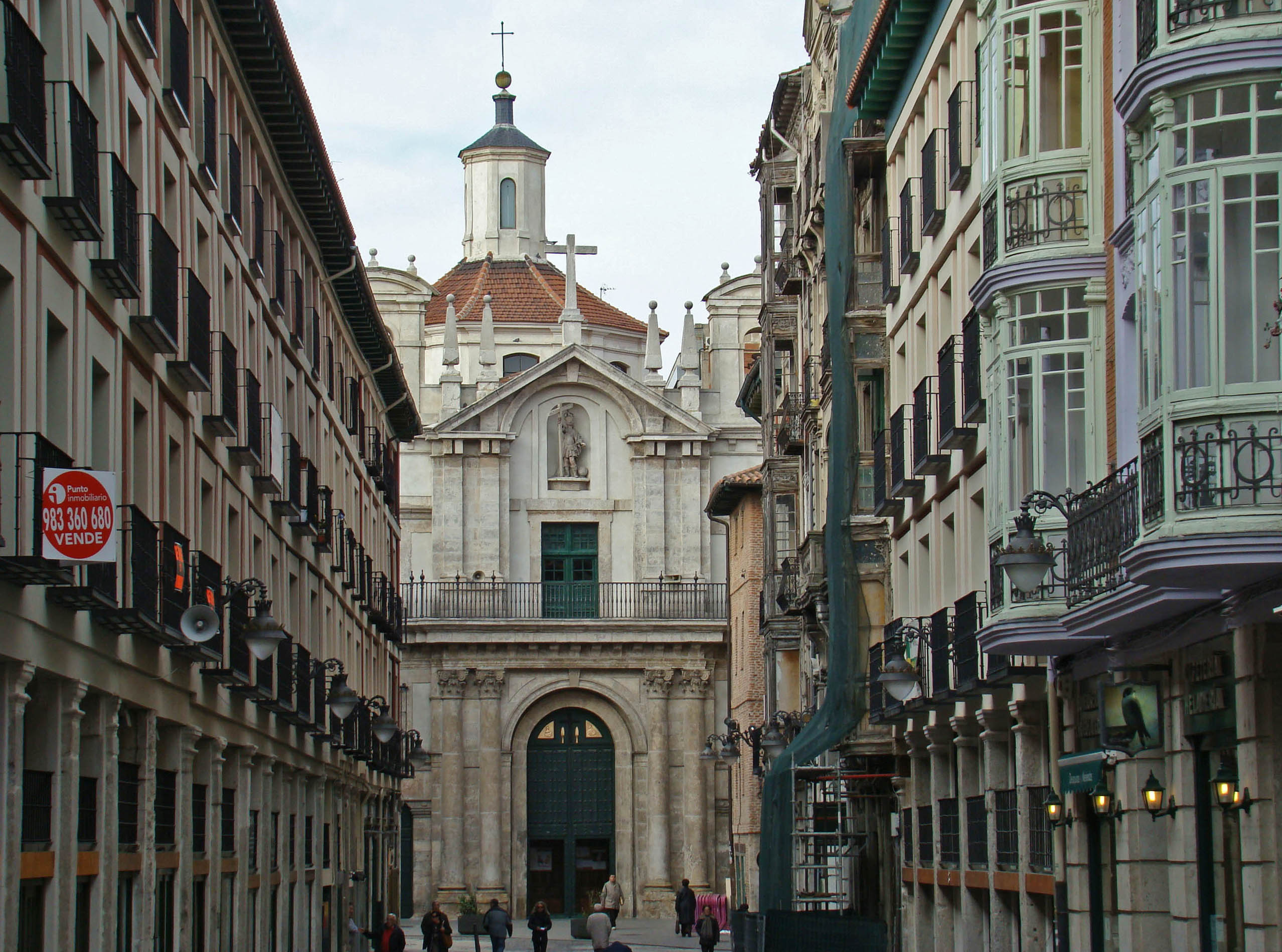
La calle de la Platería es un perfecto prototipo de la perspectiva renacentista de finales del y un valioso testimonio urbanístico. Aquí nació en 1390 San Pedro Regalado, patrón de Valladolid, y poseyeron sus establecimientos los mejores plateros de su tiempo, como la familia Arfe

Muy cerca, la iglesia de San Miguel y San Julián, sobre el punto topográfico más alto de la ciudad, fue templo de la Compañía de Jesús en Valladolid, como lo atestiguan la fachada y la estructura interior, conformes al modelo romano. En su interior se pueden contemplar obras de Gregorio Fernández y relieves de Adrián Álvarez y Francisco de Rincón.
En la misma calle de San Ignacio se conservan algunos de los muchos palacios edificados en esta zona en tiempos de Felipe II, tales como el Palacio del marqués de Valverde, en cuyo exterior destaca una ventana en ángulo y la decoración de medallones, y el Palacio de Fabio Nelli, obra del clasicismo renacentista de Juan de Lastra y Diego de Praves. Junto a estos palacios, por una pequeña entrada, se accede a la plaza del Viejo Coso, la primitiva plaza de toros de Valladolid.
En la plaza de las Brígidas se encuentra el convento de las Brígidas, antigua casa Palacio del Licenciado Butrón, convertido ahora en el Archivo General de Castilla y León. La iglesia adosada tiene una fachada de ladrillo de uniones a regla.
La iglesia Penitencial de Nuestra Señora de la Vera Cruz, en el extremo de la calle de la Platería, fue diseñada por Diego de Praves en 1596. Alberga esculturas procesionales en madera policromada, pertenecientes a la Cofradía de la Vera-Cruz.

### La catedral y su entorno
A orillas del hoy desviado ramal meridional del río Esgueva, fue erigida por Pedro Ansúrez la colegiata de Santa María, destinada a ser la cabeza religiosa de su nuevo y próspero feudo. Durante la primera mitad del siglo XII se celebraron en el templo tres Concilios nacionales, y resultando insuficiente o de poco rango el edificio, se levanta uno nuevo a partir del siglo XIII siguiendo la nueva arquitectura del Císter.

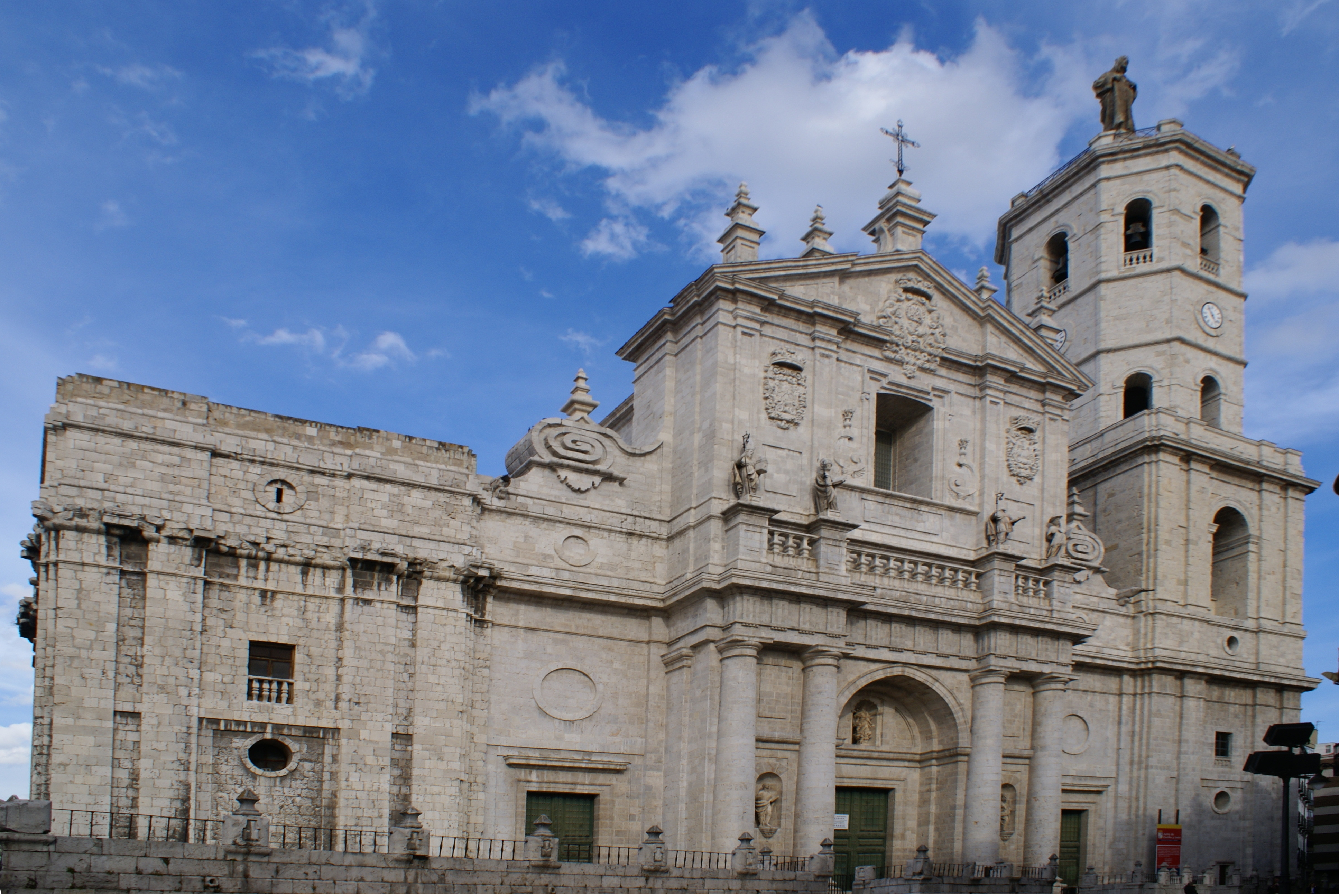
La catedral de Nuestra Señora de la Asunción de Valladolid se comenzó a construir según planos de Juan de Herrera de 1580, aunque nunca llegará a concluirse conforme a estos. Alberto de Churriguera diseña en el la barroca decoración del hastial superior de la fachada. El interior custodia obras como el retablo mayor de Juan de Juni o la tabla de la crucifixión de Michel Coxcie. En las capillas medievales de la antigua colegiata de Santa María se sitúa el Museo Diocesano y Catedralicio

La inacabada catedral de Nuestra Señora de la Asunción fue proyectada por Juan de Herrera con una traza de gran monumentalidad, proporción dupla para dos cuadrados iguales con crucero y torres en cuatro esquinas, pero la escasez de rentas del recién creado obispado vallisoletano, la muerte del arquitecto y de Felipe II, principales promotores de la obra, y la falta de recursos y de interés en su término durante los siglos posteriores, dio lugar a que solamente llegara a construirse casi la mitad de lo ideado por Herrera. Adosados a sus muros, perviven los restos románicos y góticos de la colegiata, del siglo XIII, a la que sustituyó como iglesia mayor de la ciudad. El retablo principal de la catedral es obra de Juan de Juni.

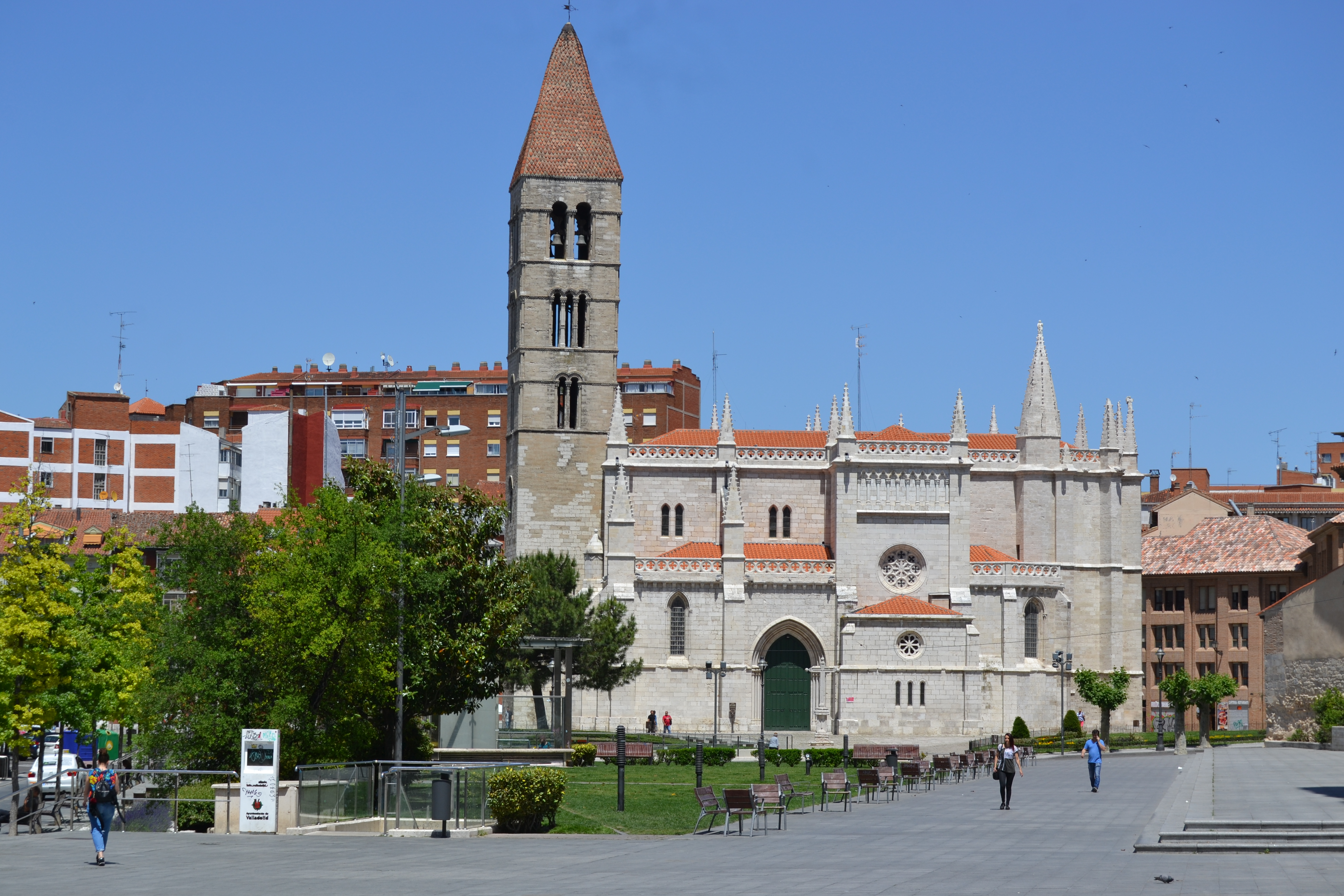
La iglesia de Santa María La Antigua fue consagrada a finales del por el conde Pedro Ansúrez. Bajo sus cimientos se han hallado restos de una villa tardorromana. En ella se celebraron en 1506 los primeros funerales por Cristóbal Colón

En la plaza de la Universidad se levanta el edificio principal de esta institución. El edificio histórico de la Universidad de Valladolid fue construido en el siglo XVIII según la traza de fray Pedro de la Visitación. Su decoración escultórica es obra de Antonio Tomé e hijos.
Muy cerca se levanta, desde el siglo XI, la iglesia de Santa María La Antigua, fundación del conde Pedro Ansúrez, señor de Valladolid, con un esbelto campanario de influencia francesa, conocida como La reina de las torres románicas de Castilla, rematada con un tejado apiramidado y un claustro, ambos de principios del siglo XIII. El resto de la estructura y el interior son de estilo gótico. A comienzos del siglo XX las naves góticas del templo amenazaban ruina y en 1917 se procedió a su derribo iniciándose la reconstrucción en estilo neogótico.
A medio camino entre estos lugares y la plaza Mayor, se conserva el Pasaje Gutiérrez, galería comercial construida en 1885 al estilo europeo del momento, siguiendo el diseño de Jerónimo Ortiz de Urbina, y que constituye junto al Pasaje de Lodares de Albacete, los únicos ejemplos de este tipo de construcciones en toda España. Cerca del Pasaje, se encuentra la iglesia del Salvador, donde, según la tradición, fue bautizado el patrón de Valladolid, san Pedro Regalado.

### El Campo Grande y su perímetro

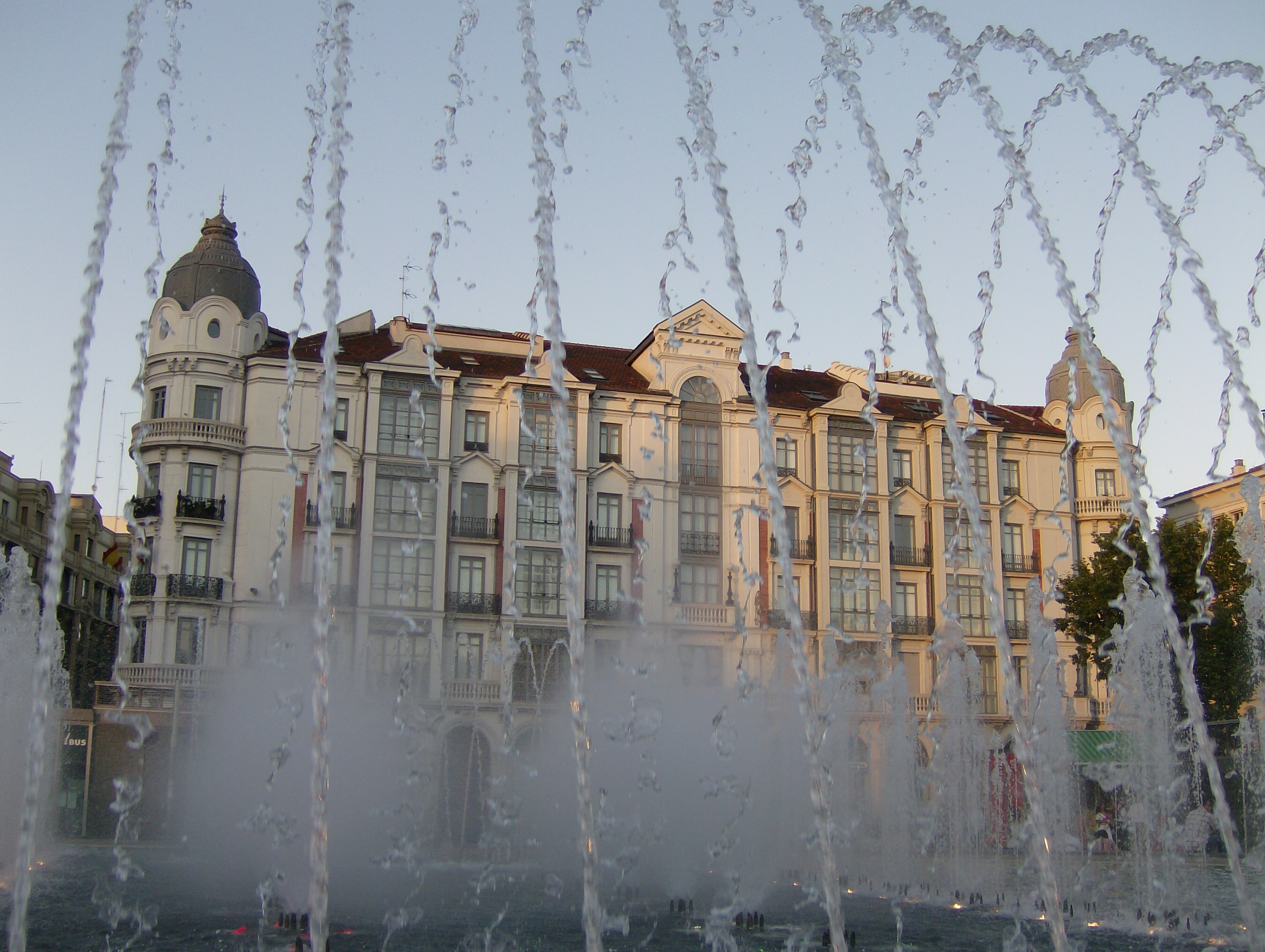
Proyecto de 1891, la Casa Mantilla fue uno de los primeros edificios con estructura de hierro, luz eléctrica o ascensores de tipo hidráulico

Bordeando el Campo Grande, en la Acera de Recoletos, gran arteria de expansión de la burguesía, se mantienen edificios de finales del siglo XIX y principios del XX: la Casa Mantilla, de 1891, de estilo ecléctico, con inspiración renacentista, la Casa Resines también del mismo año o la modernista Casa del Príncipe, de 1906, obra de Jerónimo Arroyo, arquitecto palentino formado en la escuela de Barcelona.

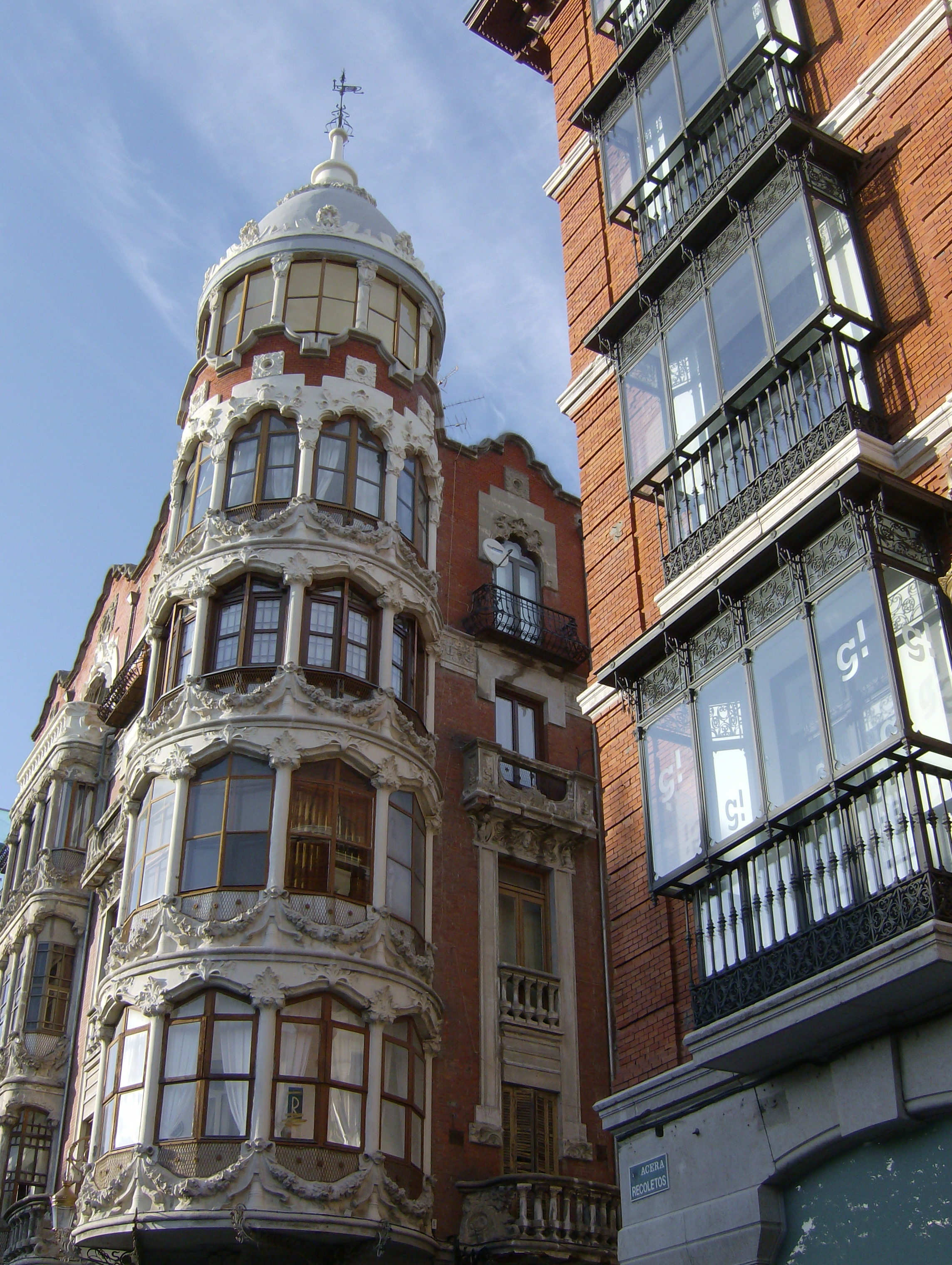
Tras la demolición de algunos conventos, la Acera de Recoletos se convierte en una zona urbanizable escogida por la burguesía vallisoletana para levantar sus casas de influencia francesa y modernista como la Casa del Príncipe, de 1906. Junto a esta, en el n.º 12 de esta popular vía, nació el venerado escritor Miguel Delibes

Tras atravesar la Acera de Recoletos se llega a la plaza de Colón, donde hasta el siglo XIX se ubicó el Convento de San José. A unos metros de la plaza se encuentra la Estación de Valladolid-Campo Grande, la principal estación de ferrocarril de la ciudad.
Rodeando el Campo Grande, en el paseo de Filipinos, la iglesia de San Juan de Letrán destaca por su fachada y sus bóvedas cubiertas con yeserías barrocas, ambas del siglo XVIII, obra de Matías Machuca. El cuerpo de la iglesia es de finales del XVII.
Del siglo XVIII es también el convento de los Agustinos Filipinos. El edificio, cuya fachada encara con la puerta posterior del paseo del Príncipe del Campo Grande, fue diseñado por Ventura Rodríguez.
Siguiendo el recorrido alrededor del parque, encontramos la Academia de Caballería de Valladolid, que data de 1915 y es un edificio historicista rematado por chapiteles similares a los que caracterizaron a los palacios de los Austrias.
Junto a la Academia de Caballería, la plaza de Zorrilla es un punto clave en el trazado urbano vallisoletano. Presidida por una estatua de Zorrilla, obra de Aurelio Carretero, enlaza las principales calles de Valladolid: la anteriormente mencionada acera de Recoletos, el paseo de Zorrilla, principal bulevar de la ciudad, la calle Santiago, que desemboca en la plaza Mayor y las calles Miguel Íscar, Duque de la Victoria y la plaza de España.

### La herencia colombina

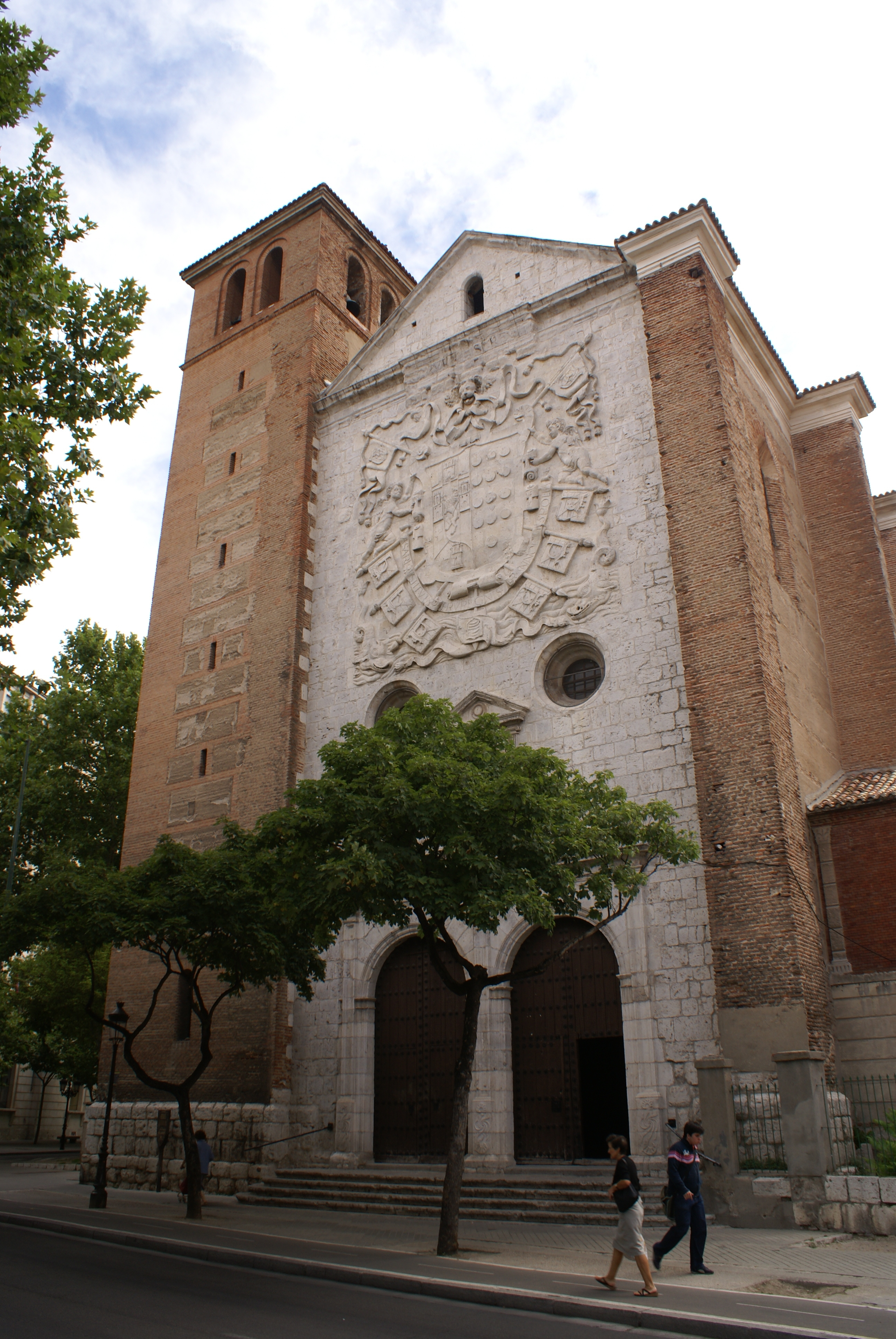
El blasón de Pedro de la Gasca, virrey y pacificador del Perú, esculpido en piedra en la fachada de la iglesia de la Magdalena, está considerado el más grande que existe

Cristóbal Colón murió en Valladolid, el 20 de mayo de 1506. El ayuntamiento decidió en 1968 levantar una edificación en estilo gótico-isabelino que reprodujese una casa palaciega propiedad de Diego Colón, hermano menor del Almirante, ubicada en la ciudad de Santo Domingo, en la República Dominicana. Este edificio alberga hoy la Casa Museo de Colón.

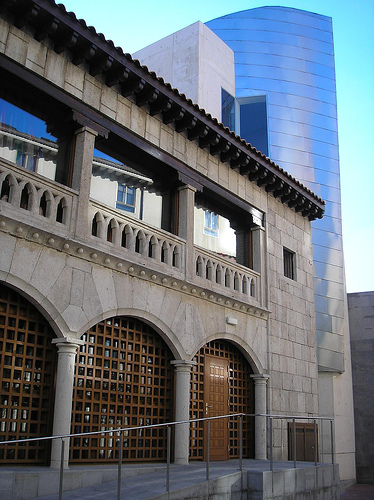
Tras su vanguardista ampliación, la Casa de Colón se ha convertido en un importante centro de investigación y estudio de la historia de América

En la misma calle, en la acera opuesta, la iglesia de la Magdalena, del siglo XVI, luce en su fachada un gran escudo en piedra, blasón de su patrón, el virrey del Perú y obispo, Pedro de la Gasca. En el interior se pueden contemplar el retablo Mayor, el de Santiago, y el sepulcro en alabastro del mencionado obispo, obra de Esteban Jordán El Palacio de Santa Cruz, primer edificio renacentista de España, erigido a partir de 1486 por el arquitecto Lorenzo Vázquez de Segovia con el patrocinio del cardenal Pedro González de Mendoza, presenta una portada de arco de medio punto y un patio de tres pisos, dos en estilo tardogótico y el tercero de matices barrocos, consecuencia de una reforma del siglo XVIII. En su biblioteca, a la que se accede por una puerta plateresca, se conservan en sus estanterías de madera dorada en dos pisos, valiosos documentos, entre ellos el Beato de Valcabado, del año 970.
En las cercanías, el Monasterio de las Huelgas Reales, de estilo palladiano, conserva un arco mudéjar del que fuera palacio de la reina de Castilla María de Molina. Y en el convento de Santa Clara, del siglo XV, contrasta la severidad franciscana del exterior con las yeserías barrocas del XVII.
El convento de las Descalzas Reales fue encargado por Felipe III y Margarita de Austria, en el siglo XVII; tiene un torreón de tres alturas, de tipo palacial, con celosías en los balcones. En el interior es posible apreciar el claustro de estilo toscano, y, en la iglesia, el retablo realizado conjuntamente por Juan de Muniátegui, Gregorio Fernández y Santiago Morán.
El Palacio de los Vivero, construido en el siglo XV, encabeza un complejo de edificios que fue agrandándose a la medida de las necesidades de la administración de justicia. Los Reyes Católicos contrajeron en él matrimonio (1469), y luego decidieron su destino como Real Audiencia y Chancillería.

### Patrimonio perdido

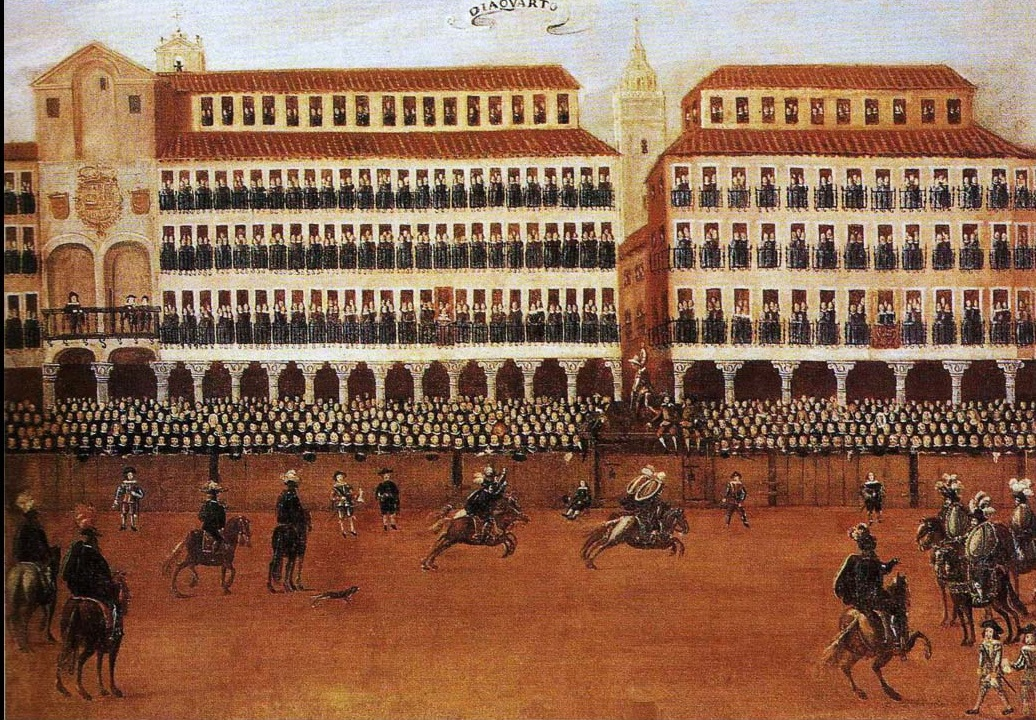
El Convento de San Francisco, derribado en 1836, en una pintura del que representa una corrida de toros en la plaza Mayor de Valladolid

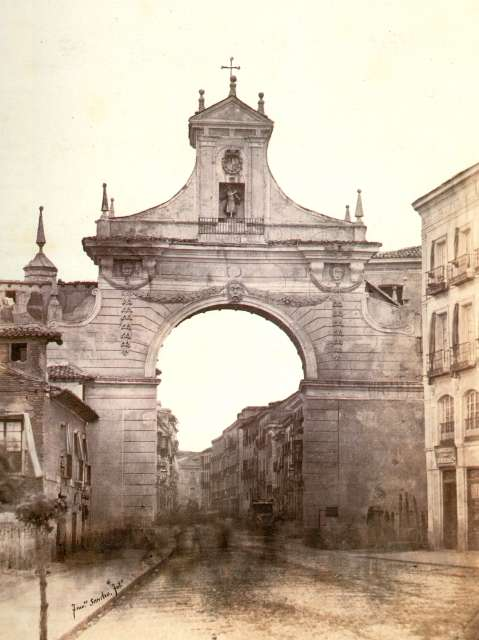
El Arco de Santiago fue levantado en 1626 por el arquitecto Francisco de Praves. Fue demolido en 1863 con la intención de facilitar el tránsito de vehículos en la calle de Santiago

Durante el siglo XIX y, fundamentalmente, a lo largo del siglo XX numerosos monumentos históricos fueron derribados a partir de la ejecución de distintos planes urbanísticos diseñados para intentar asumir el descontrolado éxodo rural y el crecimiento demográfico de la ciudad durante este periodo, a lo que contribuyó el estado de ruina en el que se encontraban muchos de ellos. De esta forma, multitud de edificios antiguos como el Hospital de la Resurrección, donde Miguel de Cervantes situó su novela El coloquio de los perros, conventos y claustros como el de San Francisco o el de San José, iglesias como la de San Julián y Santa Basilisa o la de San Miguel, incluyendo decenas de palacios medievales y renacentistas como el de la Ribera, el palacio Gardoqui o la casa de las Aldabas fueron demolidos para construir nuevos edificios, como la Casa Mantilla, o bloques de pisos de gran altura que rompían con la armonía arquitectónica de la ciudad.
En julio de 1978, el Consejo de Ministros declaró conjunto histórico-artístico a la ciudad, pero para muchos estudiosos la declaración llegó demasiado tarde y no tuvo repercusión posterior. El arquitecto Fernando Chueca Goitia llegó a afirmar, que la destrucción del patrimonio histórico-artístico de Valladolid era de nueve sobre diez.

### Estatuaria urbana

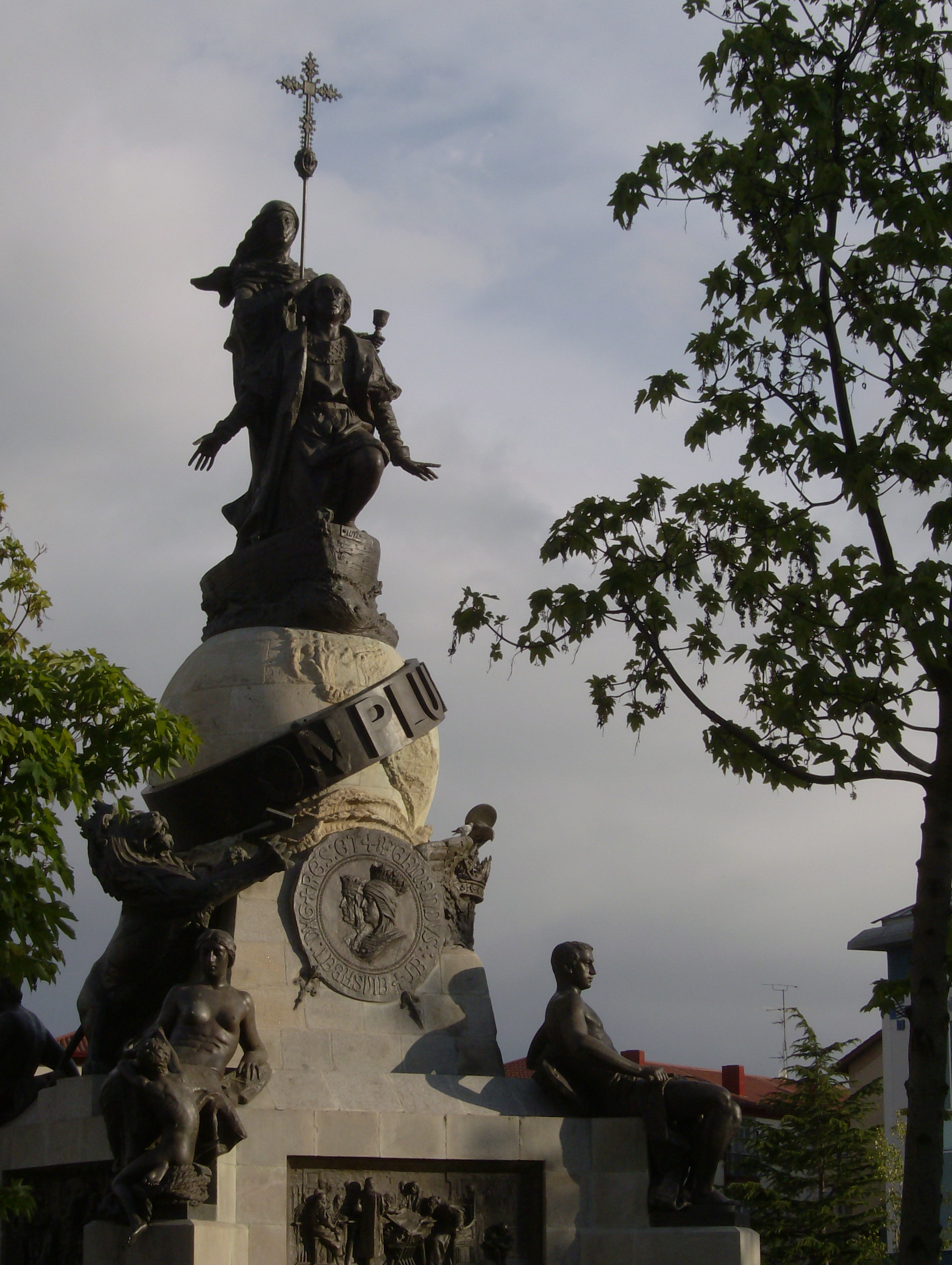
Alfonso XIII colocó en 1903 la primera piedra del Monumento a Colón

La escultura urbana en Valladolid está protagonizada por obras que representan a ilustres personajes a los que se les ha recordado de esta manera. Así, en el año 1887 se instaló en la plaza de la Universidad la estatua de Miguel de Cervantes en pie, con traje de época, pluma y libro en ristre, realizada por Nicolás Fernández de la Oliva. El escritor José Zorrilla también posee una escultura en la plaza que lleva su nombre. El fundador de la ciudad, el conde Pedro Ansúrez, cuenta con un monumento en el centro de la plaza Mayor, realizada en 1903 por Aurelio Carretero. El Monumento a Colón, obra del artista Antonio Susillo, e inaugurado en 1905, recuerda a la figura del descubridor.
También destacan las esculturas que adornan el Campo Grande de Valladolid, y cerca de él, a la entrada de la Academia de Caballería, el monumento a los Cazadores de Alcántara, de 1931, obra de Mariano Benlliure.

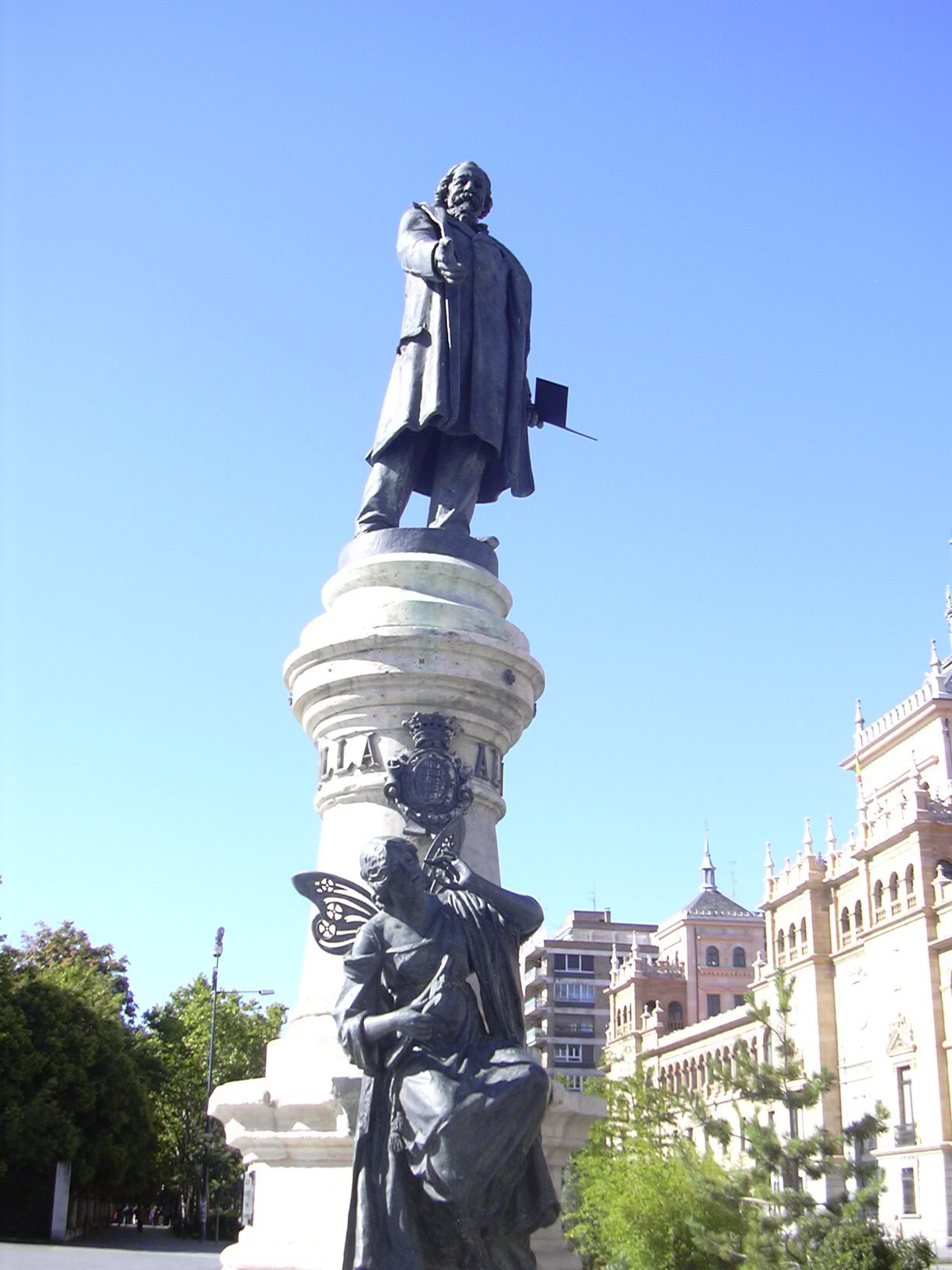
Monumento al poeta romántico José Zorrilla situado en la plaza del mismo nombre e inaugurado en el año 1900. Fue iniciativa del Ayuntamiento de Valladolid y el Ateneo de Madrid levantar el Monumento Nacional al vate vallisoletano en su ciudad natal, en donde también reposan sus restos

Lejos de ahí, preside la plaza de San Pablo una estatua de Felipe II; realizada en 1964 por Federico Coullaut-Valera, es copia de la que está en la plaza de la Armería de Madrid e imita el modelo de Pompeo Leoni. A la entrada de la calle Cadenas de San Gregorio, se instaló, en 1982, la escultura en hierro Lo profundo es el aire, de Eduardo Chillida, un homenaje al poeta vallisoletano Jorge Guillén.
Entre las esculturas a «escala humana» destacan El Comediante, en la plaza de Martí Monsó, obra de Eduardo Cuadrado; la escultura de Rosa Chacel que se encuentra en uno de los bancos de los jardines del Poniente y que fue realizada por Luis Santiago Pardo en 1996. Otros ejemplos son El Encuentro, obra de Feliciano Álvarez Buenaposada, situada desde 1997 en la plaza de Madrid; la titulada Candia, en el Parque Ribera de Castilla, de la escultora Ana Jiménez; el monumento al torero Fernando Domínguez, en la plaza de toros; la escultura Baile en bronce, homenaje al bailarín Vicente Escudero de la escultora Belén González, o las dedicadas a Einstein y a Pío del Río Hortega, en la plaza del Museo de la Ciencia.
Entre las nuevas construcciones cabe destacar las instaladas en la prolongación del paseo de Zorrilla: Stage Set for a Film (Decorado para una Película), de Dennis Oppenheim; las Puertas de Valladolid, de Cristóbal Gabarrón; y la Columna forma de sonido, de Lorenzo Frechilla. Otra es el Monumento al IV Centenario de la ciudad de Valladolid, construida en 1999 por Ángel Mateos Bernal, situada frente al recinto ferial de Castilla y León, en la avenida de Salamanca.
En otras ocasiones las esculturas comparten su protagonismo con el agua, en fuentes como la de Los Colosos (Pedro Monje, 1996), en la plaza de la Rinconada; la Fuente de las Sirenas (Concha Gay, 1996), en la plaza de Martí Monsó; la titulada Jorge Guillén y la infancia (Luis Santiago Pardo, 1998), situada en la glorieta central de los jardines del Poniente; la Fuente Dorada (Fernando González Poncio, 1998), en la plaza del mismo nombre; y otras.

### Parques y jardines

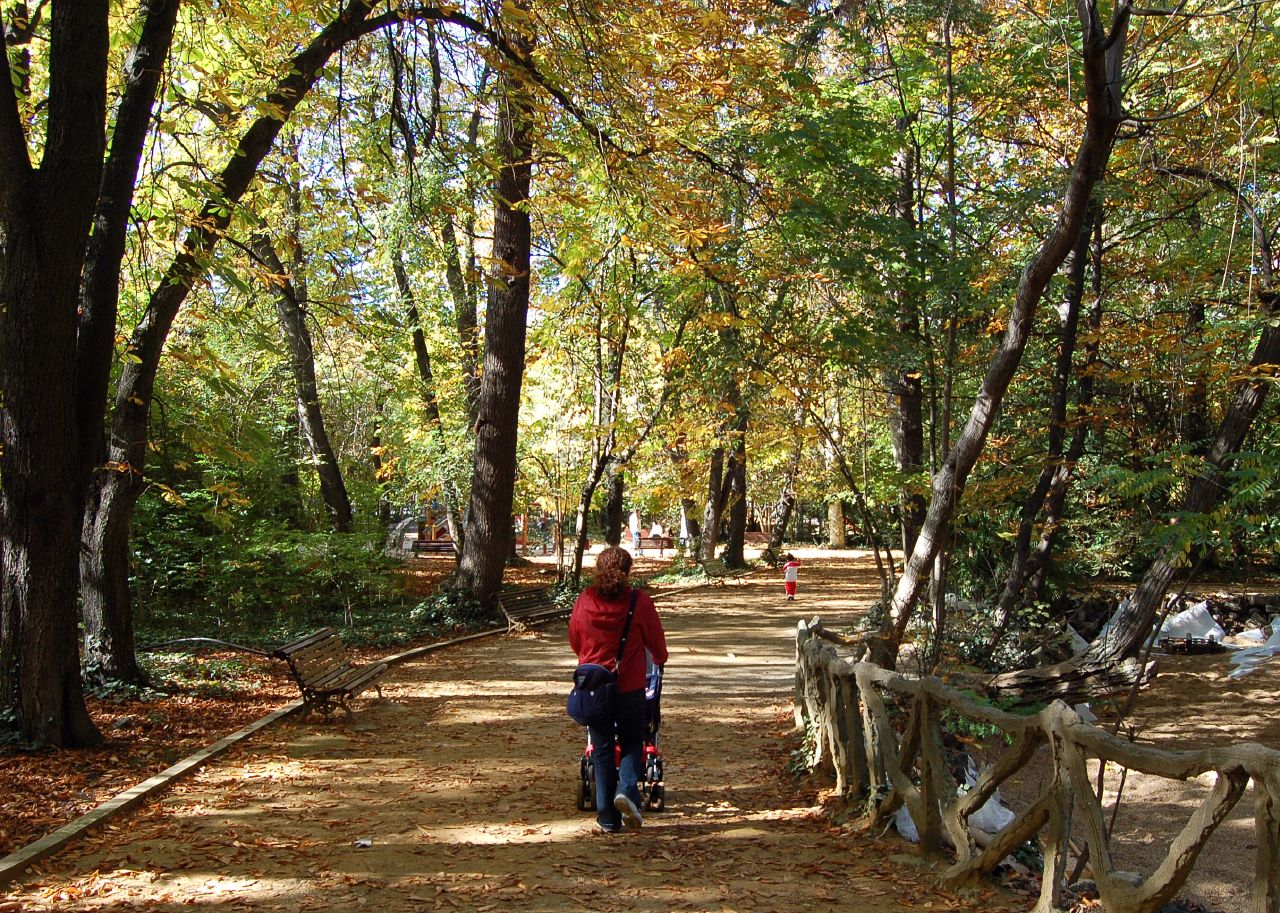
Otoño en el Campo Grande. En 1877 fue encargado el proyecto de este jardín, perfecto ejemplo de jardín romántico decimonónico. Su trazado responde a una concepción naturalista, de jardín inglés, con caminos, lago y río, cascada y gruta, palomar y pajarera de inspiración oriental o glorietas y parterres en los que se levantan fuentes y memoriales

El parque más antiguo y más emblemático de la ciudad es el Campo Grande; se trata de un gran jardín romántico, ubicado en pleno centro de Valladolid, ideado en su actual fisonomía por Miguel Íscar, alcalde de Valladolid entre 1877 y 1880. Acoge una gran variedad de árboles que constituyen un verdadero jardín botánico. Habitan diferentes aves y son famosos los pavos reales y, recientemente, las ardillas.

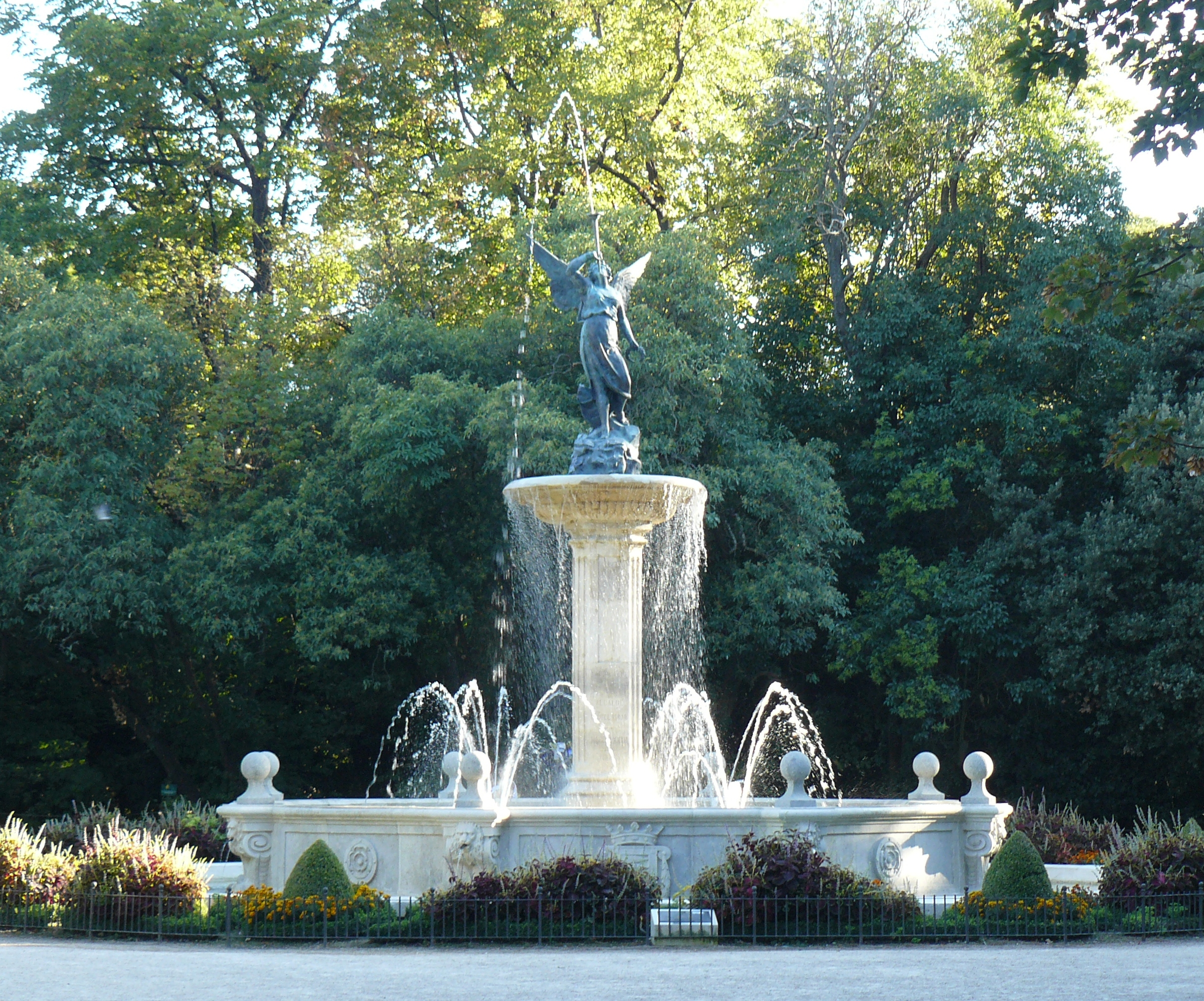
Tras la inesperada muerte del alcalde Miguel Íscar el 8 de noviembre de 1880, se propuso perpetuar su memoria mediante la construcción de la Fuente de la Fama, inaugurada en 1883

Sobre el antiguo ramal norte del Esgueva se construyeron, también a finales del siglo XIX, los jardines del Poniente:

A la orilla del Esgueva se hizo un soto, luego se fue estrechando el cauce, y se constituyó allí una explanada a que el Ayuntamiento en 10 de abril de 1863 acordó se titulara a Plazuela del Poniente, precisamente por estar a este viento de la ciudad.
Juan Agapito y Revilla

Se trata de un sencillo jardín en cuyo centro hay dos pérgolas que albergan una pequeña plaza en la que se encuentra una fuente que recuerda la obra del escritor vallisoletano Jorge Guillén.
A lo largo del curso del Pisuerga también abundan las zonas verdes. Comenzando por el norte, el Parque Ribera de Castilla (inaugurado el 20 de marzo de 1988), con una superficie de 12 hectáreas, está poblado de distintas especies de chopos, álamos o tilos. Siguiendo el discurrir del agua, el parque de las Moreras cuenta con varios paseos, zonas deportivas y una playa fluvial. Junto a él se encuentra la Rosaleda Francisco Sabadell, un pequeño jardín exclusivamente formado por rosas.
Otras zonas verdes son el Pinar de Antequera, principal recurso natural de la capital vallisoletana; el parque Forestal de La Fuente del Sol, histórico espacio verde junto al barrio de La Victoria, el parque de Las Norias de Santa Victoria, que ocupa las antiguas instalaciones de la fábrica azucarera Santa Victoria, el jardín botánico de la Victoria, que cuenta con 30 especies distintas de árboles junto con una muestra de especies autóctonas, el parque Fuente de la Salud del Barrio Los Pajarillos, el parque de Canterac y de la Paz en Las Delicias o el parque del Mediodía en Parquesol.

### Puentes
Siguiendo el curso del río Pisuerga, lo atraviesan los siguientes puentes:
- Puentes del Cabildo (dos puentes paralelos)
- Puente de Santa Teresa
- Puente Condesa Eylo
- Puente Mayor
- Puente del Poniente
- Puente de Isabel la Católica
- Puente de Adolfo Suárez
- Puente Colgante
- Puente Juan de Austria
- Pasarela del Museo de la Ciencia
- Puente de Arturo Eyries
- Pasarela Doctor Don Pedro Gómez Bosque
- Puente de Hispanoamérica

Sobre el río Esgueva cruzan un importante número de puentes. Como el río es bastante más reducido y la configuración actual obedece a su canalización por un extremo de la ciudad, suprimiendo su paso por el centro y sus varios ramales, estas estructuras no tienen nombre propio, sino que toman el correspondiente a la calle que atraviesa el río.
En el parque situado detrás de la Facultad de Filosofía y Letras, junto al cauce del río, se ha diseñado un estanque en el que se encuentran los restos de una de las cercas de la ciudad.

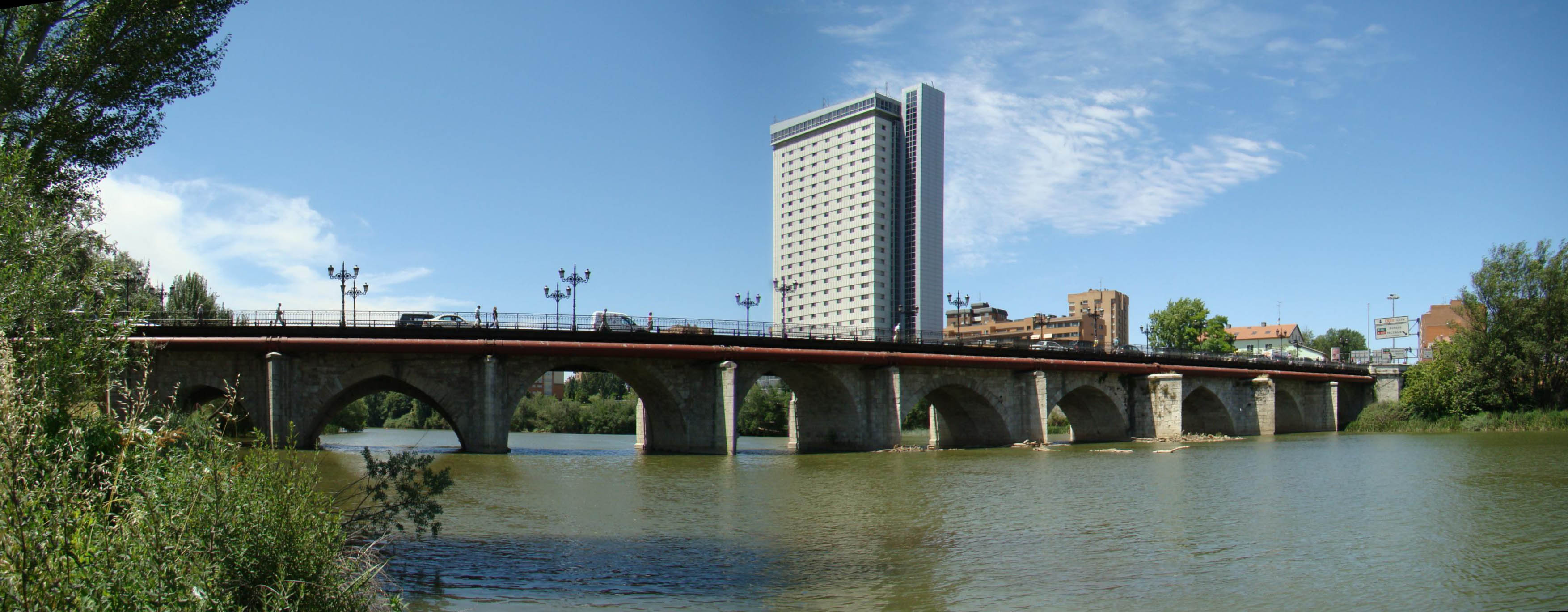
Puente Mayor
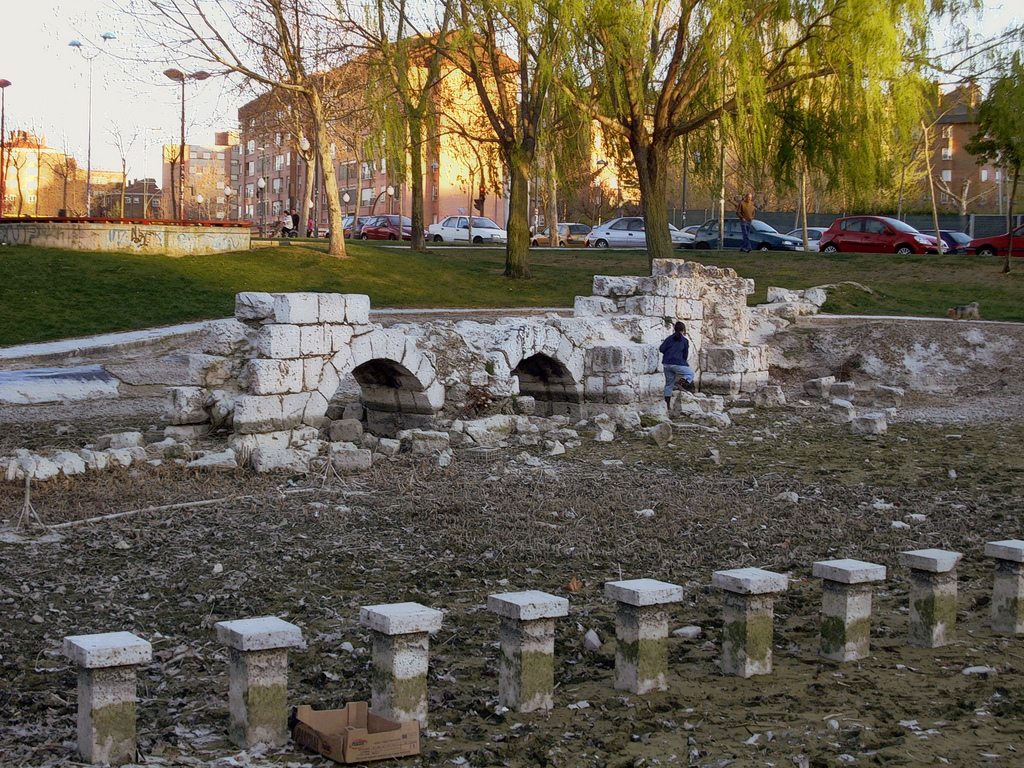
Restos del paso de aguas de una de las cercas de la ciudad sobre el río Esgueva
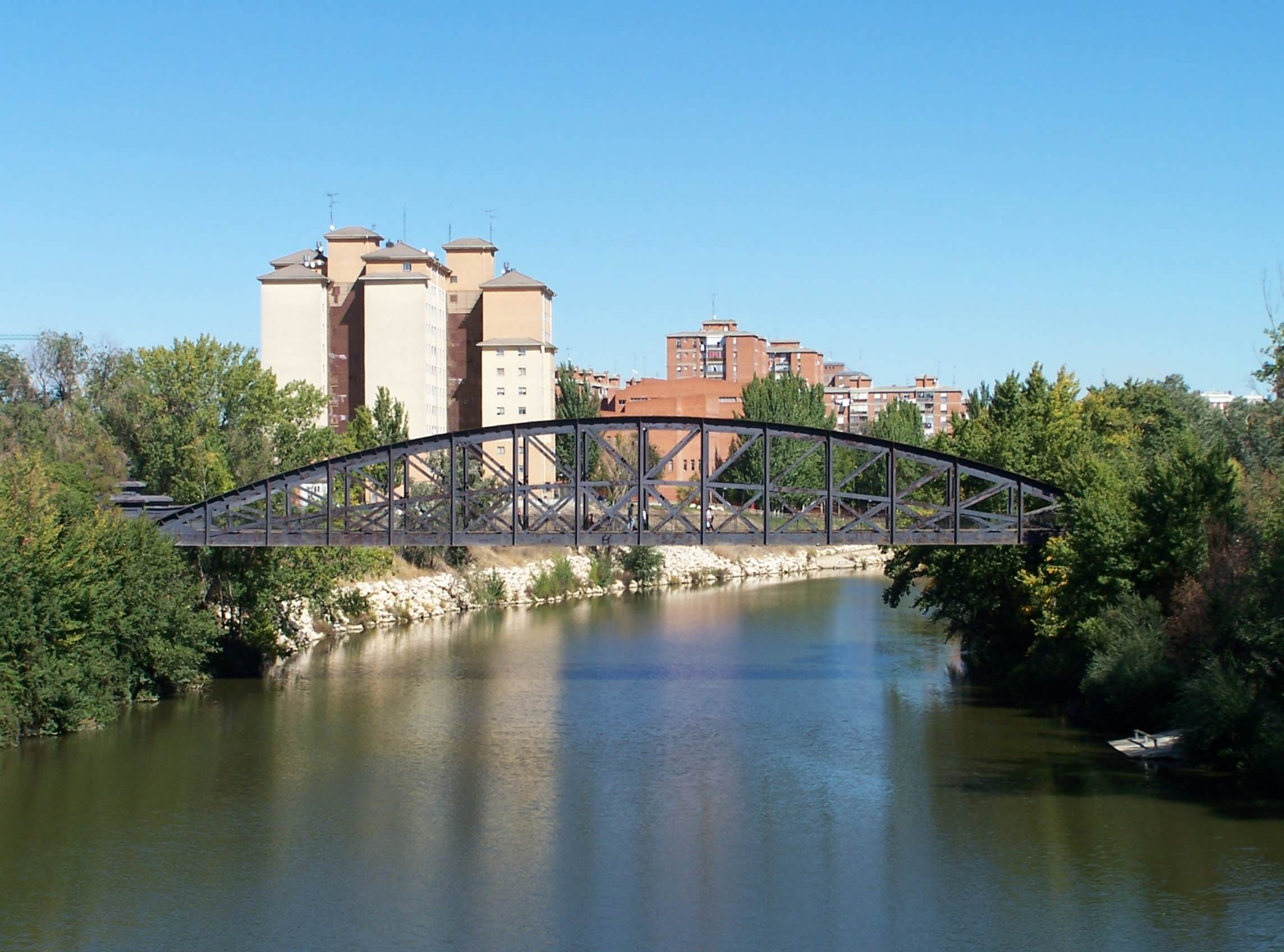
Puente Colgante
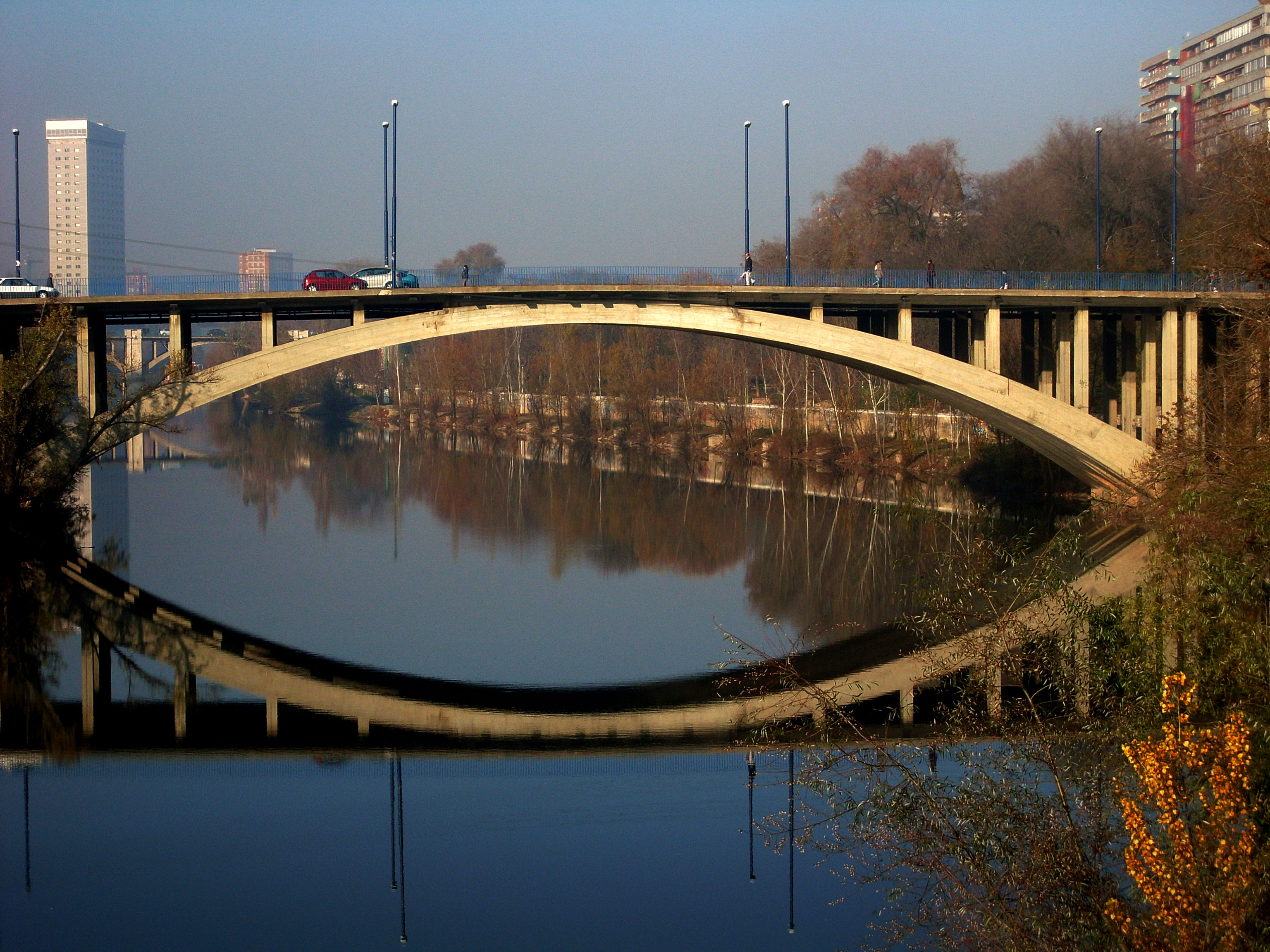
Puente de Isabel la Católica
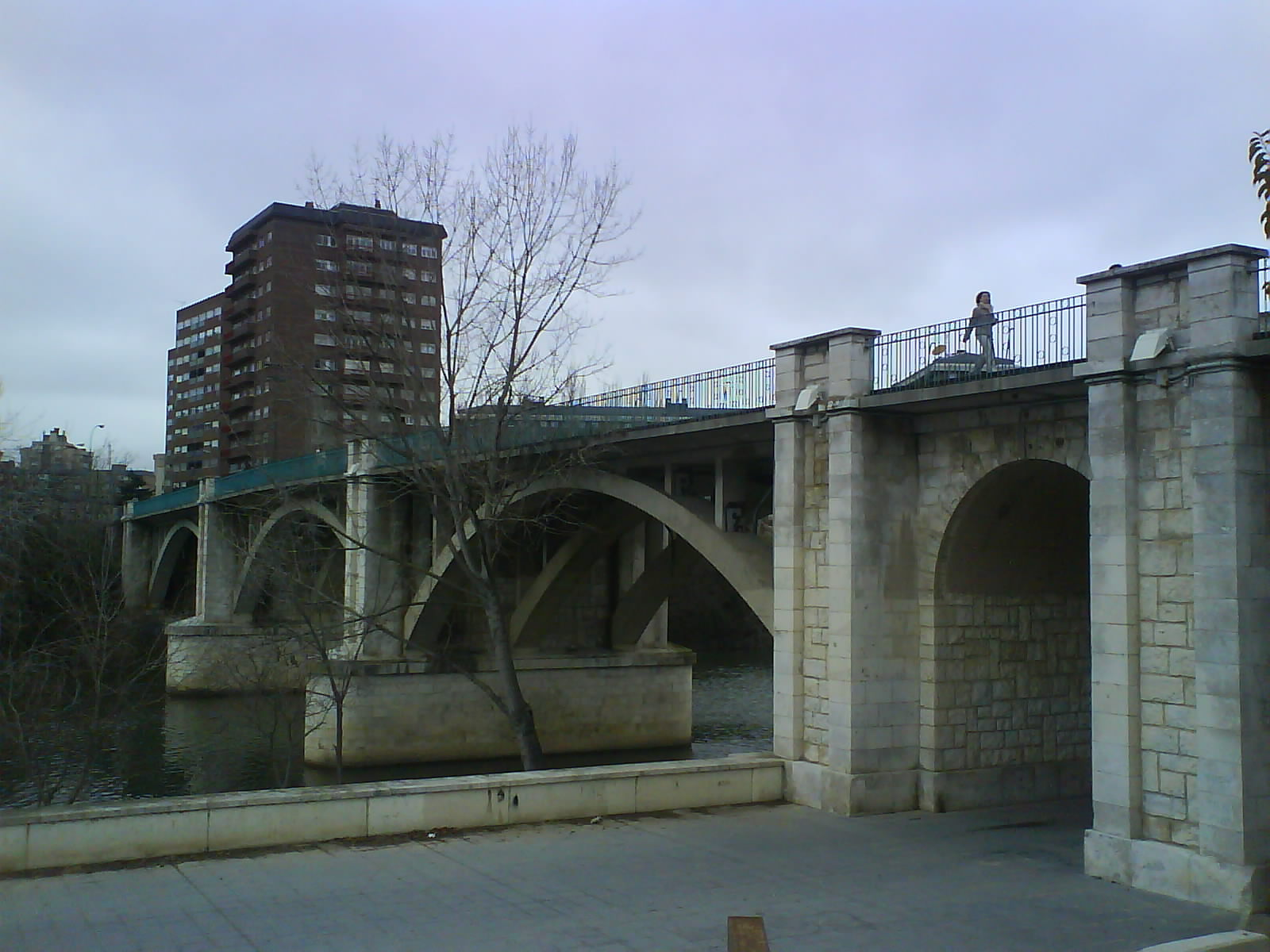
Puente del Poniente
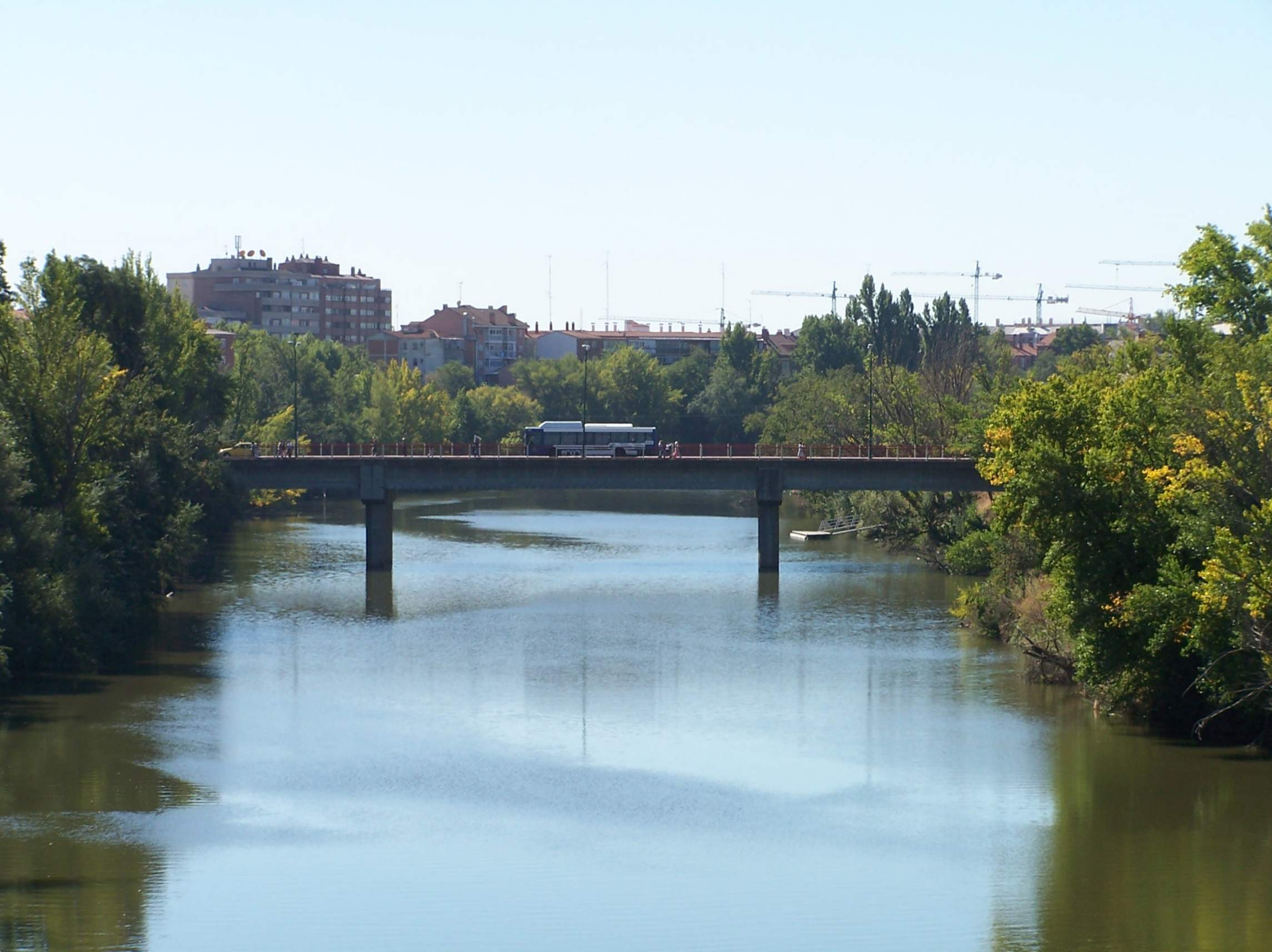
Puente de Arturo Eyries
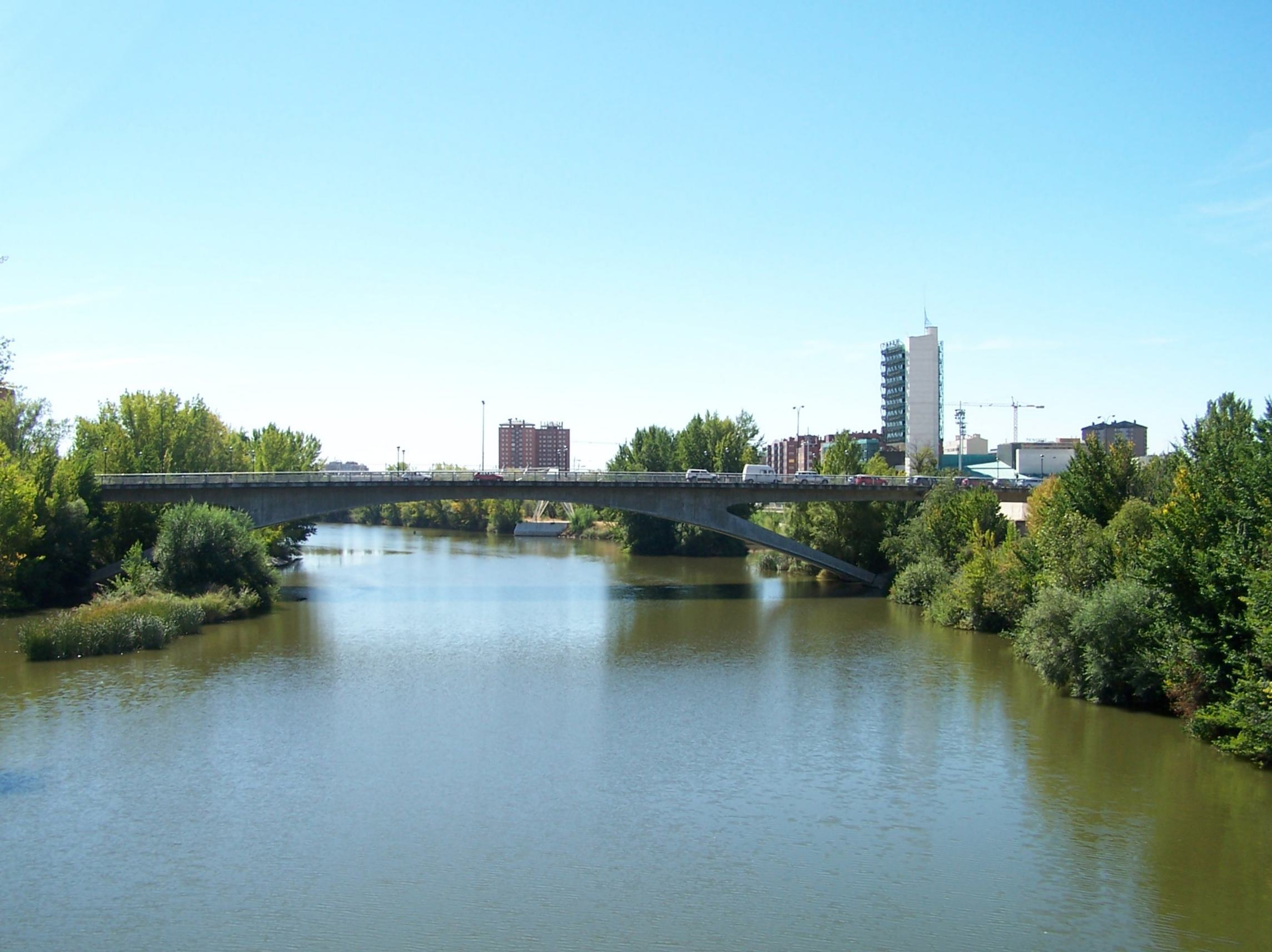
Puente de Juan de Austria
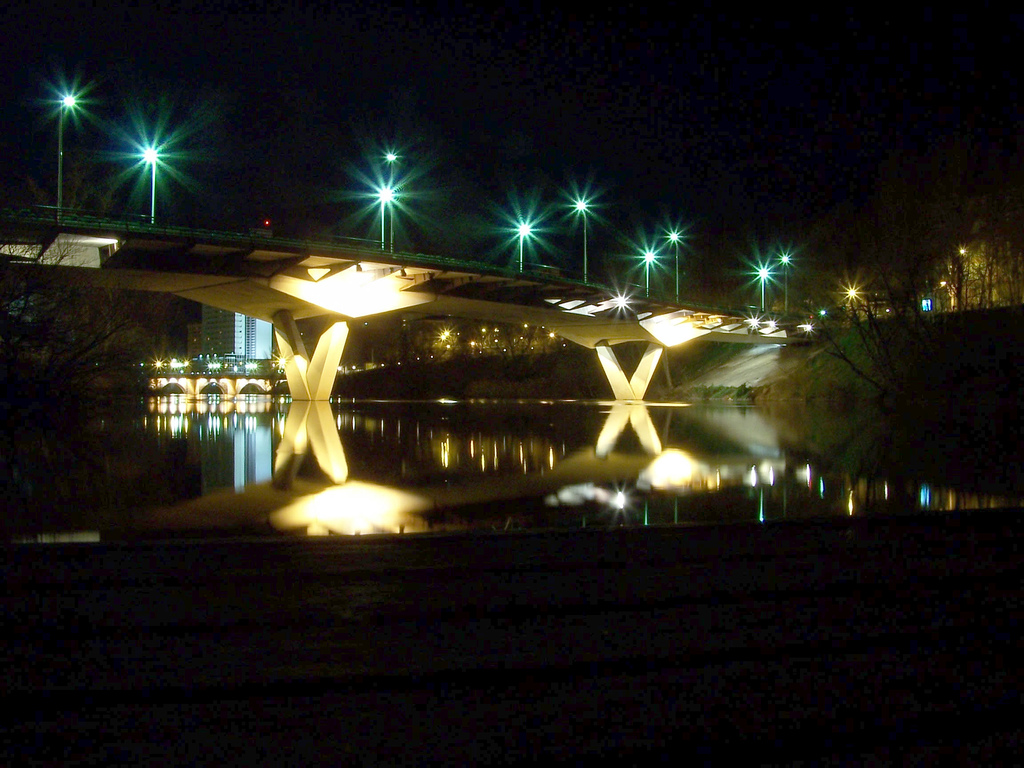
Puente Condesa Eylo
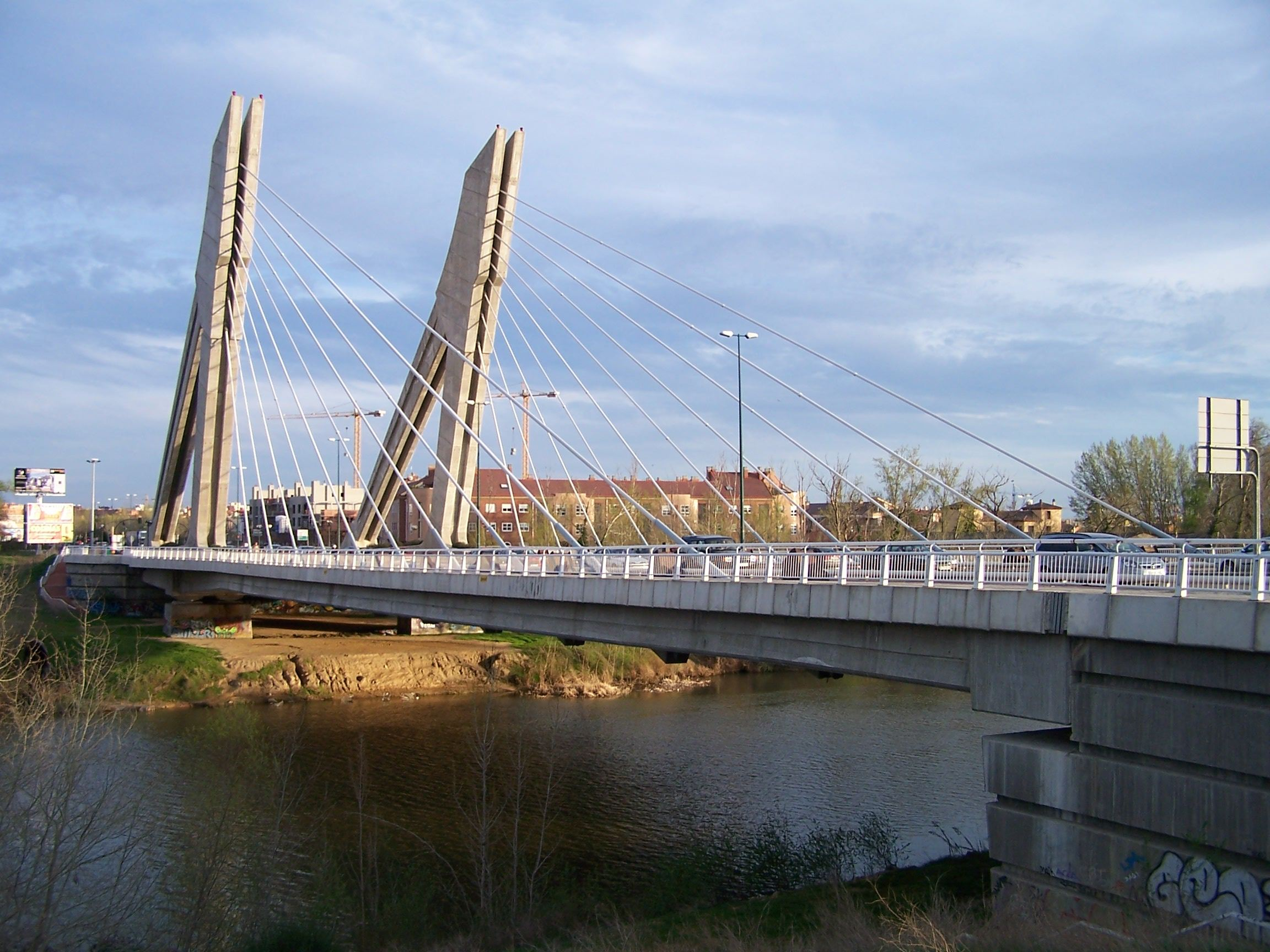
Puente de Hispanoamérica
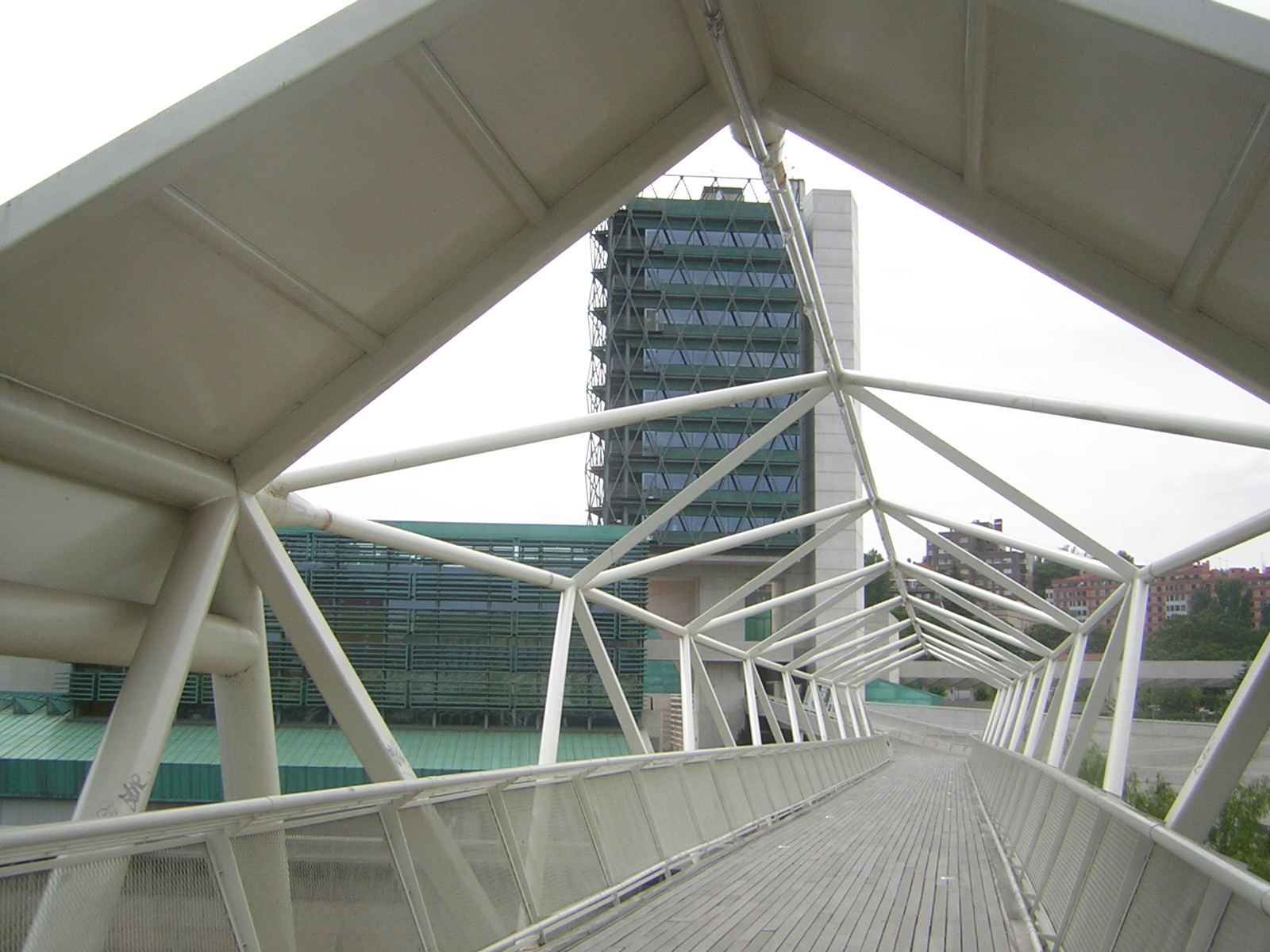
Pasarela del Museo de la Ciencia
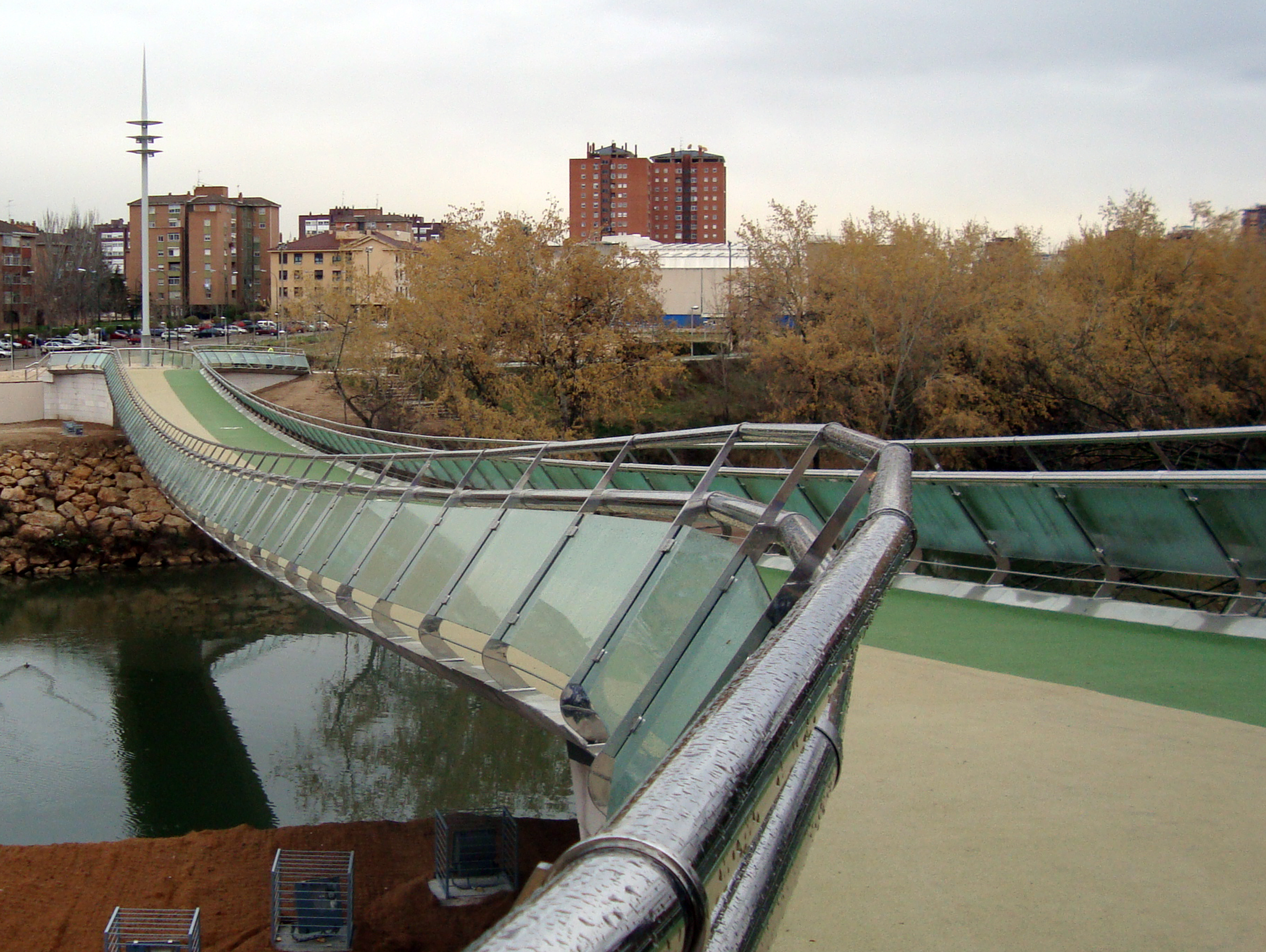
Pasarela de Pedro Gómez Bosque

## Cultura

### Archivos

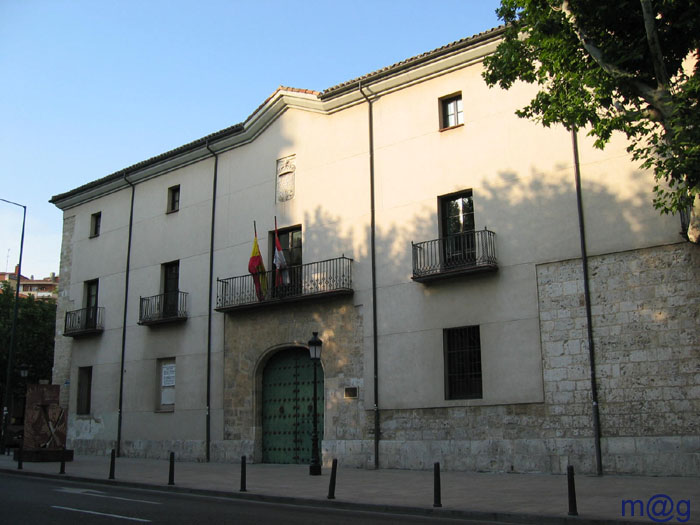
Palacio de los Vivero, antigua sede de la Real Chancillería. El archivo de la misma se encuentra en un edificio anejo a este que hoy es sede del Archivo Histórico Provincial

- El Archivo de la Real Chancillería de Valladolid (ARCHV) es el archivo más antiguo de la ciudad y el único de carácter estatal, ya que depende directamente del Ministerio de Educación, Cultura y Deporte. Creado en 1489, contiene los fondos de la documentación generada por Real Audiencia y Chancillería de Valladolid, máxima instancia judicial de la Corona de Castilla para los territorios situados al norte del río Tajo, desde su creación en 1387 hasta su supresión en 1834. Conserva además los fondos de la antigua Audiencia Territorial de Valladolid (1834-1988), así como el Juzgado de Guerra (siglo XVIII), Sala de lo social del Tribunal Superior de Justicia de Castilla y León, Juzgados de los Social de Valladolid y otras instituciones jurídicas. Está ubicado en el edificio del archivo de la Chancillería.[102]

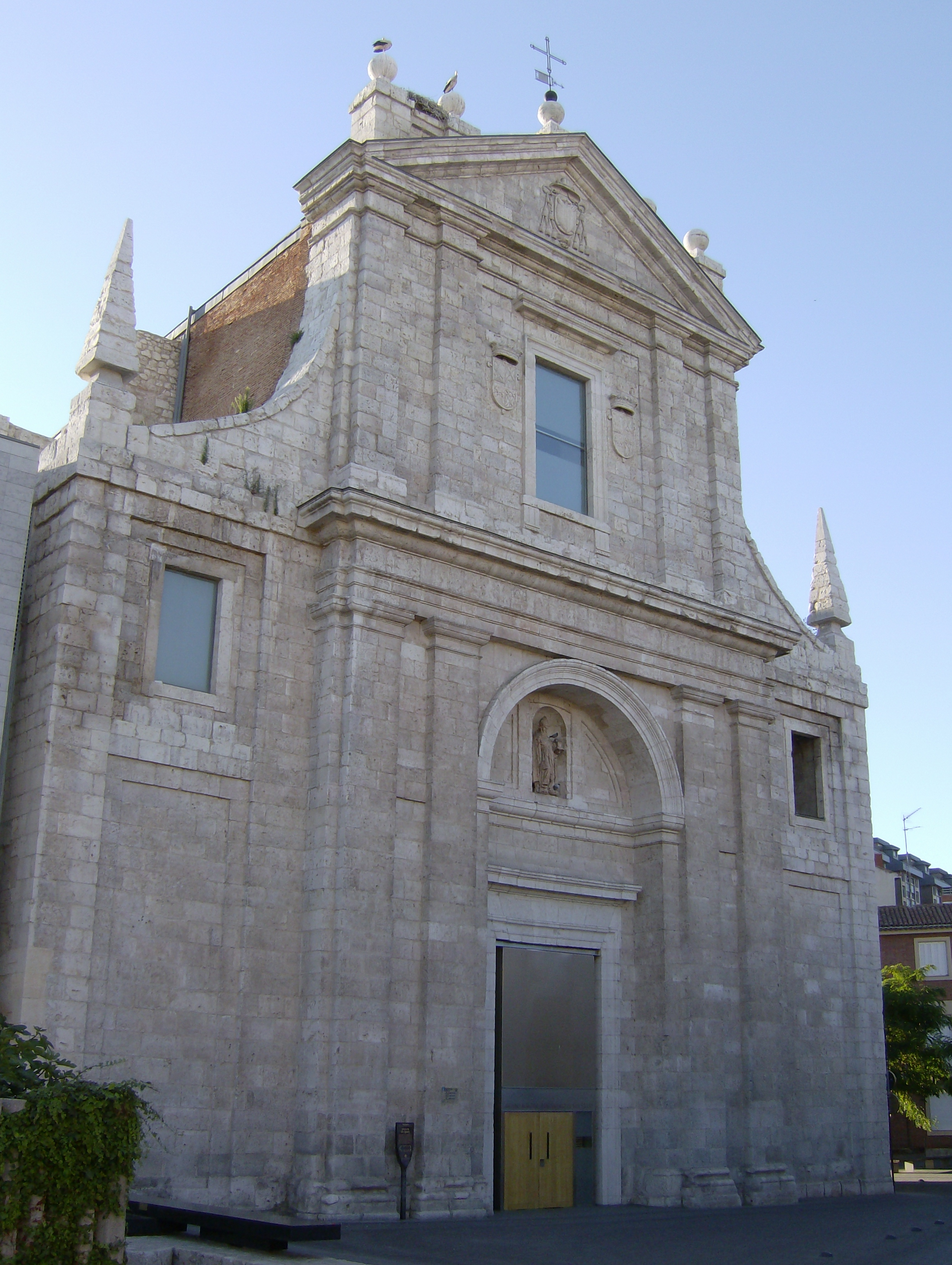
La iglesia del antiguo convento de San Agustín es la sede del Archivo Municipal desde principios del

- El Archivo General de Castilla y León, creado en 2002 es el sucesor del Archivo Central de la Administración de Castilla y León encargado de custodiar la documentación generada en época preautonómica, y en la actualidad, la encargada de custodiar la documentación de los diversos órganos de la Junta de Castilla y León.[103] Tiene su sede en el Palacio del Licenciado Butrón.

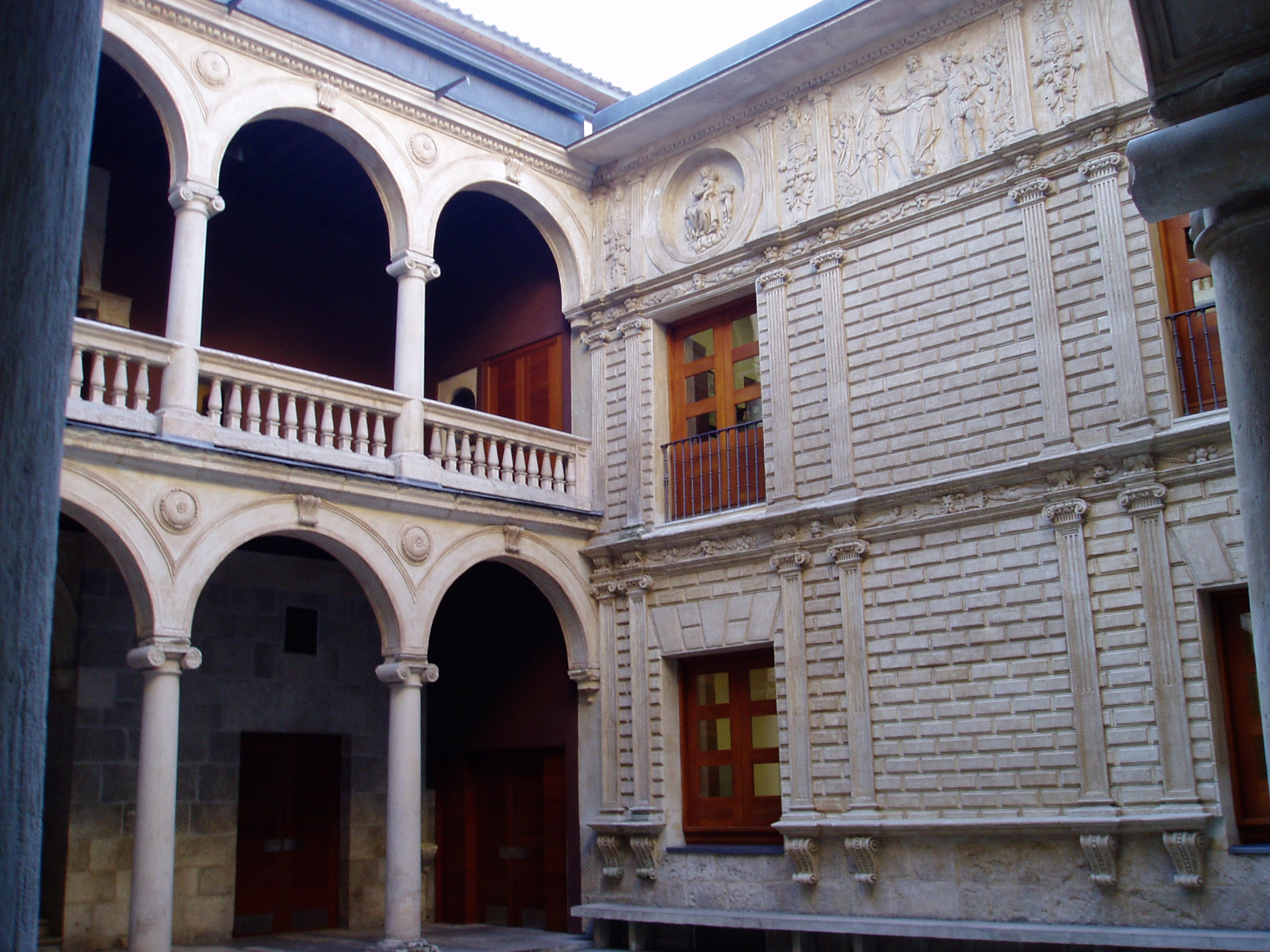
Palacio del Licenciado Butrón, sede del Archivo General de Castilla y León

- El Archivo Histórico Provincial, ubicado en el Palacio de los Vivero, sede de la antigua Real Audiencia y Chancillería de Valladolid fue creado en 1932 para custodiar el patrimonio de la Administración central y periférica de la provincia, los protocolos notariales así como la documentación histórica de ayuntamientos de la provincia y otra documentación pública y privada que ingresó en el mismo.[104]
- El Archivo Municipal de Valladolid conserva la documentación generada por el Ayuntamiento de Valladolid a lo largo de su historia. Existente desde 1503 con antecedentes en 1375, El documento más antiguo data de 1191 y conserva buen número de pergaminos medievales de entre 1192-1393. Además de los fondos generados por el ayuntamiento también recoge fondos de instituciones desaparecidas como el Hospital del Esgueva, fondos fotográficos, cartelería, fondos privados, etc.[105] Tiene su sede en la iglesia de San Agustín.

Además, por su cercanía a la capital es destacable el Archivo General de Simancas que guarda la documentación de la Monarquía Hispánica desde los Reyes Católicos hasta la instauración del Régimen Liberal. En cuanto a privados, el más importante es el Archivo Diocesano que atesora los fondos generados por la colegiata y luego por la catedral, la documentación de la curia diocesana, el conjunto de archivos parroquiales de la diócesis y un gran archivo musical con más de 6000 partituras.

### Museos

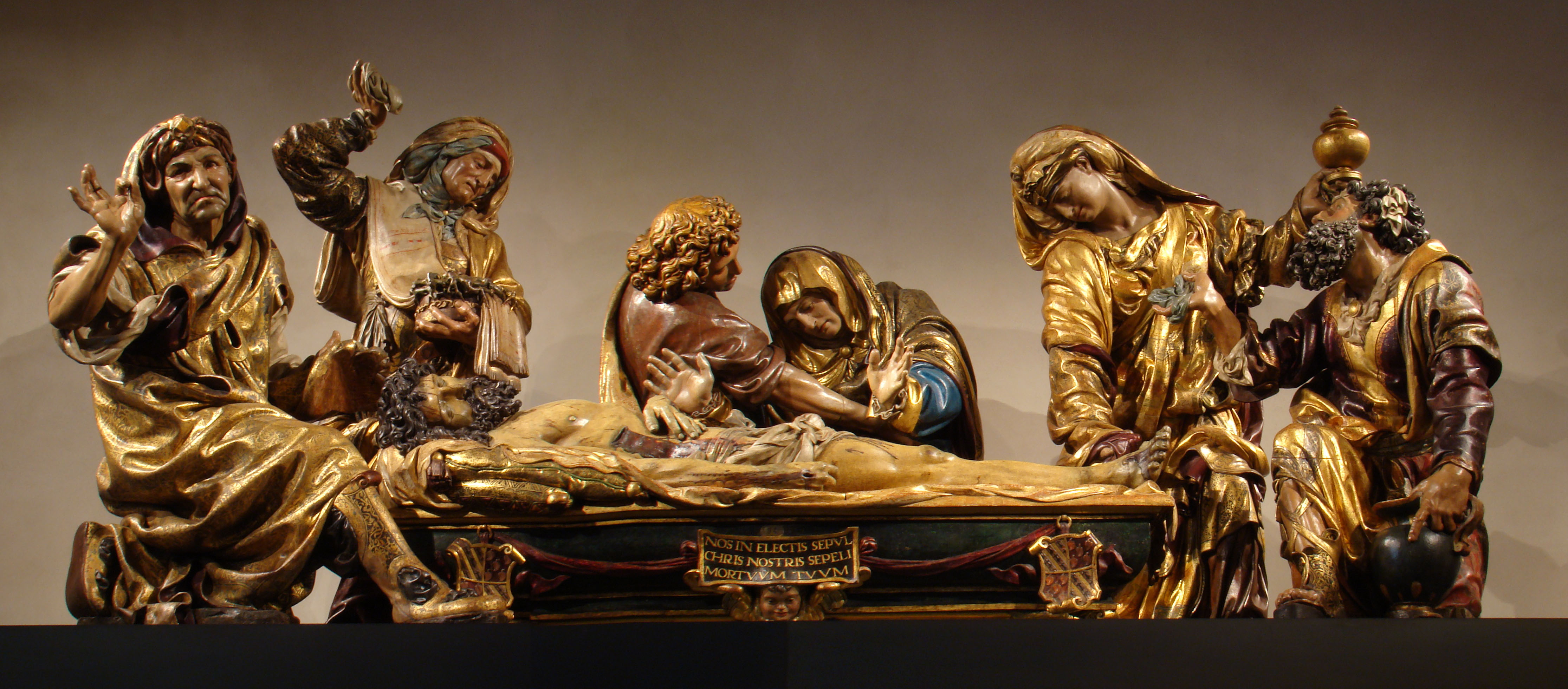
El entierro de Cristo, obra maestra del escultor Juan de Juni, fue realizada entre 1541-1545, y es pieza muy destacada del Museo Nacional de Escultura

- El Museo Nacional de Escultura tiene relevancia internacional, por tener la colección escultórica más importante de la península y ser una de las más destacadas de Europa en su ámbito. Se remonta a 1842 como Museo Provincial de Bellas Artes, pero fue elevado a la categoría de Nacional en 1933. Se alberga en tres edificios: Colegio de San Gregorio, obra maestra del gótico isabelino del siglo XV que alberga la colección permanente, el Palacio de Villena, enfrente de este, con biblioteca, sala de exposiciones temporales, depósito, sala de conferencias y un belén napolitano, y el Palacio de Gondomar (popularmente conocido como Casa del Sol), que tiene adosada la iglesia de San Benito el Viejo y se sitúa al final de la calle, albergando la colección del Museo Nacional de Reproducciones Artísticas. El Museo alberga grandes obras de la escultura española, principalmente del Barroco, de autores como Alonso Berruguete (Retablo de San Benito el Real de Valladolid, Juan de Juni, Gregorio Fernández, Pompeo Leoni o Pedro de Mena, incluyendo pintura de calidad —Alonso Berruguete, Francisco Ribalta, Pier Paul Rubens, Francisco de Zurbarán o Luis Meléndez). Algunos de sus conjuntos escultóricos desfilan por las calles en Semana Santa.

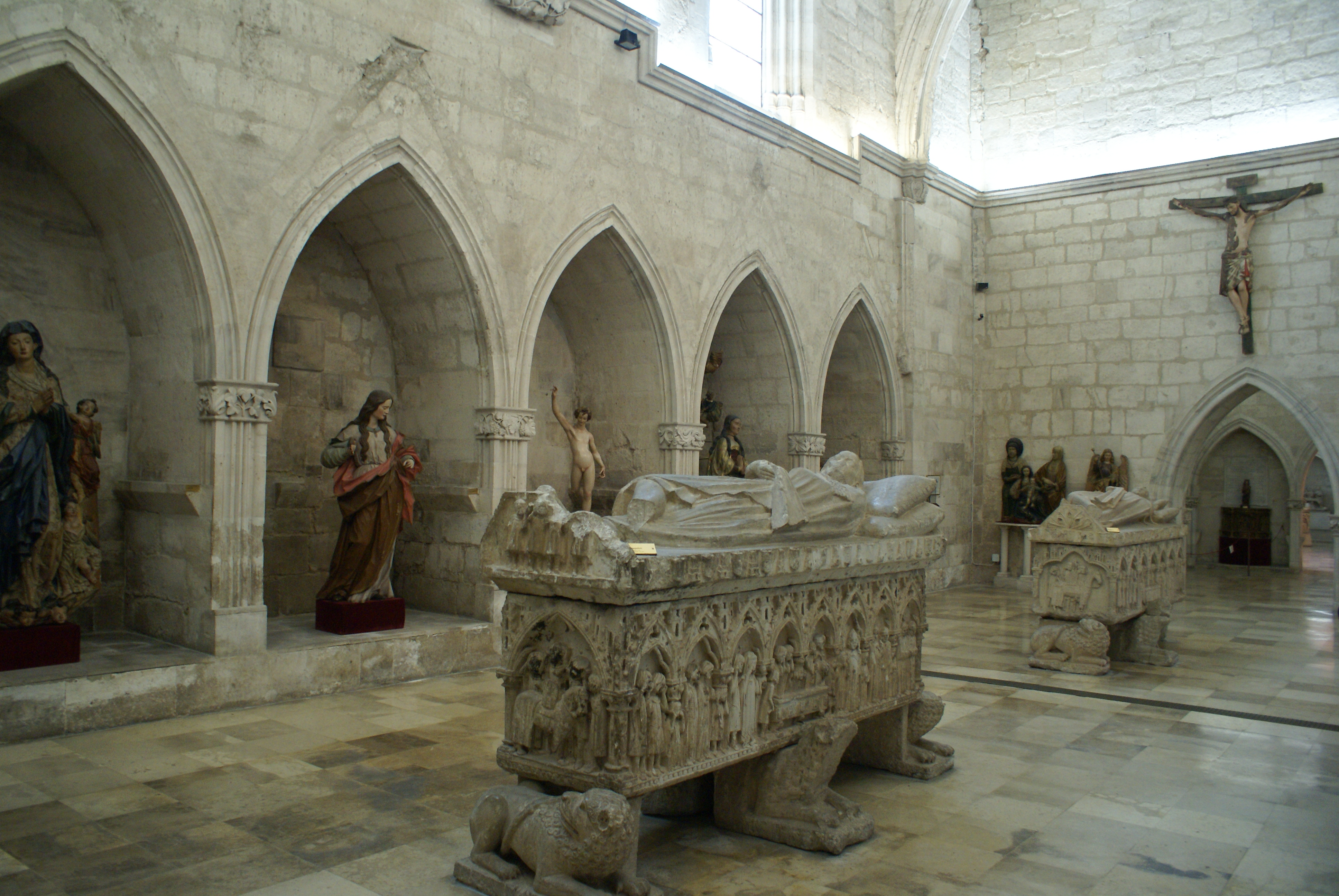
Interior de la capilla de San Lorenzo de la antigua Colegiata de Santa María, parte del Museo Diocesano y Catedralicio

- En el interior de la Catedral de Nuestra Señora de la Asunción se encuentra el Museo Diocesano y Catedralicio, inaugurado en 1965 por iniciativa del entonces arzobispo de Valladolid, José García Goldáraz. Sus fondos se encuentran distribuidos a lo largo de diez capillas que agrupaban dependencias de la antigua colegiata medieval de Santa María erigida por el Conde Ansúrez, tales como Sala Capitular, Capilla del Claustro, Cabildo Catedralicio... En su interior se encuentran obras procedentes en su mayor parte del tesoro catedralicio y de parroquias extinguidas de la archidiócesis de Valladolid: esculturas, pinturas, orfebrería, marfiles, ornamentos o monumentos funerarios. Destaca la Custodia Procesional de Juan de Arfe, que desfila en la festividad del Corpus Christi y su archivo musical, uno de los más completos de España.

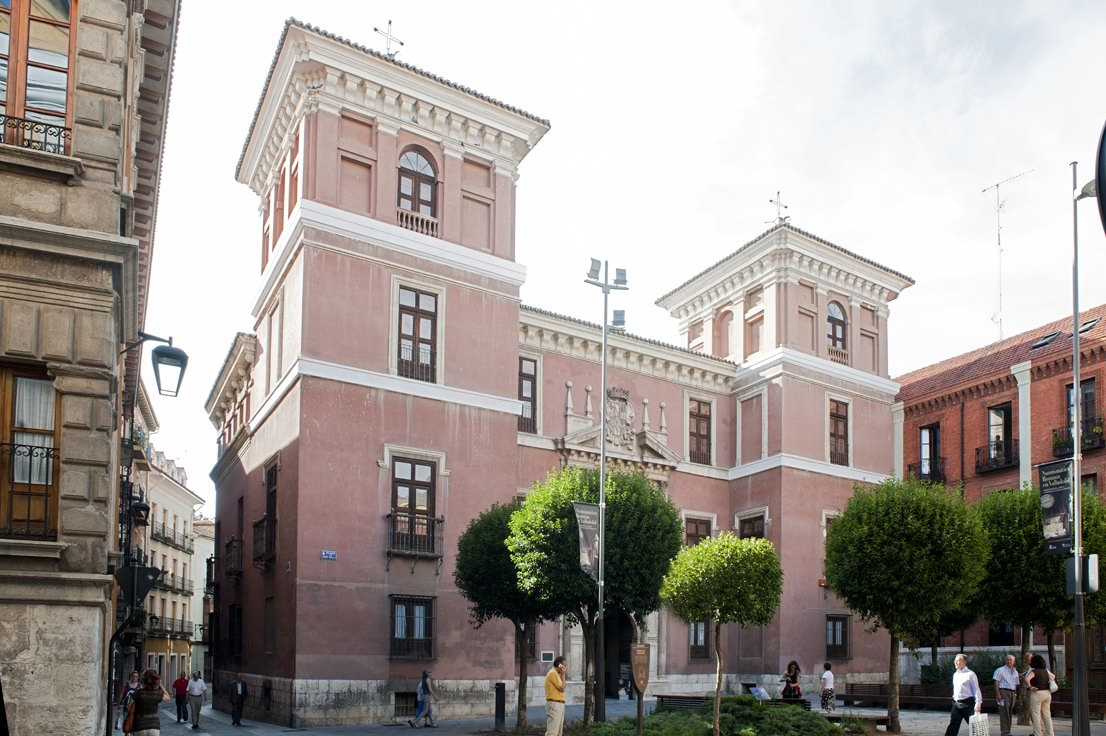
El renacentista Palacio de Fabio Nelli, iniciado en 1576, es sede del Museo de Valladolid

- En el Museo de Valladolid (Palacio de Fabio Nelli), que forma parte de los denominados Museos Provinciales, se exponen secciones de Arqueología que muestran una secuencia cronológica completa de piezas de la provincia vallisoletana desde el Paleolítico hasta la Edad Media (como los mosaicos romanos encontrados en Villa del Prado). En la sección de Bellas Artes se ofrecen pinturas de los siglos XV y XVI, tapices flamencos, orfebrería, del siglo XVII, cerámica popular española, escultura y un pequeño apartado dedicado a la historia de la ciudad.[106] Existe un proyecto de reforma y ampliación del museo.[107]
- El Museo Patio Herreriano de Arte Contemporáneo Español, referencia importante en la difusión del arte contemporáneo, desde su fundación, e inaugurado en junio de 2002.
- Museo Anatómico. Fundado 1917 por Salvino Sierra en el pabellón anatómico de la Facultad de Medicina.[108] En él pueden admirarse piezas de anatomía humana naturales y artificiales, esqueletos de cráneos de animales, así como instrumentos y aparatos relacionados con la medicina.
- Museo de Ciencias Naturales. Cuenta con 5102 piezas distribuidas por una quincena de salas, conformadas con criterios esencialmente científicos y pedagógicos. Hay colecciones de Ciencias Naturales, Botánica, Zoología y Geología.
- Museo de Oftalmología Doctor Saracíbar. Se trata de un museo adscrito al Instituto Universitario de Oftalmología Aplicada (IOBA) de la Universidad de Valladolid. Lleva el nombre de José María Saracíbar, oftalmólogo vallisoletano que donó buena parte del material que hoy se puede contemplar. En el museo, creado en 1995, se encuentran instrumentos, aparatos, libros y tratados de oftalmología de finales del siglo XIX y principios del XX.

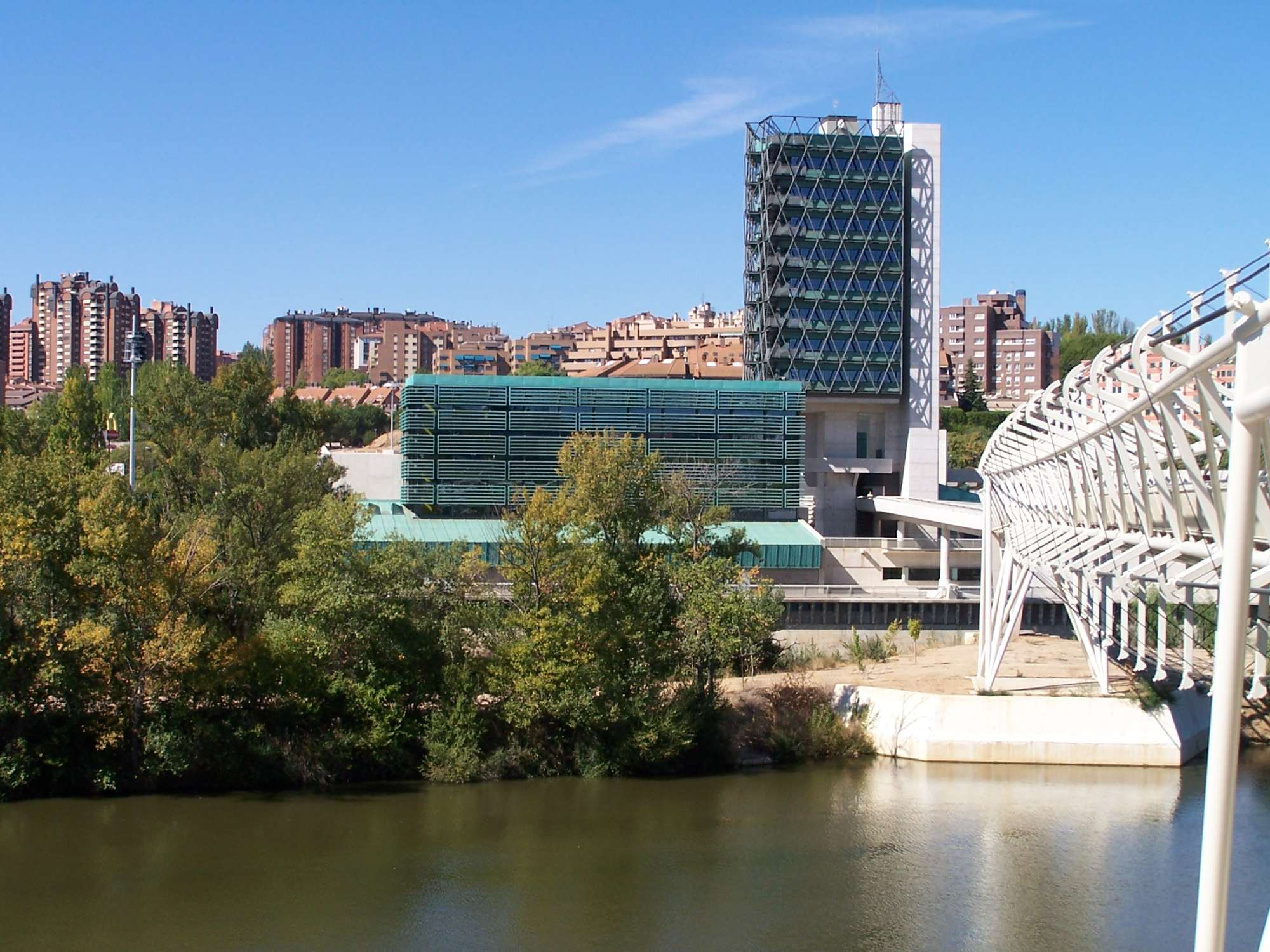
El Museo de la Ciencia, a orillas del Pisuerga, es un diseño de los arquitectos Rafael Moneo y Enrique de Teresa. Su planetario es uno de los más avanzados del mundo

- Museo de la Ciencia: construido sobre las instalaciones de la antigua fábrica de harinas El Palero (solo queda la fachada) ensambla varios edificios, que son elementos arquitectónicos diseñados por los arquitectos Rafael Moneo y Enrique de Teresa en colaboración con Francisco Romero y Juan José Echevarría. Entre estos elementos destacan la pasarela peatonal sobre el río Pisuerga y la torre. En lo referente a los contenidos museísticos el museo consta de una exposición permanente, a través de las salas se presentan diferentes aspectos de la ciencia, comenzando por su planetario digital, uno de los más modernos del mundo, que permite realizar todo tipo de exposiciones.[109] Existe un espacio destinado a los más pequeños La Sala de los Niños, en la que se pretende acercar los contenidos científicos y tecnológicos a través del juego. En la Sala del Agua se presenta su ciclo completo, desde su captación hasta su devolución al medio. El cuerpo humano es también objeto de estudio, así como las fuerzas de la Naturaleza. En la última planta se encuentra la Sala 41 4 dedicada a la historia de la Cartografía. Asociada a esa exposición existe un espacio de la Junta de Castilla y León: La Casa del Mapa, dedicado a la distribución y venta de todo tipo de cartografía y publicaciones geográficas. En la Galería de los Sabios, el elemento central es la narración de la imagen virtual de una serie de conflictos de todas las épocas, y en la Galería de los Inventos, se muestran aquellos que han supuesto una avance importante en la vida de las personas. El museo dispone también de una sala de exposiciones temporales, Sala Interactiva, Consulta y Biblioteca junto con un restaurante en la parte más alta de la torre.
- La Casa del Río: situada junto al Museo de la Ciencia es el primer acuario fluvial de España. Recoge la flora y fauna del Pisuerga en diferentes peceras donde se pueden contemplar especies ya desaparecidas del mismo como el cangrejo de patas blancas, la anguila o la lamprea marina junto con especies aún propias de su hábitat: el percasol, el cangrejo rojo o el black bass. Además, dos terrarios permiten conocer los anfibios habitantes del río: ranas, sapos, salamandras o tritones. Como complemento, la Casa del Río presenta varios audiovisuales sobre la cadena vital o el ciclo del agua, una zona de paneles explicativos y un mirador hacia el Pisuerga.

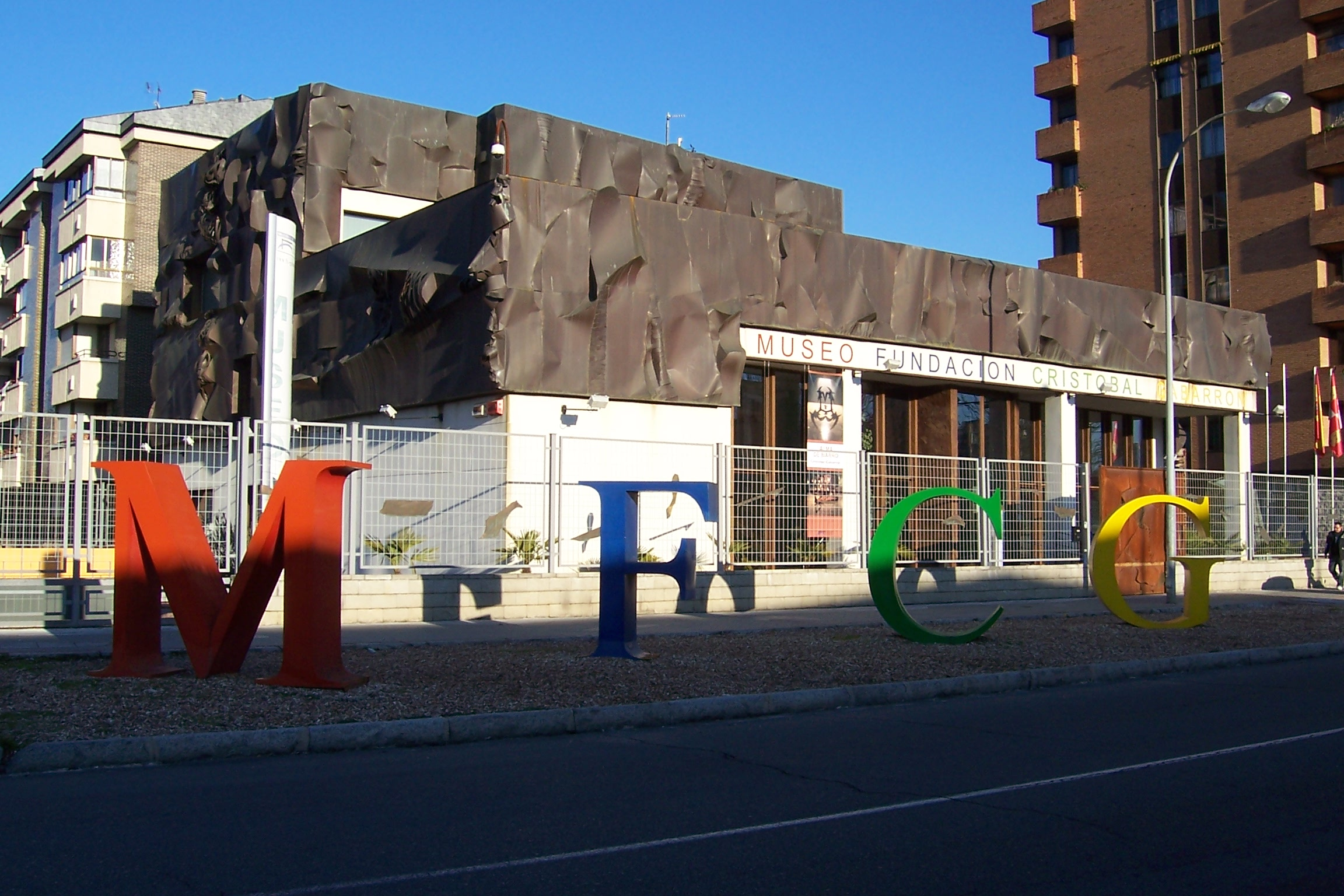
Sede del Museo Cristóbal Gabarrón. En esta Fundación tienen cabida las manifestaciones culturales desde la Prehistoria hasta los tiempos presentes. La cubierta de latón y cobre es obra del propio Gabarrón

- El Museo Fundación Cristóbal Gabarrón, se concibe como un centro destinado a la divulgación de la obra del artista vallisoletano Cristóbal Gabarrón mediante una selección retrospectiva de la historia del arte organizada en diferentes salas que permiten un acercamiento a las culturas: Los Pilares de la Historia —Egipto, Etruria, Grecia y Roma—, Arte de la América Prehispánica —Venezuela, Colombia, Ecuador y Perú— Culturas del África Negra —República Democrática del Congo, Angola, Costa de Marfil, Malí, etc.—.
Los fondos de la fundación albergan también varias secciones históricas que comprenden desde el siglo XVI al XIX: una colección de pintura y escultura religiosa, una muestra de pintura europea, y las que tienen por título «Picasso Ceramista» y «Colección Obra Gráfica Internacional». Entre las colecciones más actuales destacan el Museo de arte de Vanguardia (MAVA) destinado a recoger propuestas de jóvenes artistas y espacio–novo, que se concibe un centro de arte contemporáneo internacional. En la actualidad el centro está cerrado.
- Museo de la Academia de Caballería. Se crea a partir de 1976 gracias a la iniciativa de varios profesores de la Academia. Se exhiben pinturas, como el cuadro de la Batalla de Treviño, debido al pincel de Víctor Morelli, o el retrato ecuestre de Alfonso XIII, pintado por Román Navarro García. También se pueden contemplar armas blancas y de fuego, pinturas, miniaturas militares, uniformes, monturas, etc.
- El Museo Oriental,[110] en el Convento de los Agustinos Filipinos, obra de Ventura Rodríguez. Iniciado en 1759, se termina en 1930 con la bendición del templo. El Museo Oriental fue fundado en 1908. Se produce una primera renovación en 1980, y una segunda en 2005, abriendo de nuevo al público en mayo de 2006. Recoge una extraordinaria colección de arte chino y filipino desde el siglo II a. C. al XIX. Es una de las más grandes colecciones de arte oriental que pueden ser admiradas en Europa, y sin duda la más completa de España. Esta gran colección de arte se encuentra en esta ciudad debido a dos razones, Valladolid era la sede central de los Agustinos Filipinos de España y la segunda, que al ser la sede central, era donde se formaba a los futuros misioneros y para ello se traían muchos materiales de Oriente.

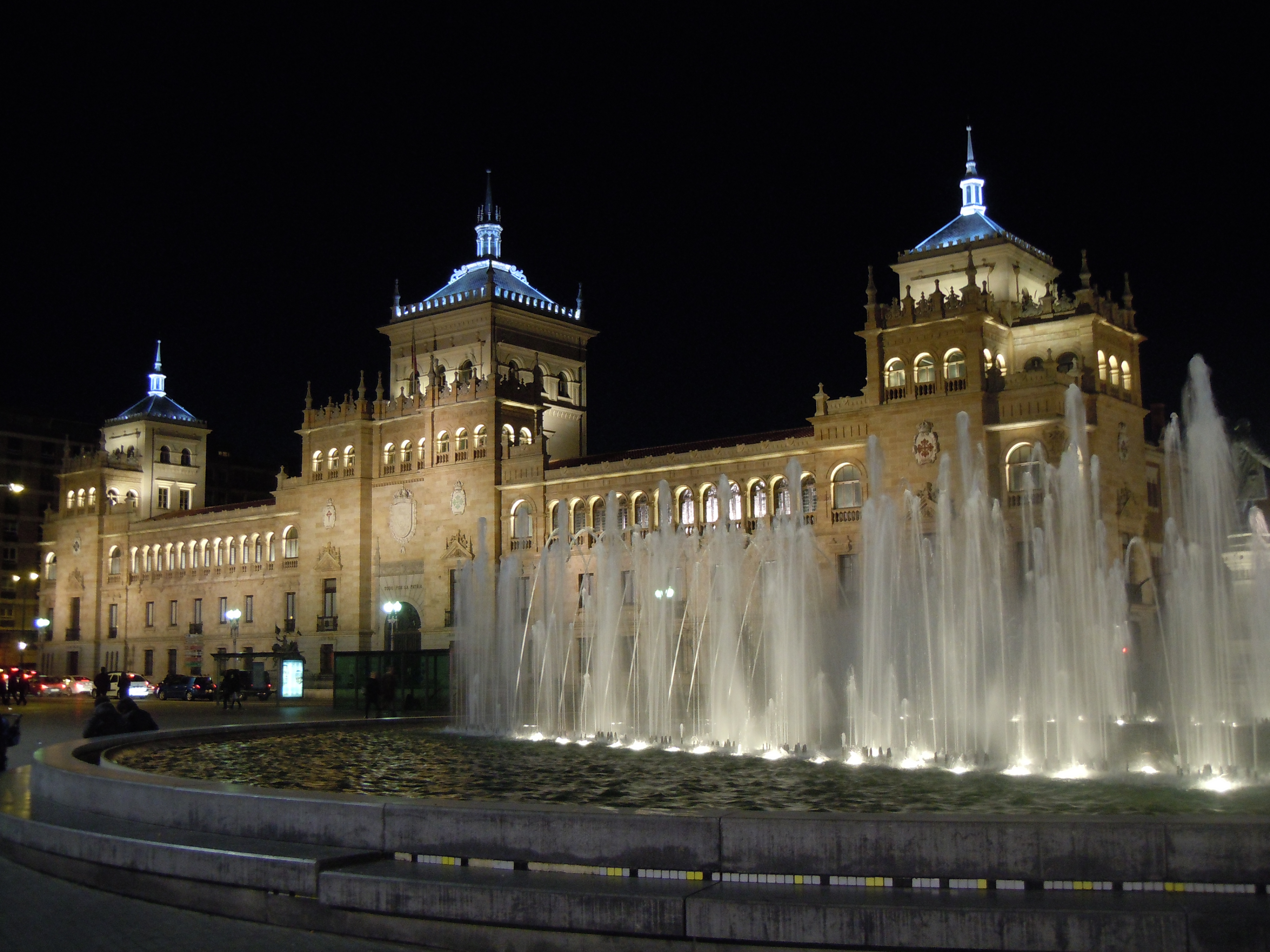
Vista nocturna de la Academia de Caballería. En su museo destacan dos obras de Mariano Benlliure, el impresionante cuadro Batalla de Treviño debido al pincel de Víctor Morelli, una importante colección de armas que se remontan al o un trozo del avión en que perdió la vida el general Mola durante la guerra civil española

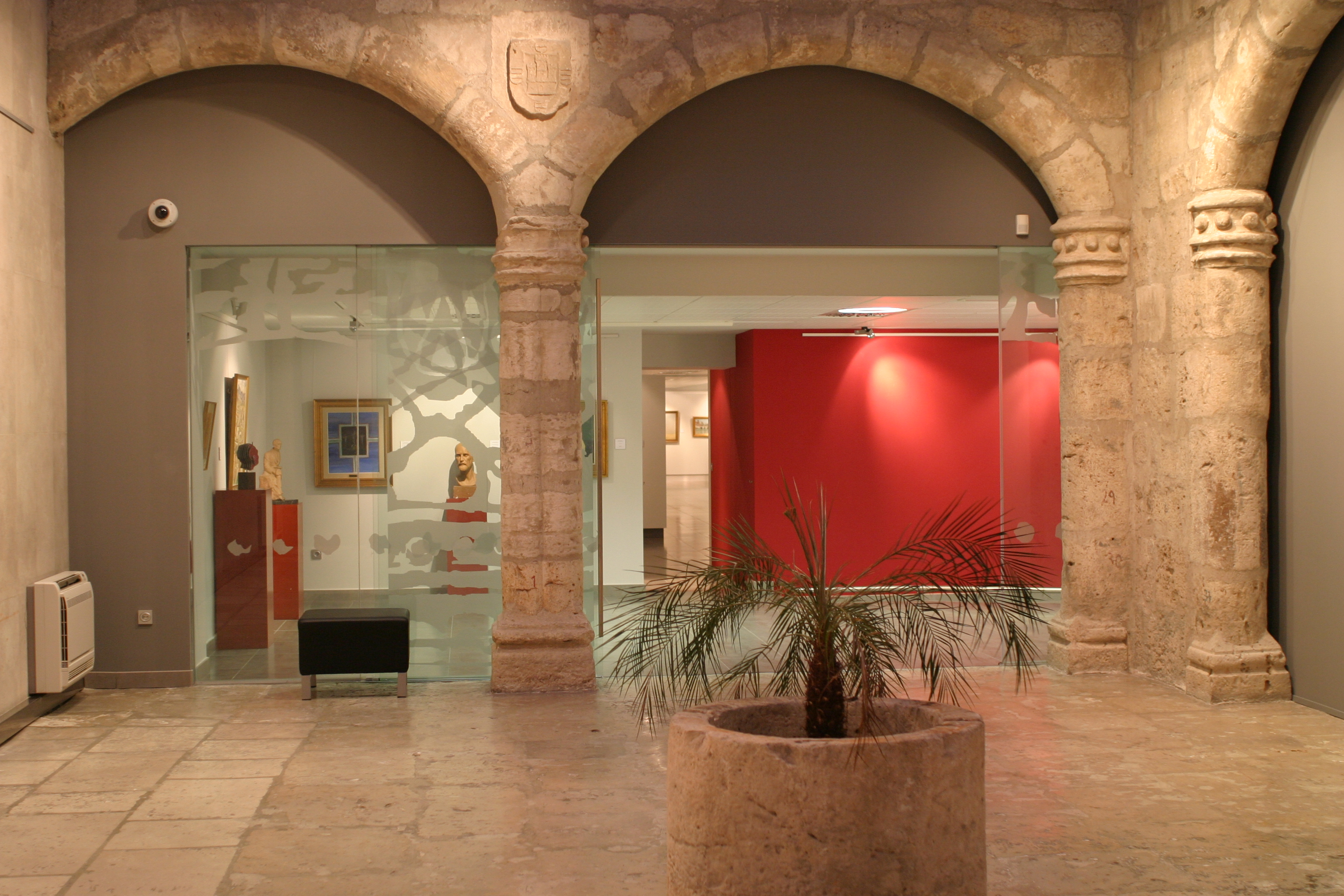
Patio gótico de la Casa de los Carrillo-Bernal y colecciones de arte del Museo de la Universidad de Valladolid

- Museo del Monasterio de Santa Isabel. Situado en la iglesia del convento de Santa Isabel, expone diversas obras de arte, destacando dos lienzos de Diego Valentín Díaz, el de la Inmaculada de Felipe Gil de Mena y pinturas de mediados del siglo XVII.
- El Museo del Real Monasterio de San Joaquín y Santa Ana (MM Cistercienses), en el que se pueden admirar varias obras de Goya, un Cristo yacente de Gregorio Fernández, y una importante colección de telas y ropajes realizadas por la comunidad cisterciense desde el año 1767.
- Museo de Arte Africano Arellano Alonso de la Universidad de Valladolid. En sus tres salas, ubicadas en el Palacio de Santa Cruz, se puede contemplar el único museo dedicado exclusivamente al arte africano de España. En el Salón de Rectores se encuentran la introducción a la colección y piezas destacadas, mientras que en la Sala Renacimiento se exhibe, de forma permanente, parte de su gran colección de escultura en terracota de África subsahariana. Casi doscientas piezas hacen un recorrido de más de dos mil años por las diferentes culturas que han utilizado este material en la zona occidental del continente. Se trata del conjunto más importante, tanto por cantidad como por calidad de los que se exhiben públicamente en Europa. En el año 2012 se sumó al museo una tercera sala, la de San Ambrosio, en la que se puede contemplar el conjunto denominado Reino de Oku, con piezas tradicionales vinculadas al soberano y a las sociedades secretas de este reino ubicado al noroeste de Camerún.

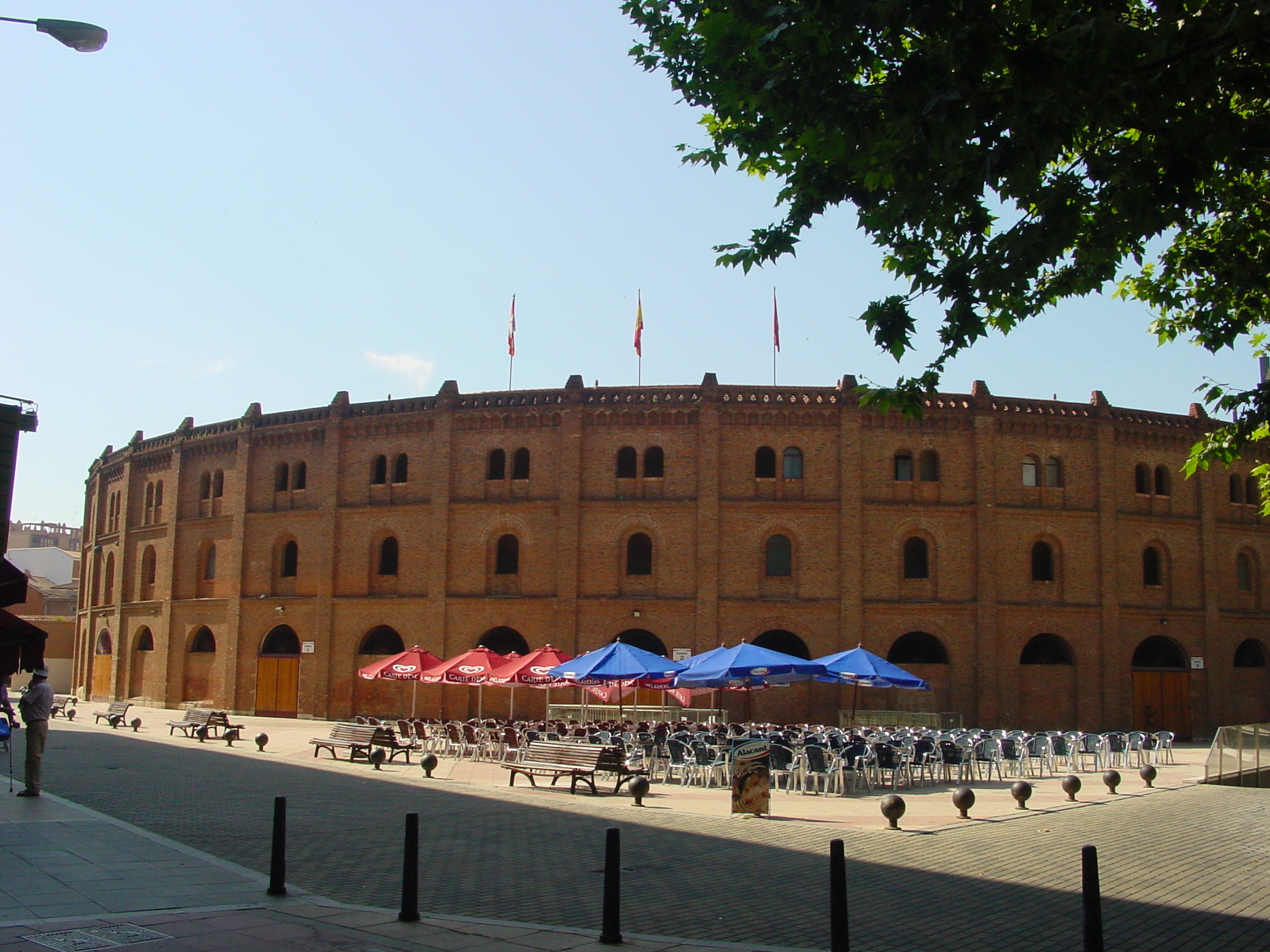
El Museo del Toro, junto al coso del paseo de Zorrilla, fue cerrado en 2016

- Museo de la Universidad de Valladolid. La colección permanente alberga una muestra de objetos relacionados con la historia de la universidad y con su patrimonio documental: instrumental oftalmológico y anatómico, muestras arqueológicas y religiosas, mobiliario académico, libros de actas, códices, bulas y autorizaciones para la enseñanza de estudios de carácter civil y religioso y una pequeña colección de pintura. Se puede contemplar un códice copia de los comentarios al Apocalipsis de Beato de Liébana, conocido como Beato de Valcabado, escrito en año 970.
El museo de la Universidad de Valladolid cuenta además con tres salas de exposiciones temporales, destinadas a muestras de jóvenes artistas, colecciones procedentes del intercambio con otras universidades o la exposición de los resultados de trabajos de investigación que llevan a cabo los diversos departamentos e institutos de la Universidad.
- Museo del Toro: ubicado en las antiguas taquillas de la plaza de toros, era un espacio que hacía un recorrido a través de la historia de la tauromaquia desde la prehistoria del toreo hasta la actualidad. El museo disponía de diversos elementos multimedia: como gráficos, audiovisuales o fotografías relacionadas con el mundo de la lidia y una colección de trajes y vestidos del mundo taurino. Fue cerrado en 2016 por no tener visitantes.
- Museo del Dulce Cubero: se trata del primer museo de dulce de azúcar del mundo. Se pueden observar reproducciones en azúcar de los monumentos más importantes de Valladolid (San Juan de Letrán, palacio de Fabio Nelli, castillo de Fuensaldaña, iglesia de la Antigua, la estación del Norte...) y también una representación del palacio Episcopal de Astorga.

### Casas museo
Se pueden visitar tres casas museo:

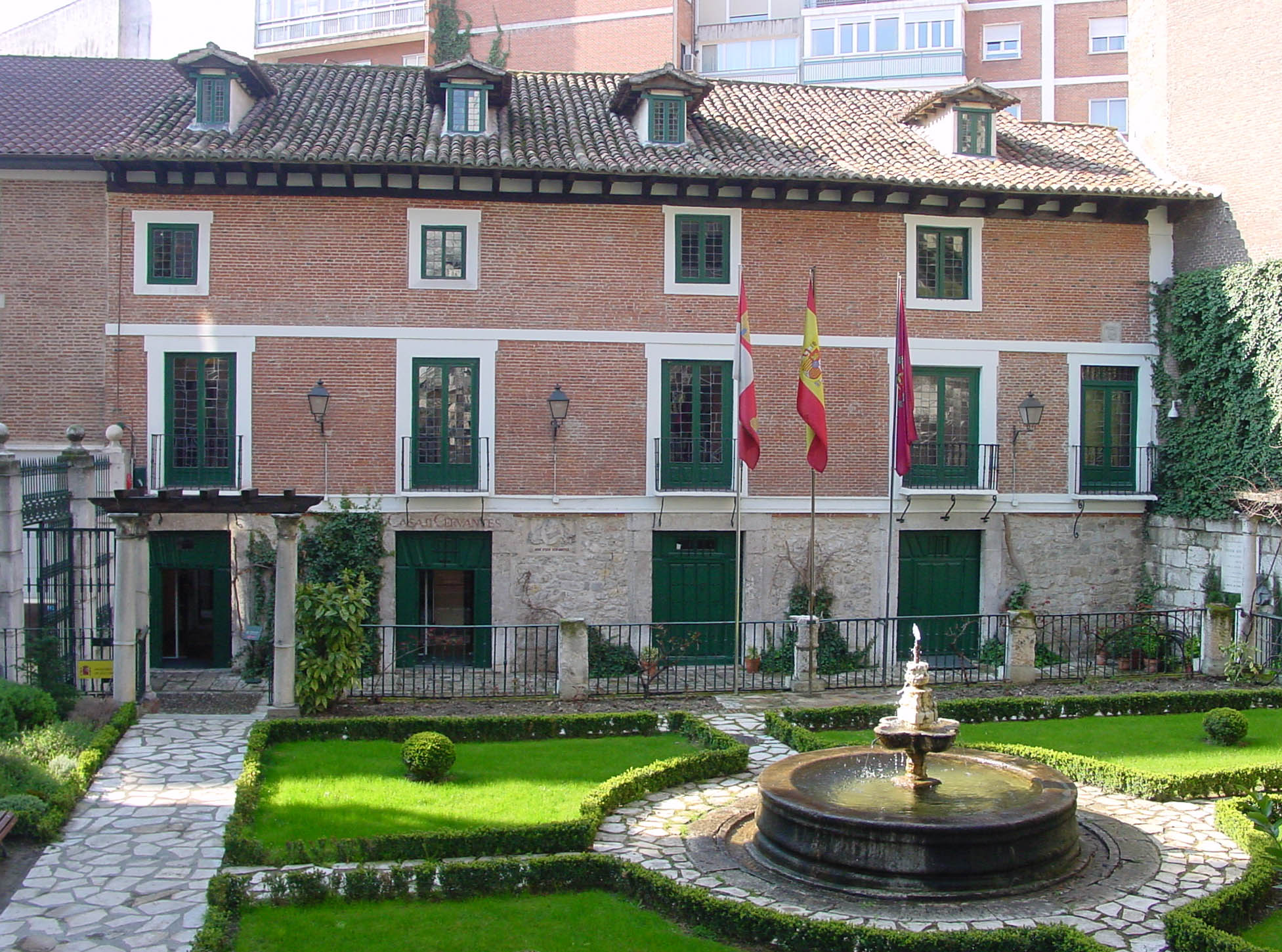
Durante su estancia en esta casa, Cervantes escribió algunas de sus obras más famosas como El coloquio de los perros, El licenciado Vidriera, La ilustre fregona, e incluso trabajaría en la segunda parte de El Quijote

- La Casa Museo de Cervantes. Está situada en el inmueble que ocupó el escritor Miguel de Cervantes durante su estancia en Valladolid entre los años 1604 y 1606, la cual coincidió con la publicación de la primera edición de El Quijote en 1605. El edificio es además la sede de la Real Academia de Bellas Artes.
- La Casa de Zorrilla. Es la casa donde nació el poeta José Zorrilla el 21 de febrero de 1817 y en la que habitó de forma continua toda su primera infancia, y de forma esporádica a lo largo de su vida, como durante su regreso de México en 1866. La Casa de Zorrilla recoge el ambiente de la época del romanticismo en que se desarrolló la vida del dramaturgo y cuenta con recuerdos personales y muebles originales donados por su viuda a la muerte de este.
- La Casa Museo de Colón. Tras la demolición en los años veinte del edificio en que falleció el almirante Cristóbal Colón, en la calle del mismo nombre, en 1968 se inauguró el edificio actual, réplica del palacio de Colón en Puerto Rico. Ha sido remodelada y reabierta con contenidos multimedia e interactivos en 2006, con motivo del V Centenario de la muerte del marino en Valladolid.
- La Casa de la India alberga la Fundación Casa de la India en España, constituida en marzo de 2003, inauguró su sede en otoño de 2006, una vez concluidos la rehabilitación y el acondicionamiento de su sede, en clave contemporánea. El edificio es una casa de dos plantas, en ladrillo rojo, cuenta con aulas para programaciones académicas y culturales, salón de actos, biblioteca con sala de lectura y espacio multimedia, sala de exposiciones, oficina de información y un jardín dotado de escenario para la realización de actos en el exterior. La Casa de la India, en unión con los centros homólogos de Londres y Berlín, es una institución cultural creada para favorecer el diálogo entre los pueblos de la India y España, y para promover el desarrollo de sus relaciones en los ámbitos culturales, sociales e institucionales.[111]

### Semana Santa

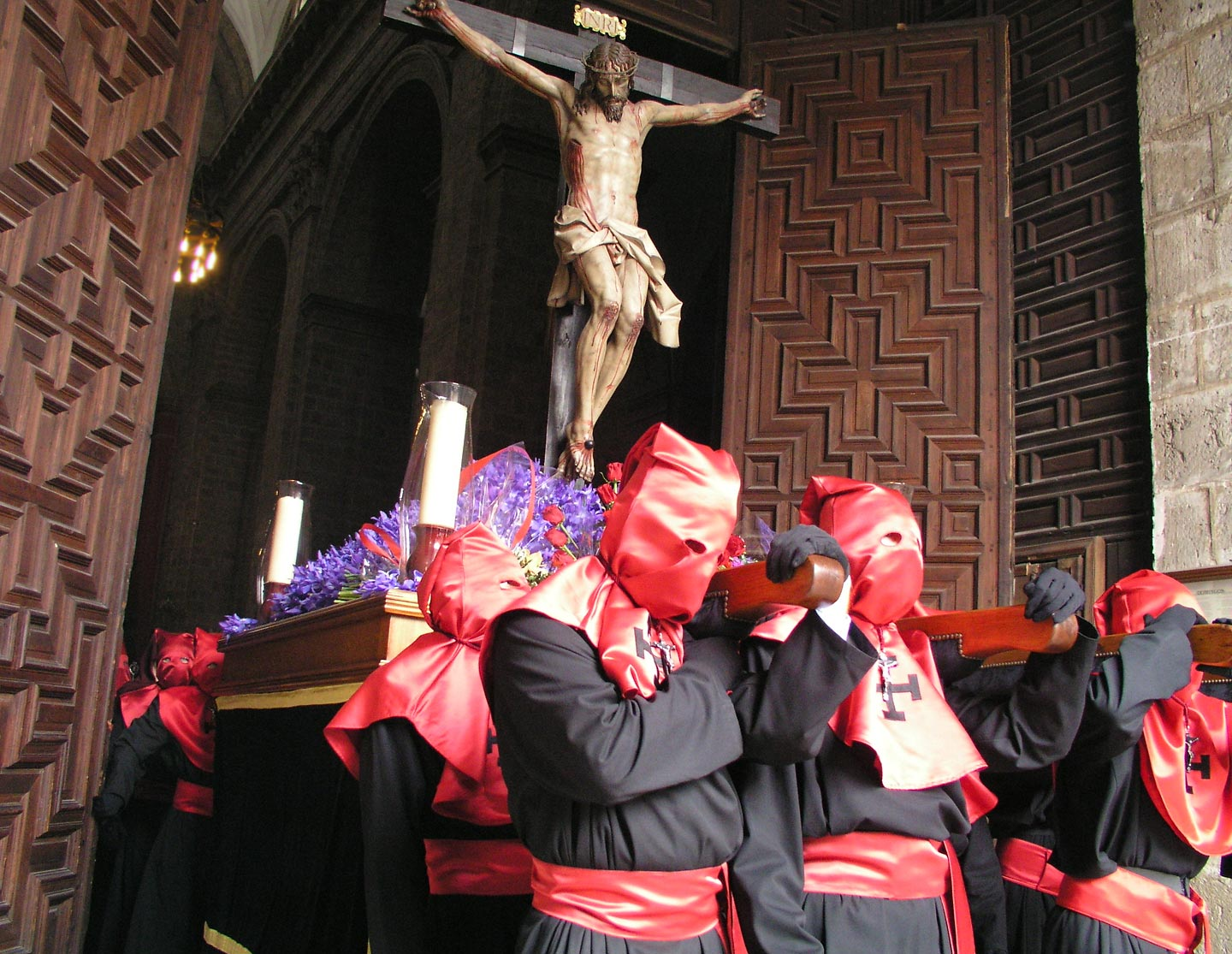
La mañana de Jueves Santo la Hermandad Universitaria del Santo Cristo de la Luz procesiona esta talla de Gregorio Fernández, realizada en torno a 1630, desde el antiguo Colegio de Santa Cruz, donde el coro universitario entona un miserere, hasta la catedral

La Semana Santa es el evento cultural más importante de la ciudad, debido a sus valiosas tallas policromadas de los siglos XVI y XVII de Juan de Juni, Gregorio Fernández o Francisco del Rincón, muchas de ellas expuestas durante el resto del año en el Museo Nacional de Escultura, atrayendo anualmente a visitantes de toda España y el resto del mundo.

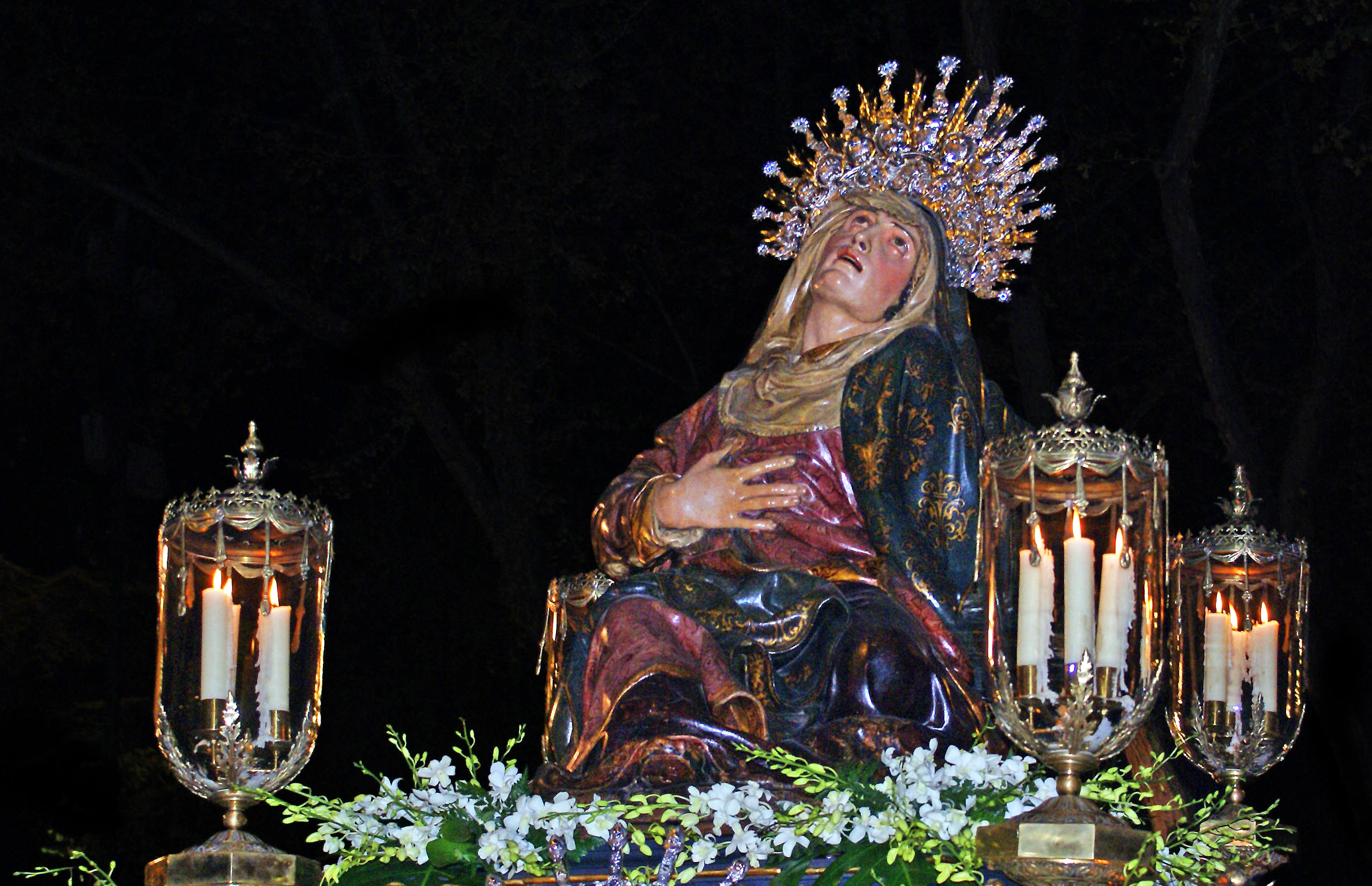
La Ilustre Cofradía Penitencial de Nuestra Señora de las Angustias cuenta con la conmovedora talla de Nuestra Señora de las Angustias (1570), obra de Juan de Juni

Esta celebración fue declarada de Interés Turístico Internacional en 1980, siendo de esta manera la primera celebración de la Semana Santa en España en ostentar dicha declaración. En 2014 se iniciaron los trámites para conseguir su reconocimiento como patrimonio cultural inmaterial de la Humanidad.
En la Semana de Pasión, y siempre que no haya lluvia, las veinte cofradías vallisoletanas procesionan por el casco histórico de la ciudad. La historia de la Semana Santa en Valladolid se remonta al siglo XV, si bien anteriormente hubo procesiones en el interior de los conventos, donde nacieron las cofradías más antiguas como Santa Vera Cruz, Angustias, La Piedad, La Pasión y Nuestro Padre Jesús Nazareno.

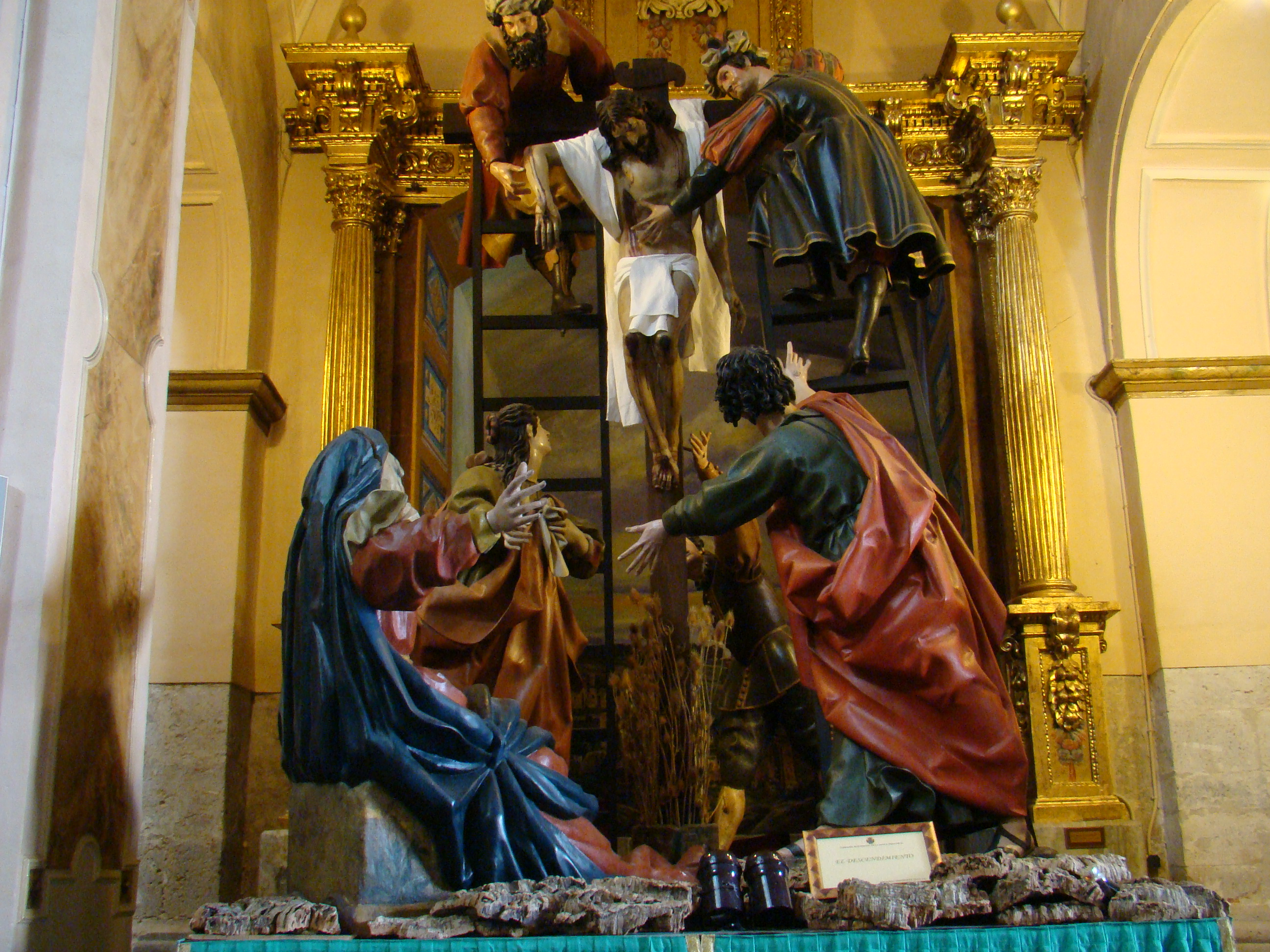
Paso del Descendimiento (1623) de la Cofradía Penitencial de la Santa Vera Cruz. Obra de Gregorio Fernández, delata el interés narrativo, el crudo realismo y enorme desarrollo de la escultura castellana del Barroco

Durante la Semana Santa vallisoletana se pueden contemplar por las calles una de las principales exposiciones de imaginería religiosa del mundo. Pasos como la Virgen de las Angustias, una de las principales tallas de Juan de Juni, La Sagrada Cena, de Juan Guraya, La Oración del Huerto, de Andrés de Solanes, El Señor Atado a la Columna y El Descendimiento, de Gregorio Fernández, o Las lágrimas de San Pedro, de Pedro de Ávila, recuerdan al ciudadano el vínculo existente entre la religión y el arte.
La Semana Santa de Valladolid no solo se distingue por la singularidad artística y gran valor de sus pasos sino también por la sobriedad, el silencio y el respeto que reina en cada acto.
Dentro de la Semana de Pasión vallisoletana destacan actos como el Pregón y el Sermón de las Siete Palabras que transforma la plaza Mayor de Valladolid en un escenario que parece remontarse al siglo XVI y la Procesión General de la Sagrada Pasión del Redentor del Viernes Santo que hace un recorrido desde la Última Cena hasta la soledad de la Virgen y en el que se pueden contemplar los 32 conjuntos escultóricos más importantes.

### Corpus Christi
El Corpus Christi es una celebración religiosa católica.

### SEMINCI

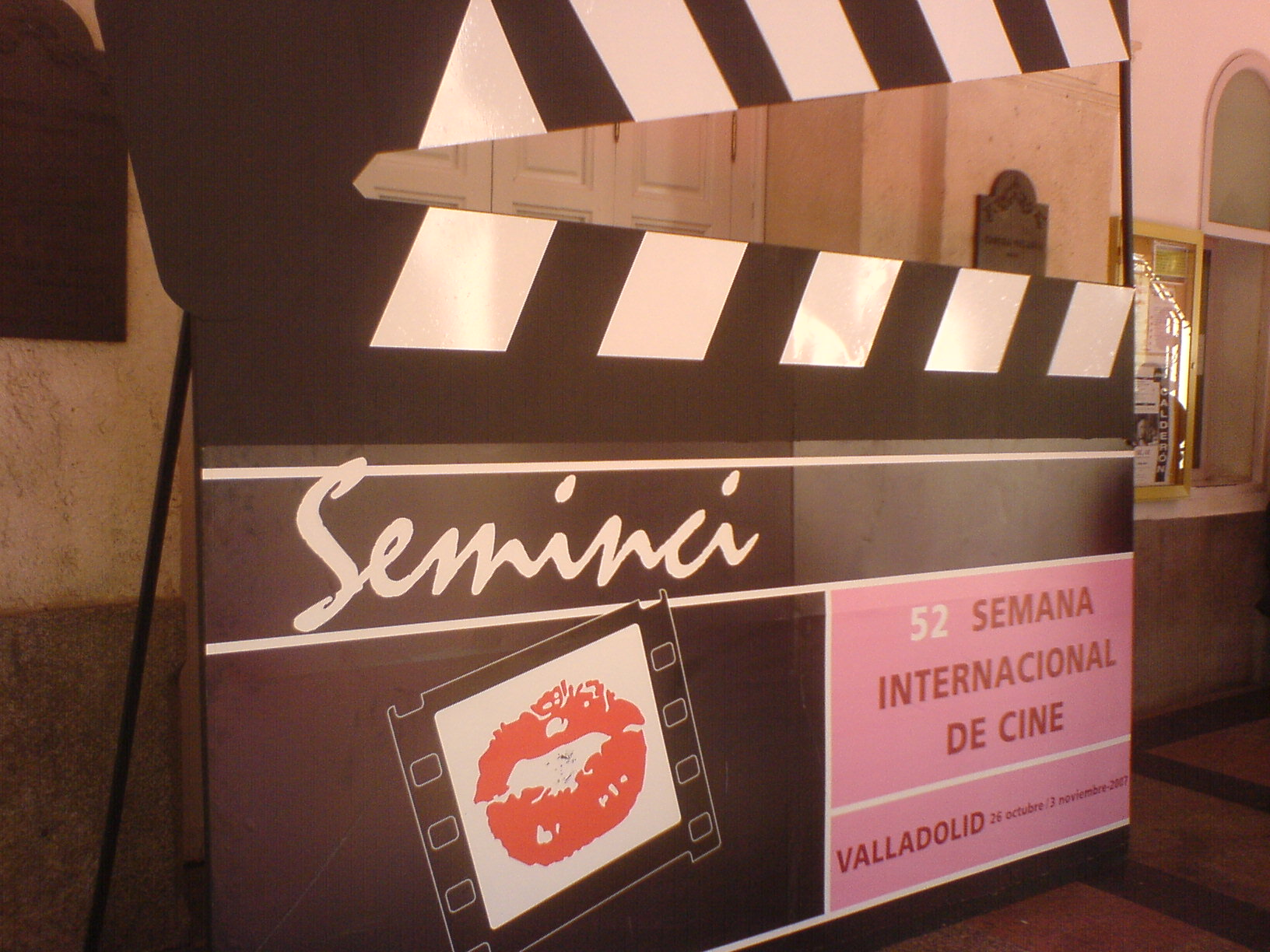
Claqueta promocional de la Semana Internacional de Cine de Valladolid en su edición de 2007

Anualmente se celebra la Semana Internacional de Cine de Valladolid (SEMINCI), a finales de octubre. Creada en 1956 como «Semana de cine religioso de Valladolid», se celebraba en Semana Santa, evolucionando hasta convertirse en uno de los principales festivales de cine de España, y el segundo más antiguo, teniendo como objetivo la difusión y promoción de películas de categoría artística, que contribuyan al conocimiento de la cinematografía mundial.
El festival tiene su sede principal en el Teatro Calderón, donde se celebran la gala de inauguración, la proyección de películas de la Sección Oficial y la gala de clausura, en la que se entrega la Espiga de Oro, principal galardón del festival.
Por la SEMINCI han desfilado personajes del mundo cinematográfico, como Ken Loach, Brad Pitt, Kenneth Branagh, Ang Lee, Sophia Loren, Julie Christie, John Cleese, María de Medeiros, Liv Ullmann, Abbas Kiarostami, Atom Egoyan o Mira Sorvino.

### Eventos

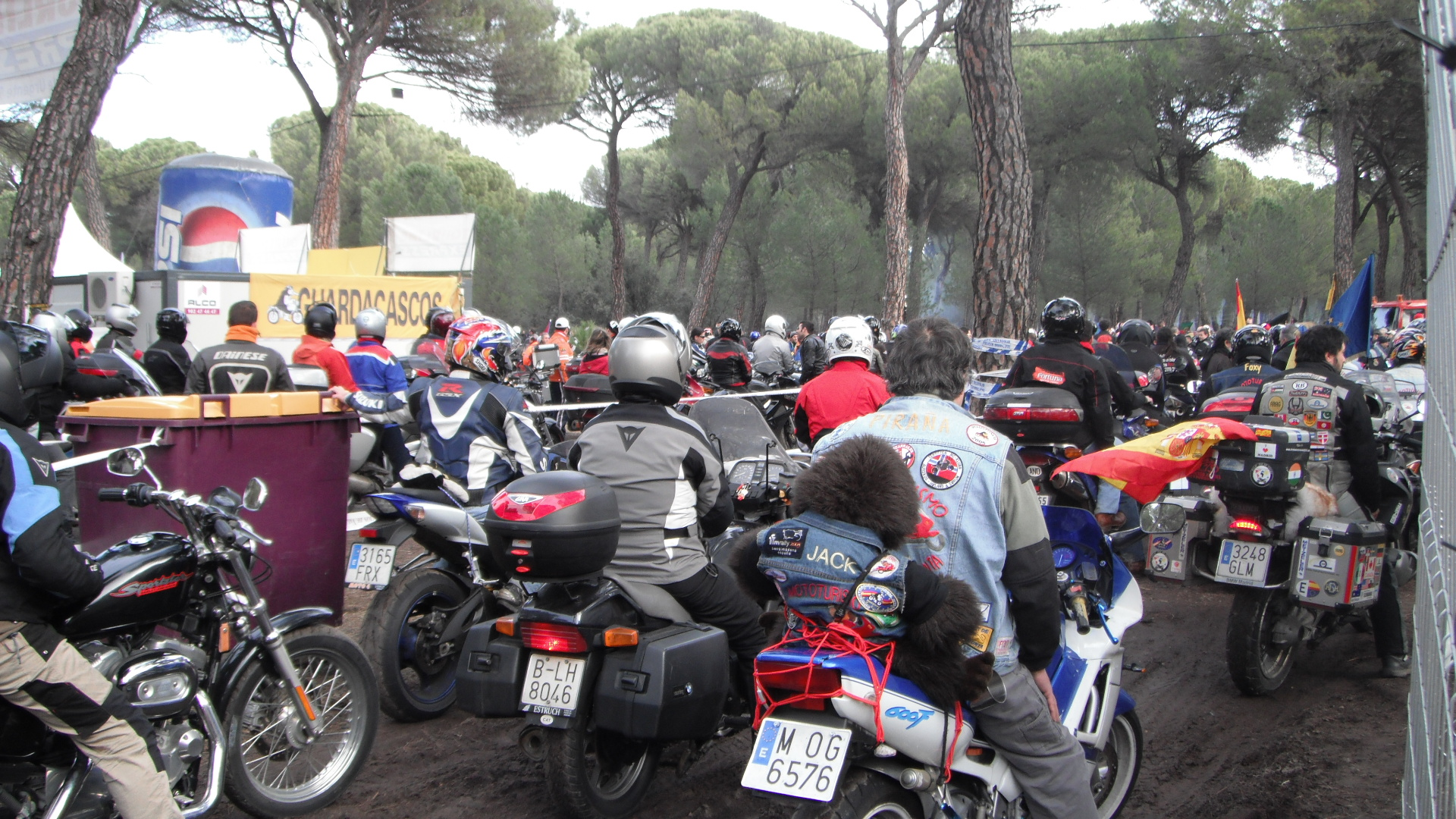
Pingüinos, celebrada cada invierno en Valladolid, es la concentración motorista más numerosa de Europa

A lo largo del año se celebran numerosos eventos culturales en la ciudad. Cronológicamente, el primer fin de semana después de la festividad de Reyes se celebra la concentración motorista invernal Pingüinos, la más numerosa de Europa, en la que se realizan todo tipo de actividades relacionadas con el mundo de las dos ruedas.
Entre finales de mayo y principios del mes de junio se celebra en la plaza Mayor la Feria del Libro de Valladolid. En su cuadragésimo sexta edición, la feria congregó a más de 130 autores de todo el mundo. Por ella han pasado Fernando Savater, Juan Manuel de Prada o Antonio Gamoneda entre otros. Entre finales de marzo y principios del mes de abril y en el paseo central del Campo Grande se celebra también la Feria del Libro Antiguo y de Ocasión en la que participan más de 20 librerías de toda España.

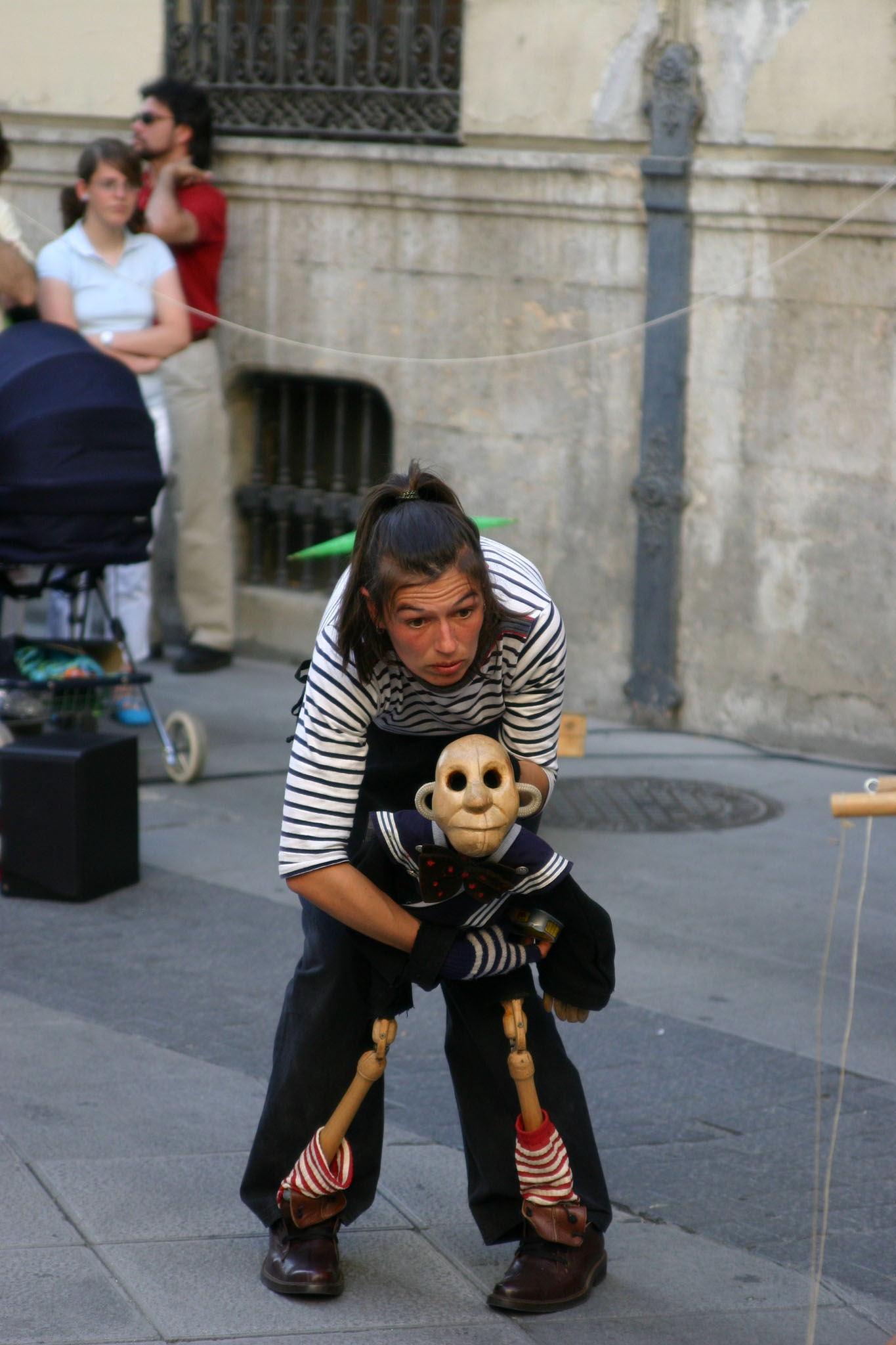
Espectáculo del Festival Internacional de Teatro y Artes de Calle de Valladolid (TAC). Se celebra en primavera y cuenta con la participación de compañías llegadas de todo el mundo ofreciendo una gran variedad de propuestas de teatro, circo, danza, performance, música, títeres o parkour

Durante el mes de mayo se desarrolla la Semana del Renacimiento, con la celebración de un mercado renacentista, con la recreación de sabores, olores y personajes del Valladolid del siglo XVI. Estos días además se teatraliza por las calles La Ruta del Hereje, popularizada tras la obra de Miguel Delibes, mientras que los restaurantes ofrecen menús gastronómicos rescatados del siglo XVI y actualizados por restauradores vallisoletanos. También en mayo se celebra el Festival Internacional de Teatro y Artes de Calle de Valladolid (TAC). Los espectáculos son nacionales y extranjeros, concebidos para ser exhibidos en espacios sin butacas.

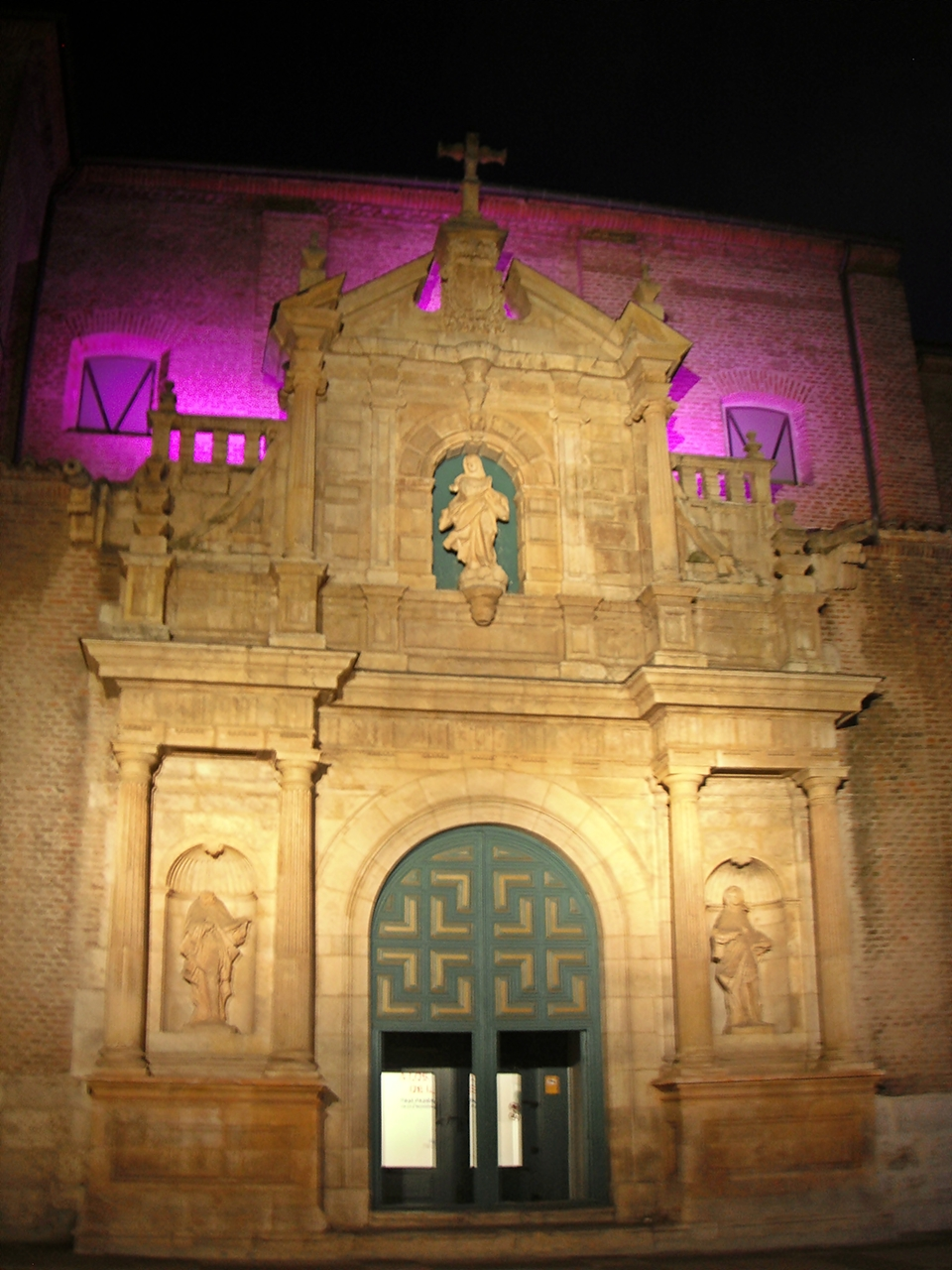
El antiguo Convento de las Comendadoras de Santa Cruz es hoy la Sala Municipal de exposiciones Las Francesas que está dedicada a exposiciones de arte siguiendo criterios de calidad y adecuación a este antiguo templo barroco. Cuenta con 12 paneles móviles que posibilita cerca de 100 m lineales además de ciertas paredes de la iglesia. Espacio idóneo para escultura, videoarte e instalaciones y para pintura, dibujo o grabado

En primavera tenía también lugar el afamado e internacionalmente consolidado festival de música Valladolid Latino en el que desde 2006 y hasta 2015 han intervenido artistas como Alejandro Sanz, Juanes, Paulina Rubio, Julieta Venegas o Marc Anthony entre otros muchos.
Durante los meses veraniegos se celebran Las Noches de San Benito con conciertos y cine al aire libre.
En 2007 se ha creado un ciclo denominado Música en la Catedral, aprovechando la adquisición de un órgano electrónico Allen en detrimento del antiguo órgano de la catedral construido en dos fases (1904 y 1932) por Aquilino Amezua y Leocadio Galdós y que es un valioso instrumento con tres teclados y pedal y 36 juegos, de estilo romántico-sinfónico.
Se ha celebrado en 2007 la primera edición de la Bienal de Escultura de Valladolid, de escultura contemporánea, que en cierta medida viene a complementar al Museo Nacional de Escultura de la ciudad.

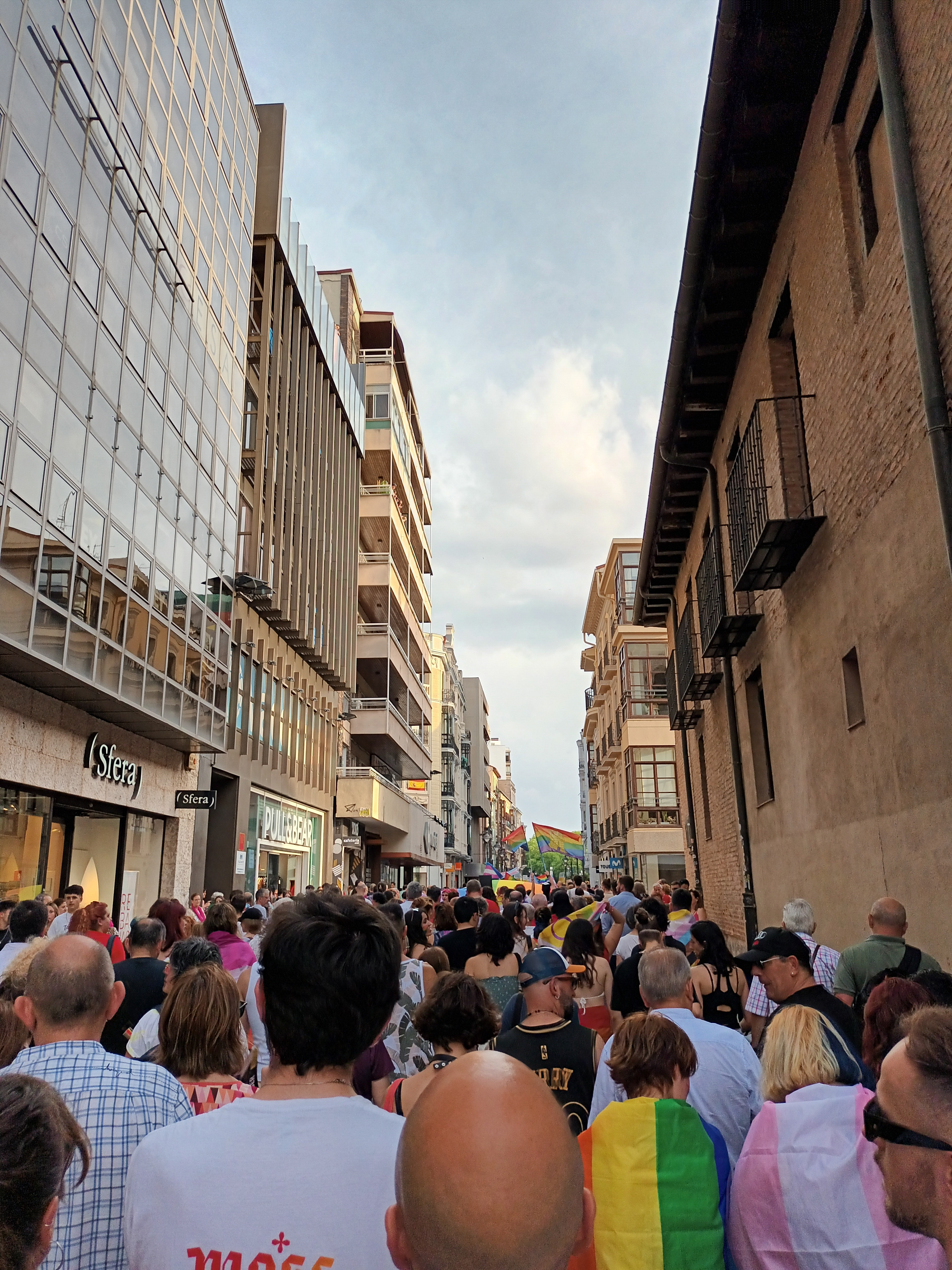
Marcha del Orgullo LGBTIQ+ de 2024. Desde 2022 también se celebra el Zorrilla´s Fest dentro de las actividades del Orgullo.

Por último, se celebran las Fiestas Patronales de San Pedro Regalado, en plena primavera —13 de mayo—, con una corta celebración en la que en la que el mercado medieval, la gastronomía y la música son los principales protagonistas y, luego, la Feria y Fiestas de Nuestra Señora de San Lorenzo que se celebran a principios de septiembre cuyo día central es el 8 de septiembre festividad de la patrona. El programa da paso a diversas actuaciones musicales, teatro, ferias gastronómicas, corridas de toros, citas artesanales, fuegos de artificio o exposiciones entre otras actividades. Durante esta semana festiva destaca la Feria de Día, los conciertos de la plaza Mayor, las casetas gastronómicas regionales, la Feria de Muestras o los Fuegos Artificiales.
El Concurso Nacional de Pinchos y Tapas Ciudad de Valladolid, celebrado desde el año 2005, reúne a los representantes de todas las comunidades autónomas de España en torno a la disciplina más característica de la gastronomía española: la elaboración de tapas y pinchos.
El encuentro tiene lugar en la primera quincena de noviembre. En él participan especialistas de máximo nivel y la propia hostelería de Valladolid que ofrece, en sus establecimientos, las creaciones de los finalistas. Además a principios de junio se celebra el Concurso Provincial de Tapas y Pinchos. Desde el año 2018 se celebra en el mes de junio el Festival de música Conexión Valladolid, en los terrenos de la Antigua Hípica Militar.

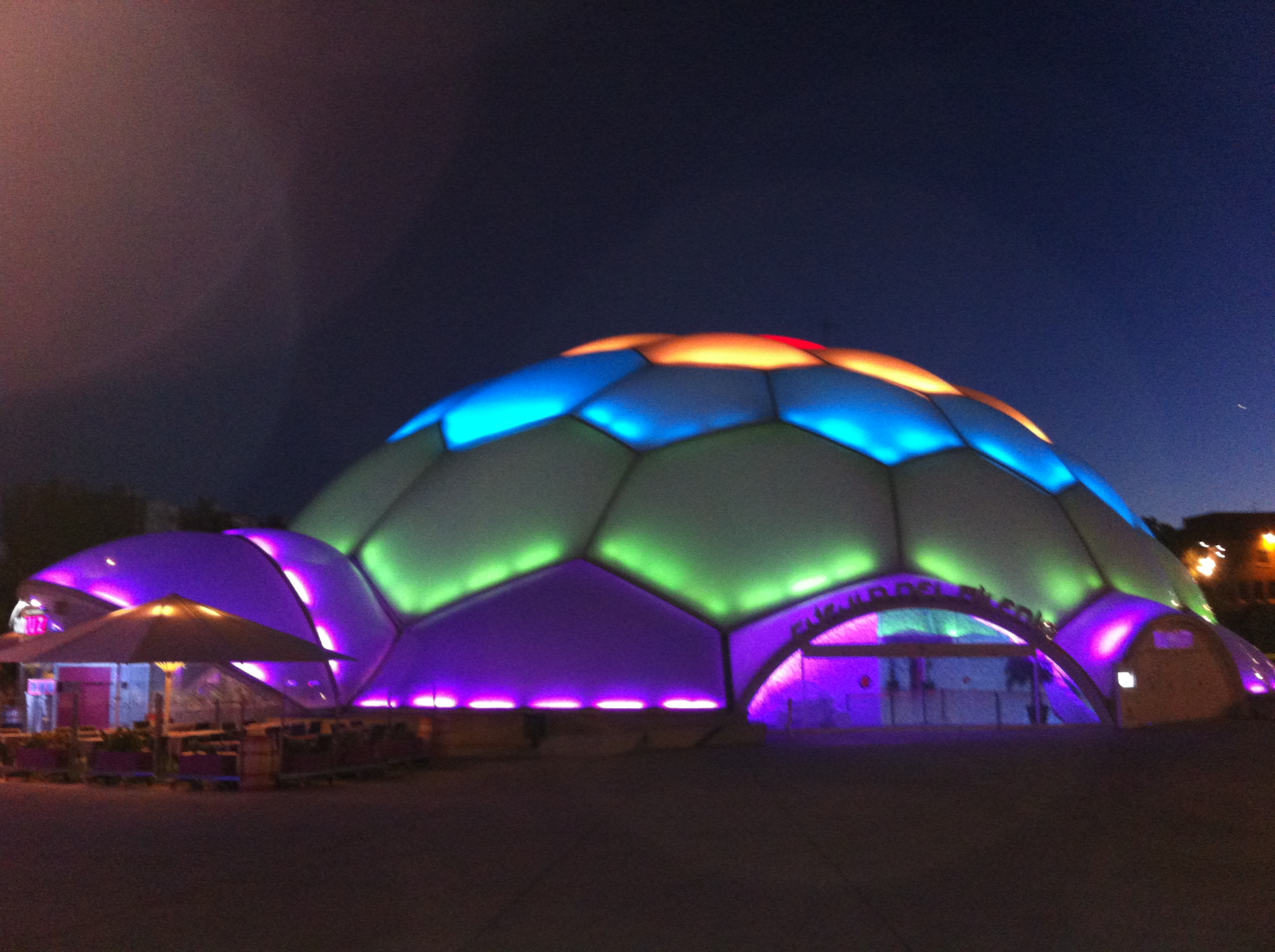
La plaza del Milenio es un nuevo espacio en Valladolid, junto al río Pisuerga, con múltiples opciones en cuanto a los eventos a desarrollar, entre otros la Feria del Libro o el Concurso Nacional de Pinchos y Tapas

La Feria de Valladolid dispone de un parque ferial integrado por cuatro pabellones cubiertos, auditorio, centro de congresos, salas de conferencias y espacios al aire libre, en el que es posible celebrar cualquier tipo de la actividad ferial. Durante el año se suceden diferentes eventos o salones: La Feria Internacional de Muestras celebrada durante el mes de septiembre, INTUR (Feria de Turismo de Interior), Expobioenergía (Feria Tecnológica en Bioenergía), AR&PA (Bienal de Restauración y Gestión del Patrimonio), Alimentaria (Salón de Alimentación) (Bienal) o Agraria (de maquinaria agrícola) entre otros. El Centro de Congresos es otro escenario para el desarrollo de diferentes actividades profesionales. Se trata de un conjunto de salas versátiles con aforos que oscilan entre 60 y 240 plazas, un auditorio con capacidad para 600 personas equipado con la tecnología necesaria para atender las demandas de este tipo de reuniones y pabellones en los que tienen cabida hasta 10 000 personas.

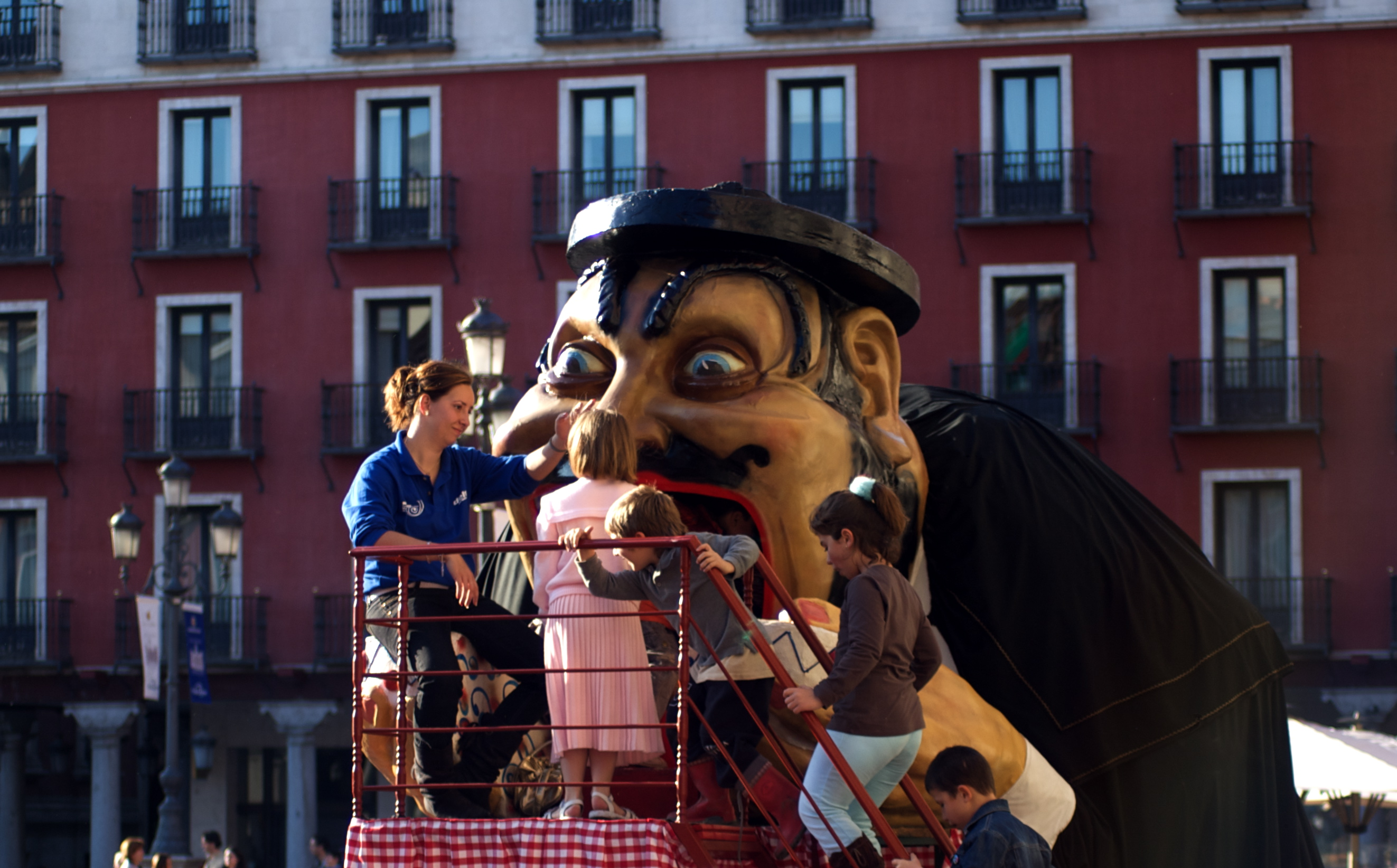
Desde 1946 los gigantes muñecones de El Tío Tragaldabas y La Tía Melitona han engullido a miles de niños vallisoletanos durante las ferias y Fiestas de la Virgen de San Lorenzo celebradas durante el mes de septiembre

Existen alrededor de una treintena de salas expositivas públicas que, durante todo el año, exhiben en Valladolid las diferentes muestras de creatividad artística tanto de artífices vallisoletanos como de los procedentes de otros puntos, españoles o foráneos, de épocas actuales o anteriores. Destacan la Sede de la Fundación Municipal de Cultura, la Sala Municipal de Las Francesas, sita en la iglesia del antiguo convento de las Francesas la moderna Cúpula del Milenio, la Sala de San Benito dedicada desde 1994 exclusivamente a la fotografía con proyectos internacionales en su gran mayoría, o la Sala de la Pasión, en el acondicionado espacio de la antigua iglesia barroca de la Cofradía de la Pasión, dedicada a la pintura, escultura, dibujo, grabado, video diseño, y otras artes plásticas. También la sala de exposiciones del Teatro Calderón, dedicada a la presentación de obras de artistas locales a partir de una convocatoria pública anual, además de otras exposiciones en colaboración con instituciones, o los espacios reservados a estas funciones en los diferentes Centros Cívicos de la ciudad.

### Lengua y literatura

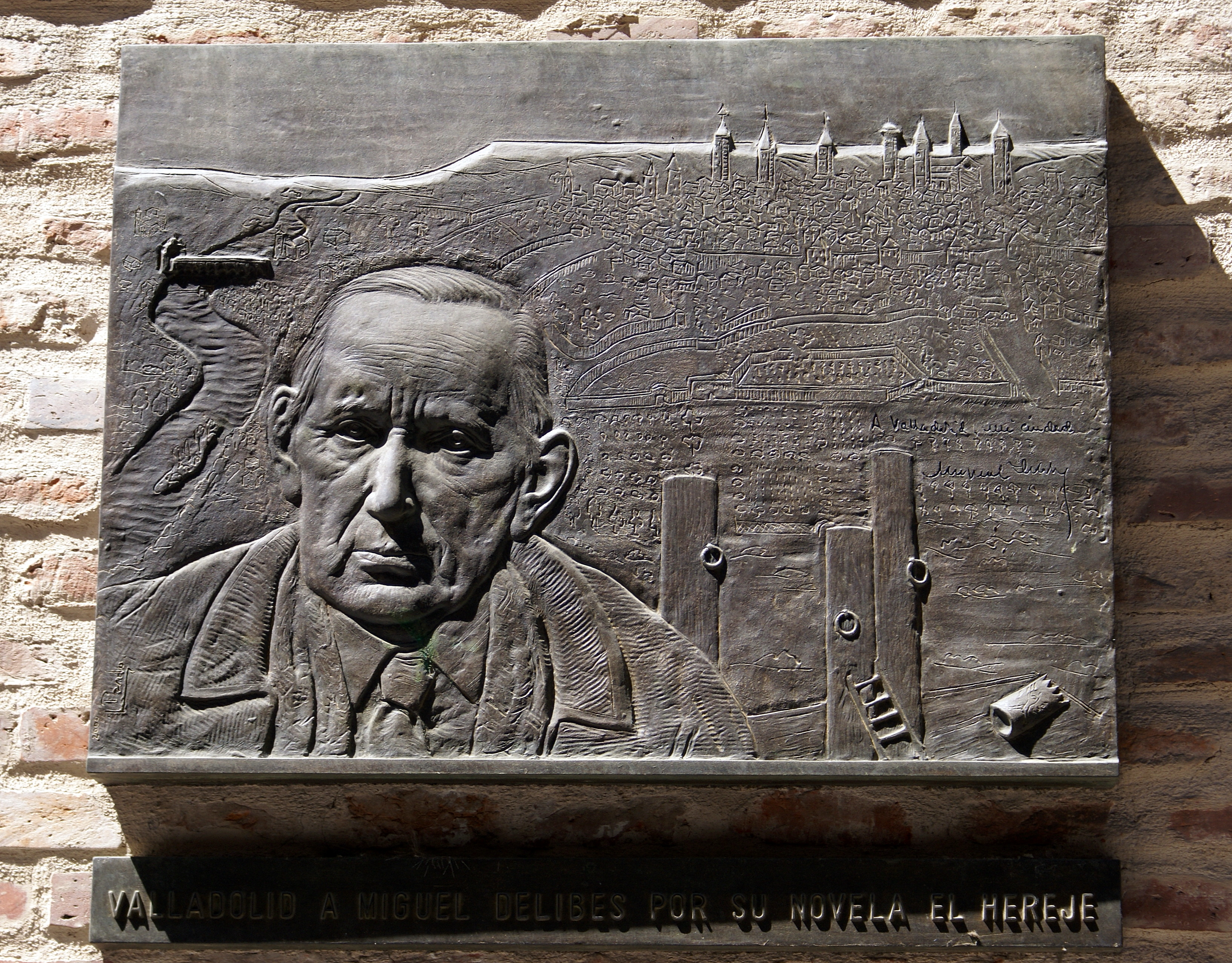
Placa a Miguel Delibes, instalada por la ciudad de Valladolid junto a la iglesia de Santiago, en homenaje al escritor y a su novela histórica, ambientada en la ciudad, El hereje

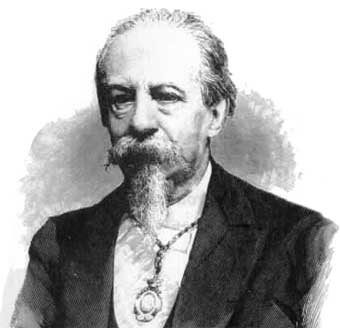
José Zorrilla es el gran dramaturgo del Romanticismo español. Entre su prolija obra destaca Don Juan Tenorio en el que profundiza en el universal mito de Don Juan

Valladolid es citada tópicamente como lugar donde se habla el mejor castellano. Esta tradición parece remontarse al siglo XVII, a partir de la referencia que a Marie-Catherine d'Aulnoy (a propósito de su viaje por España, que quedó reflejado en su obra Relato del viaje a España) se le hizo sobre la pureza del castellano en la ciudad. Este hecho se está concretando en el fomento de iniciativas para la creación de centros especializados en la enseñanza de la lengua española para extranjeros. Pero a pesar de esta fama, el habla de los vallisoletanos se caracteriza por rasgos diatópicos como el leísmo, el laísmo y otros propios del dialecto castellano septentrional.
Valladolid acogió en el año 2001 el II Congreso Internacional de la Lengua Española que se desarrolló bajo el título «El español en la Sociedad de la Información» entre el 16 y el 19 de octubre de dicho año.
Miguel de Cervantes máximo exponente de la literatura española y universalmente conocido, vivió en Valladolid, durante 2 etapas de su vida, la primera ocasión que Miguel de Cervantes residió en Valladolid contaba solamente 4 años, pasados los años volvió a recalar en Valladolid con la llegada a dicha ciudad de la corte del rey Felipe III en 1601, durante esta última estancia escribió parte de su obra culmen, Don Quijote de la Mancha y en esta ciudad se encontraba el autor cuando en 1605 se publica dicha novela.
Hasta cuatro premios Cervantes, la máxima distinción literaria en lengua castellana, están vinculados a Valladolid: Miguel Delibes, Jorge Guillén (ambos naturales de la ciudad), Francisco Umbral y José Jiménez Lozano (residentes durante muchos años). Otros autores destacados nacidos en la ciudad o muy vinculados a ella son Miguel de Cervantes, José Zorrilla, Gaspar Núñez de Arce, Rosa Chacel, Francisco Pino, Blas Pajarero, Gustavo Martín Garzo, José María Luelmo, Fernando de Orbaneja o José Manuel de la Huerga.

### Música y danza

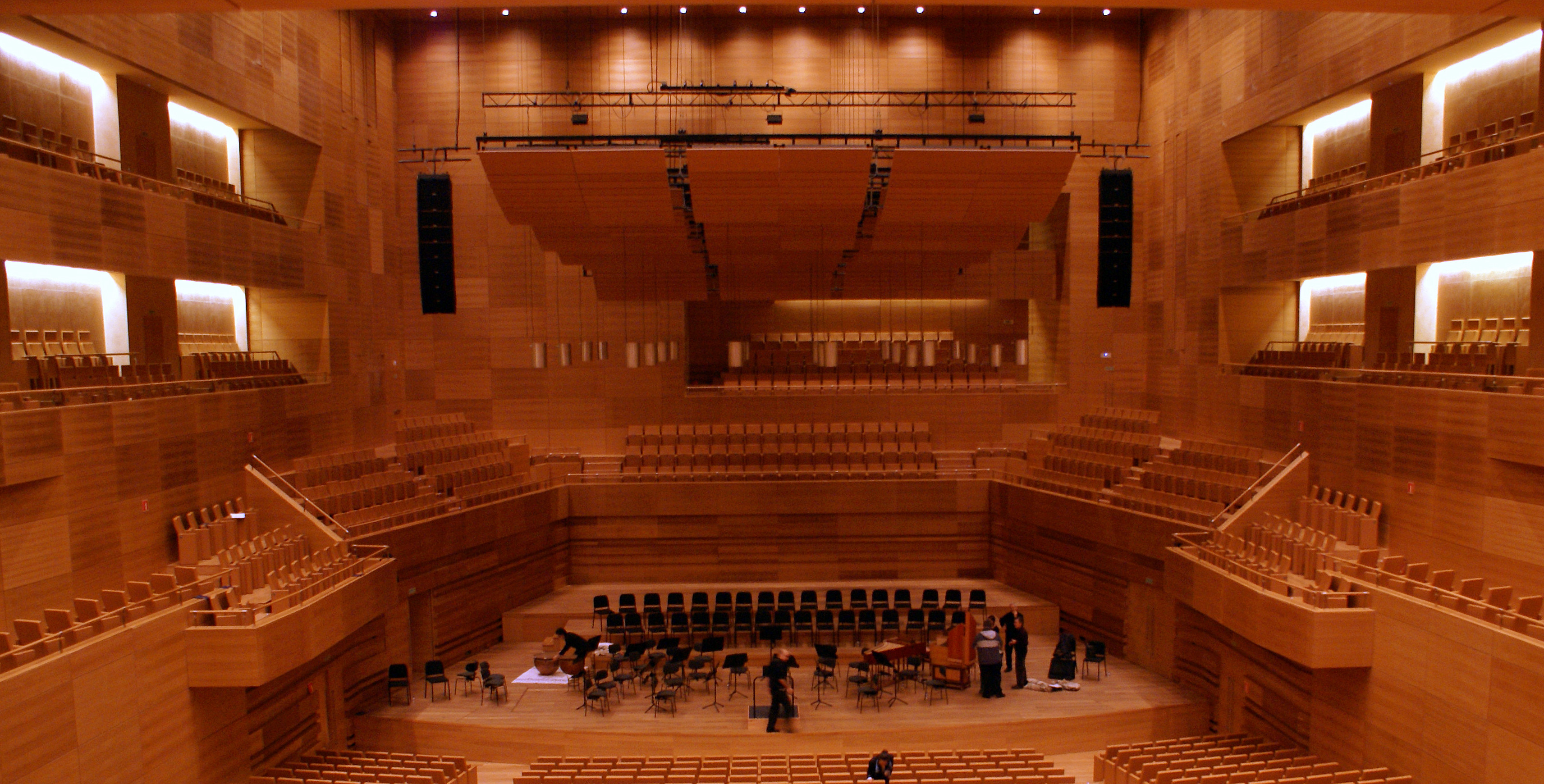
El Centro Cultural Miguel Delibes dispone en sus instalaciones de biblioteca, sala de exposiciones, un auditorio con capacidad para 1700 espectadores, sala de música de cámara y sala de teatro experimental

El Centro Cultural Miguel Delibes, inaugurado en 2007, es sede de la Orquesta Sinfónica de Castilla y León y de la Orquesta Sinfónica de Castilla y León Joven (OSCyL Joven), del Conservatorio Profesional de Música de la ciudad, de la Escuela Superior de Arte Dramático y de la Escuela Profesional de Danza y Teatro Experimental. Además, está equipado con un auditorio con capacidad para 1700 espectadores, una sala para música de cámara y otra más para teatro experimental; su apertura ha sido clave en la cultura musical.
Los teatros Calderón (remodelado en 1999) y Zorrilla (reconstruido entre 2005 y 2009) ofrecen una programación que abarca la mayoría de las artes escénicas y musicales.
El Teatro Carrión, reabierto en 2013, acoge desde 2014 la sede de la Orquesta Filarmónica, con temporada de ópera, zarzuela y conciertos.
En la capital también tiene su sede la Joven Orquesta Sinfónica de Valladolid (JOSVa) y la Banda de la Escuela Municipal de Música, ambas impulsadas por el Ayuntamiento de Valladolid, así como distintas agrupaciones corales e instrumentales privadas o dependientes de otras instituciones. Además, proceden de la ciudad formaciones de música folclórica como Candeal o Tradere, de música infantil como La Carraca, y en el ámbito de la música moderna, destacan los Celtas Cortos, grupo de rock celta de los años 90, y otros como Greta y los Garbo, Los Mismos, Triquel o Arizona Baby.
Además la ciudad cuenta con varias salas de conciertos y otros recintos para la música en directo, lo que aporta a Valladolid una oferta musical de todos los géneros, junto con las fiestas mayores de la Virgen de San Lorenzo y sus conciertos gratuitos en la plaza Mayor, en los que han actuado artistas de renombre internacional.
Porta Caeli, LAVA o Cientocero son sólo algunas de las salas de conciertos que hay en la ciudad.

### Cine y televisión
Entre los personajes reconocidos dedicados al mundo de la interpretación destacan grandes actores como Lola Herrera, Concha Velasco, Emilio Gutiérrez Caba, Diego Martín, Roberto Enríquez, Elvira Mínguez, Ágata Lys, la actriz y modelo Inés Sastre, Juanjo Pardo, Emilio Laguna, Julia Torres, Paloma Valdés, Daniel Muriel, Nacho López, Fernando Cayo, Ana Otero o las hermanas Loreto y Marta Valverde, directores como Enrique Gato, Arturo Dueñas, Álvaro Martín Sanz, Alberto Morais o Enrique García-Vázquez o Pedro del Rio y productores como Rodrigo Espinel.
En el mundo de la televisión han adquirido gran relevancia Patricia Conde, Deborah Ombres o Manu Carreño.
La ciudad ha acogido además diversos rodajes de películas cinematográficas como Pilar Guerra (1926) de José Buchs, La ilustre fregona (1927) de Armando Pou, Forja de almas (1943) de Eusebio Fernández Ardavín, Cerca del Cielo (1951) de Domingo Viladomar, Mr. Arkadin (1955) de Orson Welles, Una muchachita de Valladolid (1951) de Luis César Amadori, Los Farsantes (1963) de Mario Camus, Doctor Zhivago (1965) de David Lean, Volver a vivir (1967) de Mario Camus, La Coquito (1977) Pedro Masó, Soldados de plomo (1983) de José Sacristán, Romanza final (1986) de José María Forqué, Cuernos de Mujer (1994) de Enrique Urbizu, Hola, ¿estás sola? (1995) de Iciar Bollain, Plenilunio (2000) de Imanol Uribe, El robo más grande jamás contado (2002) de Daniel Monzón, o Un buen día lo tiene cualquiera (2007) de Santiago Lorenzo, y de series como Memento Mori (2023), adaptación de la novela homónima del escritor vallisoletano César Pérez Gellida.
Valladolid pertenece a la Red de Ciudades Creativas de la UNESCO desde 2019, en la categoría de cine.

### Gastronomía

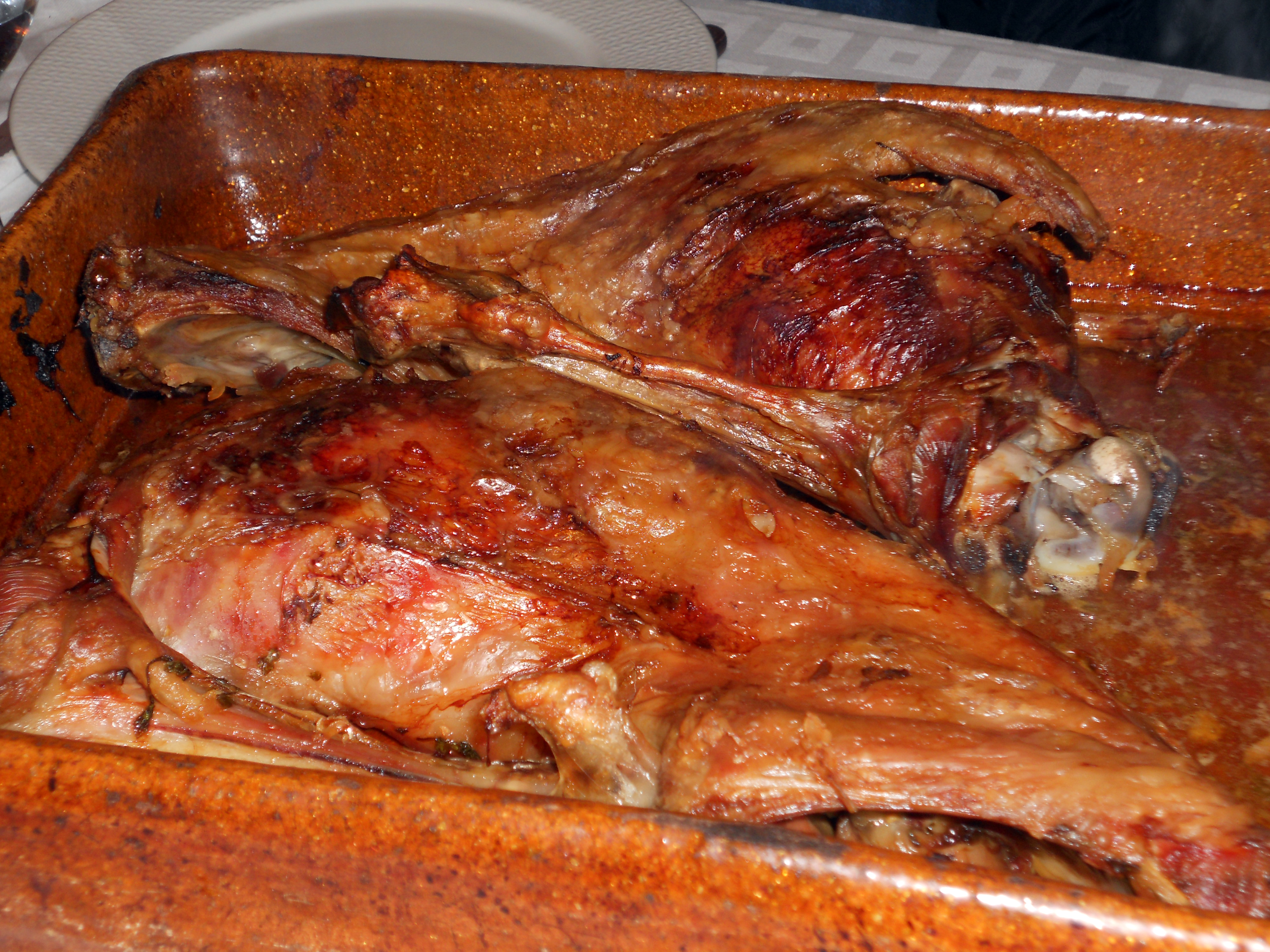
El lechazo asado, es un plato muy típico de toda la región

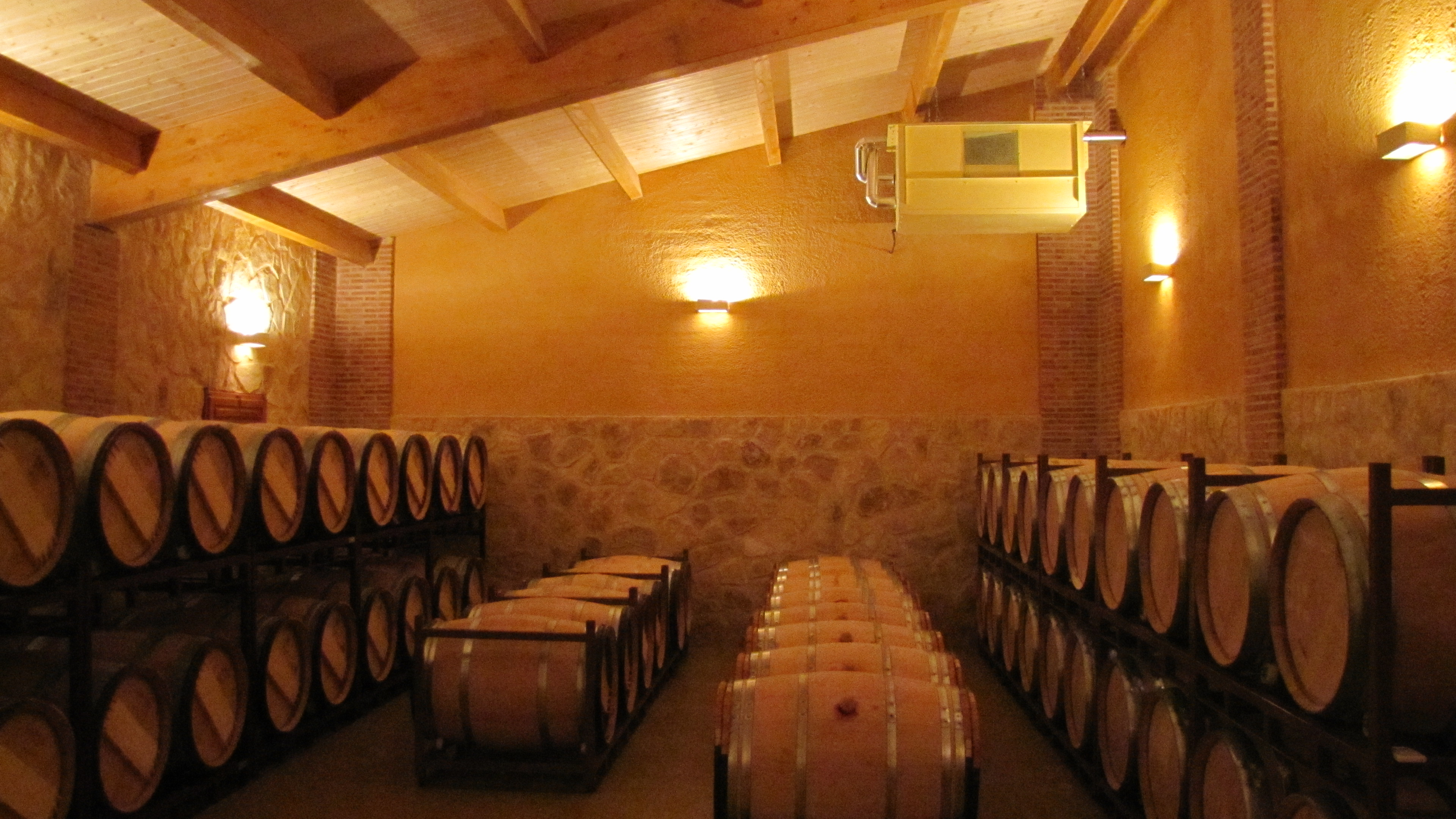
Vino en barricas en una bodega de la D. O. Ribera del Duero

La gastronomía vallisoletana se inserta en la gastronomía castellana. Ocupa un lugar preferente la carne y los asados; uno de los platos más típicos es el asado de lechazo condimentado con agua y sal y cocinado en horno de leña (asado al estilo castellano). Les siguen, el cochinillo o el cabrito y los alimentos de la caza como perdices, codornices y conejo, se cocinan aquí braseados o escabechados. El queso de la zona se elabora con leche de oveja, lo que significa un fuerte sabor en varios grados de curación.
Naturalmente se trata de platos que necesitan para su completo disfrute del pan y del vino, dos elaboraciones que desde hace siglos se elaboran en esta zona. Se pueden degustar decenas de texturas de pan de cereal castellano. De ellos, el más famoso es el pan lechuguino pero también destacan el pan de picos o el cuatro canteros. En Valladolid pueden degustarse vinos de gran calidad como son los adscritos a las cinco denominaciones de origen de la provincia vallisoletana: los tintos de la Denominación de Origen Ribera del Duero, los blancos de Rueda o los rosados de la Denominación de Origen Cigales, la de Toro y la DO Tierra de León.
Un buen postre empieza en Valladolid por la repostería salida de las manos artesanas de los conventos y se complementa con el café de puchero. Se puede acompañar de pastas artesanales, como los mantecados de Portillo (popularmente conocidos como zapatillas) o con los bizcochos de Santa Clara, los empiñonados, los buñuelos de crema o las almendras garrapiñadas.

### Itinerarios culturales
- Camino de Santiago de Madrid, que pasa por puente Duero en su ruta principal, con una ruta alternativa que atraviesa el centro urbano, y continúa en sentido noroccidental hacia Sahagún, donde se une al Camino Francés.
- Huellas de Santa Teresa. Ruta de peregrinación, turística, cultural y patrimonial que reúne las 17 ciudades donde santa Teresa de Jesús dejó su huella en forma de fundaciones.[129] La ruta no tiene un orden establecido o un tiempo limitado ya que cada peregrino o visitante puede realizarla cómo y en el tiempo que desee.

### Deporte

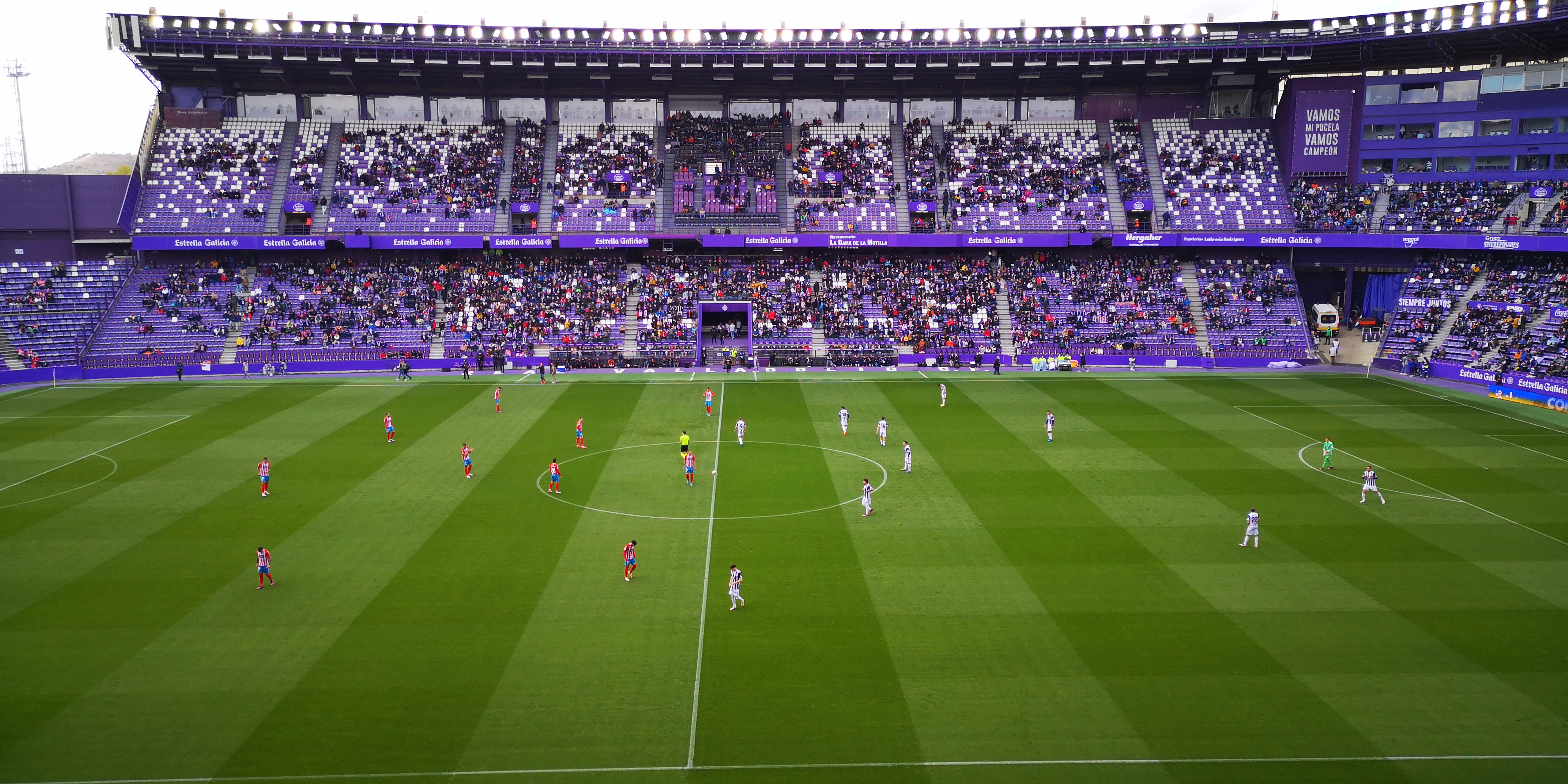
El Real Valladolid juega como local en el Estadio José Zorrilla

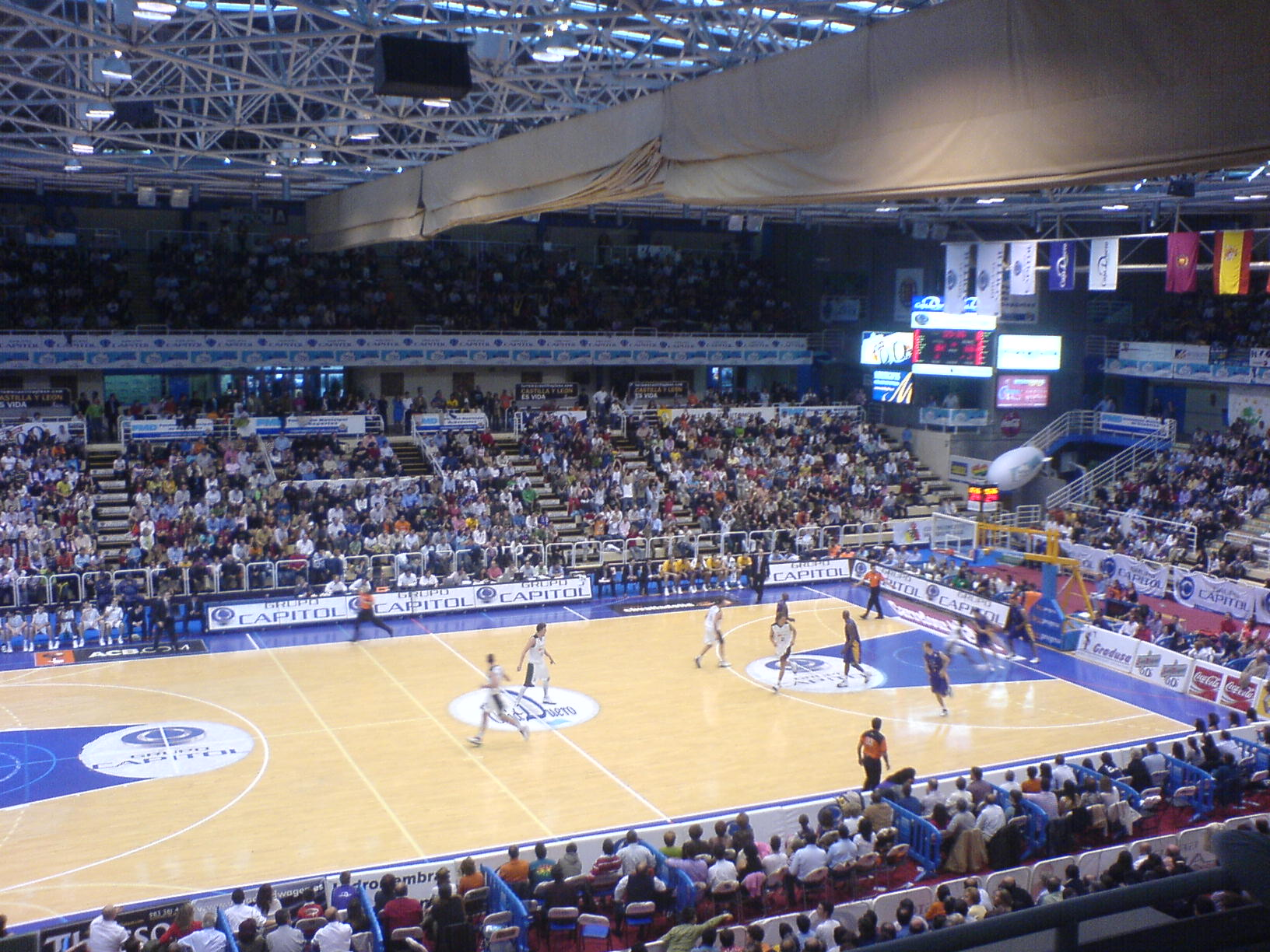
Polideportivo Pisuerga, hogar del CBC Valladolid

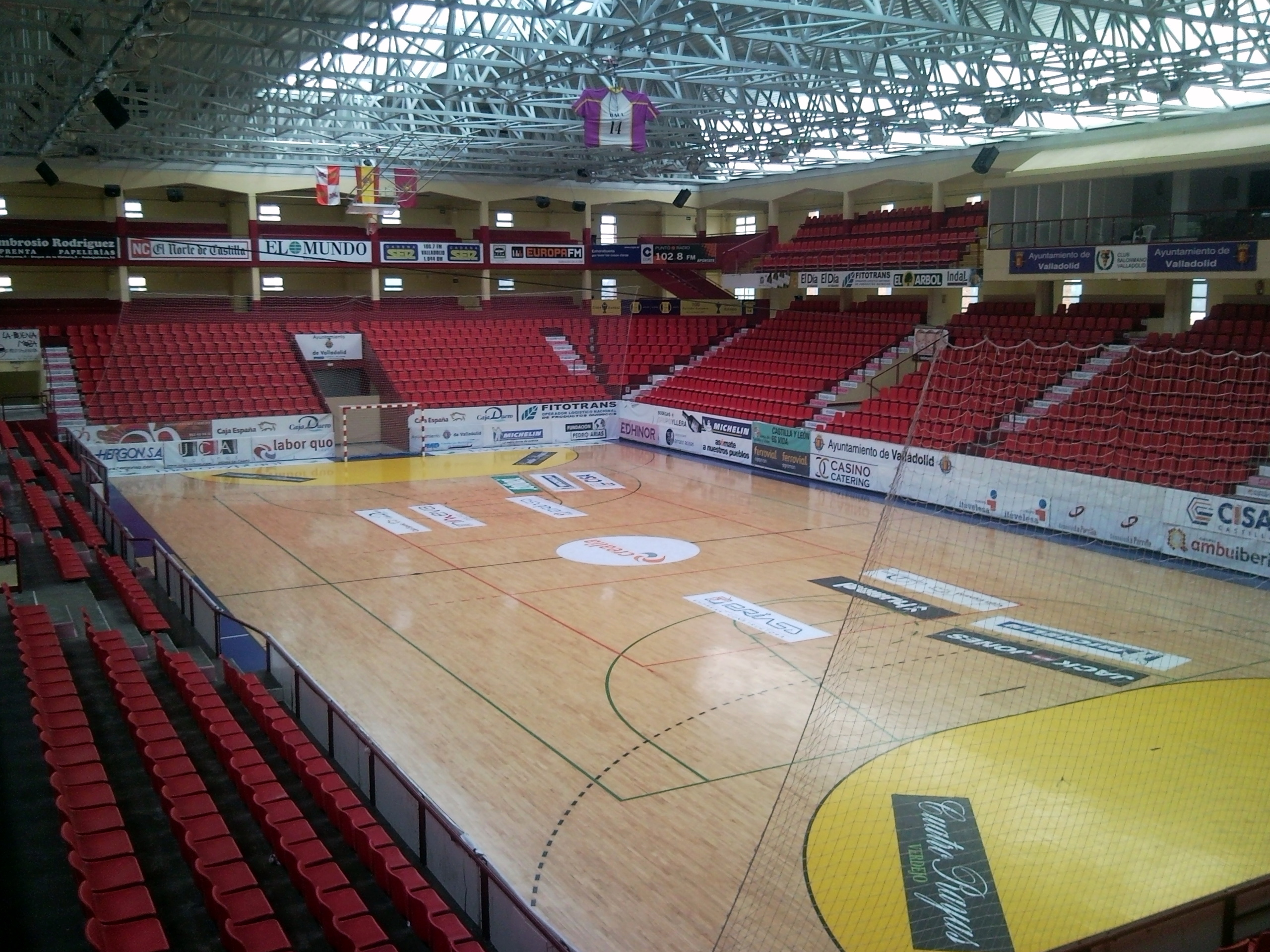
Polideportivo Huerta del Rey, campo local del Balonmano Atlético Valladolid

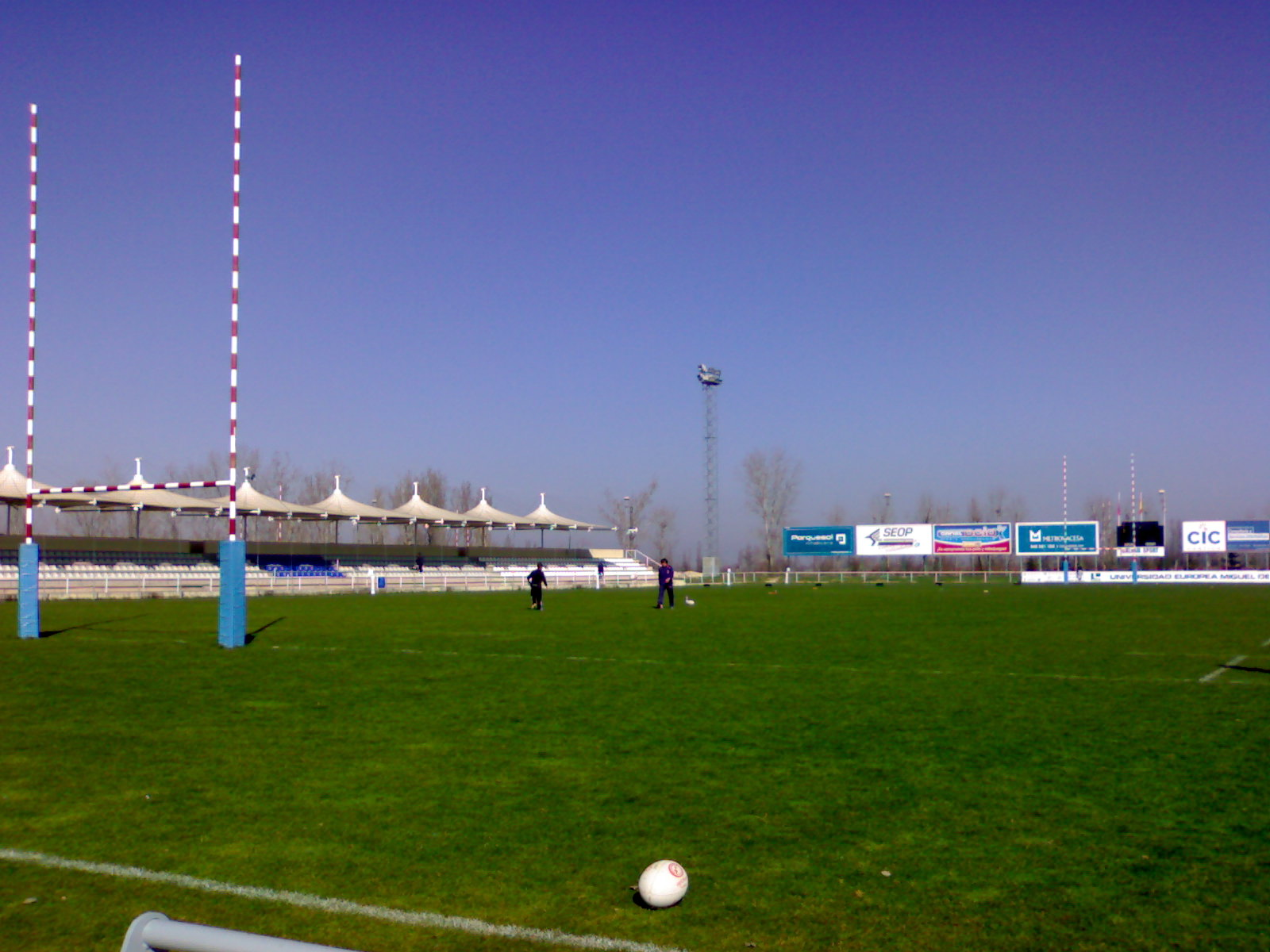
Campos de Pepe Rojo, estadio de los 2 equipos de rugby: VRAC y El Salvador, que son hegemónicos en el rugby nacional

Valladolid es el centro del deporte en Castilla y León, así como un referente deportivo de primera categoría a nivel nacional, al poseer equipos de élite en la mayoría de los deportes más populares, destacando particularmente en la ciudad la práctica del rugby, con dos de los equipos punteros de la División de Honor de rugby, El Salvador y el VRAC, que suman entre los dos, veintidós Campeonatos Nacionales de Liga, quince Copas del Rey y catorce Supercopas de España, habiendo aportado históricamente un importante número de jugadores a la selección española de rugby.
El equipo más representativo de la ciudad es el Real Valladolid, con más de cuarenta temporadas en la Primera División del fútbol español, campeón de una Copa de la Liga en 1984 y dos veces subcampeón de la Copa del Rey de Fútbol. En la actualidad, forma parte de la Segunda División nacional. El equipo disputa sus partidos locales en el Estadio José Zorrilla que cuenta con una capacidad para más de 27 000 personas.

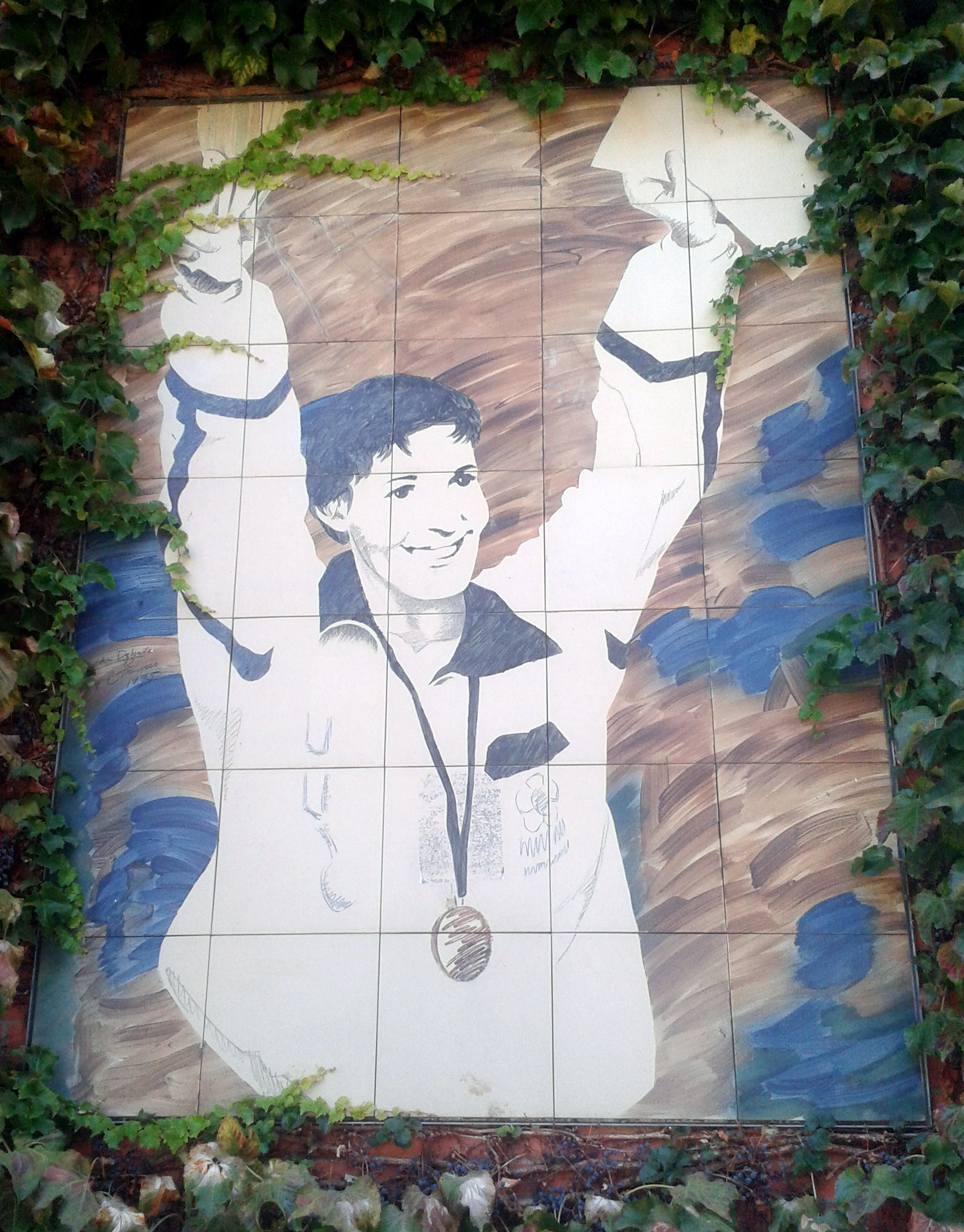
Miriam Blasco, primera deportista española que ganó un oro olímpico

Anualmente se celebra tanto el Trofeo Ciudad de Valladolid como el Trofeo Diputación de Valladolid.
En baloncesto, el Club Baloncesto Ciudad de Valladolid compite en Segunda FEB.
También destacan el BM Aula Cultural que milita en la máxima categoría del balonmano femenino español y el BM Atlético Valladolid creado en 2014 y que milita desde la temporada 2016/2017 en la Liga Asobal (sustituyendo al desaparecido Club Balonmano Valladolid, que ganó una Recopa de Europa, una Copa ASOBAL y dos ediciones de la Copa del Rey de Balonmano); el extinto Club Baloncesto Valladolid, uno de los equipos históricos de la liga ACB de baloncesto y los dos equipos de rugby antes mencionados, el VRAC y el Club de Rugby El Salvador.
La oferta deportiva de Valladolid se completa con destacados equipos de bádminton, siendo el más importante el Club Bádminton Valladolid, tenis de mesa (Collosa Telecyl), baloncesto en silla de ruedas (BSR Valladolid), fútbol sala, hockey en línea (CPLV), varios importantes clubs de piragüismo con base en el Pisuerga y con el Club Atletismo Valladolid, que actualmente está en División de Honor Femenina de Atletismo y Primera División Masculina de Atletismo siendo uno de los clubes más importantes de Castilla y León. Cuenta la ciudad, además, con cuatro campos de golf, múltiples clubs de fútbol, baloncesto, balonmano, tenis, atletismo, natación, ciclismo, voleibol, artes marciales, deportes autóctonos, caza y pesca, así como clubs e instalaciones deportivas de otras disciplinas.
Además es la ciudad de deportistas de alto nivel como Mayte Martínez, Rubén Baraja, Laura López Valle, Isaac Viciosa, Miriam Blasco o Roldán Rodríguez (la mayoría ya retirados de la alta competición) y jóvenes atletas como Álvaro Rodríguez o Mohamed Elbendir y la nadadora paralímpica Amaya Alonso.
Destacan también el piragüista Narciso Suárez, bronce en Los Ángeles 1984; Diego Criado, copiloto del primer globo español en sobrevolar el Polo Norte geográfico; los boxeadores Nani Rodríguez y Alfonso Cavia 'El Cubi'; la amazonas Reyes Martín García-Abril, ganadora del Gran Premio y la Copa del Mundo de Hípica; el nadador Ramiro Cerdá; el cazador Faustino Alonso; el jugador de baloncesto Pepe Moratinos; el jugador de hockey en línea Ángel Ruiz; y Juan Manuel Couder, vencedor del Campeonato de España de Tenis en los años 1955, 1956, 1965 y 1966 y vencedor del Abierto de Canadá en 1962.
Valladolid ha acogido varios eventos deportivos relevantes, habiendo sido sede de la Copa Mundial de Fútbol de 1982, del Campeonato Mundial de Gimnasia Rítmica de 1985, de la final del Campeonato de Europa de Fútbol sub-21 de 1986, de la Fase Final de la Willi Brinkmann Eurocup de baloncesto en silla de ruedas en el 2009, de la Liga Europea de voleibol, así como de importantes pruebas ciclistas (entre ellas múltiples etapas de la Vuelta Ciclista a España), campeonatos de tenis, veladas de boxeo, concursos hípicos, etc. En 2016 y 2017 se celebró la final de la Copa del Rey de Rugby en el Estadio José Zorrilla con más de 26 000 espectadores en las gradas, que lo convirtió en el partido entre dos equipos españoles (El Salvador y VRAC) con más público en las gradas. En las cercanías de Valladolid también se encuentran las sedes de dos importantes concentraciones motociclistas anuales de carácter internacional: Pingüinos y Motauros (Tordesillas).
Los medallistas olímpicos vallisoletanos han sido: Adolfo Mengotti (plata en fútbol en París 1924, compitiendo con Suiza), Marcelino Gavilán y Ponce de León (plata en equitación en Londres 1948), Ángel León Gozalo (plata en pistola libre 50 m en Helsinki 1952), José Luis Llorente (plata en baloncesto en Los Ángeles 1984), Narciso Suárez Amador (bronce en piragüismo en aguas tranquilas en Los Ángeles 1984), Miriam Blasco (oro en judo en Barcelona 1992), Fernando Hernández Casado y Raúl González Gutiérrez (ambos bronce en balonmano en Atlanta 1996), Laura López Valle (plata en natación sincronizada en Pekín 2008) y Juan Carlos Pastor (bronce en balonmano en Pekín 2008, como entrenador).

### Medios de comunicación

#### Periódicos
- El Norte de Castilla
- El Día de Valladolid
- Diario de Valladolid

#### Emisoras de radio
- SER Radio Valladolid - 106.7 FM / SER+ 101.9 FM/ 1044 OM
- Cadena Dial Valladolid - 100.4 FM
- LOS40 Valladolid - 90.9 FM
- LOS40 Classic Valladolid - 98.1 FM
- Mortal FM Valladolid - 88.9 FM (Radio Local de música electrónica)
- Onda Cero Valladolid - 105.2 FM
- Europa FM Valladolid 94.4 FM.
- RNE 1 Valladolid - 97.3 FM / 729 OM, DAB+:9A
- Radio Clásica (RNE-CLAS) Valladolid 93.1 FM, DAB+:9A
- Radio 3 RNE 3 Valladolid- 92.2 FM, DAB+:9A
- RNE 5 - Valladolid Valladolid - 95.1 FM / 936 OM, DAB+:9A
- Kiss FM (España) Valladolid - 99.4 FM
- Cadena 100 Valladolid - 88.5 FM
- COPE Valladolid - 104.5 FM / COPE+ 101.2 FM
- VIVE! Radio 99.9 FM (Emisora Regional Privada)
- Radio Marca Valladolid 101.5 FM
- esRadio Valladolid 102.8 FM
- Radio UVA (Universidad de Valladolid) 107.5 FM

#### Cadenas de televisión
- Castilla y León Televisión
- La 8 Valladolid (Parte de CYL Televisión, cadena autonómica)

## Ciudades hermanadas
Valladolid participa activamente en la iniciativa de hermanamiento de ciudades promovida, entre otras instituciones, por la Unión Europea. A partir de esta iniciativa se pretenden establecer lazos con las siguientes ciudades con la celebración de ciclos culturales, intercambios o eventos deportivos:
- Morelia, México, antiguamente denominada Valladolid (1978)
- Lille, Francia (1987)
- Orlando, Estados Unidos (2006)
- Florencia, Italia (2007)
- Lecce, Italia (2009)
- Ahmedabad, India (2017)
- Valladolid, México (2022)

Ciudades amigas
- Boston, Estados Unidos
- Guadalajara, México